# Chinesische Kunst

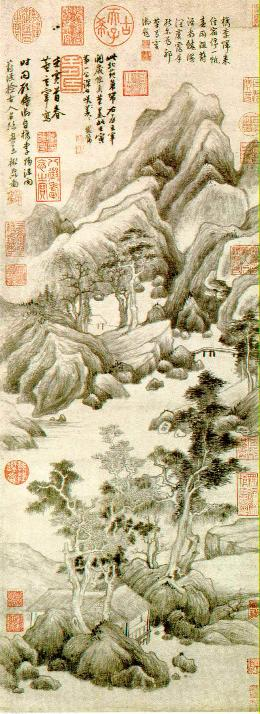
Landschaftstuschbild von Dǒng Qíchāng (1555–1636)

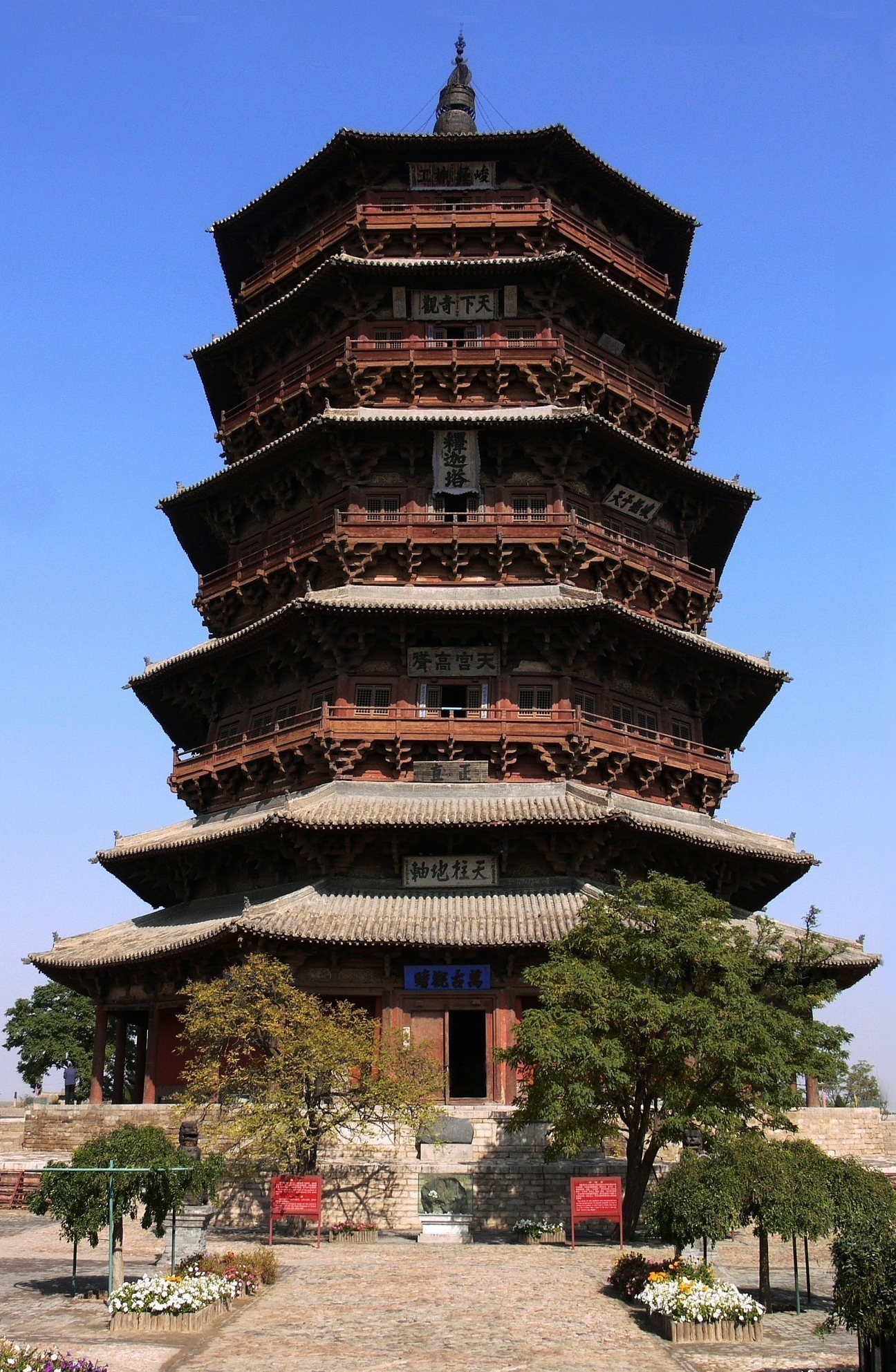
Pagode des Fogong-Tempels, erbaut 1056

Chinesische Kunst ist die Kunst, die ihren Ursprung im alten oder modernen China hat oder von chinesischen Künstlern ausgeübt wird, und damit ein Ausdruck der chinesischen Kultur ist.

## Allgemeines
Anders als im „Abendland“, dessen Kunstgeschichte immer wieder starke Einschnitte in Form von Stilwechseln erlebt hat, ist die chinesische Kunst über Jahrhunderte hinweg von einer erstaunlichen Kontinuität geprägt. In der Ming-Novelle (14. bis 17. Jahrhundert) ist noch weithin ihr Vorbild aus der Tang-Zeit (7. bis 10. Jahrhundert) zu erkennen. Landschaftsgemälde eines Qing-Malers (17. bis 20. Jahrhundert) sind im Grunde ähnlich aufgebaut wie jene der Song-Dynastie (10. bis 13. Jahrhundert). Ein Grund dafür ist der in China von jeher verbreitete „Respekt vor der Tradition“. Nicht die Schaffung von Neuem war primäres Ziel der Künstler, sondern die möglichst originalgetreue Nachahmung der Vorbilder der Alten – die im Übrigen in keiner Weise als Plagiat oder in anderer Weise als unlauter empfunden wird. Letztlich fußt diese Auffassung im konfuzianischen Weltbild, das unter anderem Schüler die Verehrung des Meisters gebietet.
Aber auch die anderen in China verbreiteten religiösen und philosophischen Lehren gewannen immer wieder erheblichen Einfluss auf das Kunstschaffen. Weder die chinesische Malerei noch die Gedichte der Tang-Poeten wären etwa ohne den Daoismus denkbar. Schon thematisch befassen sie sich häufig mit dem Postulat eines Lebens im Einklang mit der Natur. Aber auch die Maltechnik verrät Einflüsse der daoistischen Yin-und-Yang-Lehre, etwa in dem dialektischen Wechsel zwischen bemalten und leeren Flächen, oder in dem Gegensatz zwischen „nassen“ und „trockenen“ Pinselstrichen. Daneben tauchen natürlich auch Figuren der daoistischen Mythologie immer wieder in Werken der chinesischen Kunst auf. Schwächer ausgeprägt sind indes die Einflüsse des Buddhismus, zumal dieser im Laufe der Zeit ohnehin teilweise bis zur Unkenntlichkeit sinisiert wurde. Ab dem 16. Jahrhundert traten, insbesondere vermittelt durch die Tätigkeit europäischer Missionare, auch westliche Einflüsse hinzu.
Träger der chinesischen Kunst waren schon aus finanziellen Gründen größtenteils der Kaiserhof bzw. höfische und Gelehrtenkreise. Daneben gab es besonders in der Literatur und Malerei auch einsame Künstlerpersönlichkeiten, die ihre Werke fernab der Menschen in ländlicher Gegend, in Gebirgstälern o. ä. schufen. Meist handelt es sich hierbei aber um Gelehrte oder gar ehemalige Beamte, die aus Frustration oder Empörung über die herrschenden politischen Zustände der Welt den Rücken gekehrt hatten. Ein Anstieg dieser Bewegung war üblicherweise nach Dynastiewechseln zu beobachten, in besonderem Maße, als Mitte des 17. Jahrhunderts die Mandschu als Qing-Dynastie die Macht übernommen hatten.
Ausstrahlungswirkungen der chinesischen Kunst sind im gesamten ostasiatischen Raum zu beobachten. Besonders ausgeprägt sind sie naturgemäß in Gebieten, die zeitweise unter chinesischer Herrschaft standen wie die „Vasallenstaaten“ Korea und Vietnam, oder von Chinesen besiedelt wurden (Singapur, Malaysia, Indonesien). Aber auch die japanische Kunst verdankt dem Reich der Mitte in dieser Hinsicht sehr viel. In manchen Teilbereichen gelang es den Epigonen sogar, ihr Vorbild zu überflügeln, wie etwa in der in Japan zu höchster Blüte gelangten Lackkunst. Ab dem 16. Jahrhundert wurden chinesische Kunstwerke – insbesondere auch Porzellan – in größerem Umfang nach Europa exportiert, wo sie Einfluss auf die abendländische Kunst gewannen.
Die Kunst Taiwans sowie die der chinesischen Emigranten kann als Teil der chinesischen Kunst betrachtet werden, in der sie ihre Wurzeln hat.

## Historische Entwicklung bis 221 v. Chr.

### Neolithische Töpferkunst
Frühe Formen chinesischer Kunst wurden in der jungsteinzeitlichen Yangshao-Kultur (仰韶文化) gefunden, die bis ins 6. Jahrtausend v. Chr. zurückreicht. Archäologische Funde wie die der Banpo-Siedlung haben gezeigt, dass in der Yangshao-Zeit bereits Töpferei betrieben wurde; die frühen Keramik-Erzeugnisse waren oft unbemalt und wiesen häufig plastische Kordelstrukturen auf. Zu den frühesten Zierelementen gehörten Fische und menschliche Gesichter, die sich aber letztlich zu symmetrisch-geometrischen abstrakten Mustern entwickelten, viele davon gemalt.
Hervorstechendstes Merkmal der Yangshao-Kultur war der extensive Gebrauch bemalter Töpferwaren, insbesondere mit menschlichen Gesichtern, Tierdarstellungen und geometrischen Mustern. Anders als die spätere Longshan-Kultur kannte die Yangshao-Kultur noch nicht die Töpferscheibe. Nach Erkenntnissen der Archäologen basierte die Yangshao-Gesellschaft auf matriarchalisch organisierten Clans. Ausgrabungen haben gezeigt, dass Kinder in bemalten Töpfergefäßen beerdigt wurden.

### Jade-Kultur
Die Liangzhu-Jade-Kultur war die letzte jungsteinzeitliche Jade-Kultur im Yangzi-Delta und dauerte etwa 1300 Jahre. Die Jadekunst dieser Zeit prägen fein ausgearbeitete große Ritualgefäße wie etwa Cong-Röhren, Bi-Scheiben, Yue-Äxte sowie Anhänger und Amulette in Form von fein ziselierten Vögeln, Schildkröten oder Fischen. Die Liangzhu-Jade zeichnet sich durch ihre milchig weiße Farbe aus, die auf ihren tremolitischen Ursprung zurückzuführen ist.

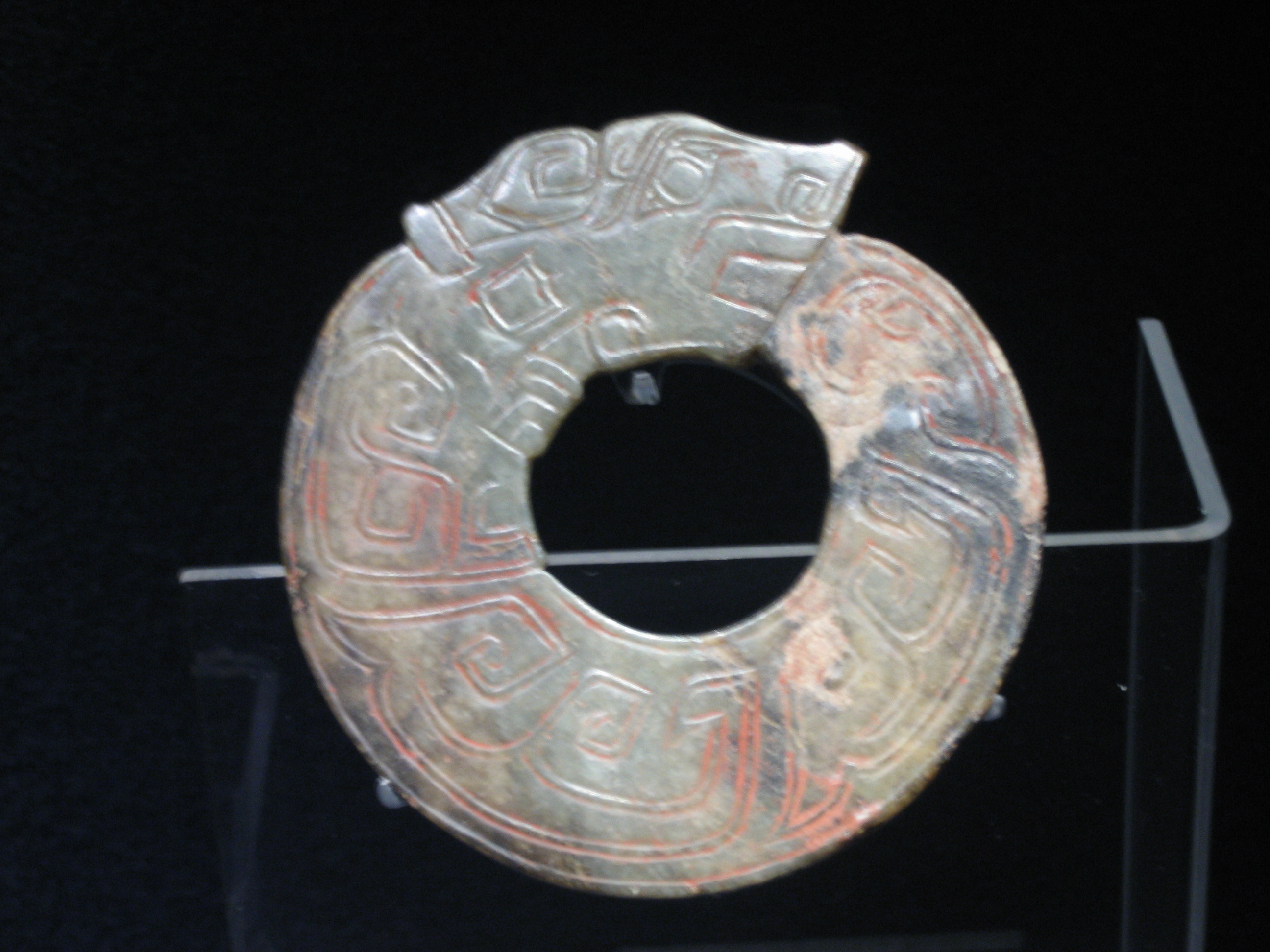
Bi-Scheibe (Shang)
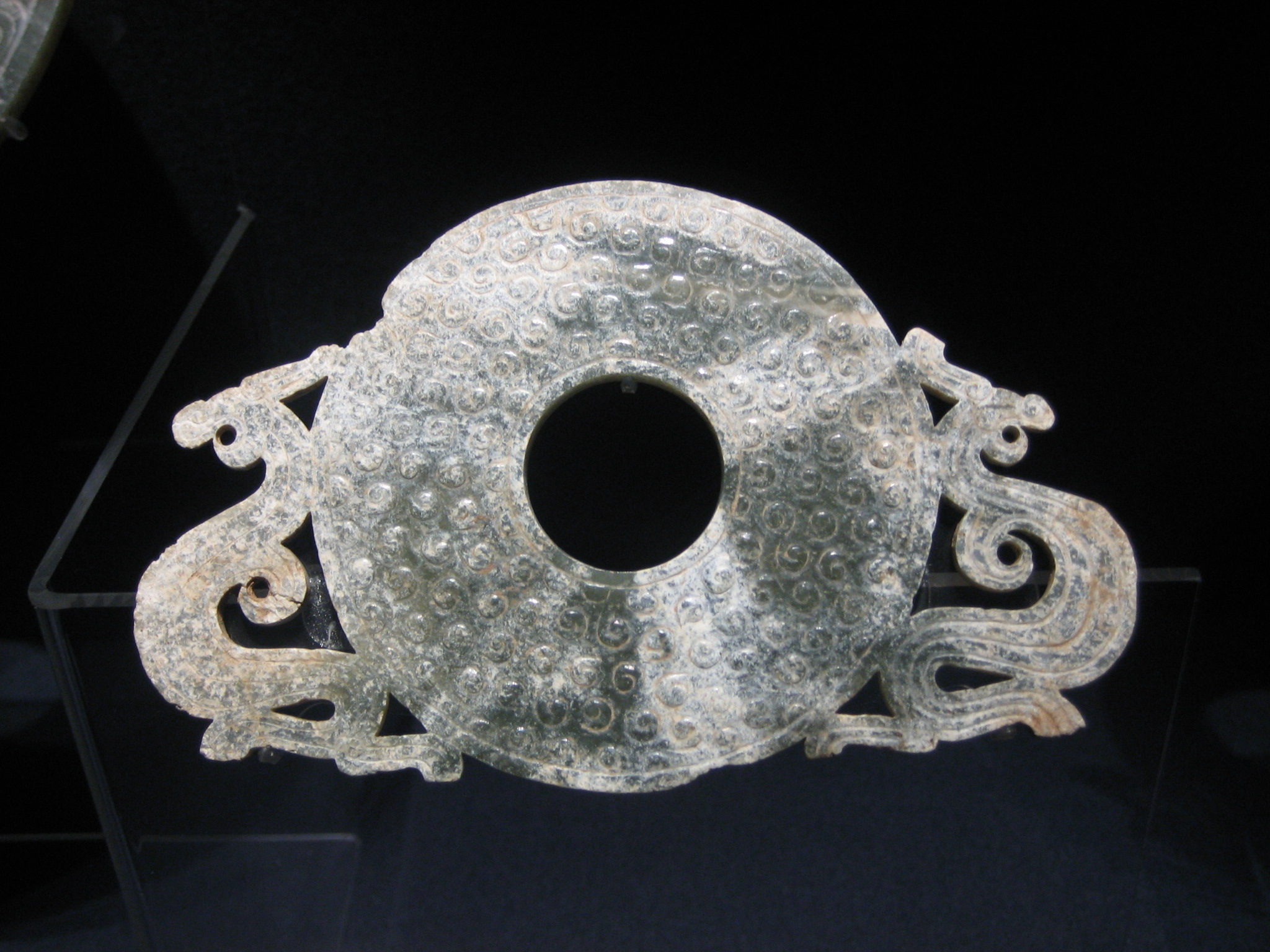
Bi-Scheibe (Zhou)
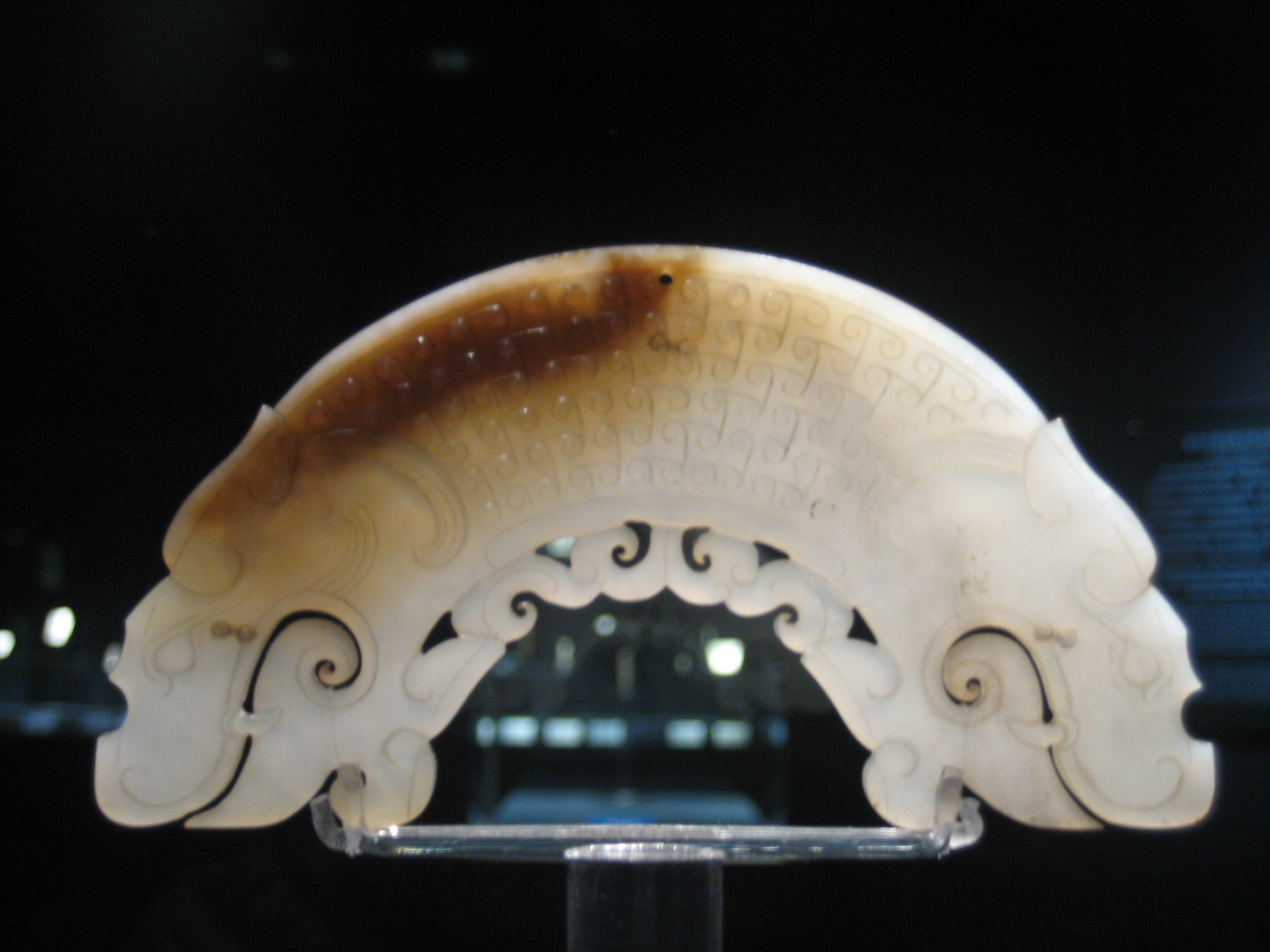
Doppelköpfiger Jadedrache (Zhou)
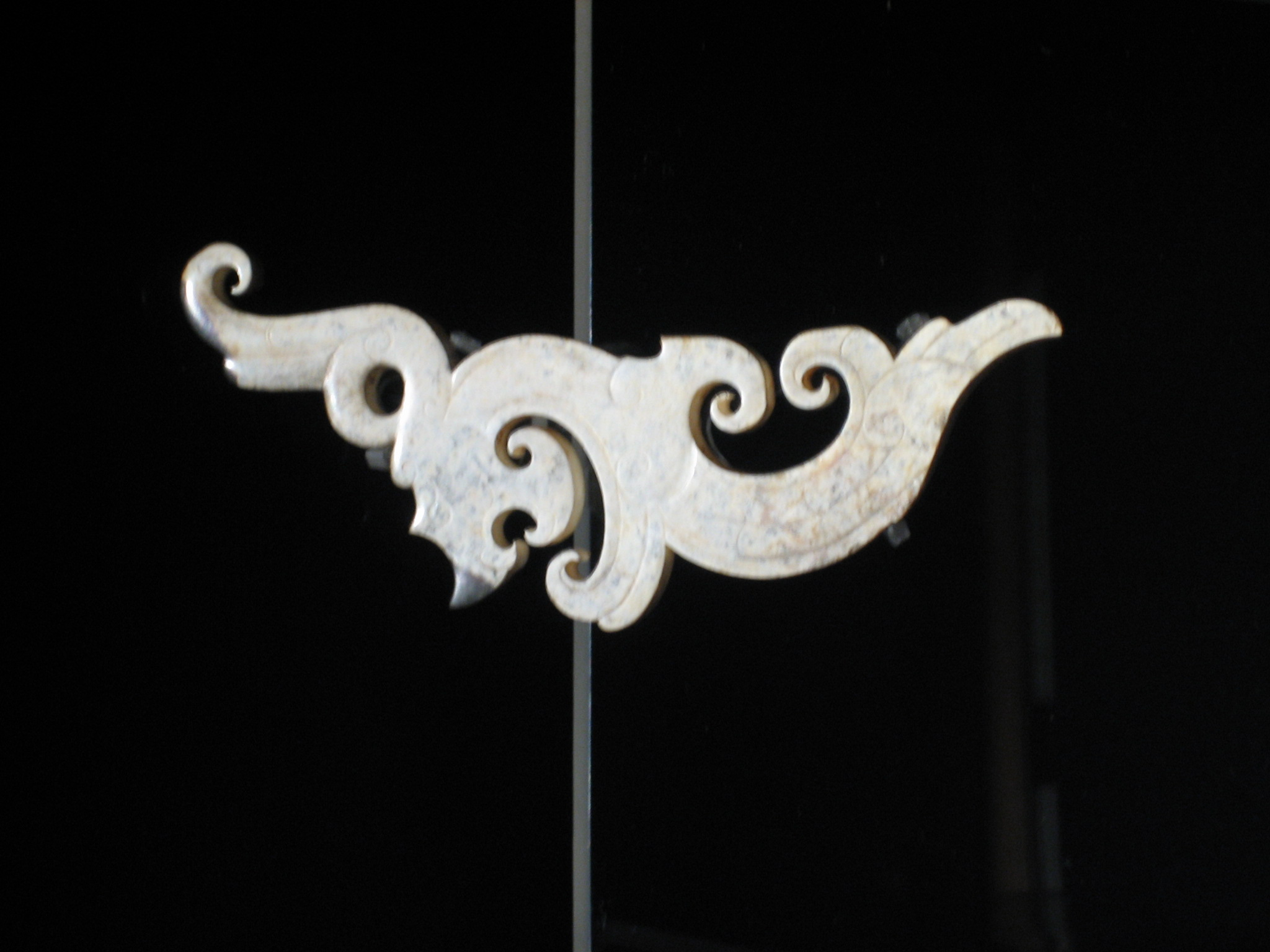
Jadedrache (Zhou)

### Bronzekunst
Die Bronzezeit begann in China mit der Shang-Dynastie, die für ihre detailfreudige Bronzekunst bekannt ist. Die Schmiede der Epoche arbeiteten gewöhnlich in Werkstätten außerhalb der Städte und stellten dort insbesondere Ritualgefäße sowie Wagenbeschläge her. Die Bronzegefäße dienten der Aufnahme verschiedener Flüssigkeiten, die bei religiösen Zeremonien verwendet wurden. Hübsch anzusehen sind die Ku- und Jue-Gefäße, am eindrucksvollsten erscheint aber das Ding, ein dreifüßiger Krug.
Auf Gefäßen der Shang-Zeit wurde typischerweise die gesamte verfügbare Oberfläche mit Dekor versehen, häufig mit stilisierten Formen real existierender wie imaginärer Tiere. Das verbreitetste Motiv ist das Taotie, ein flächig-symmetrisch dargestelltes Fabelwesen. Nach einer Interpretation soll es sich dabei um einen lüsternen Mann handeln, der zur Strafe dazu verdammt worden ist, eine der vier Himmelsecken gegen bösartige Ungeheuer zu verteidigen. Nach anderer Auffassung ist Taotie ein Monster, das nur aus einem Kopf besteht und daher bei seinen Versuchen, Menschen zu verschlingen, sich nur selbst verletzt.
Beim Übergang von der Shang- zur Zhou-Dynastie wandelten sich allmählich Form und Funktion der Bronzen. Sie dienten nunmehr in stärkerem Maße weltlichen Zwecken. In der Zeit der Streitenden Reiche wurden die Bronze-Gefäße sogar zum Objekt ästhetischen Genusses: Häufig traten nun Bankett- und Jagdszenen auf, während andere abstrakte Muster mit Gold- und Silbereinlagen sowie kostbaren Edelsteinen aufwiesen. Auch wurden verstärkt polierte Bronzespiegel hergestellt.
Große Wertschätzung erfuhren die Bronzen der Shang-Zeit später in der Song-Dynastie. Sie beruhte nicht nur auf ihr Form und Gestaltung, sondern auch auf der grünen, blauen und manchmal sogar rötlichen Patina, die sie aufgrund chemischer Prozesse angesetzt hatten, solange sie vergraben waren. Die Beschäftigung mit der frühen chinesischen Bronzekunst ist ein Spezialgebiet der Kunstgeschichte.

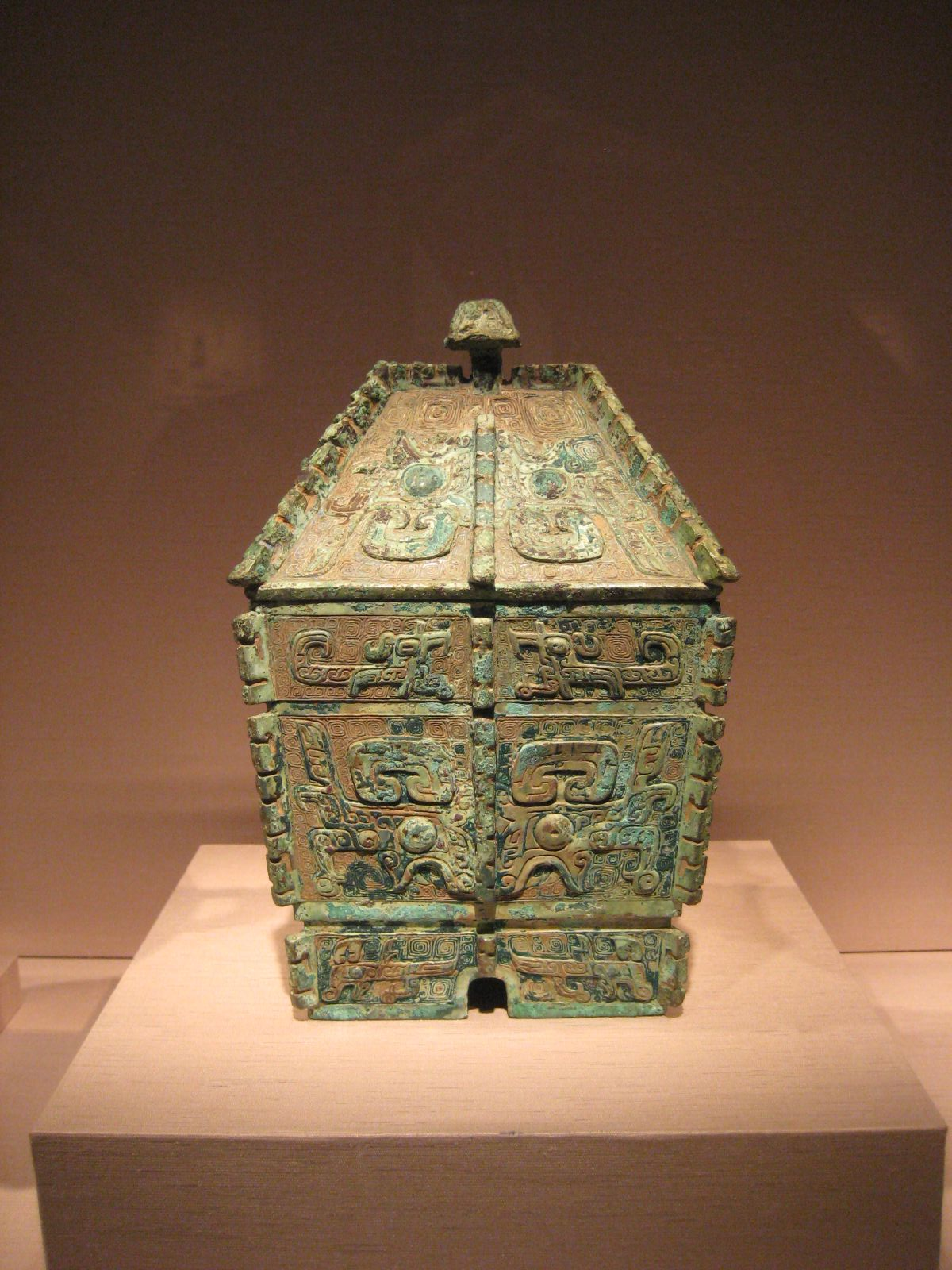
Fangyi-Gefäß (Shang)
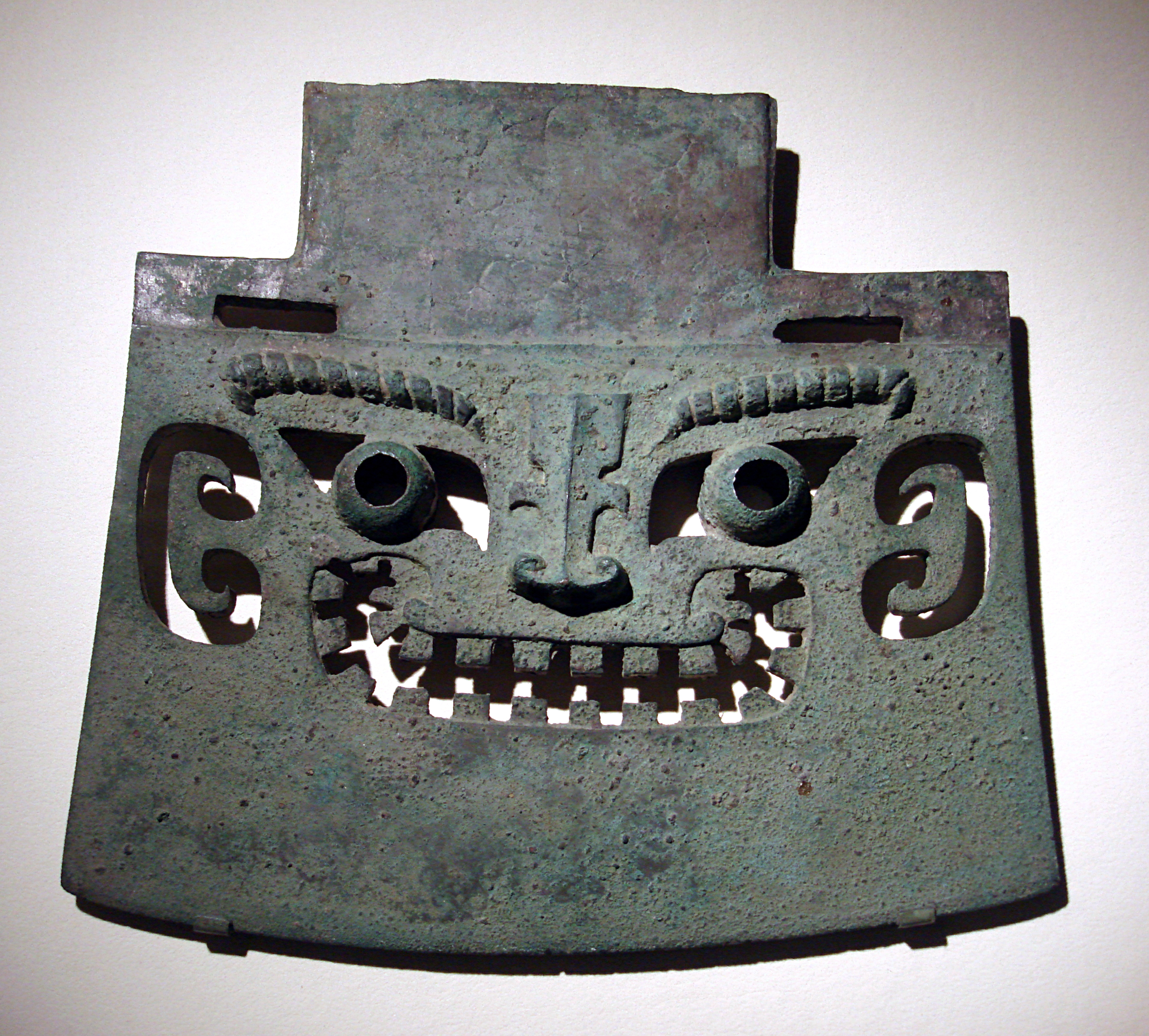
Ritualaxt (Shang)
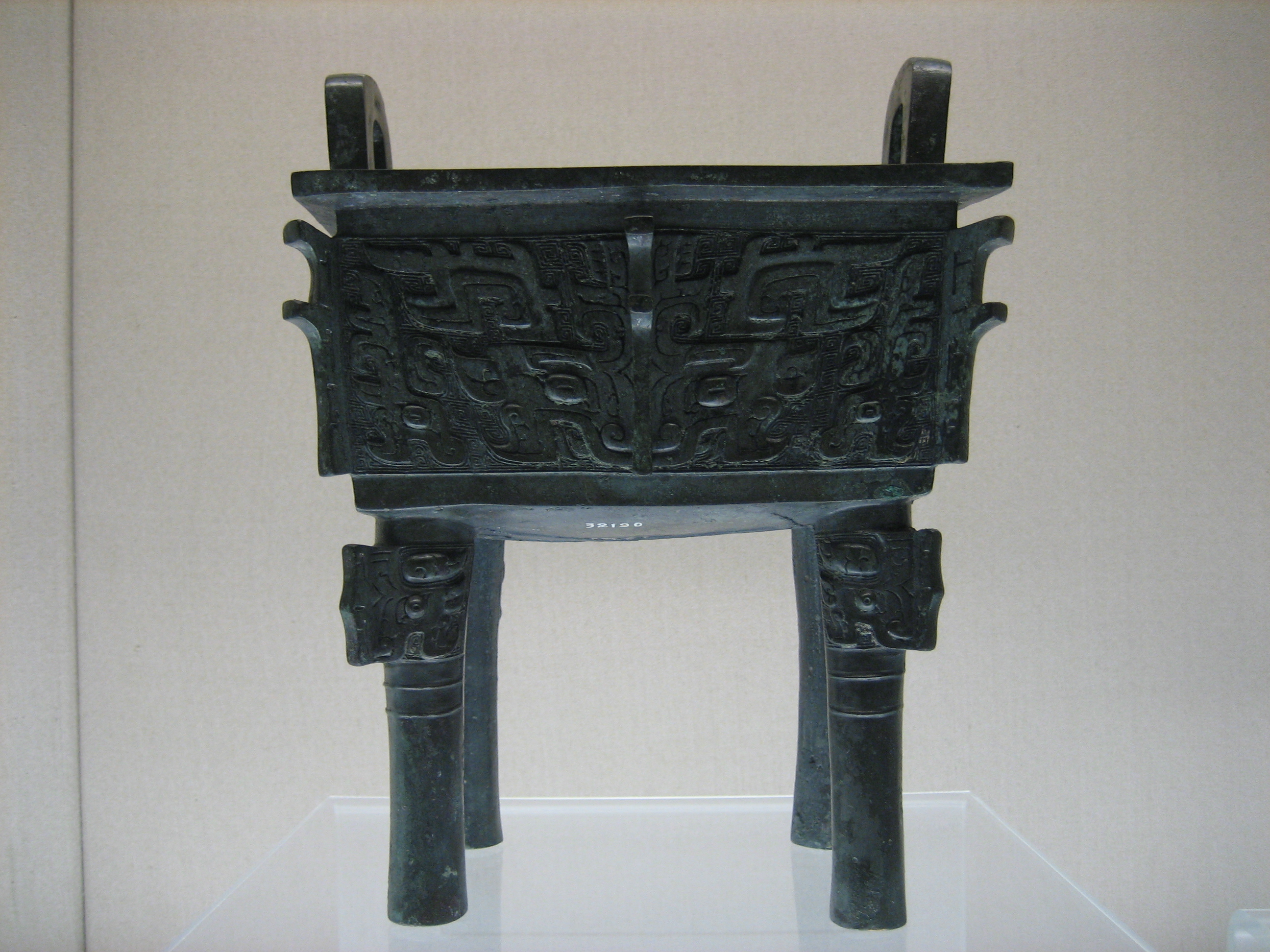
Ding-Gefäß (Zhou)
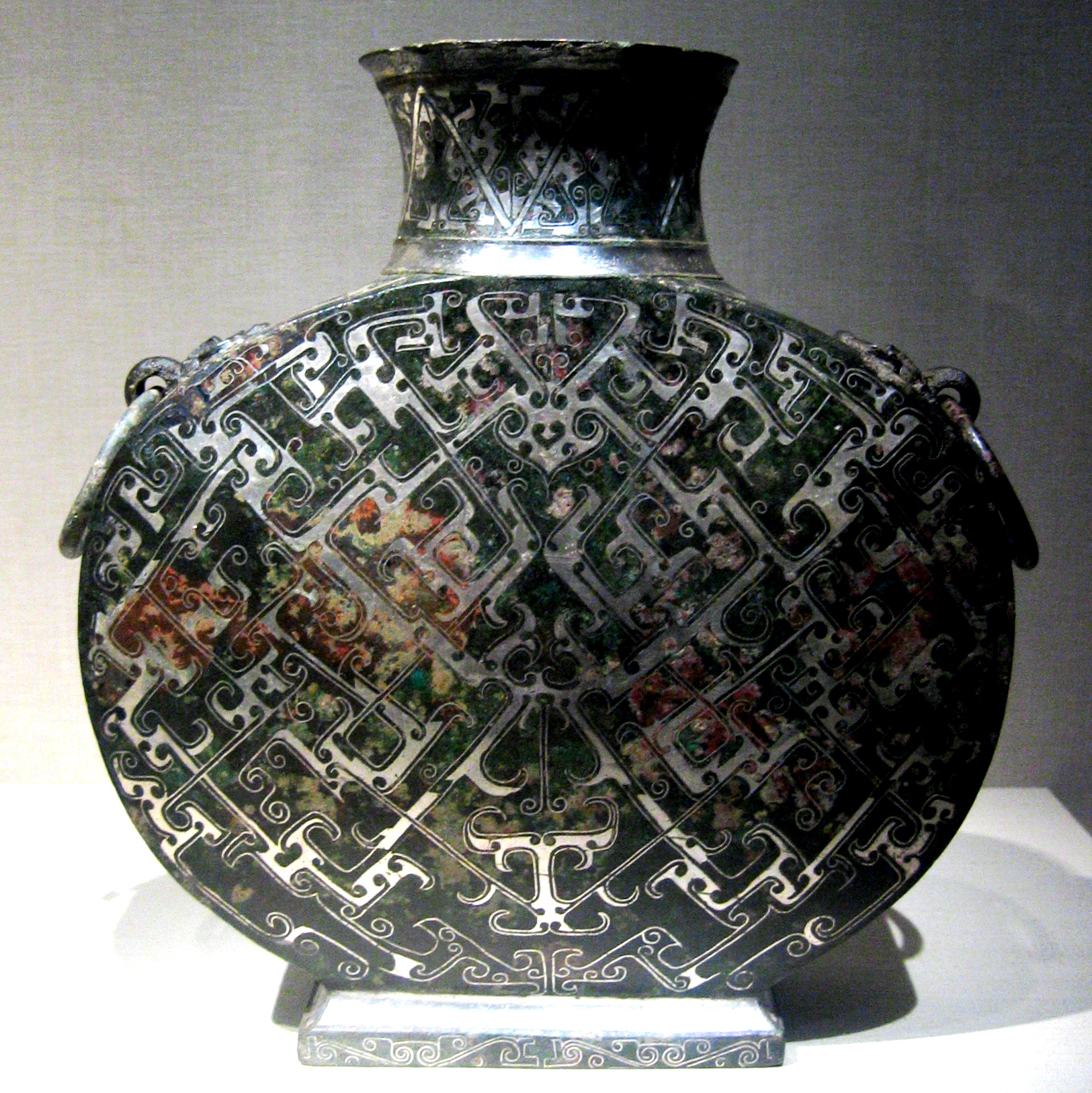
Kanne (Zhou)

### Frühe chinesische Musik

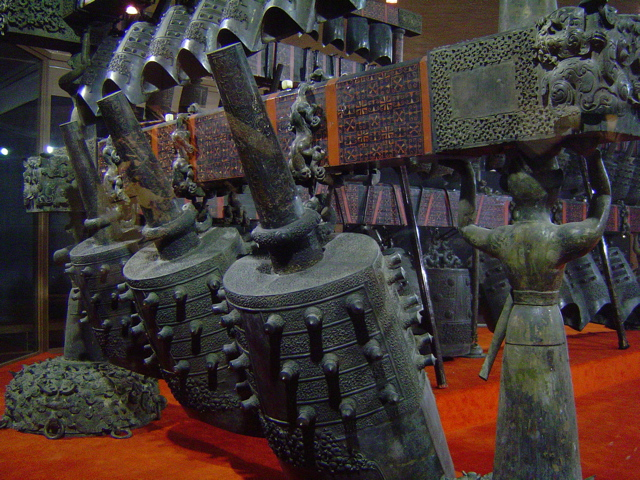
Bronzeglocken, Zhou-Zeit

Die Ursprünge der chinesischen Musik und Dichtkunst dürften im Buch der Lieder (詩經 Shījīng) liegen. Das zwischen 1000 und 600 v. Chr. verfasste Werk enthält Volksweisen, religiöse Weihegesänge und Staatshymnen, aber auch Minne-, Kriegs-, Fasten- und Klagelieder aller Art. Insbesondere die Liebeslieder bestechen durch die Frische und Unschuld ihrer Sprache.
Die frühe chinesische Musik basierte vor allem auf Schlaginstrumenten wie der Bronzeglocke, die von außen mit einem Rammstößel zum Klingen gebracht wurde; oft wurden ganze Reihen von Glocken in hölzernen Gestellen aufgehängt. Im Inneren von Glocken wurden Kratz- und Schleifspuren gefunden, die vermutlich auf das „Stimmen“ der Glocke zurückzuführen sind. In der Zeit der Streitenden Reiche wurden die Schlaginstrumente allmählich durch Streich- und Blasinstrumente (Rohrflöten) abgelöst.
Bezeichnenderweise wird das zweite Schriftzeichen des Wortes Musik (音乐; yīnyuè) genauso geschrieben wie Freude (快乐; kuàilè). Konfuzius (孔子; Kǒng Zǐ; 551–479 v. Chr.) und seine Schüler räumten der Musik großen Stellenwert ein, da sie ihrer Ansicht nach die Macht hatte, die Menschen friedfertig und ausgeglichen zu stimmen, aber auch umgekehrt mutlos und streitsüchtig. Nach Xúnzǐ (荀子; 298–220 v. Chr.) war die Musik ebenso wichtig wie das Lǐ (礼; „Sitte“), ein zentraler Begriff des Konfuzianismus. Mòzǐ (墨子; Ende 5. Jahrhundert v. Chr.), ein Gegenspieler des Konfuzianismus, betrachtete Musik indes als rein ästhetische Kategorie und damit als nutzlose Zeitverschwendung.

### Frühe Dichtkunst
Zum berühmten Buch der Lieder (詩經; Shījīng) trat später die Sammlung Gesänge aus Chu (楚辭; Chǔcí), die vorwiegend aus dem halblegendären Qū Yuán (屈原; 340–278 v. Chr.) und seinem Nachfolger Sòng Yù (宋玉; 4. Jahrhundert v. Chr.) zugeschriebenen Werken besteht. Die Lieder dieser Sammlung sind in einem lyrischeren und romantischeren Ton gehalten und stehen damit gegenüber dem Shījīng für eine andere Überlieferung für eine andere Tradition klassisch-chinesischer Dichtkunst.

### Chu und die Kultur des Südens
Eine reichhaltige Quelle frühchinesischer Kunst war der im Yangzi-Tal gelegene Staat Chu. Ausgrabungen in Chu-Gräbern haben gemalte Holzplastiken zu Tage gebracht, weiter Jadescheiben, Glasperlen, Musikinstrumente sowie eine reichhaltige Sammlung von Lackwaren. Häufig sind die Lackgegenstände fein bemalt, entweder Rot auf Schwarz oder umgekehrt. In Changsha (Provinz Hunan) wurde die älteste Seidenmalerei der Welt gefunden; sie zeigt eine Frau in Gesellschaft eines Phönix und eines Drachen, zwei in der chinesischen Kunst sehr häufig vertretenen Fabelwesen.
Eine Auswahl der Chu-Dichtung hat auch in Form des bereits genannten Chǔcí überlebt. Häufig werden die Texte mit Schamanismus in Verbindung gebracht. Die Beschreibungen fantastischer Landschaften stellen Chinas erste Naturdichtung dar. Das längste Gedicht, „Im Griff der Sorge“ (Lisao), wurde vermutlich von der tragischen Figur des Qū Yuán als politische Allegorie geschrieben.

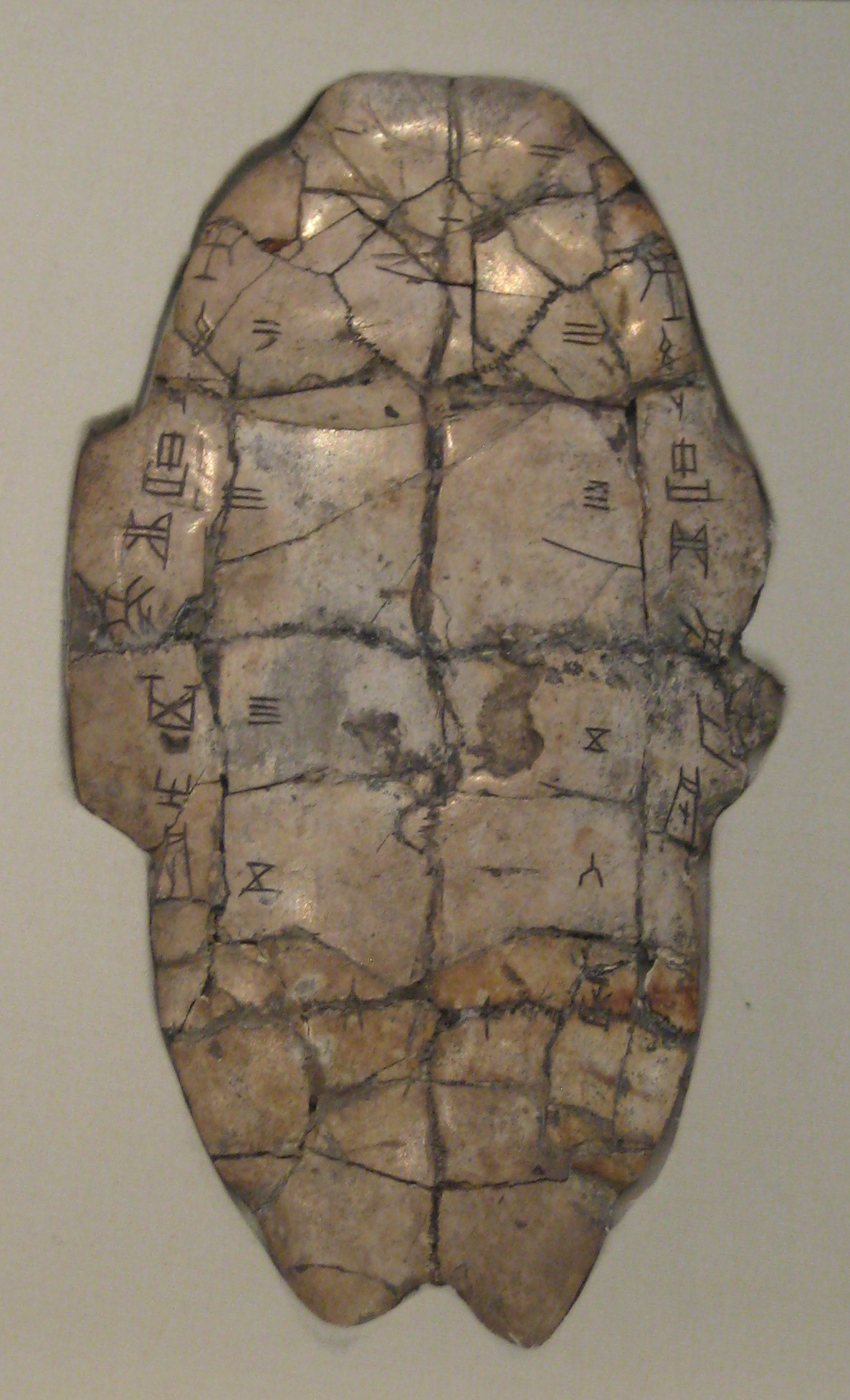
Orakelknochen (Shang)
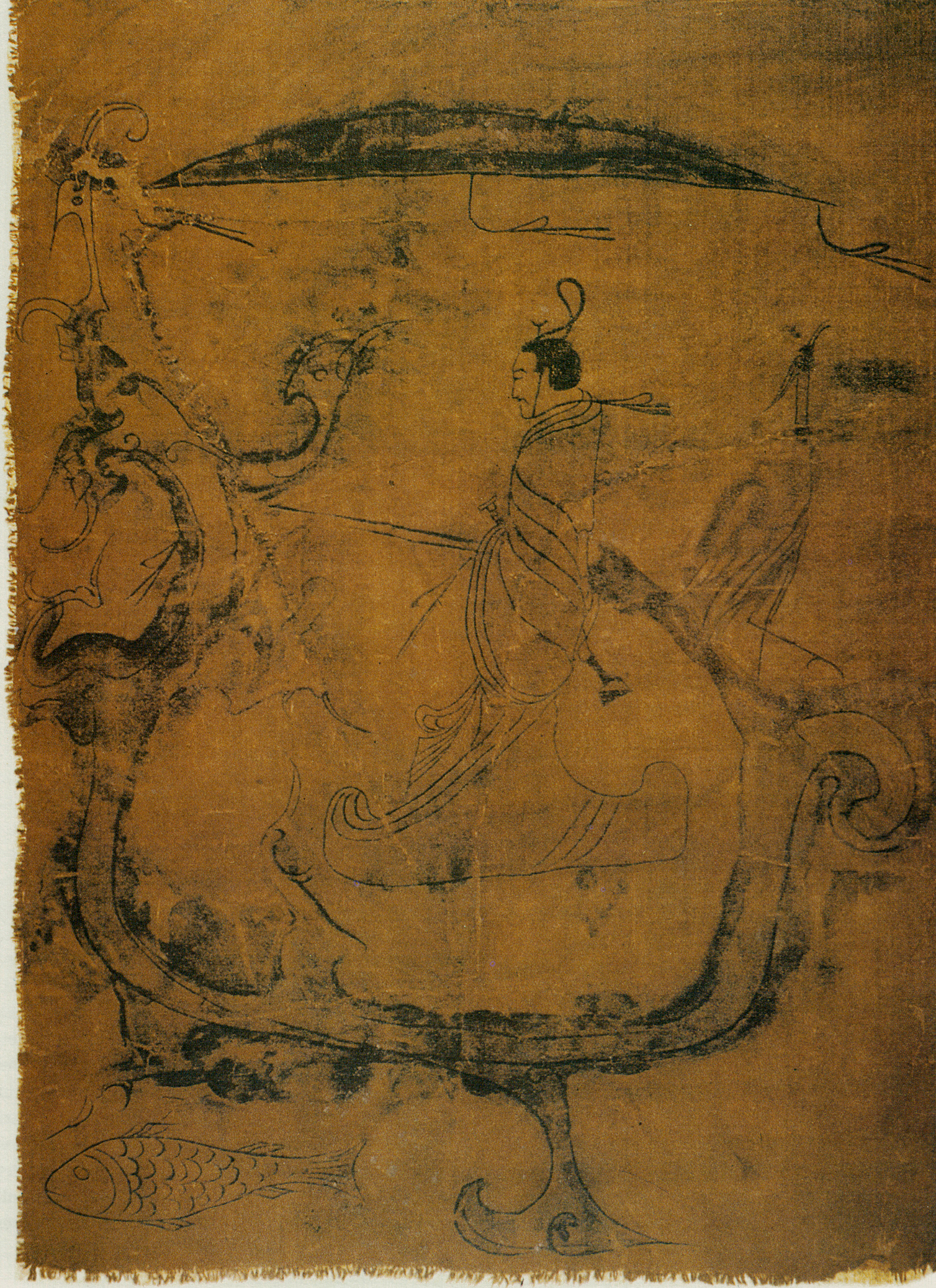
Malerei auf Seide (Zhou, 6. Jahrhundert v. Chr.)
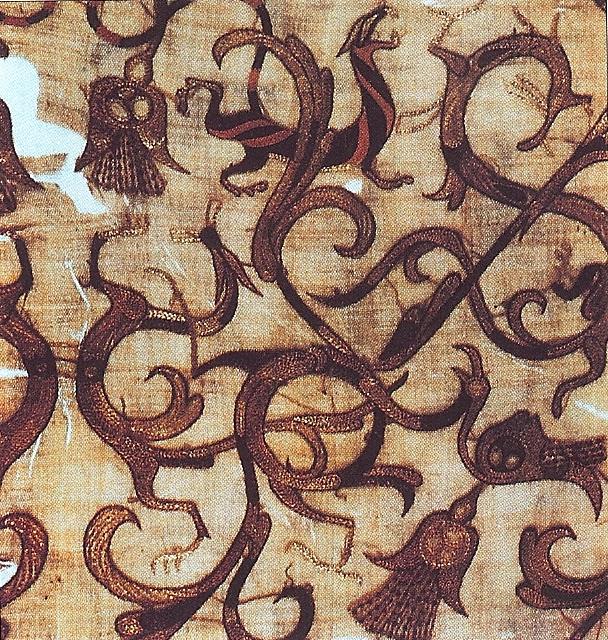
Seide (Zhou, 4. Jahrhundert v. Chr.)
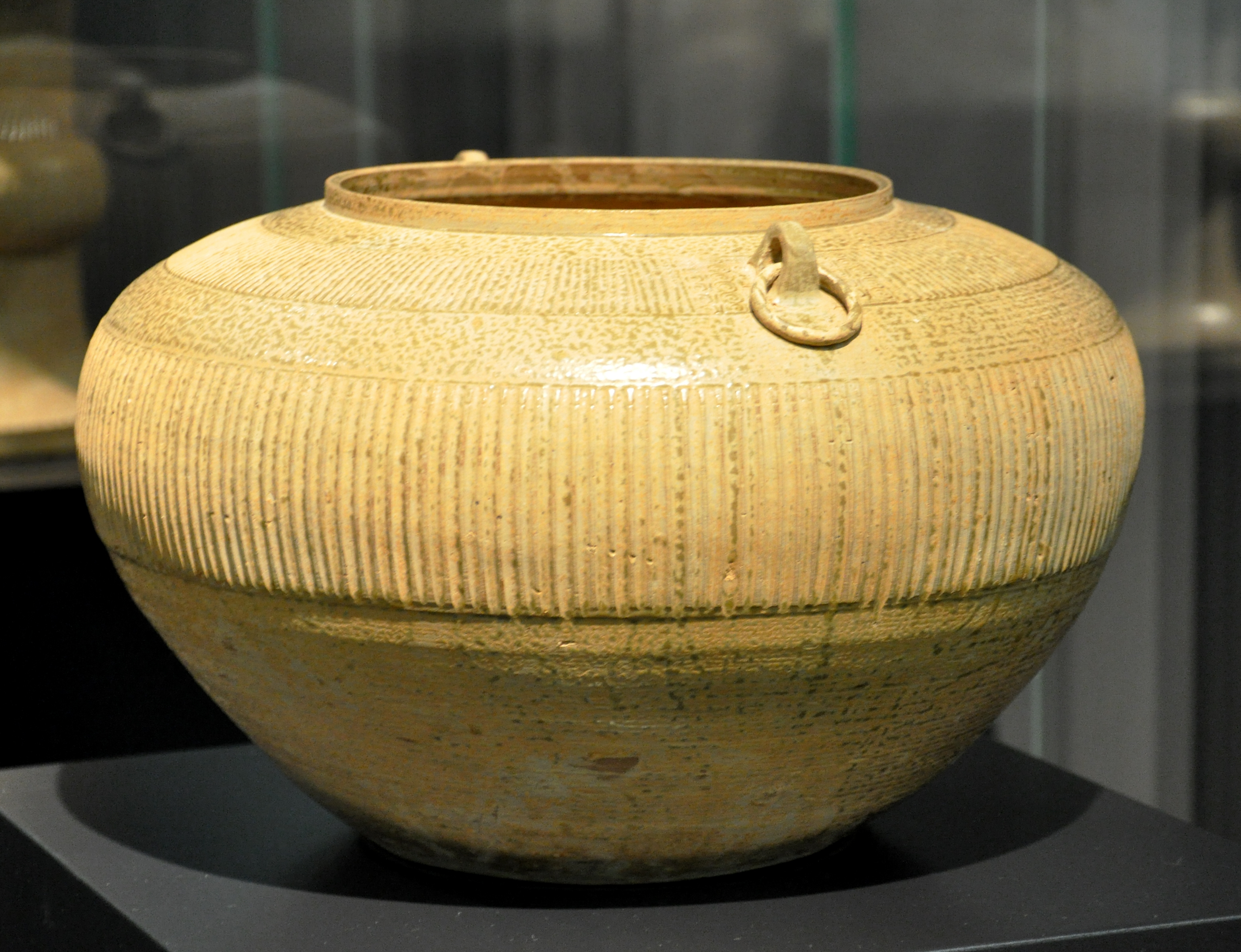
Keramiktopf (Zhou, 4./3. Jahrhundert v. Chr.)

## Qin-Dynastie (221 bis 207 v. Chr.)
Ungeachtet ihrer Kürze hat die weitgehend mit der Regierungszeit des ersten Kaisers Qin Shihuangdi identische Qin-Dynastie einen festen Platz in der chinesischen Kunstgeschichte. Grund dafür ist die weithin berühmte und zum UNESCO-Weltkulturerbe zählende Terrakotta-Armee im Mausoleum des Kaisers nahe Xi’an. Sie besteht aus mehr als 7000 lebensgroßen Krieger- und Pferdefiguren aus Terrakotta, die gemeinsam mit dem Shihuangdi begraben wurden. Die Originalkolorierung der bemalten Figuren war bei ihrer Ausgrabung noch sichtbar, ist mittlerweile aber durch den Einfluss der Luft verblasst, so dass die Figuren heute im reinen Terrakotta-Ton erscheinen. Die Figuren wurden in einer Vielzahl von Posen dargestellt: Stehende Infanteristen sind ebenso vertreten wie kniende Bogenschützen oder Wagenlenker, aber auch Generäle sind vorhanden. Die Gesichter und Frisuren wurden individuell gestaltet. Seit der Ausgrabung wurden zerbrochene Figuren per Hand wieder zusammengesetzt, was mit Hinblick auf die Masse an Scherben einen großen Zeitaufwand bedeutet. Daneben werden momentan kaum noch Soldaten ausgegraben, um den Verlust der Farbgebung zu verhindern, da noch keine ausreichende Lösung gefunden wurde. Bei Zusammentreffen mit Sauerstoff verbleicht die Farbe, die unter der Erde schon mehrere Jahrhunderte überdauerte.

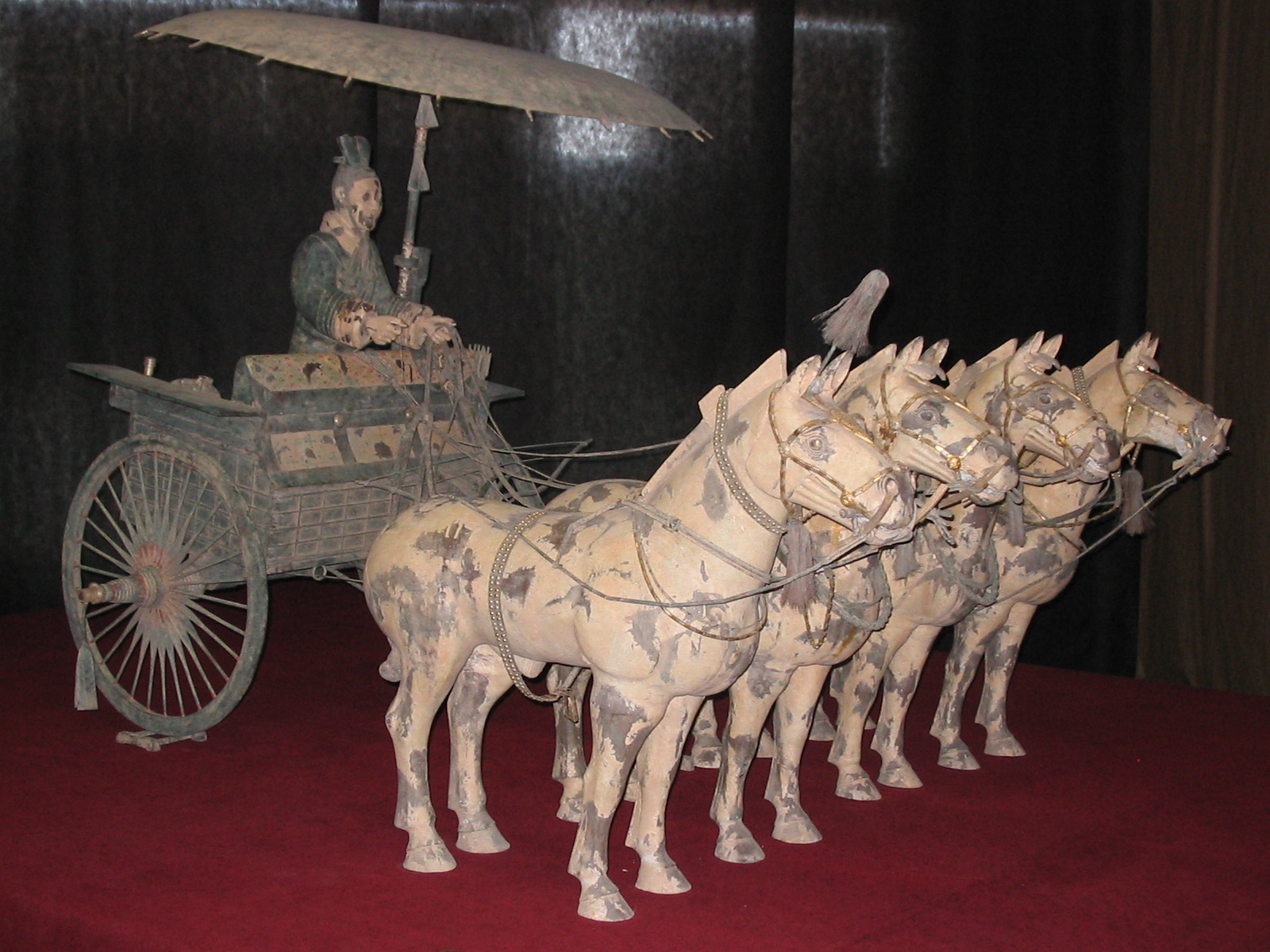
Wagen mit Viergespann
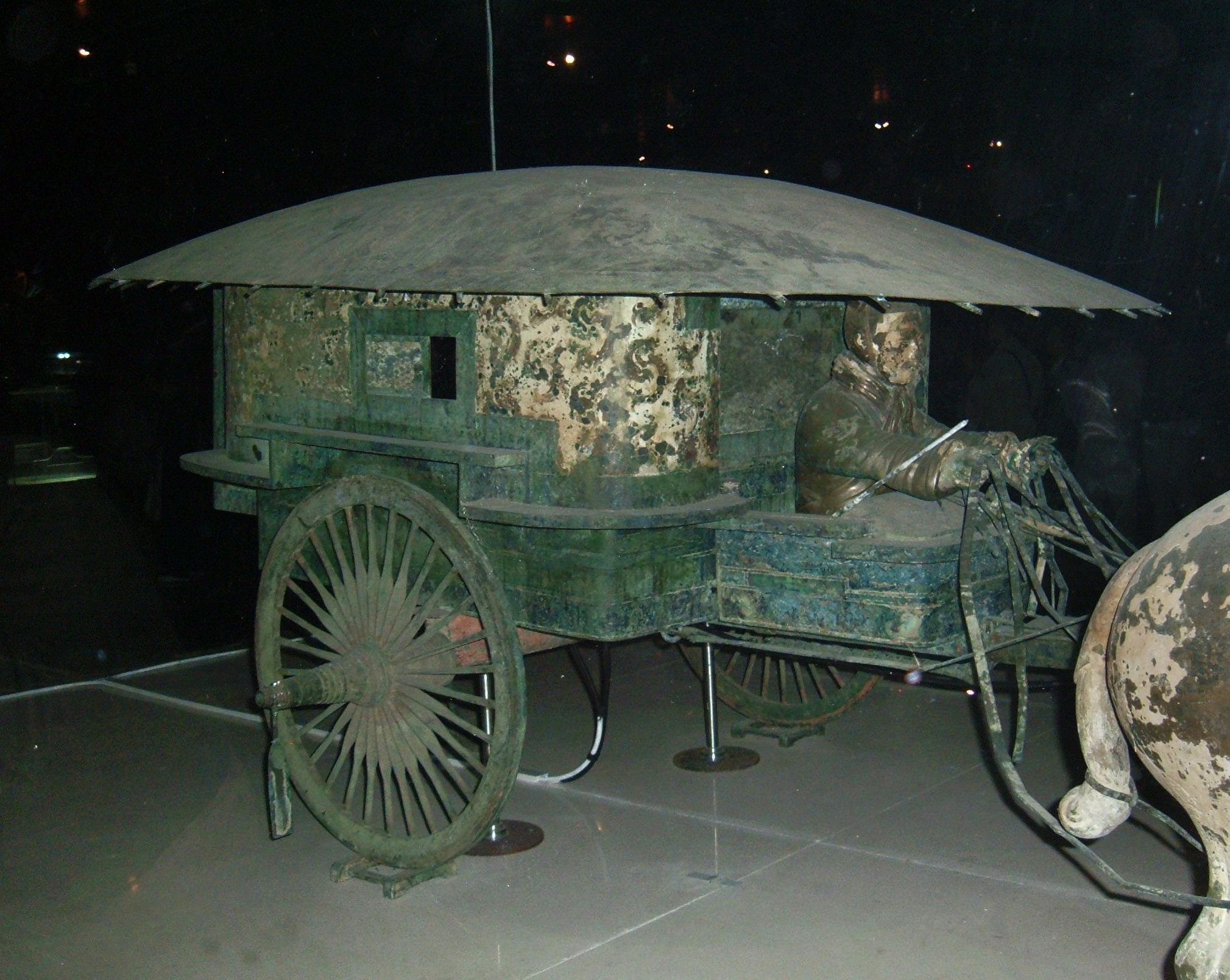
Kaiserlicher Reisewagen
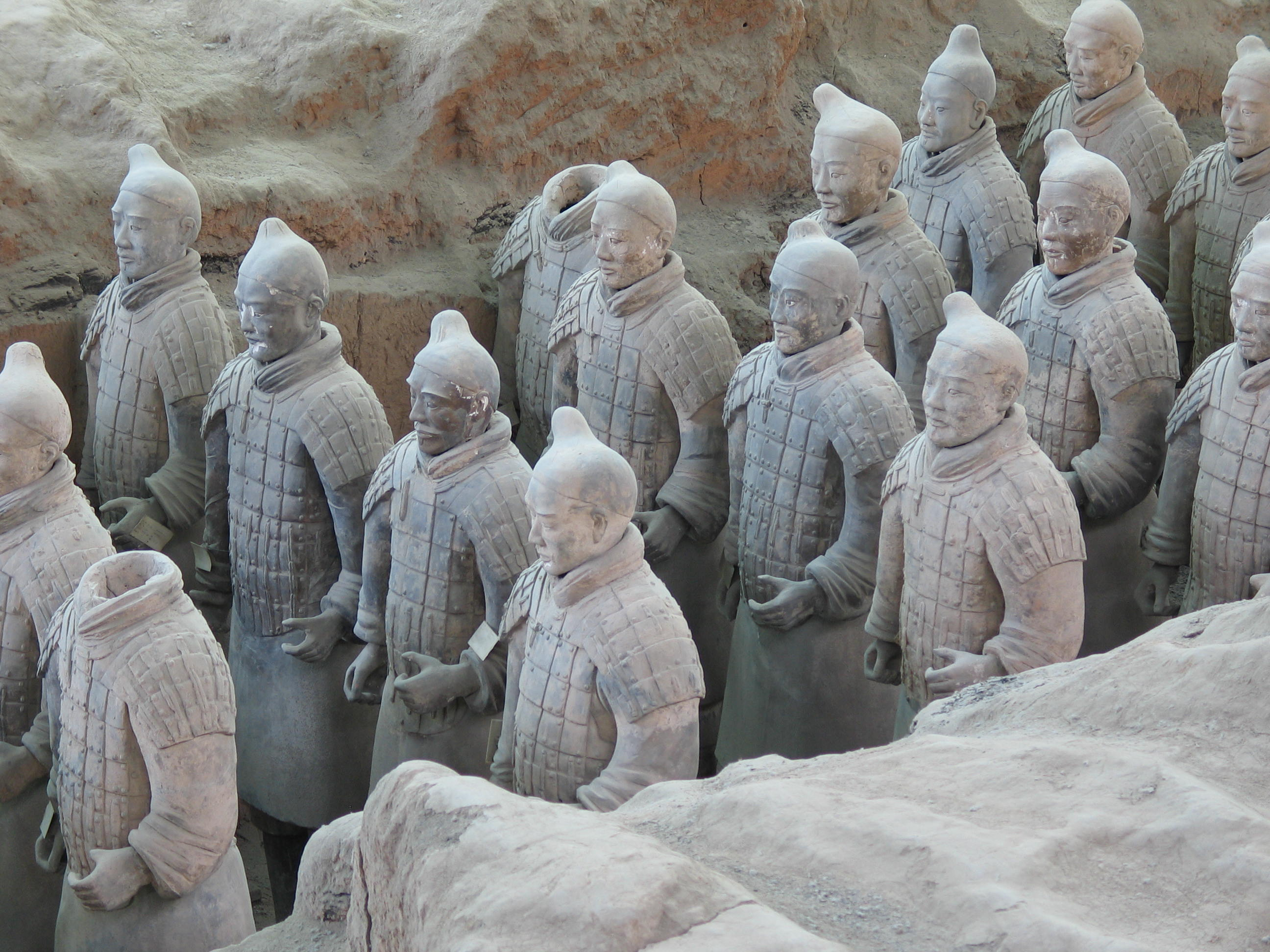
Die Terrakotta-Armee
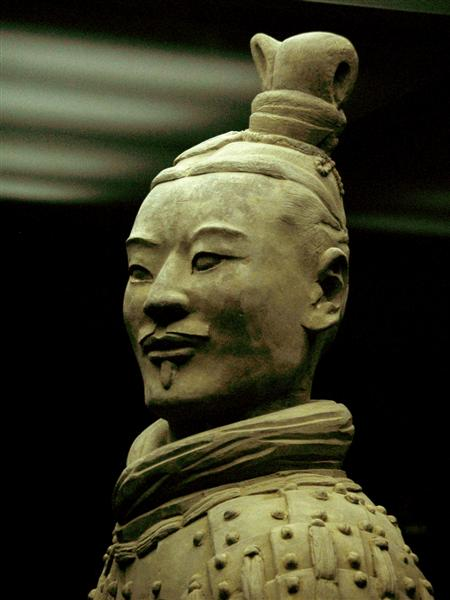
Kopf eines Offiziers

### Musik
In die Qin-Zeit fällt die Gründung des Kaiserlichen Musikamts.

## Han-Dynastie (206 v. Chr. bis 220 n. Chr.)

### Bildende Kunst

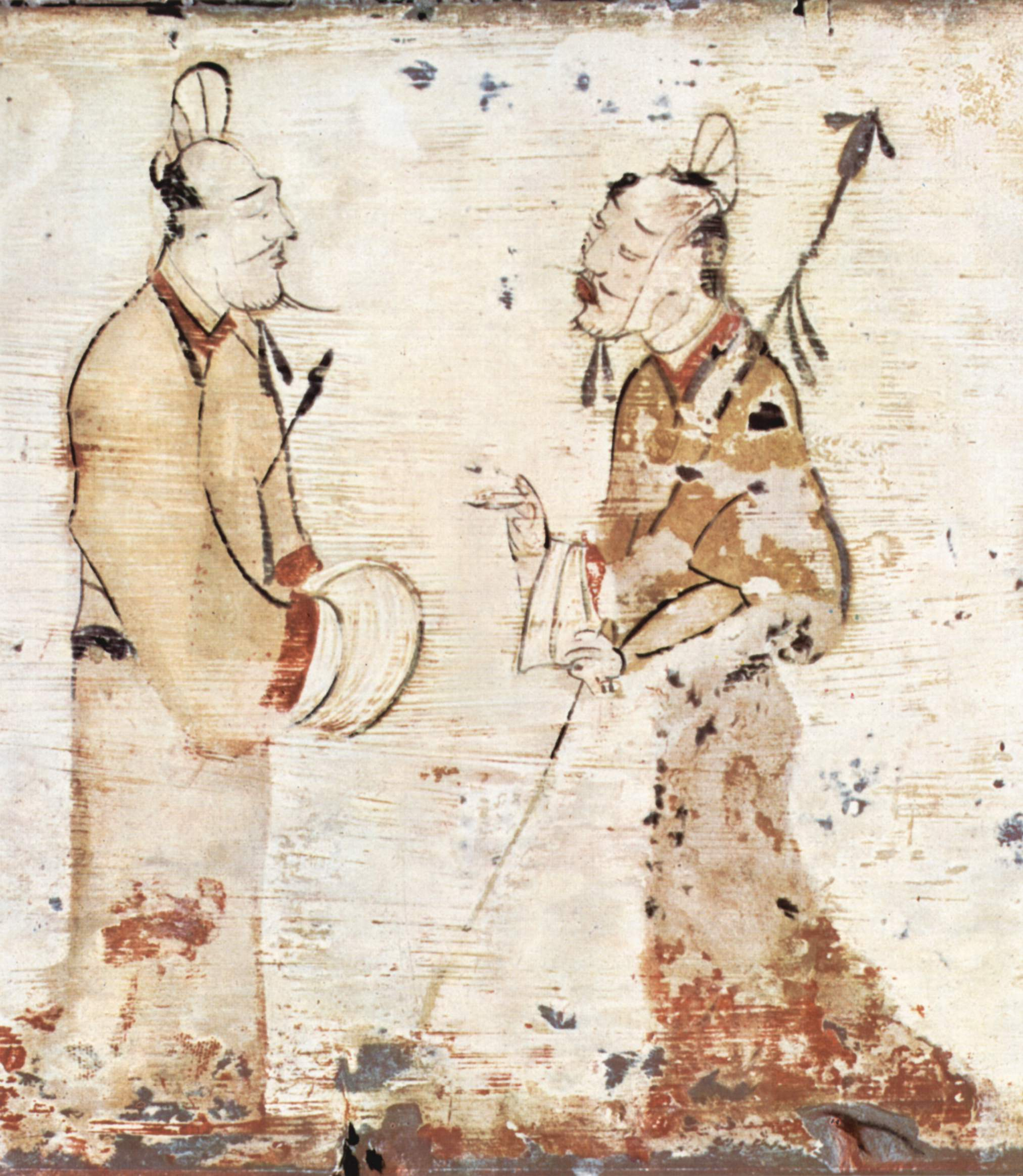
Zwei Edelmänner, Malerei auf einem Grabziegel

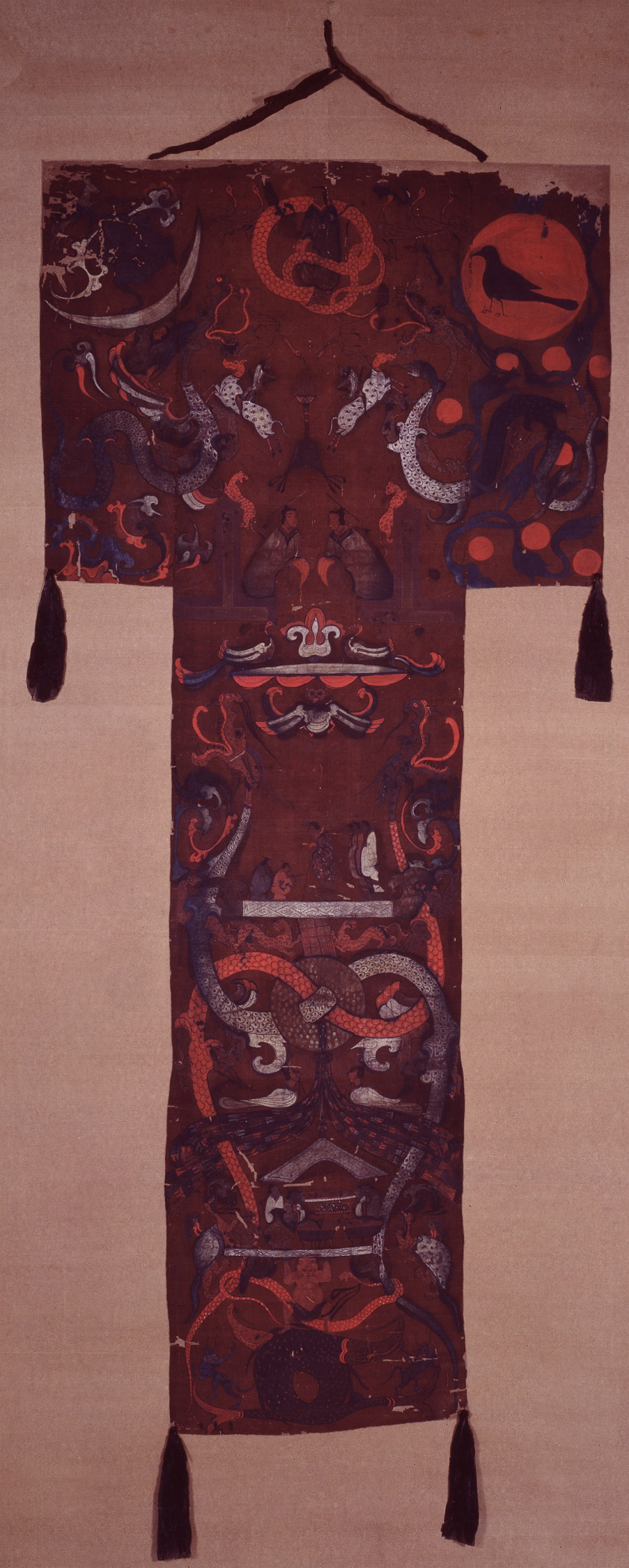
Seidenes Totenbanner der Marquise von Dai

Die heute noch erhaltenen Kunstwerke aus der Han-Zeit wurden größtenteils in den im Lauf des 20. Jahrhunderts freigelegten Gräbern entdeckt. Vorgefunden wurden dort vor allem als Grabbeigaben gedachte Artefakte aus Ton und Keramik. Berühmtheit erlangten insbesondere etwa die meist mehrstöckigen Miniaturhäuschen nebst Balkonen sowie die in ähnlichem Stil gefertigten Schiffe und Wagengespanne. Auch stieß man in den Gräbern auf Skulpturen, Seidenbilder, kunstvoll gearbeitete Bronzespiegel und Duftrauchbrenner.
Großes Interesse zogen aber auch die je nach geografischer Lage des Grabs stark differierenden Wandverkleidungen auf sich. Während man sich etwa in der Mandschurei mit massenhaft und daher relativ billig herzustellenden geprägten Lehmziegeln begnügte, wiesen die Steinreliefs der Kaufmannsgräber von Shanxi anspruchsvolle Ornamental- und Tierdarstellungen auf. Aber auch sie reichen nicht an die 1947 in Sichuan entdeckten Ziegel mit ihren detaillierten und künstlerisch anspruchsvollen Landschaftsszenerien heran.

### Architektur

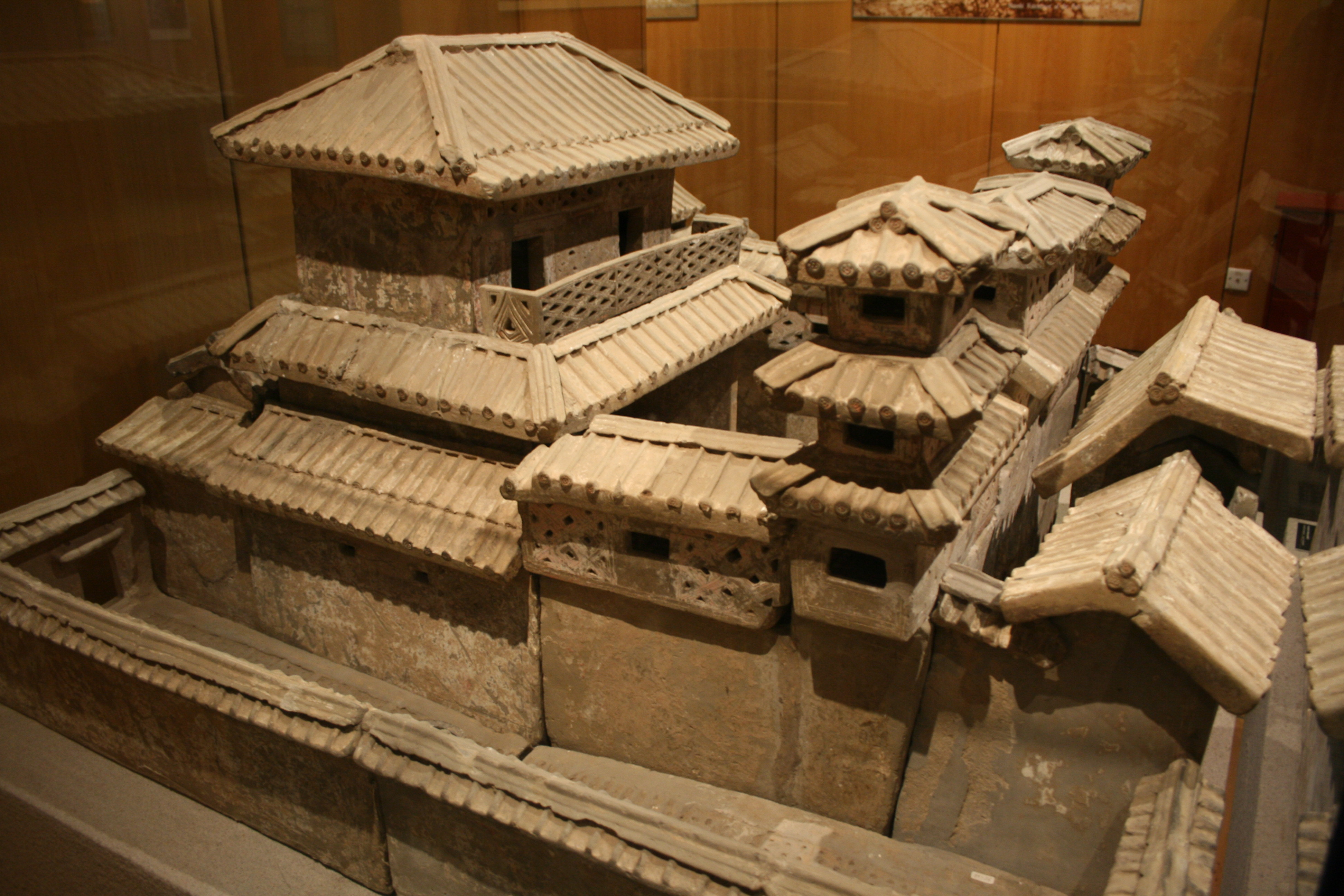
Miniaturhäuschen aus gebranntem Ton

Grundlegende Architekturprinzipien Chinas gehen auf die frühe Kaiserzeit zurück, insbesondere die Hallenbauten. Mit der Reichseinigung setzt sich auf höfischer Ebene eine Prunkarchitektur durch, deren Anspruch imperiale Größe darstellen soll. Ihren Ursprung findet dies in den zahlreichen Palastbauten des Ersten Kaisers, dessen legendärer Epang-Palast zum Mythos kaiserlicher Architektur wurde. Die Han-Kaiser führten dieses Prinzip fort und setzten mit dem Weiyang-Palast neue künstlerische Maßstäbe.
In dieser frühen Form ist der Kaiserpalast noch stark undifferenziert, das heißt, dass nicht streng unterschieden wird zwischen Wohnbereichen, Repräsentationsbauten, Sakralarchitektur, Verwaltungs- und Wirtschaftsgebäuden sowie Lagerhäusern. Alle diese Bereiche gehen ineinander über und bilden einen relativ großen Palastkomplex. Im Laufe der dynastischen Abfolge lässt sich von diesem Punkt an eine stete Evolution der Palastarchitektur beobachten, in deren Folge sich eine immer strengere Abtrennung der besagten Bereiche einstellt. Ihren Höhepunkt findet die Palastarchitektur in der Mingzeitlichen Verbotenen Stadt, mit einer konsequenten „Ineinanderschachtelung“ der Aufgabenbereiche, mit den Privatgemächern des Kaisers im Zentrum der Hauptstadt Peking.
Bei den Stadtbewohnern der Han-Zeit lassen sich mehrgeschossige, turmartige Häuser finden. Eine Übereinanderschichtung von Geschossen, deren Struktur unübersehbar derjenigen der Hallenbauten entspricht, wobei die einzelnen Stockwerke jeweils durch eigene Dächer betont werden. In dieser Epoche werden die Dächer zunehmend zum herausragenden Schmuckelement. Bis zur Song-Zeit entwickelt sich dieser (bei allen Bautypen zu beobachtende) Trend zu überladenen Dachkonstruktionen, deren vier Ecken sich immer weiter nach oben richten, um die wuchtige Architektur optisch zu kompensieren und um so Leichtigkeit vorzutäuschen.

### Musik
Han-Kaiser Wudi baute das in der Qin-Zeit gegründete Kaiserliche Musikamt erheblich aus und beauftragte seine Beamten mit der Überwachung der Hof- wie Militärmusik sowie der offiziellen Anerkennung volkstümlichen Liedguts.

### Sonstiges
Die Han-Dynastie war unter anderem auch für ihre aus winzigen Jadeplättchen gefertigten Beerdigungs-Anzüge bekannt. Ein berühmtes Exemplar befindet sich im Provinzmuseum in Wuhan. Zwei weitere hervorragende, vollständig erhaltene Exemplare besitzt das Museum in Xuzhou.

Lampe in Form einer Dienerin (Grab des Liu Sheng, 172 v. Chr.)
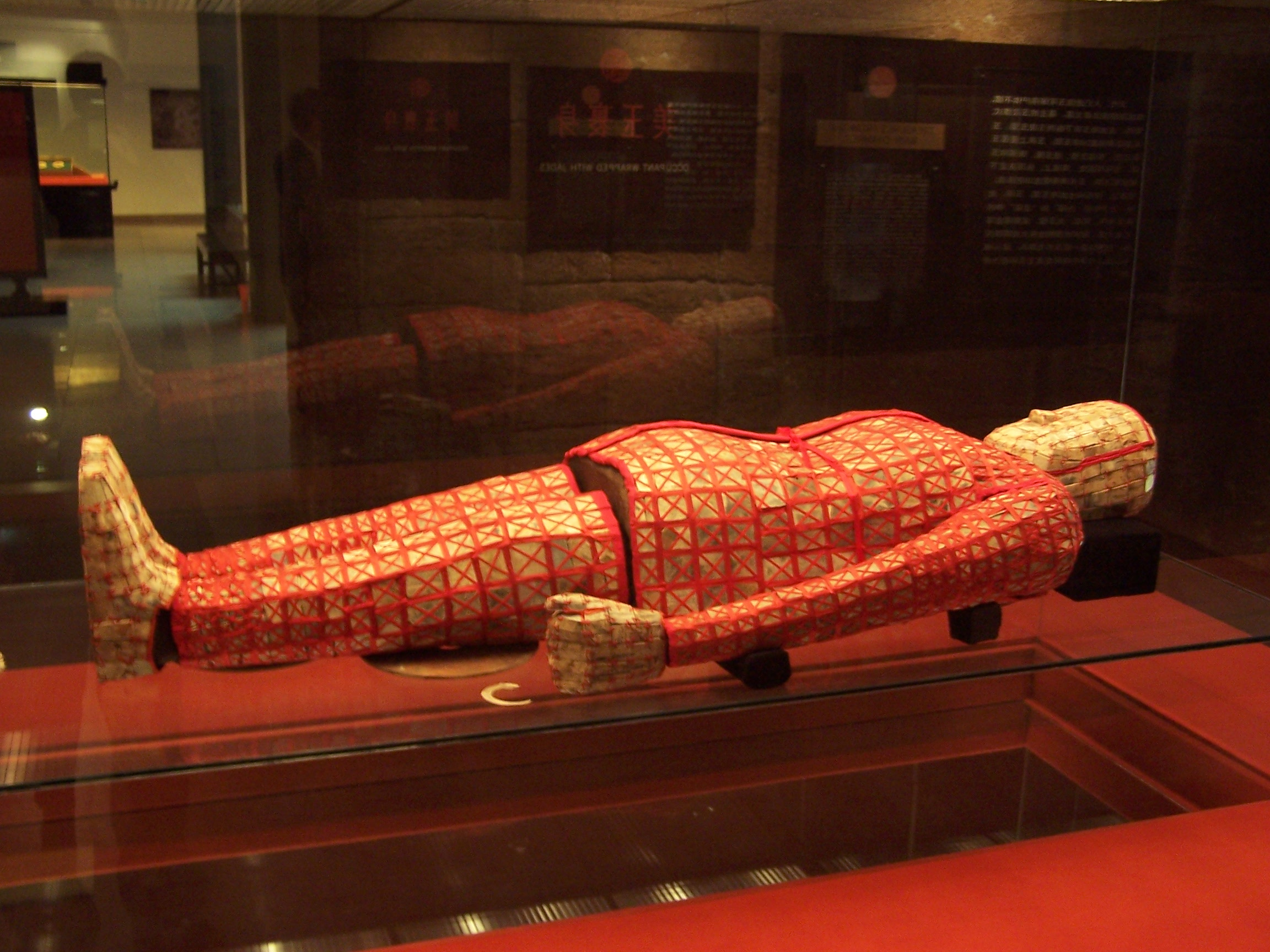
Totengewand aus Jade für König Zhao Mo (um 122 v. Chr.)
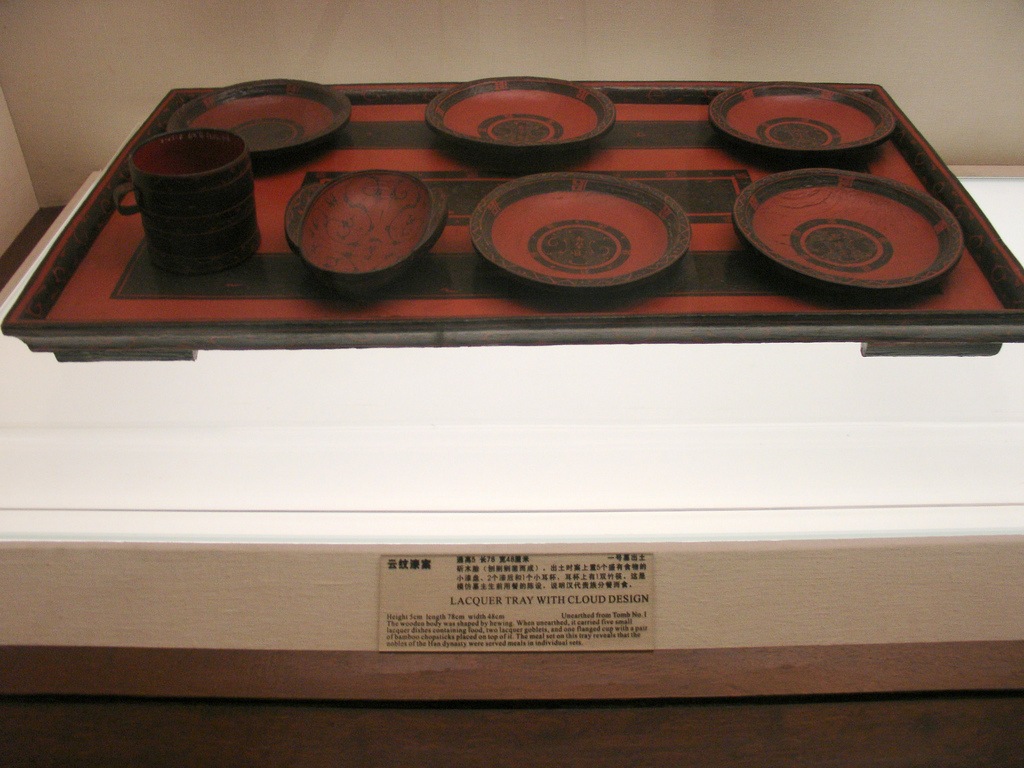
Lack-Geschirr (Westliche Han)
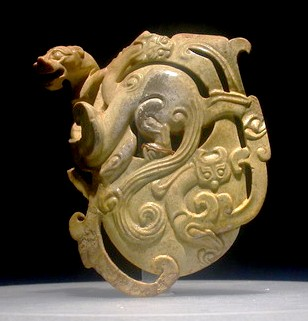
Jadeornament (Westliche Han)
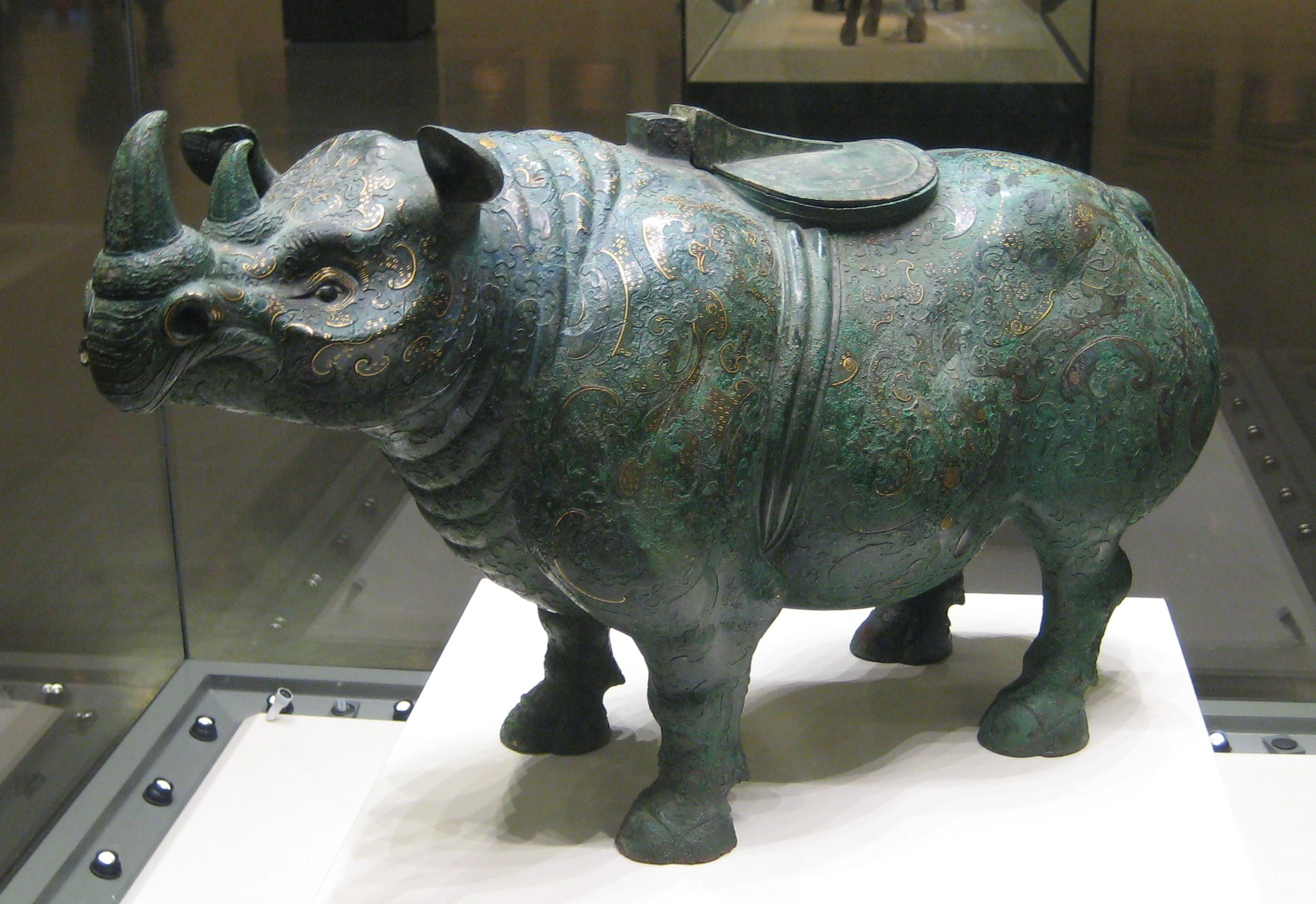
Rhinozeros, Bronze (Westliche Han)
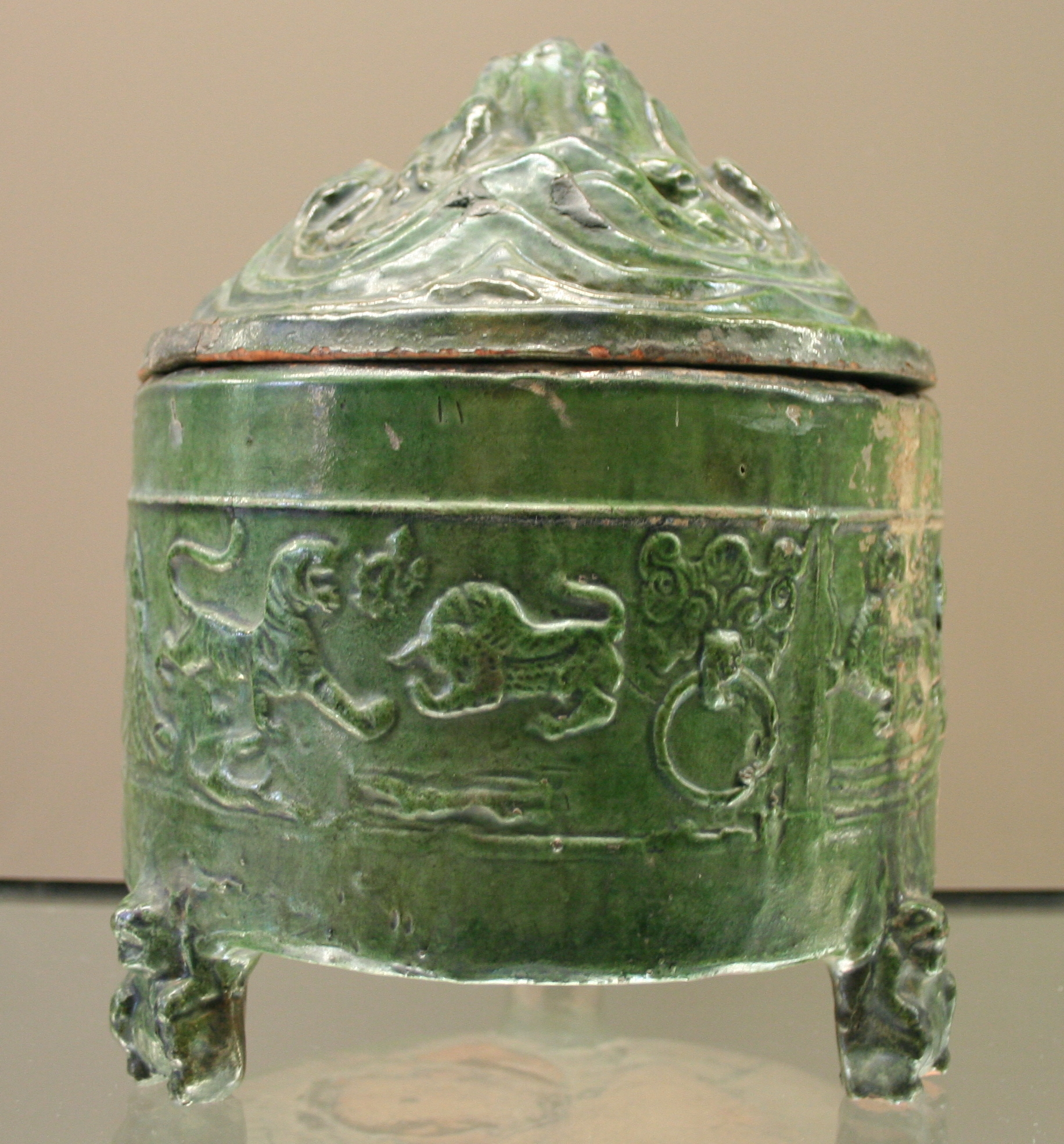
Keramikgefäß, gekrönt von einem heiligen Berg (Östliche Han)
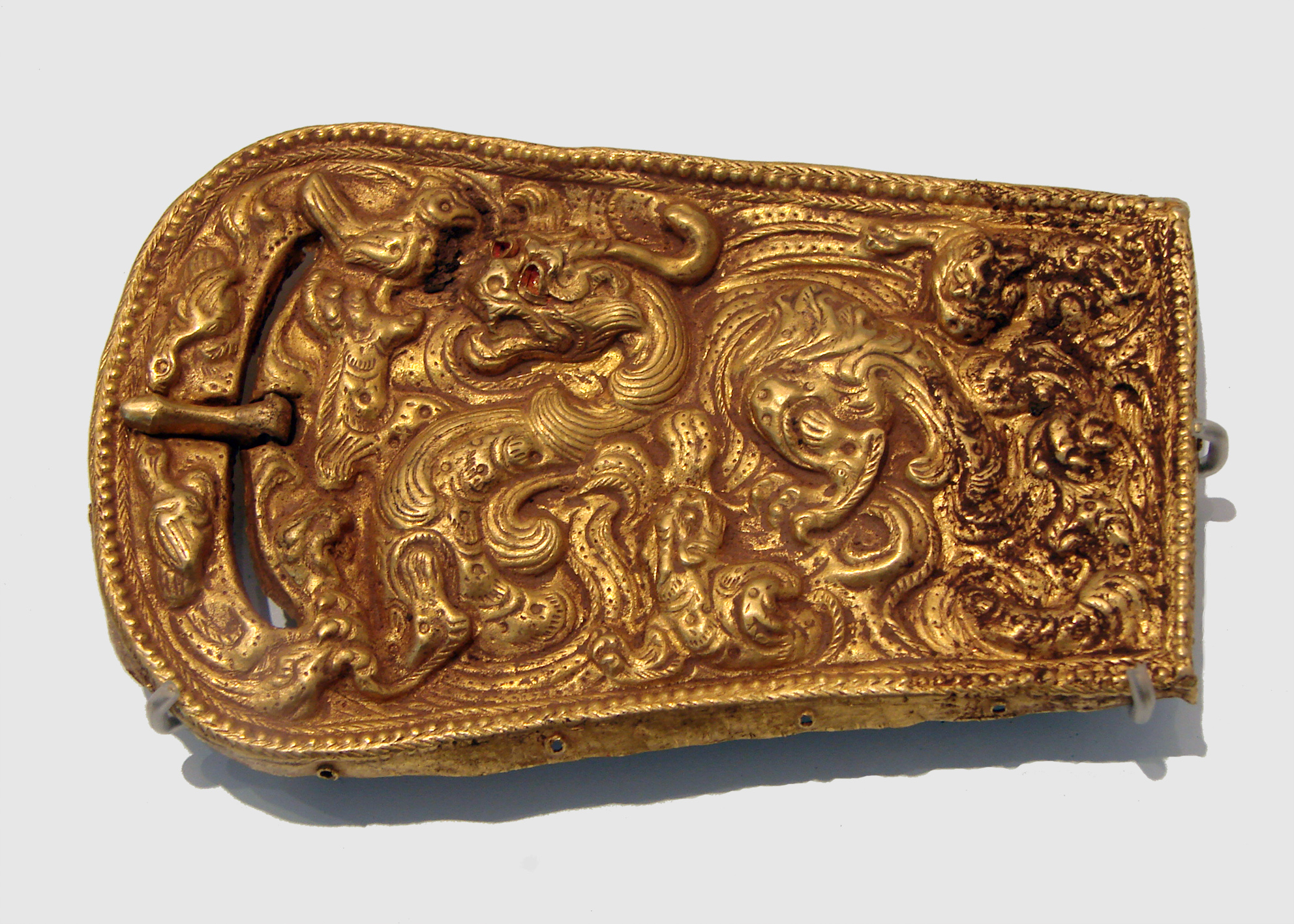
Gürtelschnalle aus Gold (Östliche Han)
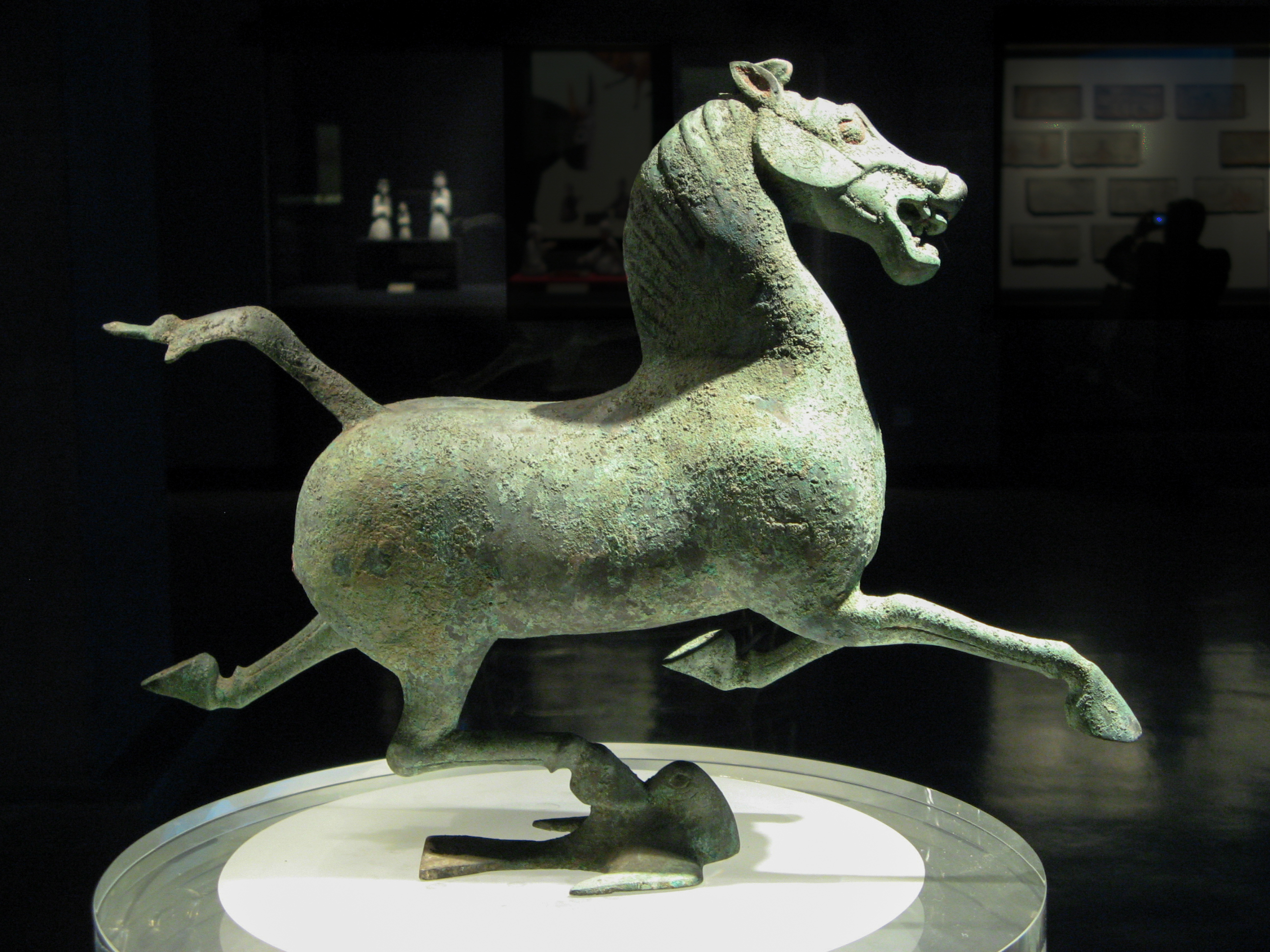
Das fliegende Pferd, Bronze (Östliche Han)
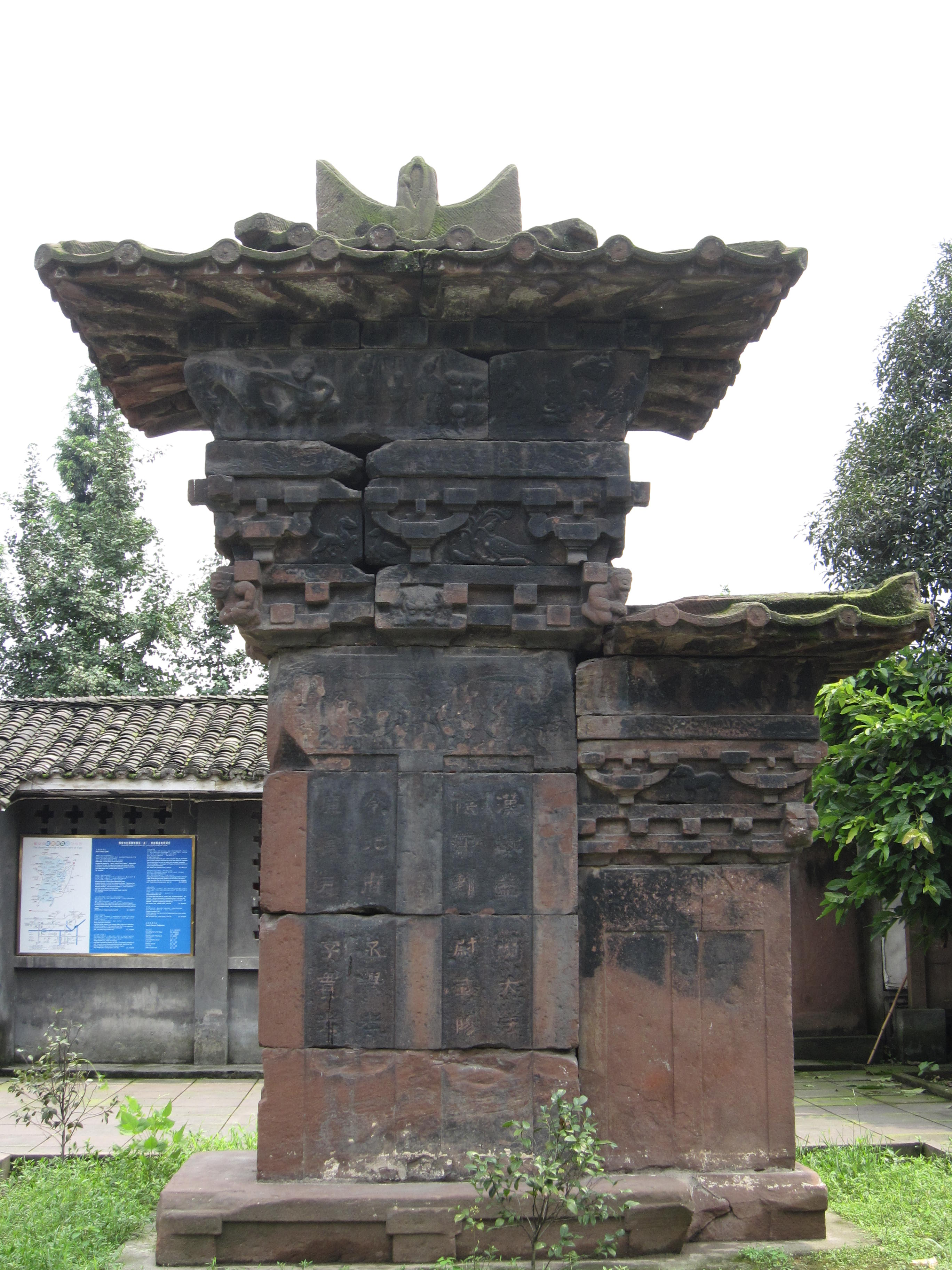
Torturm (Östliche Han)

## Zeit der Drei Reiche und Jin-Dynastie (von 220 bis 581)

### Einfluss des Buddhismus
Der Buddhismus gelangte im 1. Jahrhundert nach China, wenn auch nach der Überlieferung bereits zu Lebzeiten König Ashokas ein Mönch das Reich der Mitte aufgesucht haben soll. Bis zum 8. Jahrhundert entfaltete er erhebliche Wirksamkeit im Bereich der Kunst, insbesondere auf dem Gebiet der religiösen Großplastik. Sehr bald nahm die buddhistische Kunst aber auch autochthon-chinesische Züge auf. Die Yungang-Grotten, die Mogao-Grotten und die Longmen-Grotten bieten ein reichhaltiges Zeugnis der buddhistischen Kunst in China.

### Kalligraphie

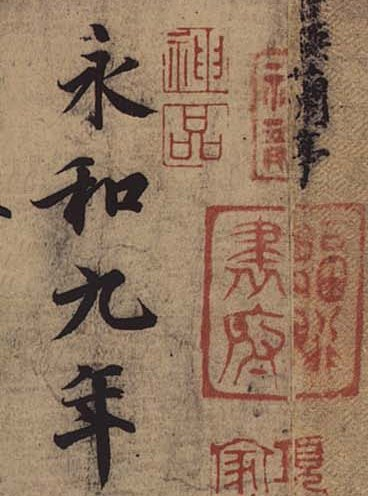
Kalligraphie von Wang Xizhi (4. Jahrhundert): Beginn des berühmten Gedichts über den Orchideenpavillon

In den Hofkreisen des alten China galten Malerei und Kalligraphie als die am höchsten geschätzten Künste. Ausgeübt wurden sie vor allem von Amateuren, Adeligen und Gelehrten-Beamten, die allein über die für eine Vervollkommnung ihrer Pinseltechnik erforderliche Muße verfügten. Kalligraphie galt als reinste und höchste Ausdrucksform der Malerei. Gemalt wurde mit einem aus Tierhaaren bestehenden Bürstenpinsel und einer auf der Basis von Ruß und Tierleim hergestellten Tusche ursprünglich auf Seide, nach Erfindung des Papiers im 1. Jahrhundert auch auf dieses neuartige und billigere Material.
Originalwerke berühmter Kalligraphen wurden in China zu allen Zeiten hochgeschätzt, auf Rollen gezogen und bisweilen in der Art von Gemälden an die Wand gehängt.
Zu den renommiertesten Vertretern der Kunst zählt Wáng Xīzhī (王羲之; 307–365), der im 4. Jahrhundert lebte und vor allem durch sein Werk Orchideenpavillon (蘭亭序; Lántíng Xù) bekannt geworden ist. Es handelt sich hierbei um das Vorwort zu einer Gedicht-Anthologie mehrerer Poeten, die sich in Lan Ting nahe der Stadt Shaoxing (Provinz Zhejiang) zu versammeln und ein Spiel namens „qushui liushang“ zu spielen pflegten.
Die Kalligraphin Wèi Shuò (卫铄; 272–349) aus der Östlichen Jin-Dynastie hat sich einerseits durch ein Regelwerk über die von ihr praktizierte Kunst einen Namen gemacht. Bekannte eigene Werke sind Inschrift über eine berühmte Konkubine (名姬帖 Míng Jī Tiè) und Die Inschrift von Wèishì Hénán (衛氏和南帖 Wèishì Hénán Tiè).

### Malerei
Drei Grundlagenwerke über die Theorie der chinesischen Malerei stammen von Gù Kǎizhī (顾恺之; 344–405) aus Wuxi: Über die Malerei (画论 Huàlùn), Einführung in berühmte Gemälde der Wei- und der Jin-Dynastie (魏晋胜流画赞 Wèijìnshèngliúhuàzàn) und Beim Malen des Yuntai-Bergs (画云台山记 Huàyúntáishānjì). Seiner Auffassung nach kommt es beim Malen von Personen weniger auf die Kleidung oder Gesamterscheinung an; ausschlaggebend für den Geist eines Bildes seien vielmehr die sorgfältige Darstellung der Augen.
Von Gus Gemälden sind heute nur noch drei erhalten: Ermahnungen an die Hofdame, Die Nymphe vom Luo-Fluss (洛神赋 Lùoshénfù), und Weise und wohlwollende Frauen.

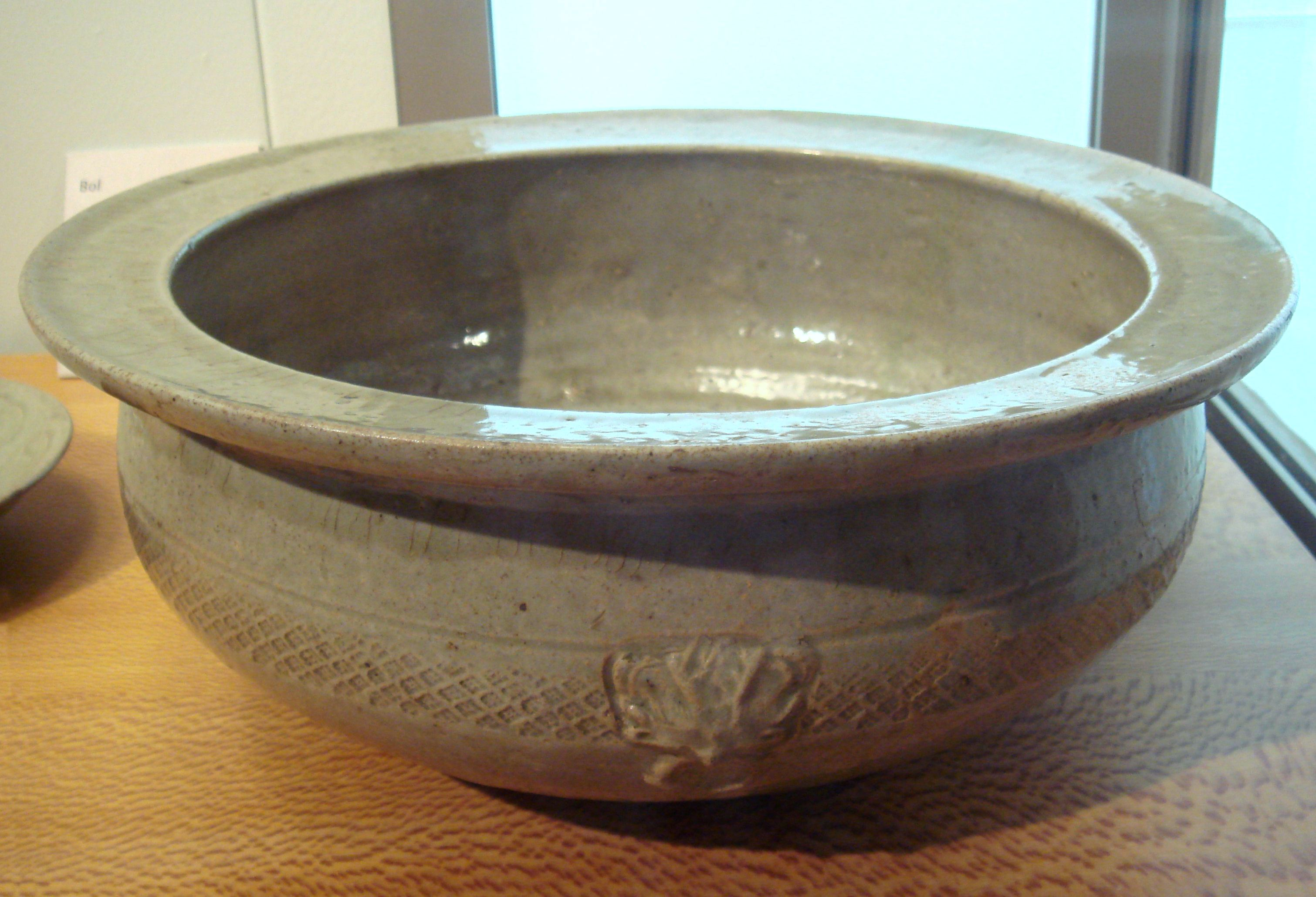
Schale aus grünem Steinzeug (3. Jahrhundert)
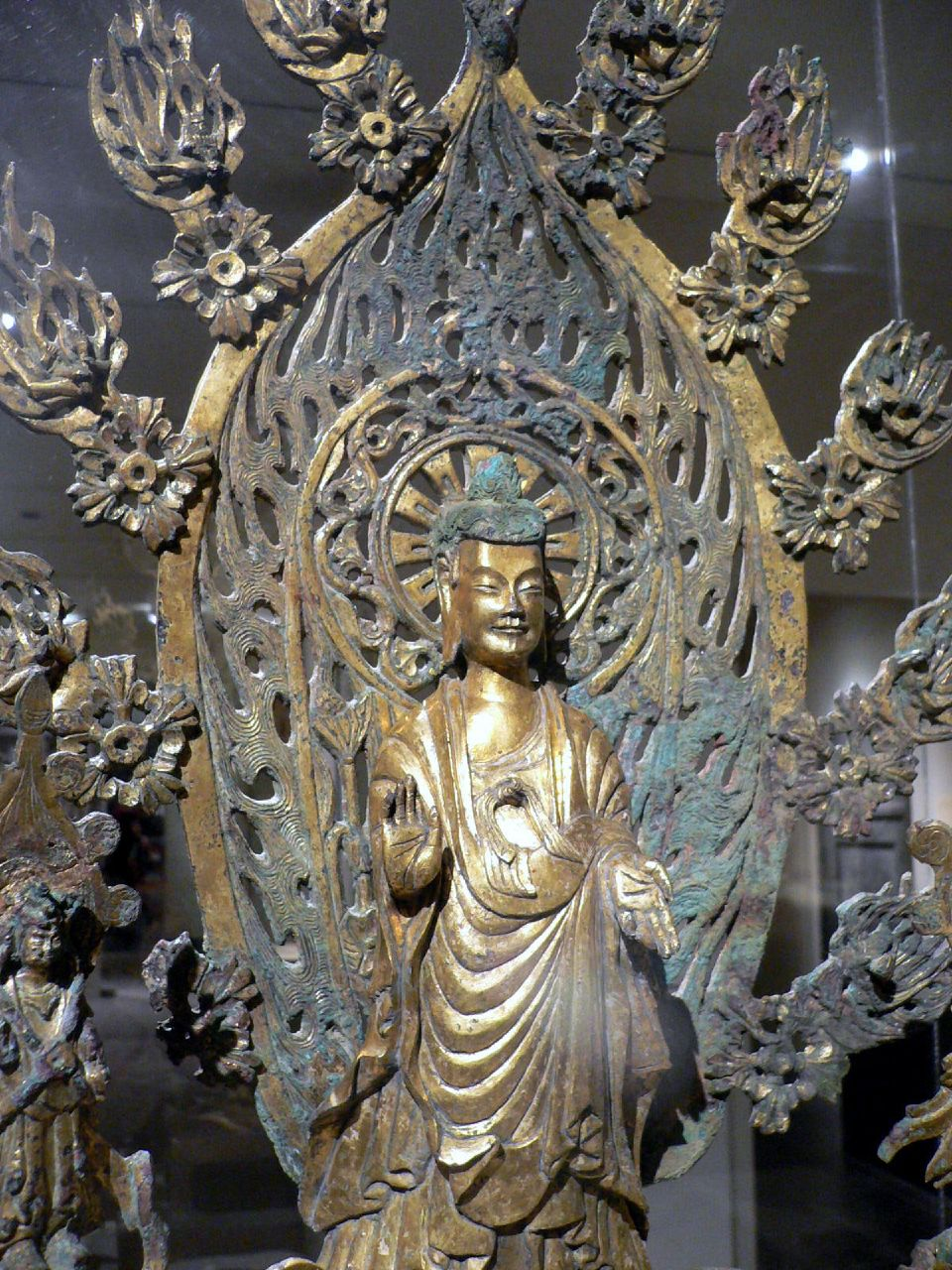
Buddha Maitreya, Bronze (Nördliche Wei)
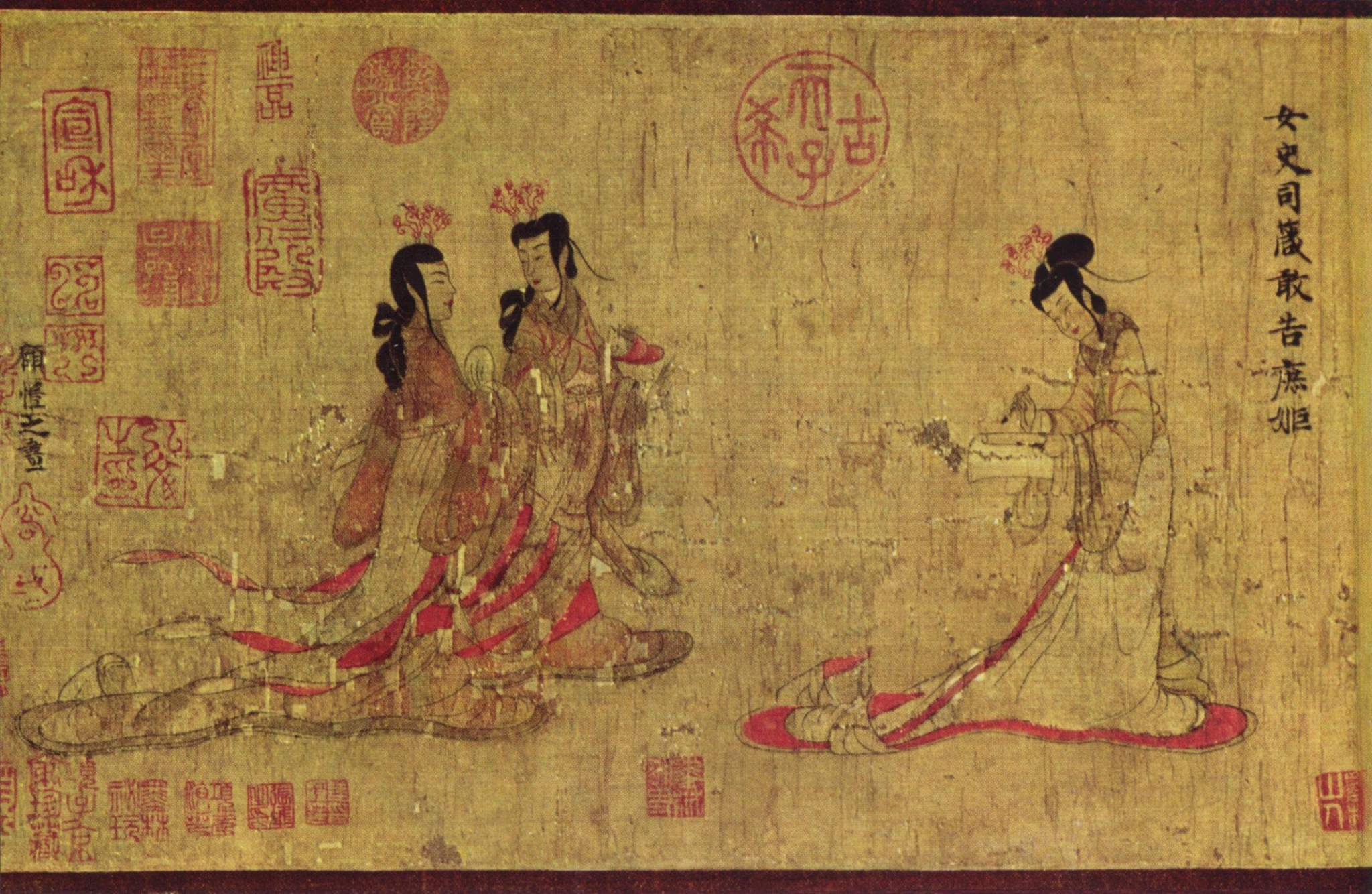
Ermahnung an die Hofdame (Detail), Kopie nach Gu Kaizhi (5.–8. Jahrhundert)
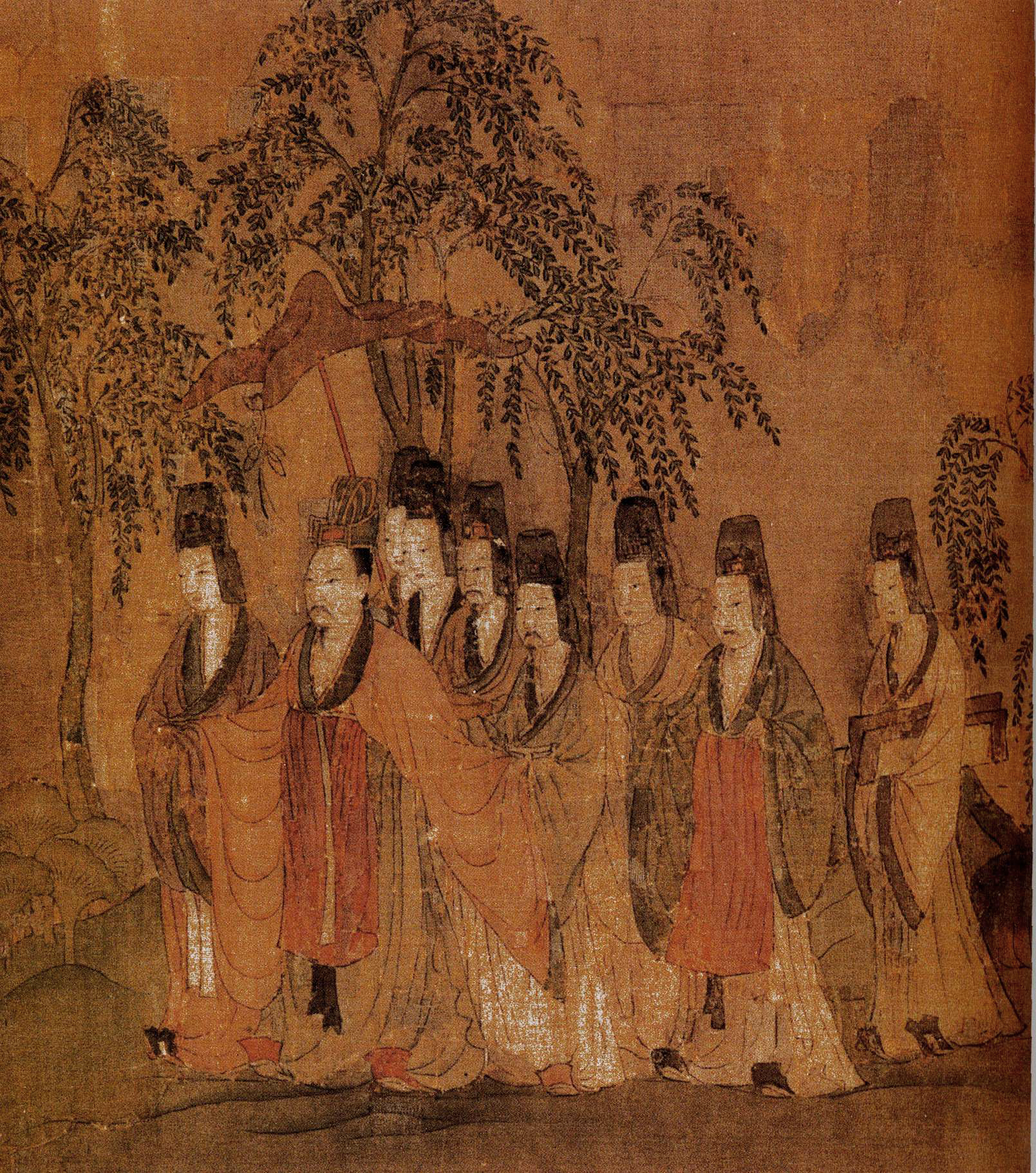
Die Nymphe vom Luo-Fluss (Detail), Kopie nach Gu Kaizhi (Südliche Song)

## Sui- und Tang-Dynastie (581–960)

### Buddhistische Großplastik

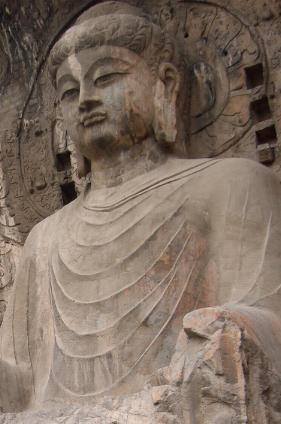
Buddha, Longmen-Grotten, 7. Jahrhundert

In Anknüpfung an eine bereits unter der Sui-Dynastie eingeleitete Tendenz entwickelte sich die buddhistische Großplastik auch unter der Tang-Dynastie zunehmend zu einem realistischeren und lebensnaheren Ausdruck hin. Infolge der Weltoffenheit des Tang-Reichs und insbesondere seines kulturellen Austausches mit dem indischen Kulturraum nahmen die buddhistischen Skulpturen der Tang-Zeit eine eher klassische, von der indischen Gupta-Kunst beeinflusste Form an.
Einen Einbruch erlebte die buddhistische Kunst gegen Ende der Tangzeit, als Kaiser Wuzong 845 alle ausländischen Religionen verbot, um den autochthonen Daoismus wieder in seine alte Position einzusetzen. Er konfiszierte buddhistisches Eigentum und zwang die Gläubigen in den Untergrund, worauf auch die Kunst weitgehend zum Erliegen kam.
Während die meisten Holzplastiken der Tangperiode die Verfolgungen nicht überlebt haben, ist von der Steinkunst erheblich mehr erhalten geblieben. Die großartigsten Skulpturen befinden sich in Longmen, südlich von Luoyang (Provinz Henan).

### Tang-Keramik
Vor allem wird die Kunst der Tang-Zeit mit naturbelassenen oder farbig glasierten Keramik-Skulpturen assoziiert, die meist Pferde, Kamele und wütende Dämonen („Höllenwächter“) darstellen, aber auch Hofdamen und Musikanten. Die bisweilen erkennbar unchinesischen Gesichtszüge der Dargestellten sind über die kulturellen Einflüsse aus Westasien und Europa zu erklären, die insbesondere über den regen Handel über die Seidenstraße vermittelt wurden.
Bis in die Tang-Zeit reichen auch die Ursprünge des in China erfundenen und im Laufe spätere Dynastien immer mehr verfeinerten Porzellans zurück, das aus einer aus Kaolin und Feldspat bestehenden Paste gefertigt wird. Gegenüber herkömmlichen Töpferwaren stellt Porzellan seine Schöpfer schon wegen der Verarbeitungseigenschaften vor erheblich größere Herausforderungen. Berühmteste Fertigungsstätte ist das im Lauf der Geschichte mehrfach umbenannte Jingdezhen in der Provinz Jiangxi.

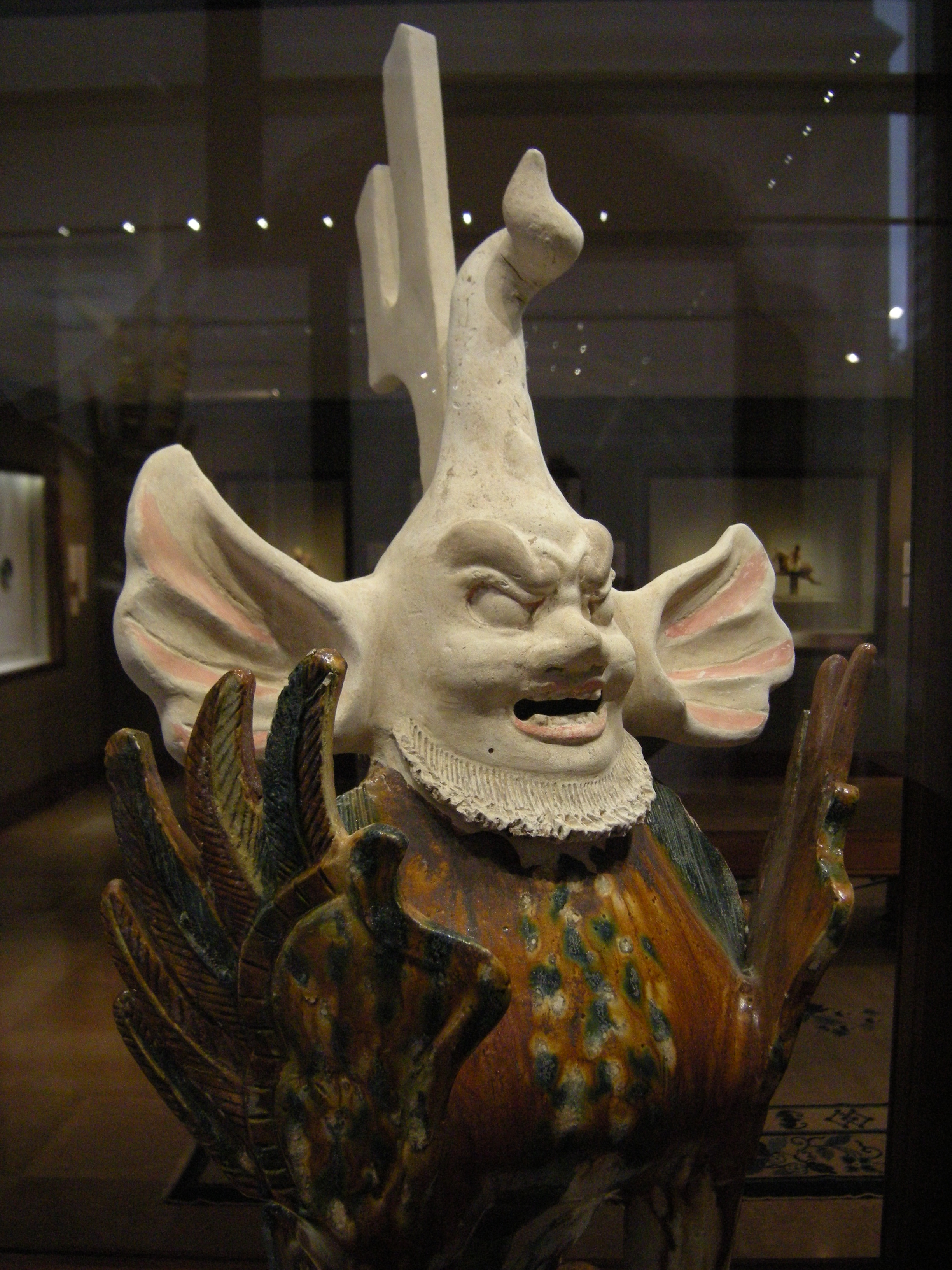
Höllenwächter
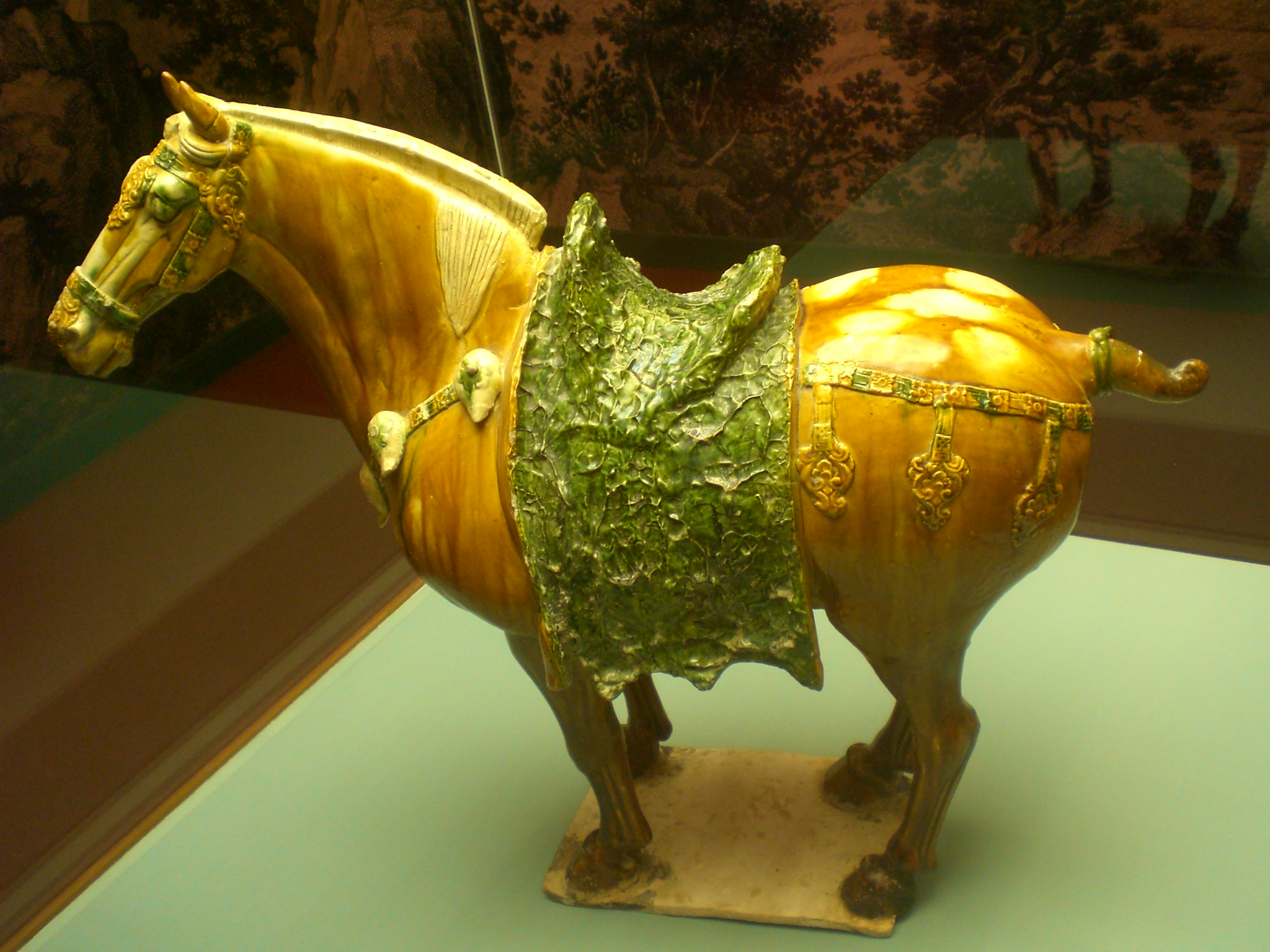
Pferd
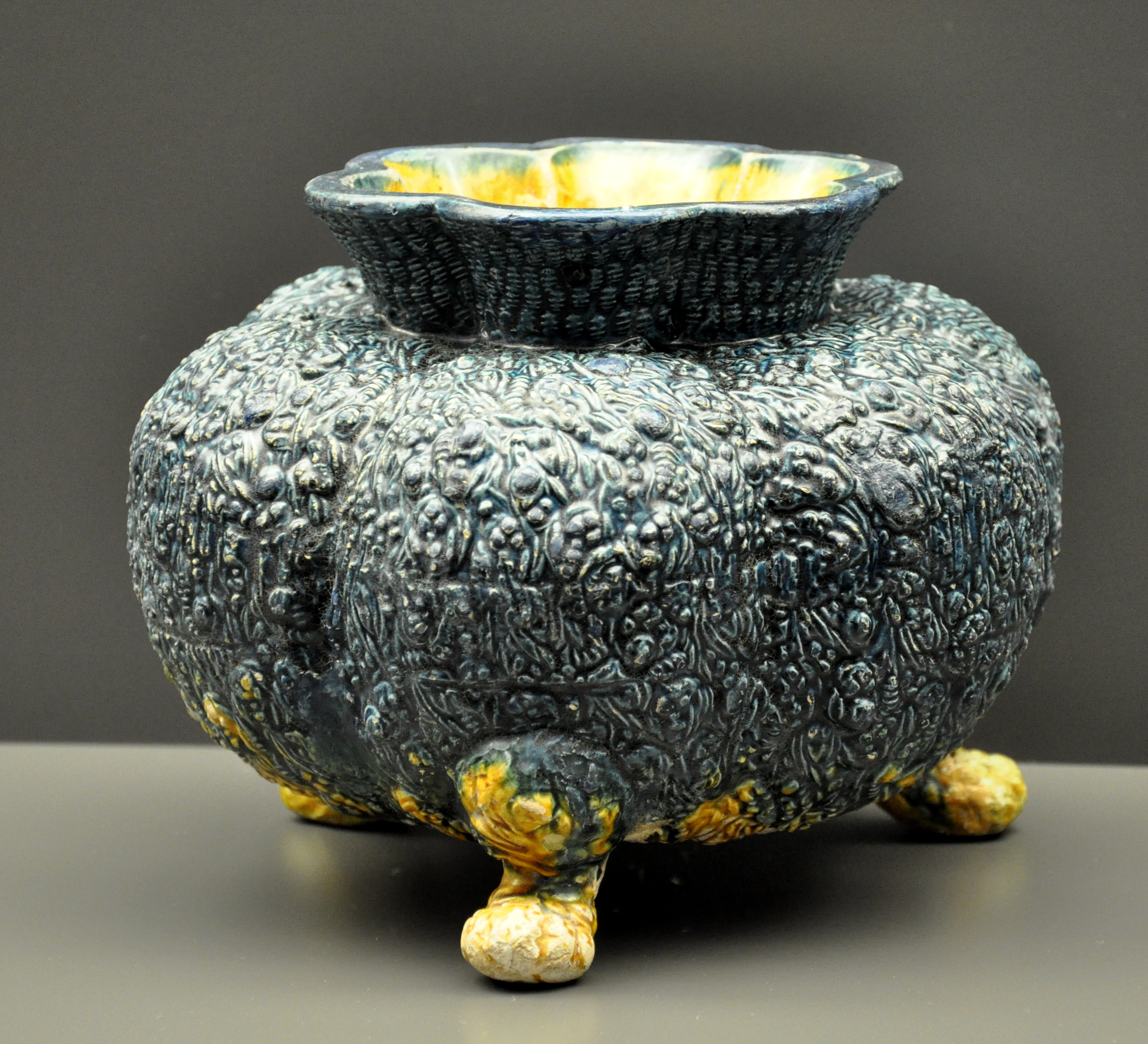
Kürbisförmiges Gefäß (8. Jahrhundert)
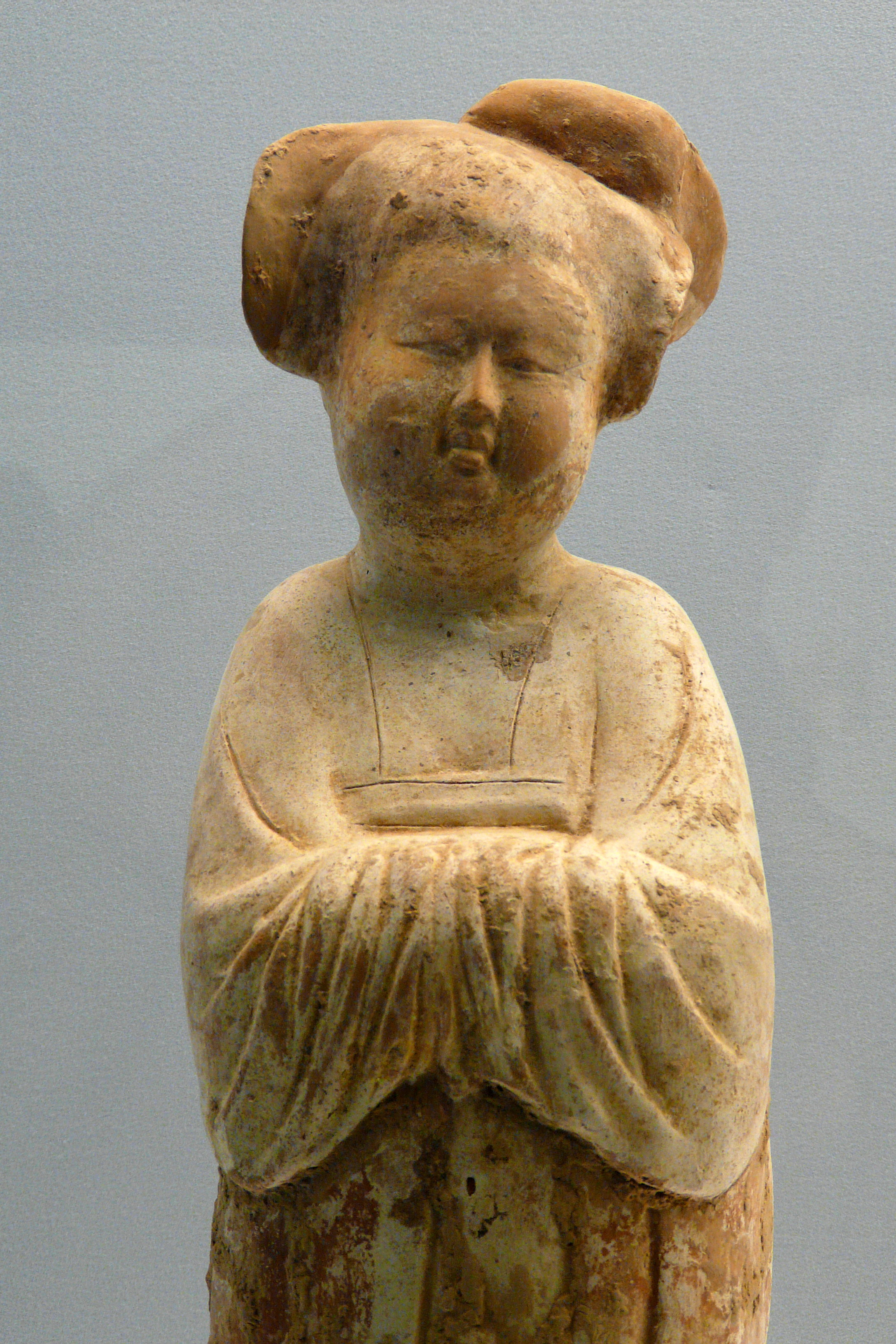
Hofdame
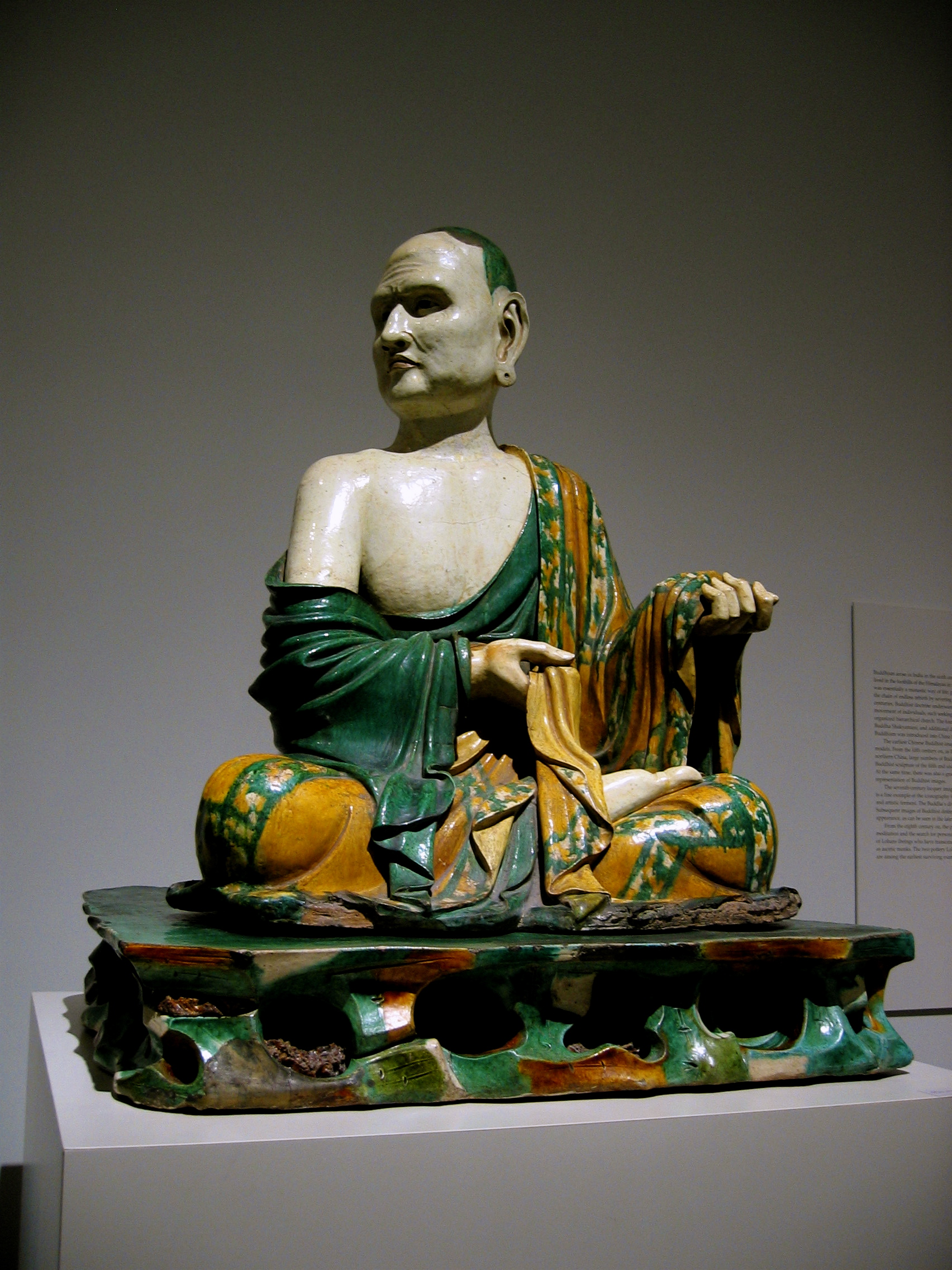
Mönch

#### Lyrik

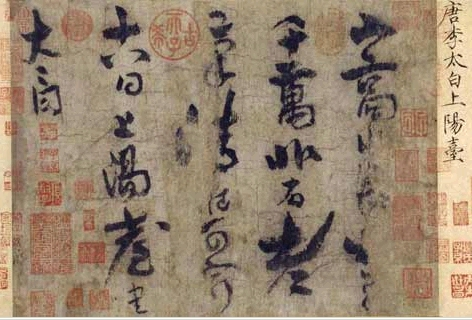
Gedicht und Kalligraphie von Li Bai
(8. Jahrhundert)

Eine Blütezeit erlebte in der Tang-Dynastie die lyrische Dichtung, insbesondere das ursprünglich aus dem Yuefu („Musikamtslied“) hervorgegangene Shi-Gedicht. Zu unterscheiden sind die formal freie traditionelle Form Gushi und das erheblich stärkeren Beschränkungen unterliegende Jintishi. Bekannte Shi-Dichter sind Bai Juyi (白居易; 772–846), Dù Mù (杜牧; 803–852), Hán Yù (韓愈; 768–824), Jiǎ Dǎo (賈島; 779–843), Lǐ Qiào (李峤; 644–713), Liǔ Zōngyuán (柳宗元; 773–819), Luò Bīnwáng (駱賓王; 640–684), Mèng Hàorán (孟浩然; 689–740), Wáng Wéi (王維; 701–761) und Zhāng Jiǔlíng (張九齡; 678–740).
Die bedeutendsten chinesischen Dichter nicht nur der Tang-Ära, sondern in der gesamten Literaturgeschichte, sind Lǐ Bái (李白; 701–762) und Dù Fǔ (杜甫; 712–770). Beide arbeiteten in einer Vielzahl traditioneller Formen. Während Li aber eher als Dichter weltflüchtiger Idyllen, der vom Daoismus beeinflussten Verklärung von Natur, Einsamkeit und Wein gilt, sind bei Du Fu die sozialkritischen Züge ausgeprägter. Li Bais Gedicht „Gelage im Mondschein“ gilt im Westen vielfach als das chinesische Gedicht schlechthin und ist dementsprechend häufig in alle europäischen Kultursprachen übersetzt worden.
Als schwer übersetzbar gelten die stark verdichteten, doch gefühlvollen und anspielungsreichen, eine Vielzahl politischer und philosophischer Implikationen enthaltenden Gedichte des Lǐ Shāngyǐn (李商隱; 810–858).
Als Dichter ist auch der letzte Herrscher des südlichen Tang-Reichs, Lǐ Hòuzhǔ (李後主; 936–978), hervorgetreten. Seine berühmtesten Gedichte entstanden nach seinem Sturz 975, als ihn die Song-Kaiser als Gefangenen nach Kaifeng gebracht hatten. Häufig handeln sie von der Trauer über die verlorene Herrschaft und wehmütigem Rückblick in bessere Zeiten. 978 wurde er vom Song-Kaiser vergiftet. Li ist auch die Weiterentwicklung der traditionell-volkstümlichen Ci-Lyrik zu verdanken; insbesondere öffnete er die Form für eine größere thematische Bandbreite und bezog neben Liebesliedern nunmehr auch historische und philosophische Gegenstände mit ein. Auch etablierte er die Zwei-Strophen-Form und arbeitete häufig mit dem Kontrast zwischen Neun-Zeichen-Zeilen und den kürzeren mit drei oder fünf Zeichen.

#### Novelle
Hochgeschätzt werden auch die Novellen der Tang-Zeit, die häufig einen phantastischen Einschlag aufweisen.
Sehr bekannt ist etwa Lǐ Gōngzuǒs (李公佐; um 800) Die Geschichte vom Gouverneur des Südbezirks (南柯太守傳; Nánkē tàishǒu chuán), in der der Erzähler in einem Traumerlebnis in einem Ameisenhaufen einen vollendeten Staat vorfindet. In Fräulein Ren (任氏傳 Rènshì Chuán) von Shěn Jìjì (沈既濟; um 740–800) aus dem Jahre 781 wird von der Begegnung eines jungen Mannes mit einem weiblichen Fuchsgeist berichtet. Als Beispiel für eine historische Novelle sei Dou Guantings „Der Alte mit dem lockigen Bart“ genannt, als Beispiel für eine Liebesgeschichte Das Leben des Fräulein Li (李娃傳; Lǐ Wá Chuán). Daneben existieren umfangreiche Novellensammlungen.

### Malerei

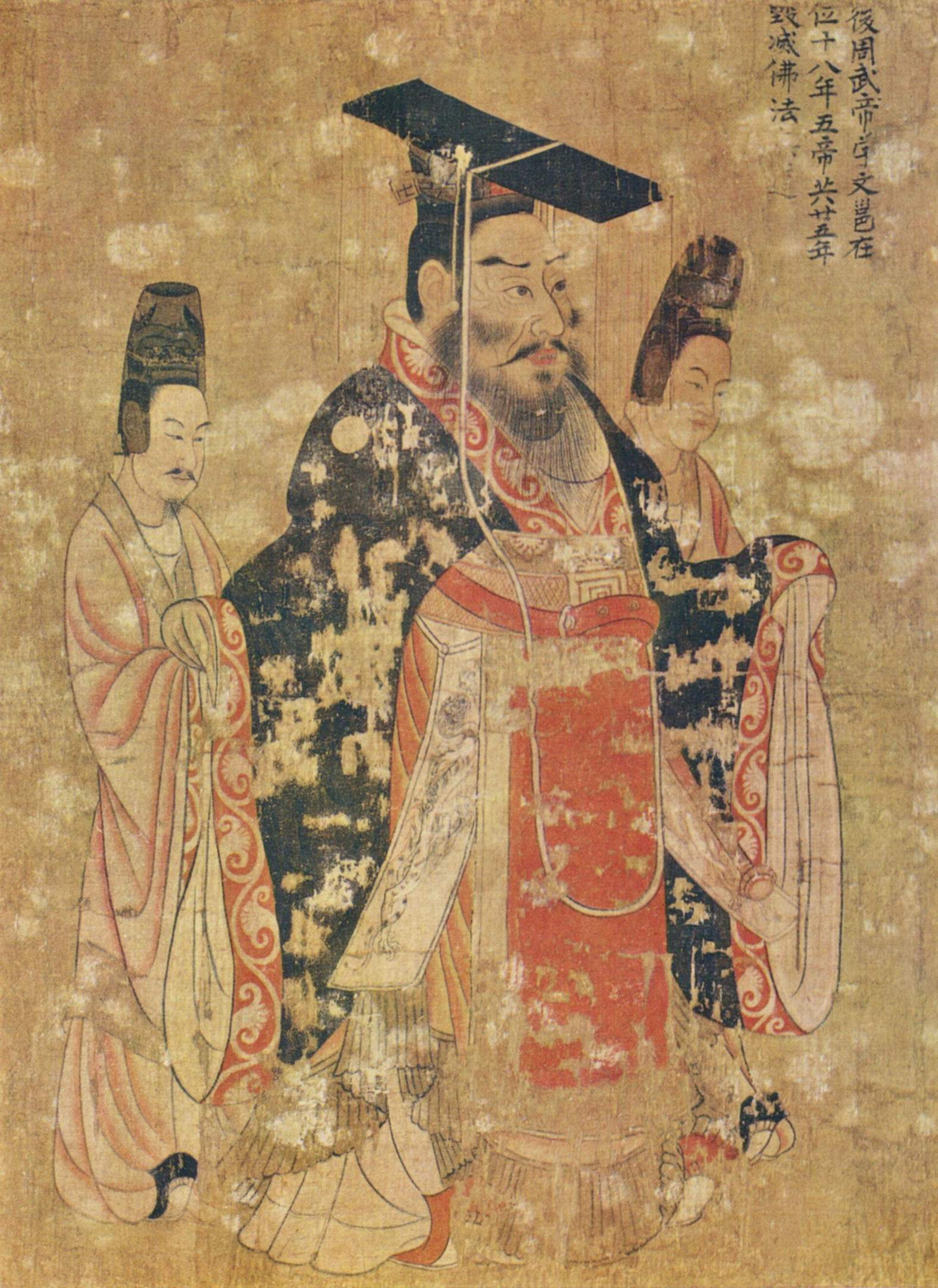
Ausschnitt aus Die dreizehn Kaiser von Yan Liben (7. Jahrhundert)

Seit der Tang-Dynastie (618–907) waren Landschaften das zentrale Motiv der chinesischen Malerei; man sprach insofern vom Shanshui, der „Berg-Wasser“-Malerei. Zweck dieser meist monochromen Schöpfungen war weniger die naturalistische Darstellung als vielmehr, „Atmosphäre“ zu erzeugen und beim Betrachter Gefühle und insbesondere seinen Sinn für die Harmonie der Natur zu wecken.
Im Allgemeinen benutzte man dabei dieselbe Technik wie die Kalligraphen und malte mit in schwarze oder farbige Tusche getauchten Bürstenpinseln auf Seide oder Papier; der Gebrauch von Ölfarben war unbekannt. Die Bilder wurden in der Regel nicht so sehr an die Wand gehängt, sondern zusammengerollt in Möbeln verstaut und nur bei Bedarf hervorgeholt, um sie etwa als besonders kunstsinnig geschätzten Gästen zu zeigen.
Am Kaiserhof tat sich besonders Yán Lìběn (閻立本; 600–673) hervor, der als Beamter ebenfalls Hofmaler des Tang-Kaisers Taizong war. Mit seinem Werk Die dreizehn Kaiser, worin bekannte Herrscher von der Han- bis zur Sui-Zeit dargestellt sind, schuf er die ältesten bekannten Kaiserporträts.
Vom Sui-Maler Zhǎn Zǐqián (展子虔; um 600) ist nur noch ein Werk erhalten, Müßiggang im Frühling, in dem die Berge erstmals perspektivisch dargestellt werden. Es gilt als erste szenische Landschaftsmalerei in der ostasiatischen Kunst.
Dŏng Yuán (董源; 934–962), eigentlich ein Maler der Übergangszeit von der Tang- zur Song-Dynastie, war sowohl für seine Porträts als auch für Landschaftsdarstellungen bekannt und trug maßgeblich zu dem eleganten Stil bei, der für die nächsten 900 Jahre zum Standard der chinesischen Malerei werden sollte. Wie viele chinesische Künstler wurde er im offiziellen Auftrag tätig. Er studierte insbesondere den Stil von Lì Sīxùn (利思訓; 651–716) und Wáng Wéi (王維; 701–761) und bereicherte die Malerei um zahlreiche Techniken wie etwa die Verfeinerung der Perspektive, pointilistische Ansätze wie auch Kreuzschraffur zur Erzielung plastischeren Eindrucks.

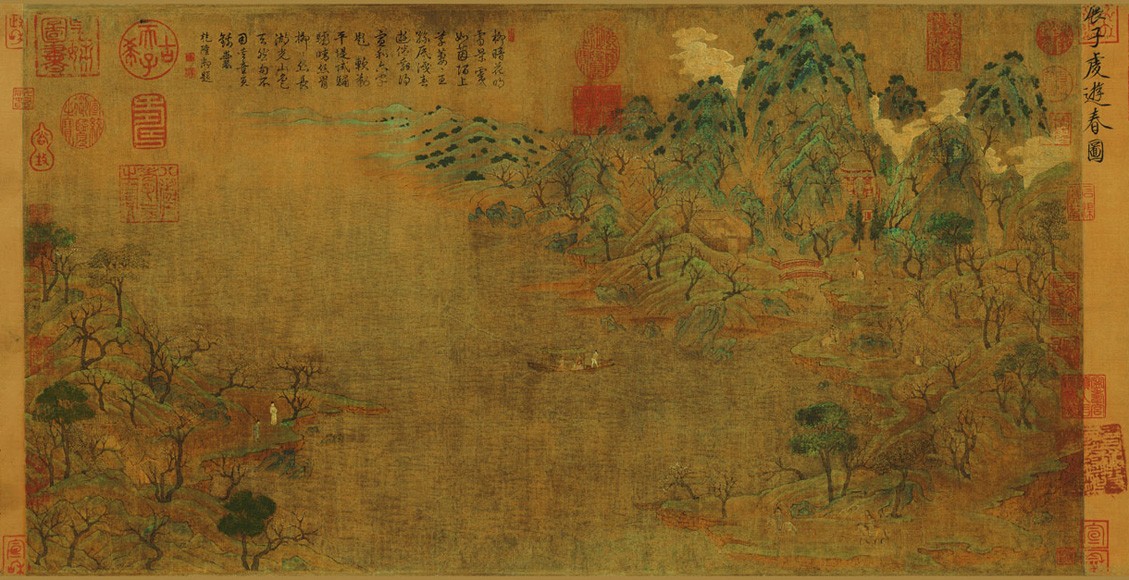
Müßiggang im Frühling, Zhan Ziqian (um 600)
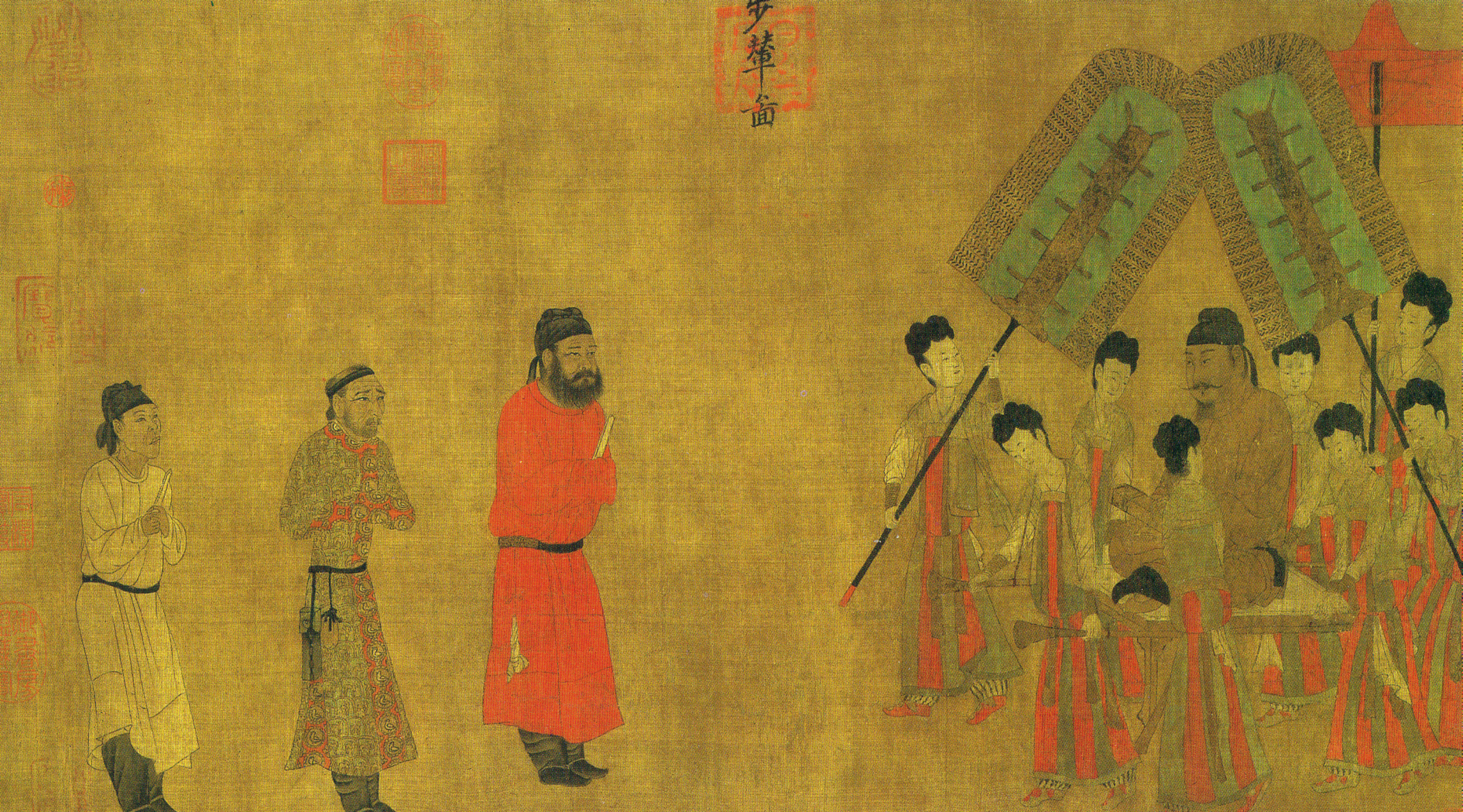
Kaiser Taizong empfängt Botschafter, Yan Liben (um 641)
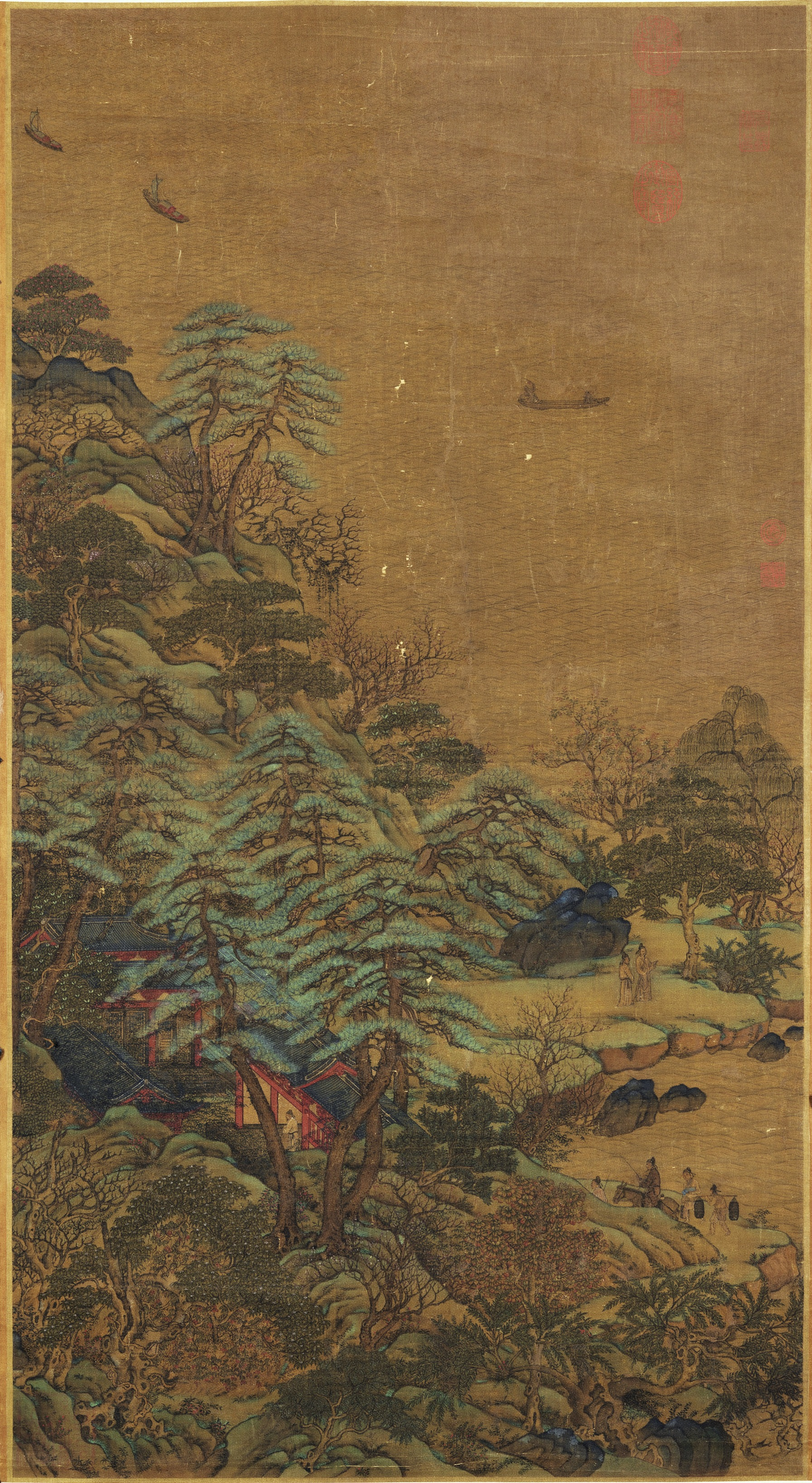
Flussschiffe und Paläste am Ufer, Li Sixun (um 700)
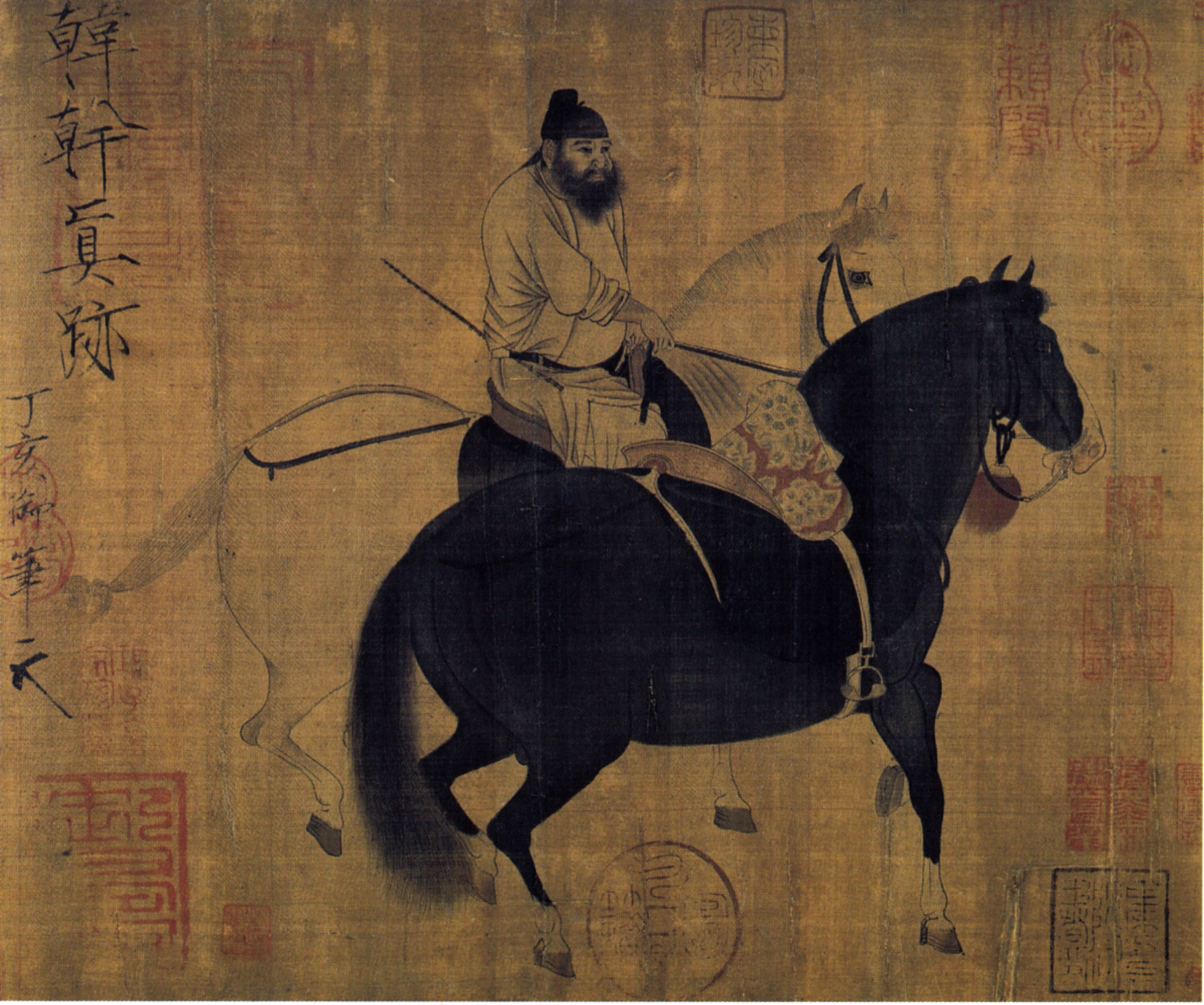
Reiter und Pferde, Han Gan (8. Jahrhundert)
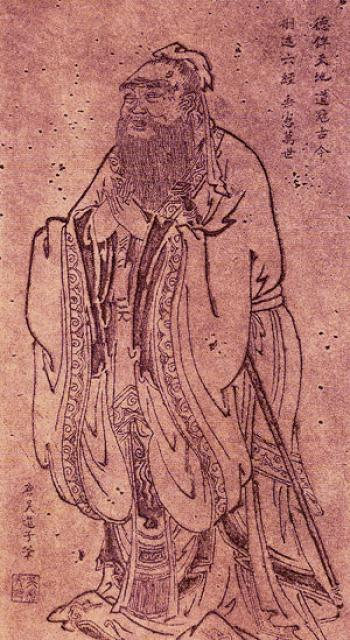
Der lehrende Konfuzius, Wu Daozi (8. Jhd.)
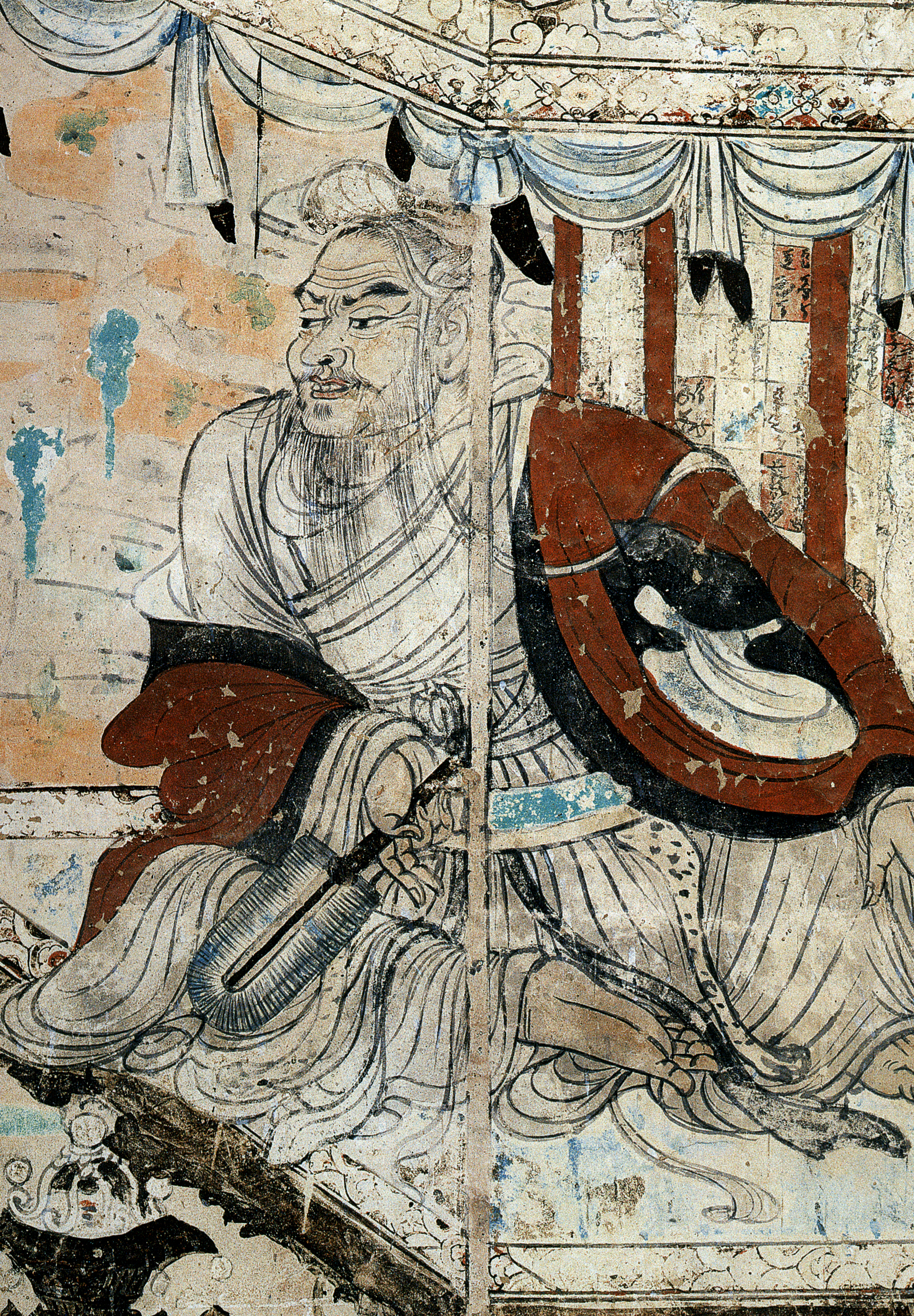
Vimalakirti diskutiert mit dem Bodhisattva Manjushri, Wandmalerei in den Dunhuang-Grotten (8. Jhd.)
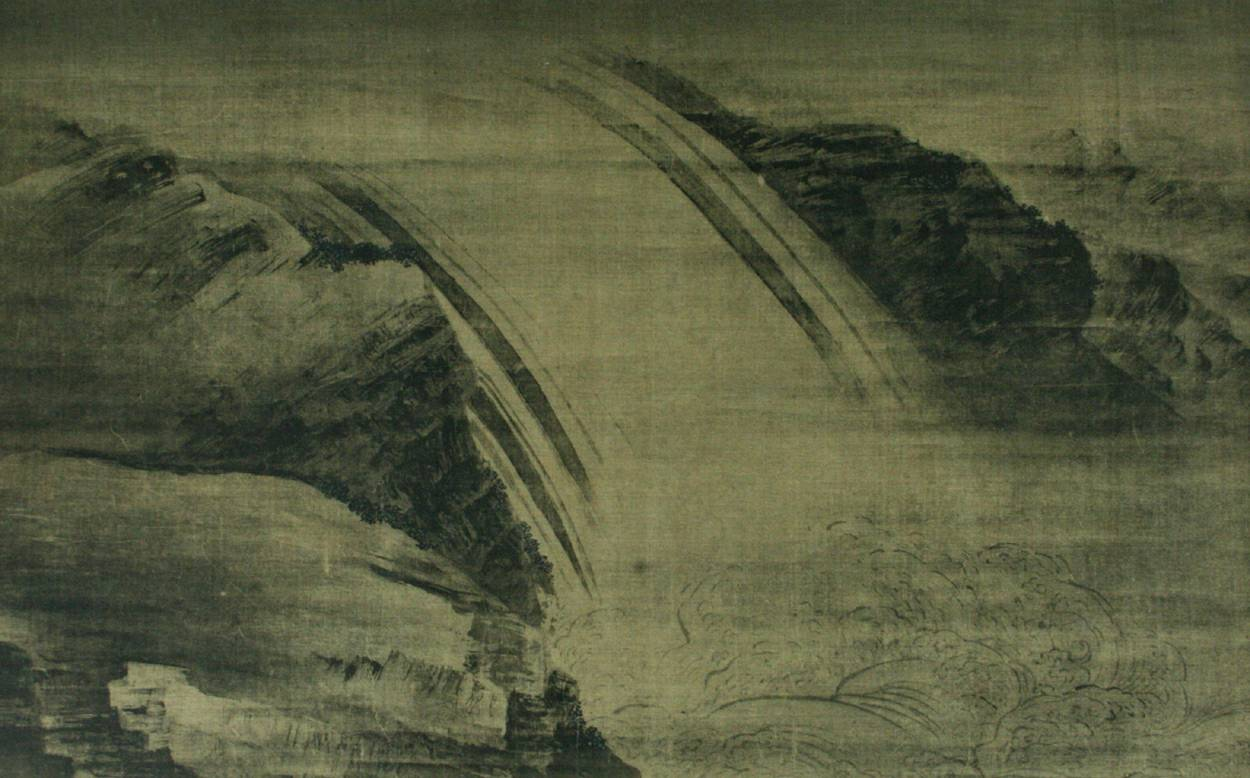
Wasserfall, Wang Wei (8. Jahrhundert)
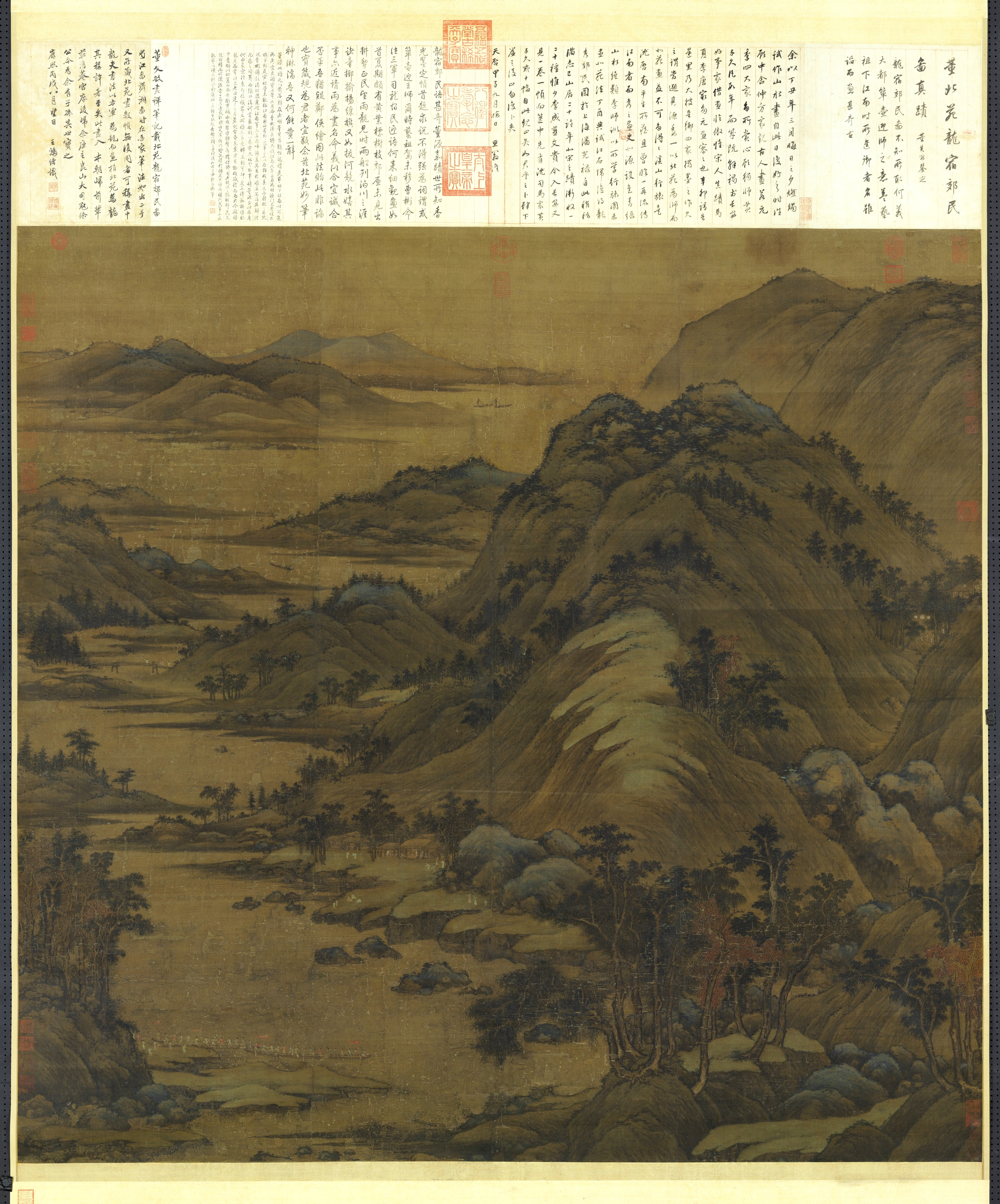
Flusslandschaft, Dong Yuan (10. Jhd.)
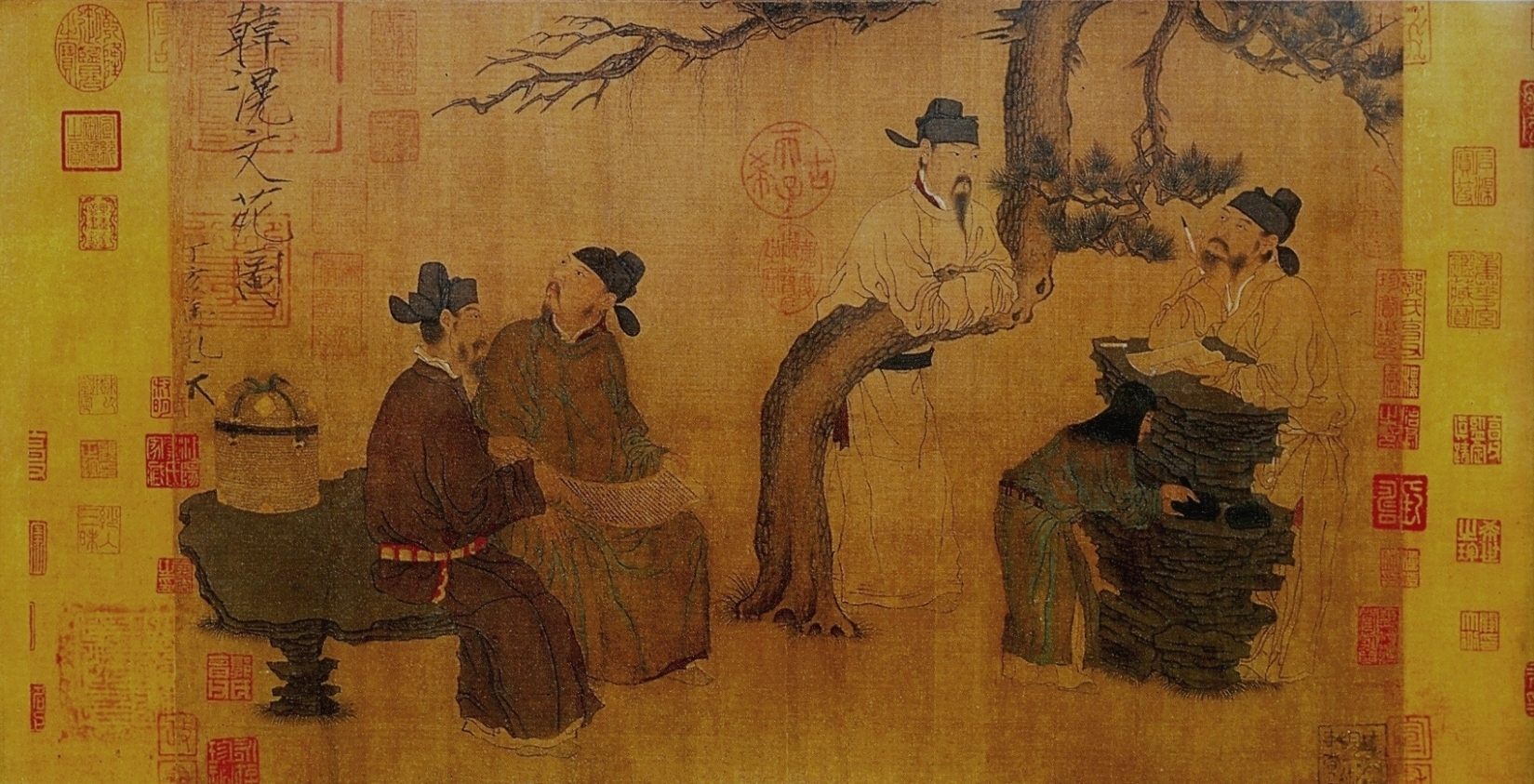
Literatengarten, Han Huang (10. Jhd.)
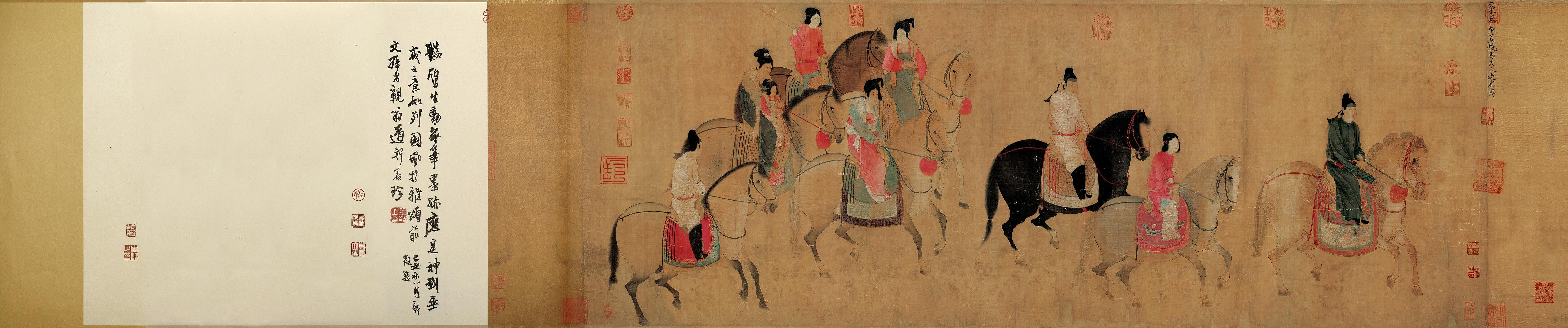
Frühlingsausritt bei Hofe, Zhang Xuan (8. Jahrhundert)

### Holzschnitt
In der Zeit der Sui-Dynastie werden auch die Anfänge der chinesischen Holzschnitt-Kunst vermutet. Hiermit pflegte man insbesondere religiöse Werke zu illustrieren. Als ältester noch erhaltener Holzschnitt gilt das 1907 in Dunhuang entdeckte Titelbild des Sutra Vajracchedikâ Prajna Paramitâ, das auf das Jahr 868 datiert wird.

### Musik
Die während der Tang-Zeit zu verzeichnenden Einflüsse aus dem Ausland betrafen auch die Musik: Insbesondere aus Mittelasien wurden etwa diverse neue Musikinstrumente übernommen, insbesondere Lauten, Zithern und Fiedeln. Die bereits seit der Han-Dynastie bekannte Qin erlebte eine Blüte. Auch erfolgte ein reger Austausch von Musikern. In der Tang-Zeit emanzipierte sich auch die Säkularmusik endgültig von den religiös-kultischen Wurzeln und erlangte eigenständige Bedeutung.

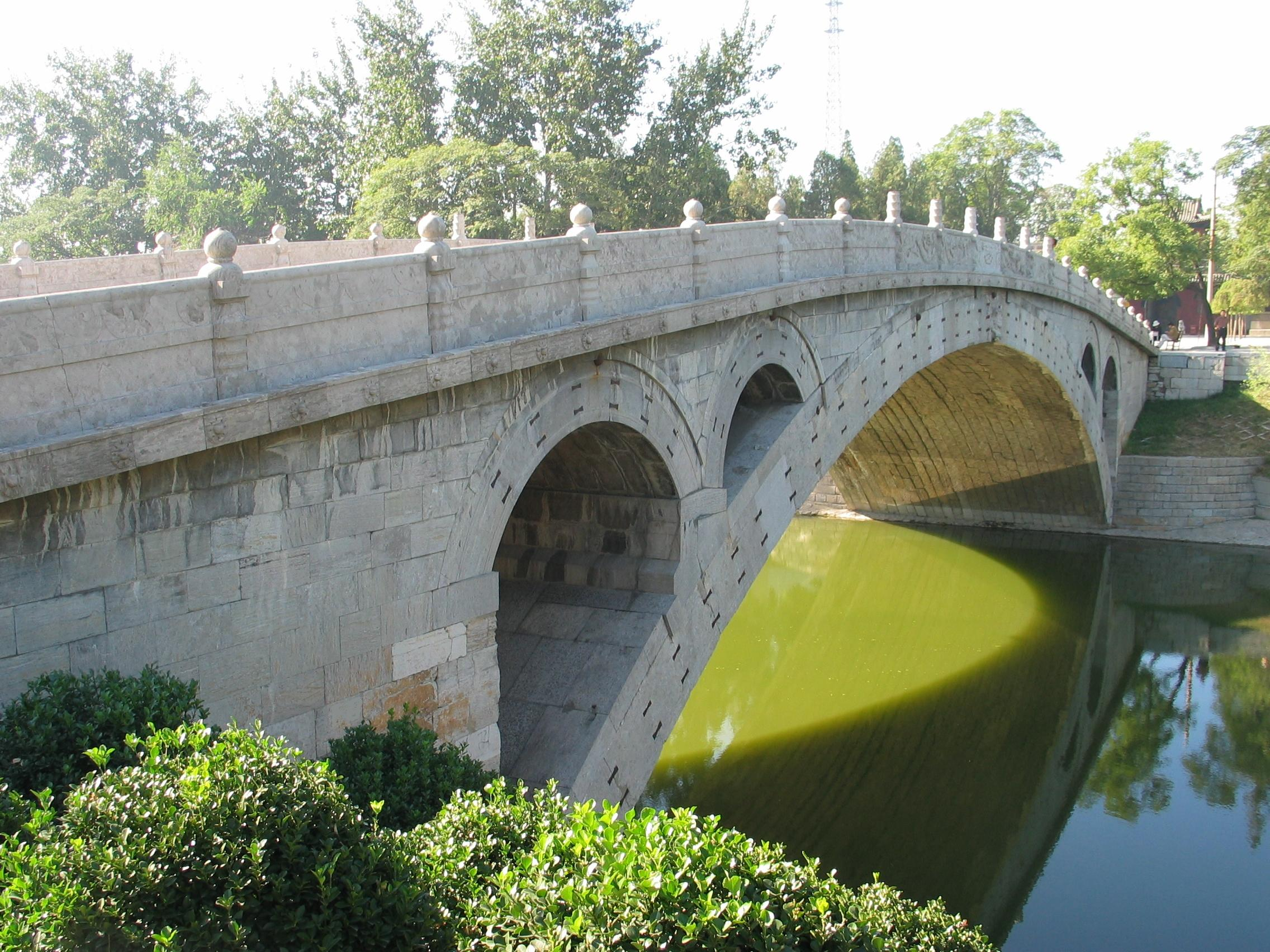
Anji-Brücke (595–605)
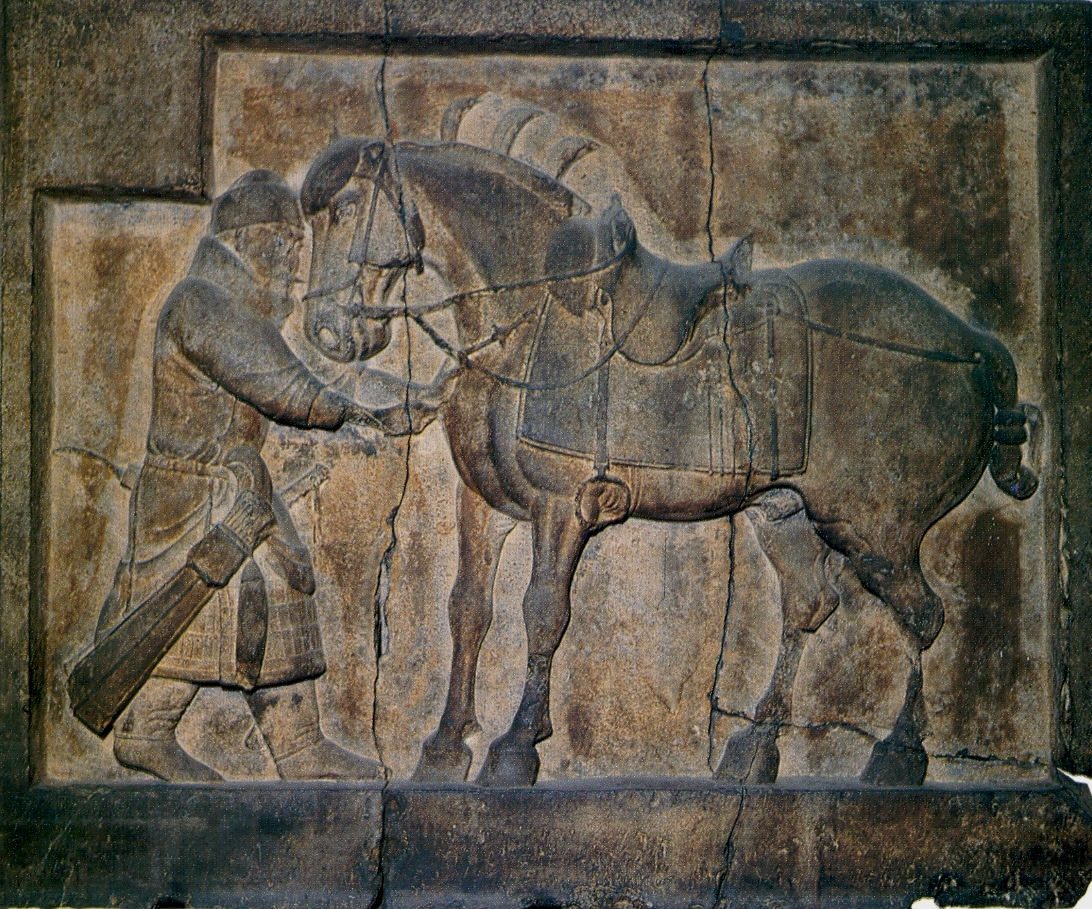
Relief eines Kriegspferds am Zhaoling-Mausoleum (frühes 7. Jahrhundert)
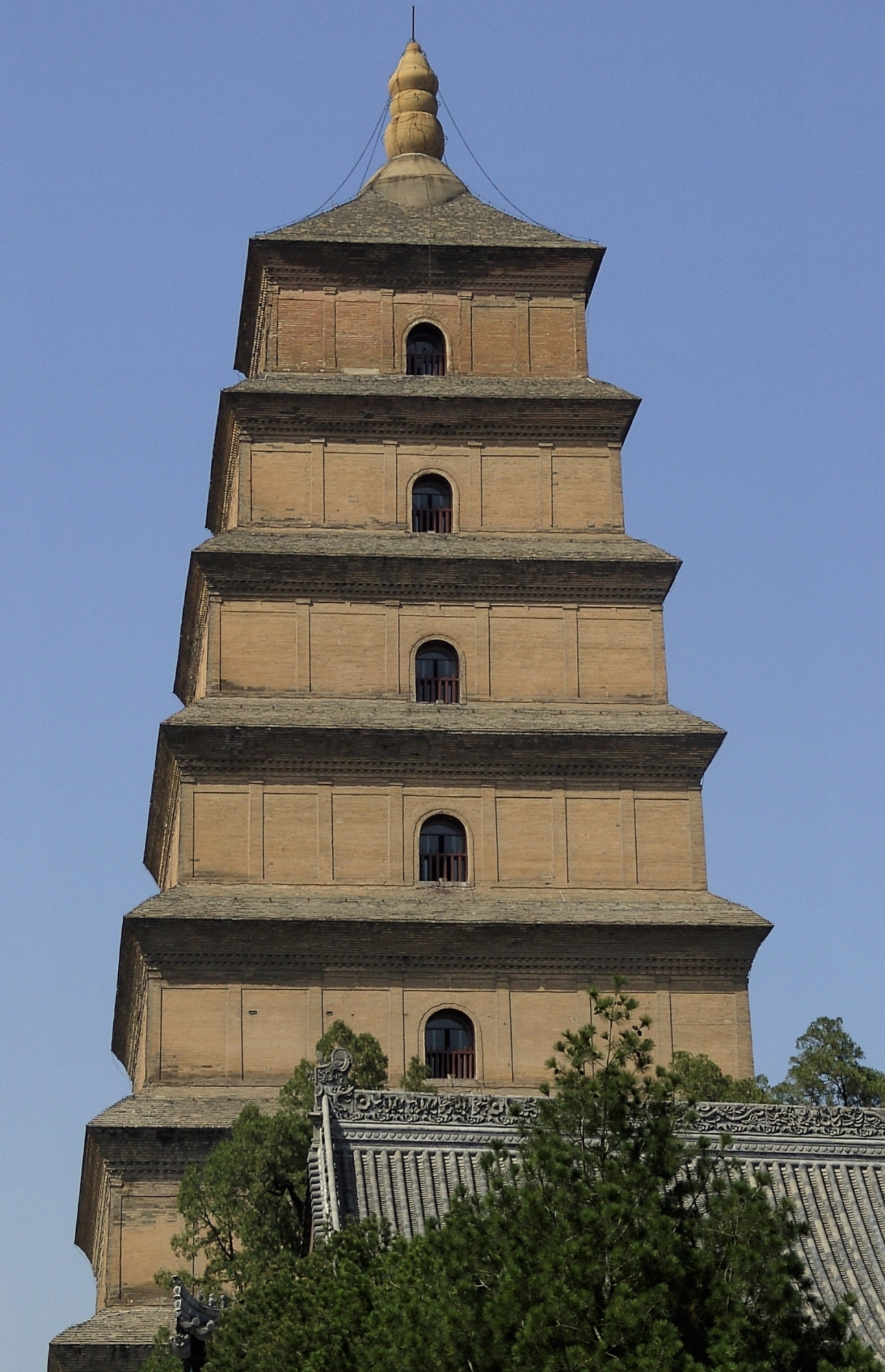
Große Wildganspagode (652)
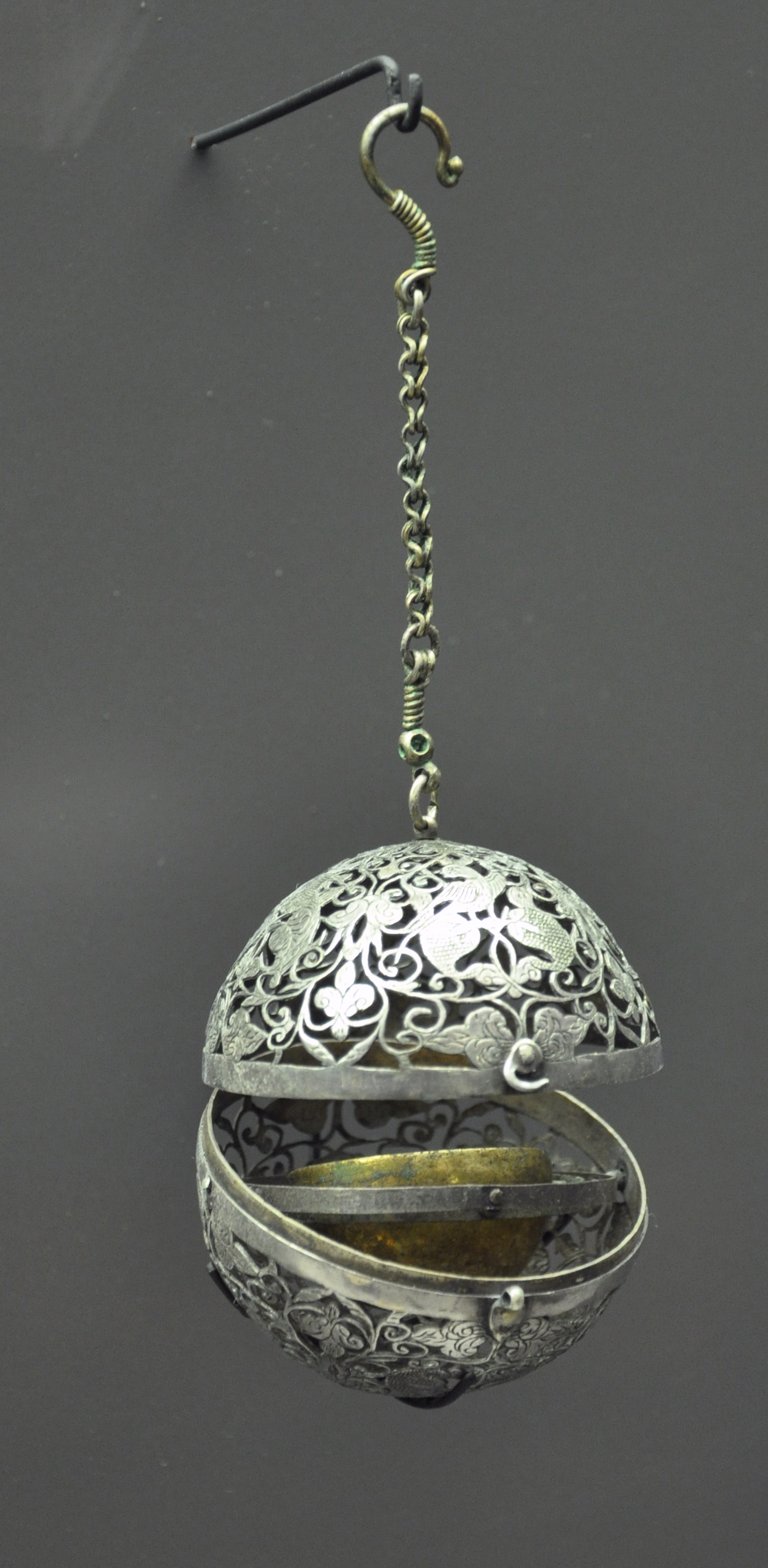
Räuchergefäß (um 700)
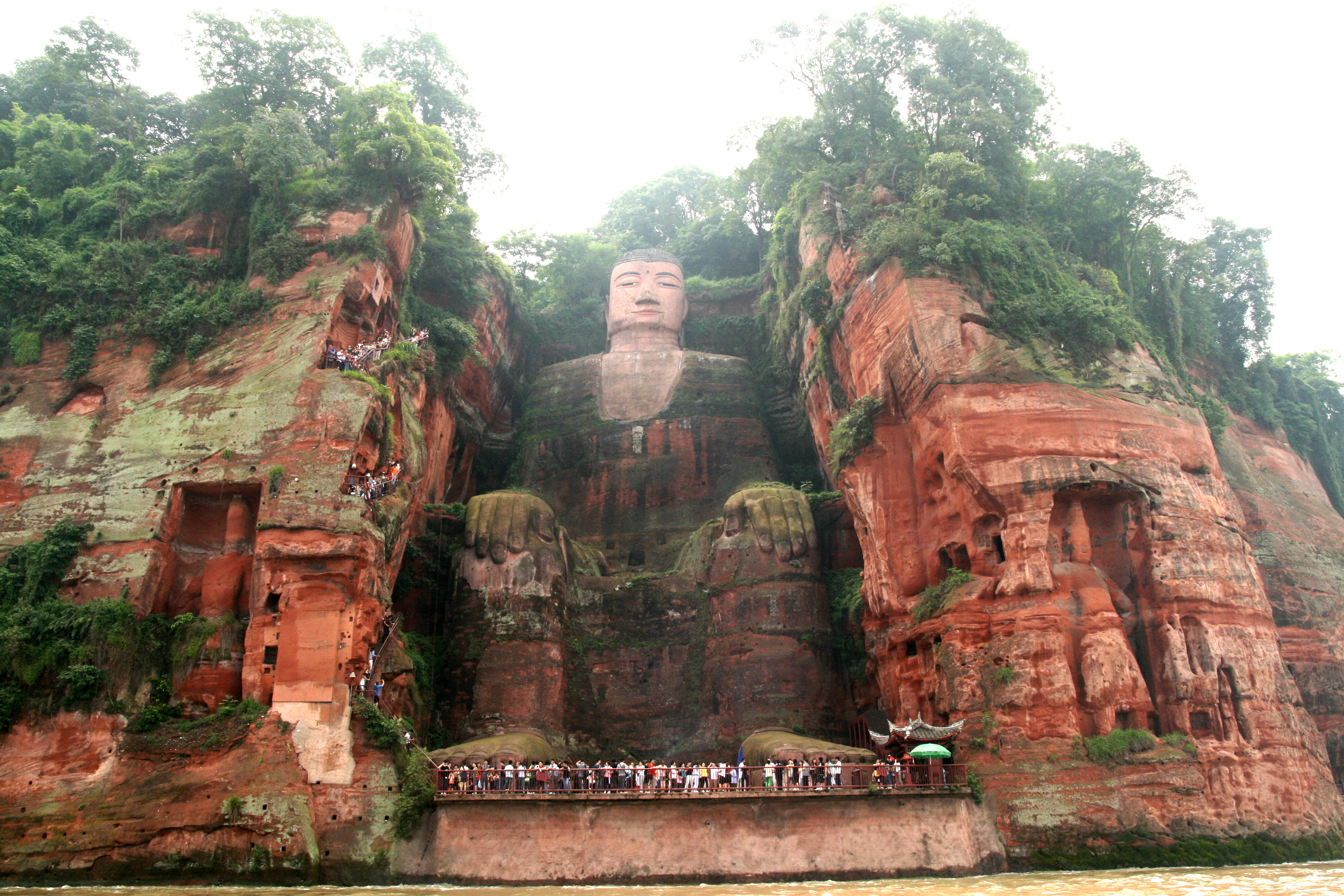
Großer Buddha von Leshan (713–800)
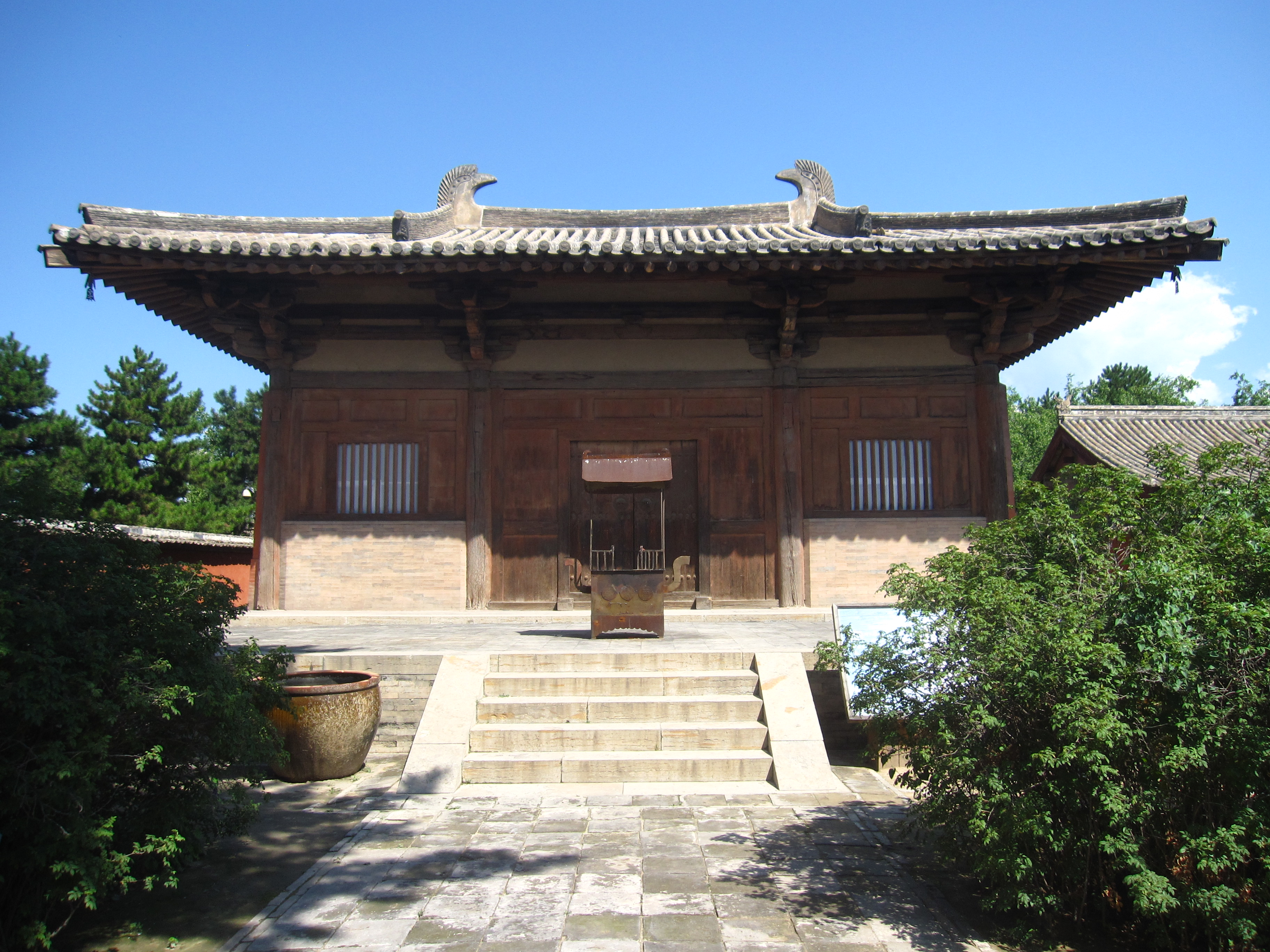
Halle des Großen Buddha im Nanchan-Tempel (782)
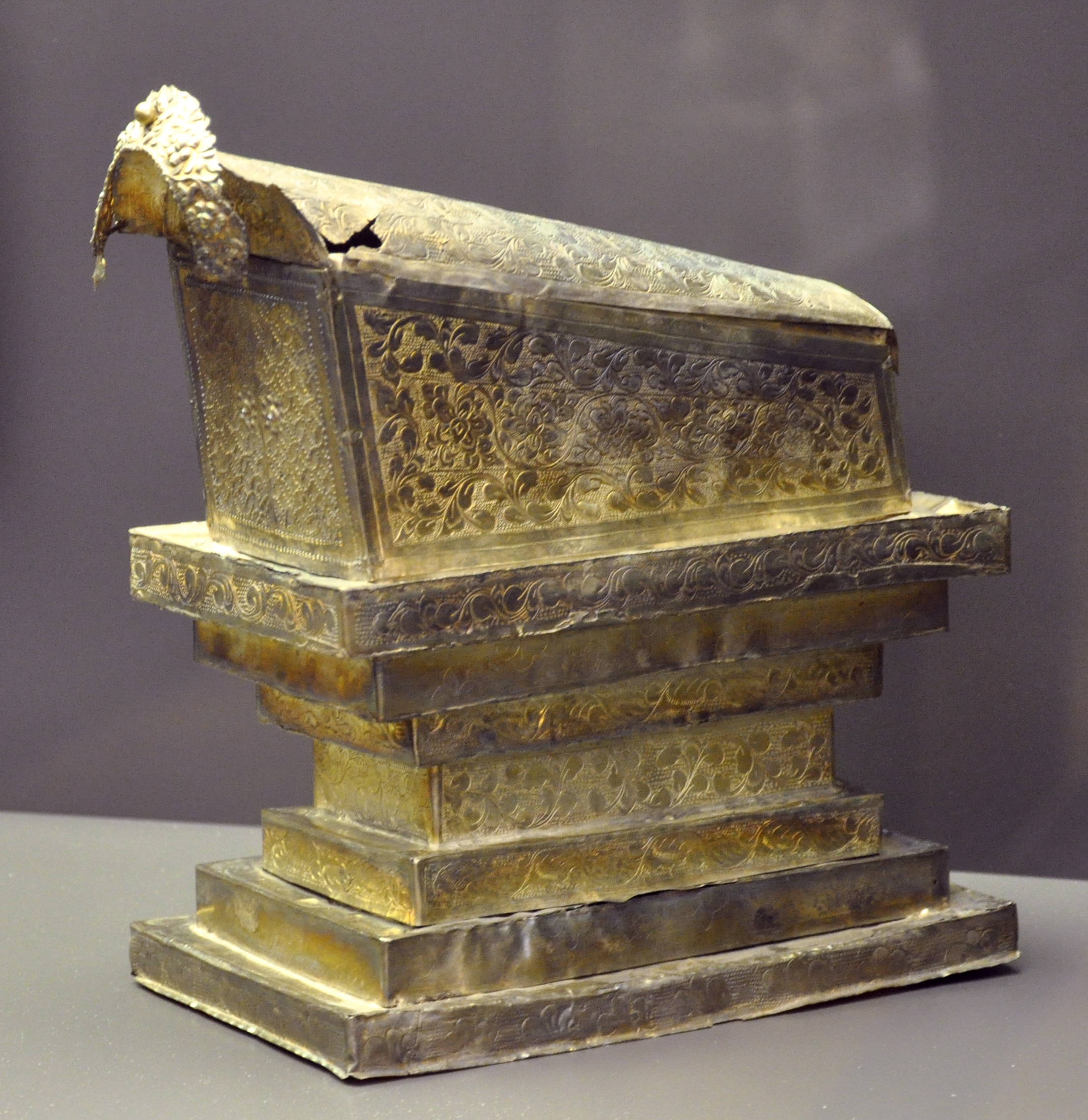
Reliquienschrein (um 800)
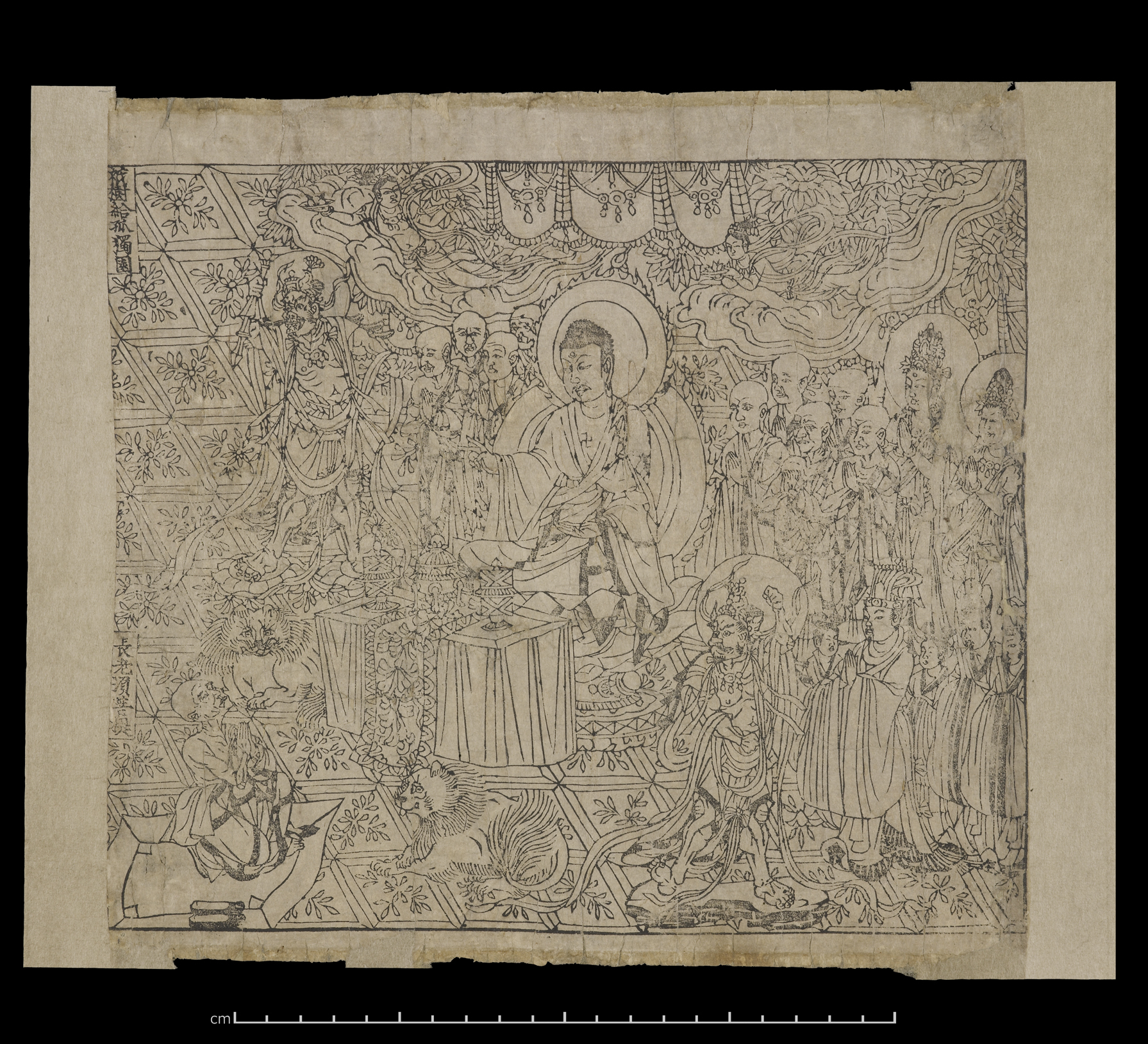
Holzschnitt, Diamant-Sutra (868 n. Chr.)

### Literatur

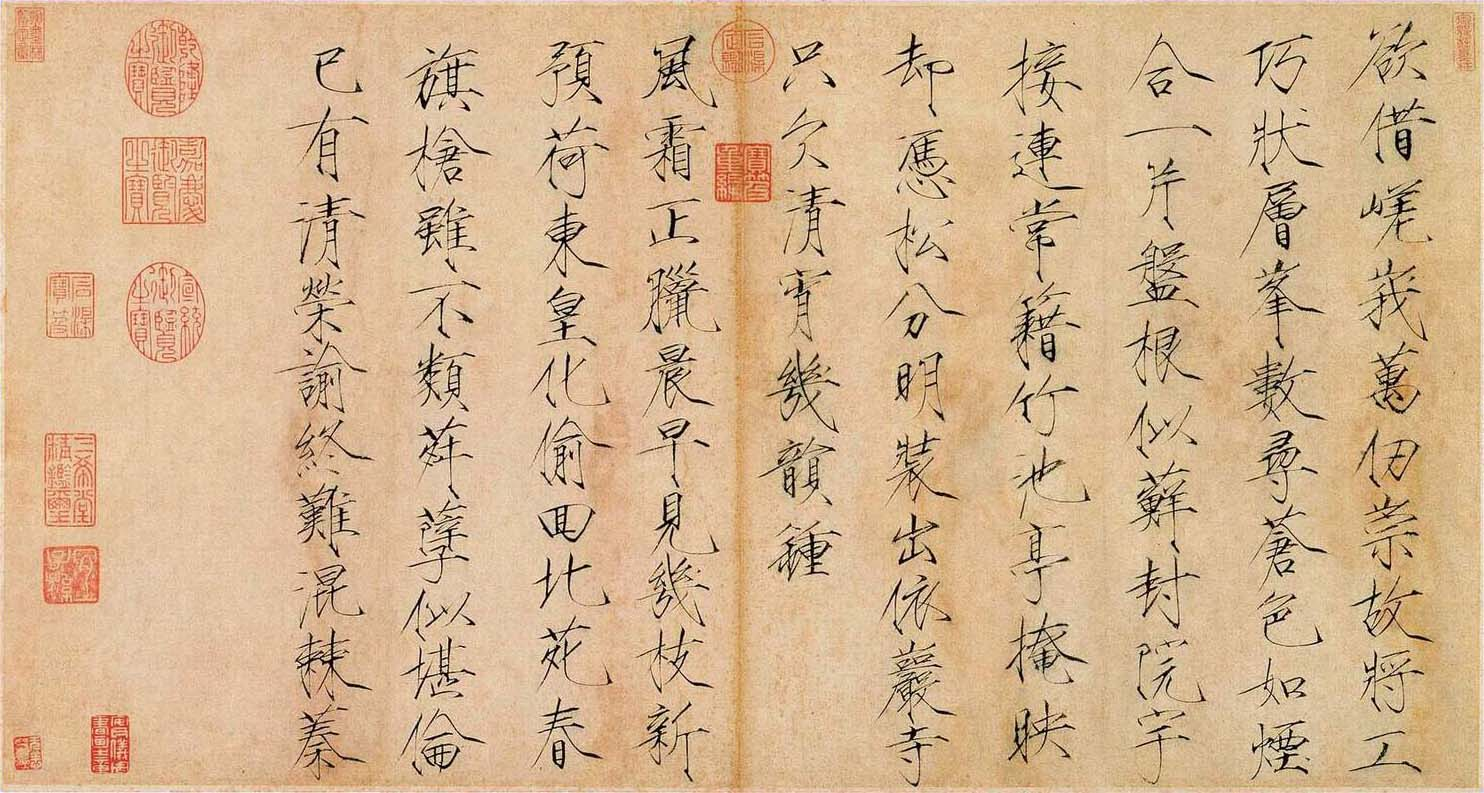
Kaiser Huizong, Gedicht und Kalligraphie (12. Jahrhundert)

## Song-Dynastie (960–1279)

### Malerei

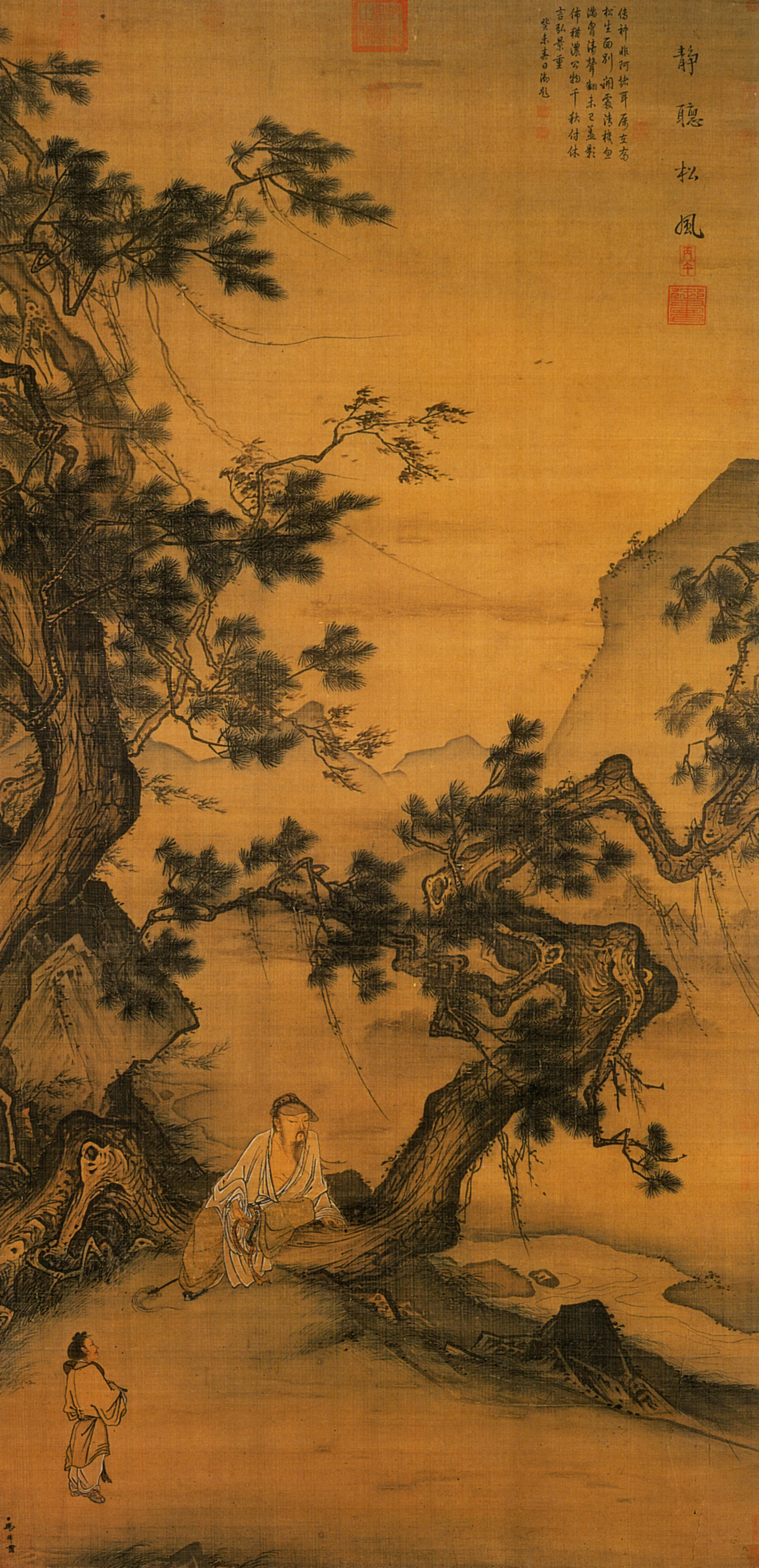
Ma Lin, Dem Wind in den Kiefern lauschend (13. Jhd.)

Einen Höhepunkt erreichte in der Song-Dynastie vor allem die chinesische Malerei. Die Landschaftsbilder etwa gewannen in dieser Zeit einen subtileren Ausdruck. So wurde beispielsweise die Unermesslichkeit von räumlichen Entfernungen durch verschwommene Umrisse, im Nebel verschwindende Bergsilhouetten oder eine geradezu impressionistische Behandlung von Naturphänomen angedeutet. Eine eher „gezähmte“ und vom kunstsinnigen Menschen „genossene“ Natur steht indes in den späteren Werken der südlichen Song-Dynastie im Vordergrund. Berühmte Landschaftsmaler der Epoche waren Lǐ Táng (李唐; 1047–1127), Guō Xī (郭熙; 960–1127), Mǎ Yuǎn (馬遠; um 1155–1235; Auf einem Gebirgspfad im Frühling) sowie Xià Guī (夏珪; um 1180–1230).
Wie bereits in früheren Perioden werden auch in der Song-Malerei gerne Menschen in ehrfürchtiger Kontemplation vor der Natur gezeigt, verschwinden nunmehr aber nicht mehr notwendigerweise vor majestätisch-überwältigenden Landschaftskulissen, sondern nehmen durchaus zentrale Positionen ein. Zu nennen sind in diesem Zusammenhang etwa der anonyme Vornehme Gelehrte unter einer Weide, vor allem aber auch Mǎ Líns (馬麟; um 1180–1256) berühmtes Dem Wind in den Kiefern lauschend. Beachtung verdienen auch die farbigen Miniaturen in Chao Yens Acht Reiter im Frühling.
Ein zentraler Gegenstand der Song-Malerei waren auch Tier- und Pflanzendarstellungen. Große Bewunderung erfuhr etwa Cuī Báis (auch Ts’ui Po, 崔白, aktiv 1068–1077) stimmungsvolles Gemälde Hase und Eichelhäher, aber auch die Schöpfungen des künstlerisch veranlagten Kaisers Huīzōng (徽宗; 1082–1135), von dem unter anderem die Zwei Finken auf Bambusstengeln stammen. Weitere renommierte Tier- und Pflanzenmaler waren Mao I und Wen Tong (文同; 1018–1079). Eine andere Richtung der Song-Malerei nahm schließlich buddhistische Themen auf und stellte etwa gerne chan-buddhistische Adepten dar.
Bahnbrechend wirkte in der Song-Malerei schließlich die insbesondere auf Sū Dōngpō (蘇東坡; 1037–1101) zurückgehende, konfuzianisch, aber auch chan-buddhistisch beeinflusste und bisweilen erstaunlich modern wirkende Wen-Jen-Hua-Schule. Sie brach mit dem lange unbestrittenen Dogma, Malerei müsse möglichst naturgemäß ihr Objekt wiedergeben, und trat für freiere Ausdrucksformen ein. Exemplarisch kommt der Gedanke der Wen-Jen-Hua-Schule etwa in Liáng Kǎis (梁楷; 1127–1279) berühmtem Porträt von Lǐ Bái (李白; 701–762) zum Ausdruck. Weitere bedeutende Vertreter dieser Richtung sind Mǐ Fú (米芾; 1051–1107), Mǐ Yǒurén (auch Mi Yu-jen, 米友仁; 1086–1165), Mùqī (牧谿; zweite Hälfte des 13. Jahrhunderts) und Wáng Tíngyún (王庭筠; 1151–1202).

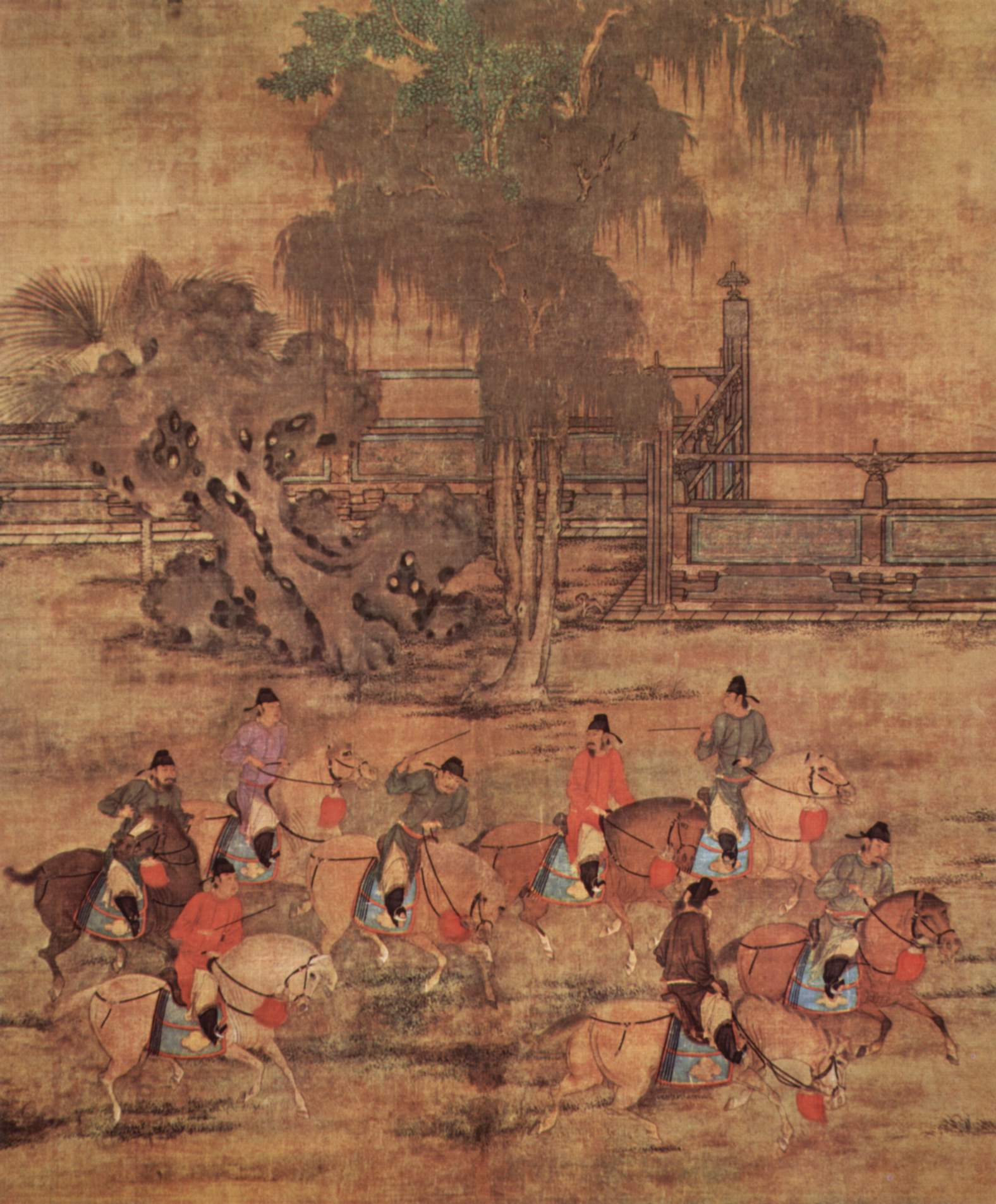
Die Acht Reiter im Frühling, Chao Yen (10. Jahrhundert)
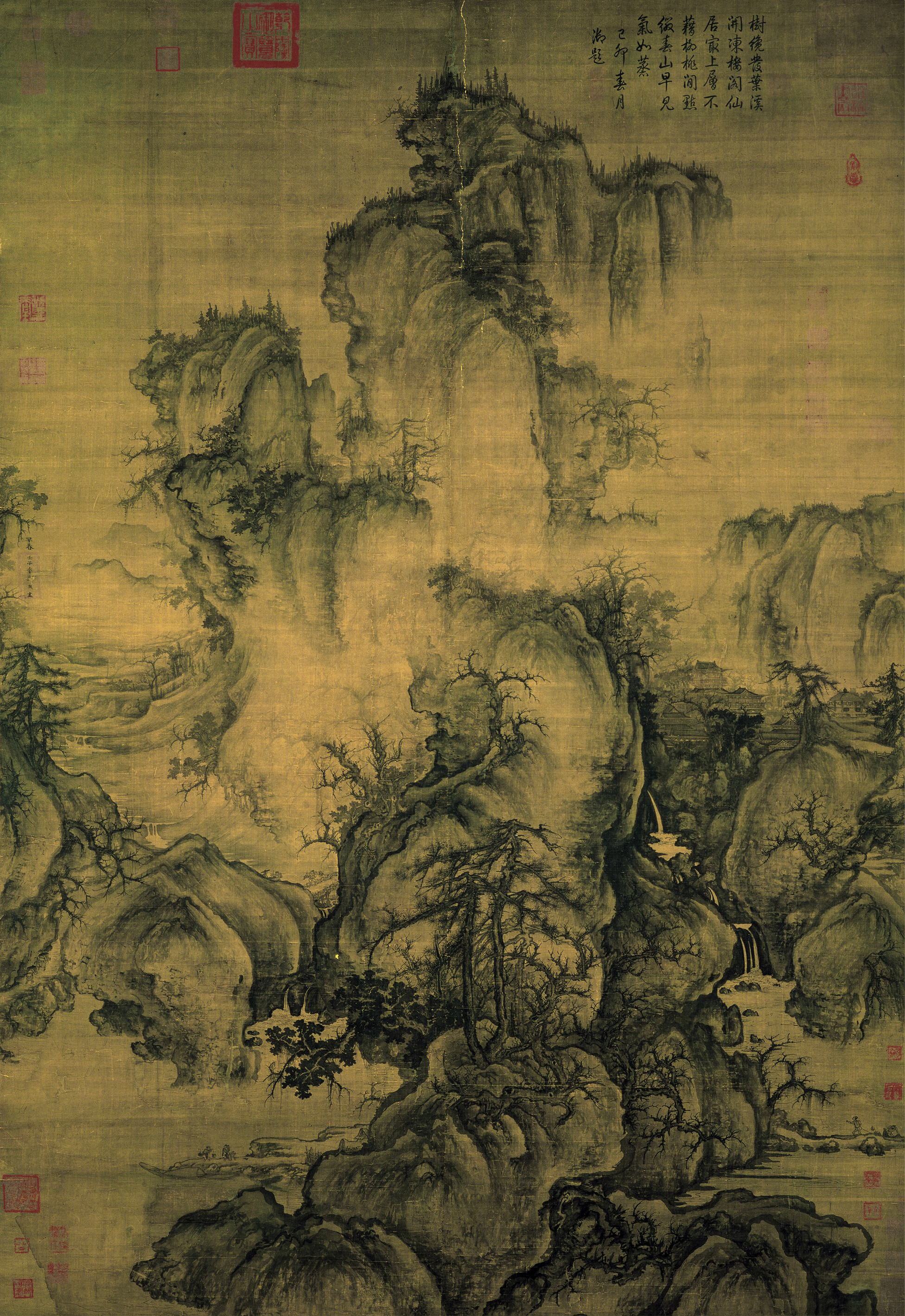
Vorfrühling, Guo Xi (1072)
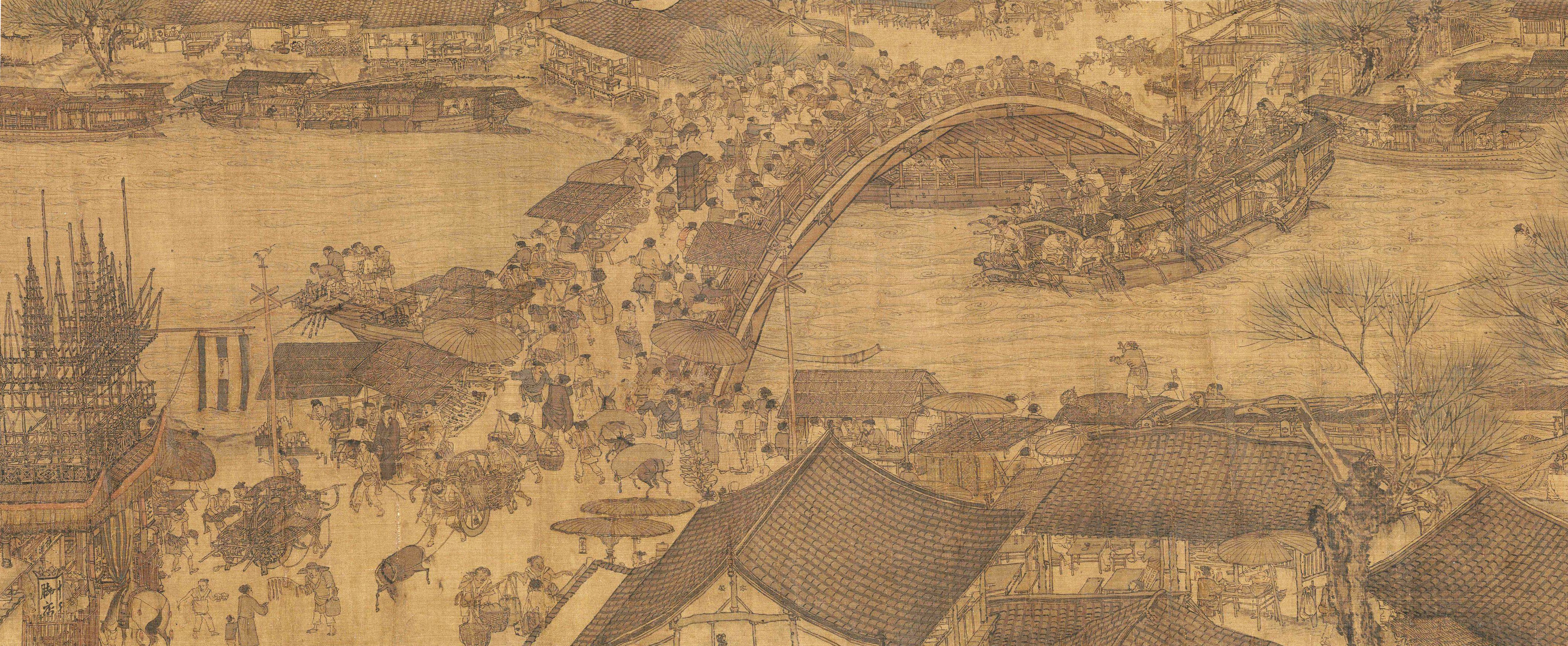
Detail der Qingming-Rolle, Zhang Zeduan (um 1100)
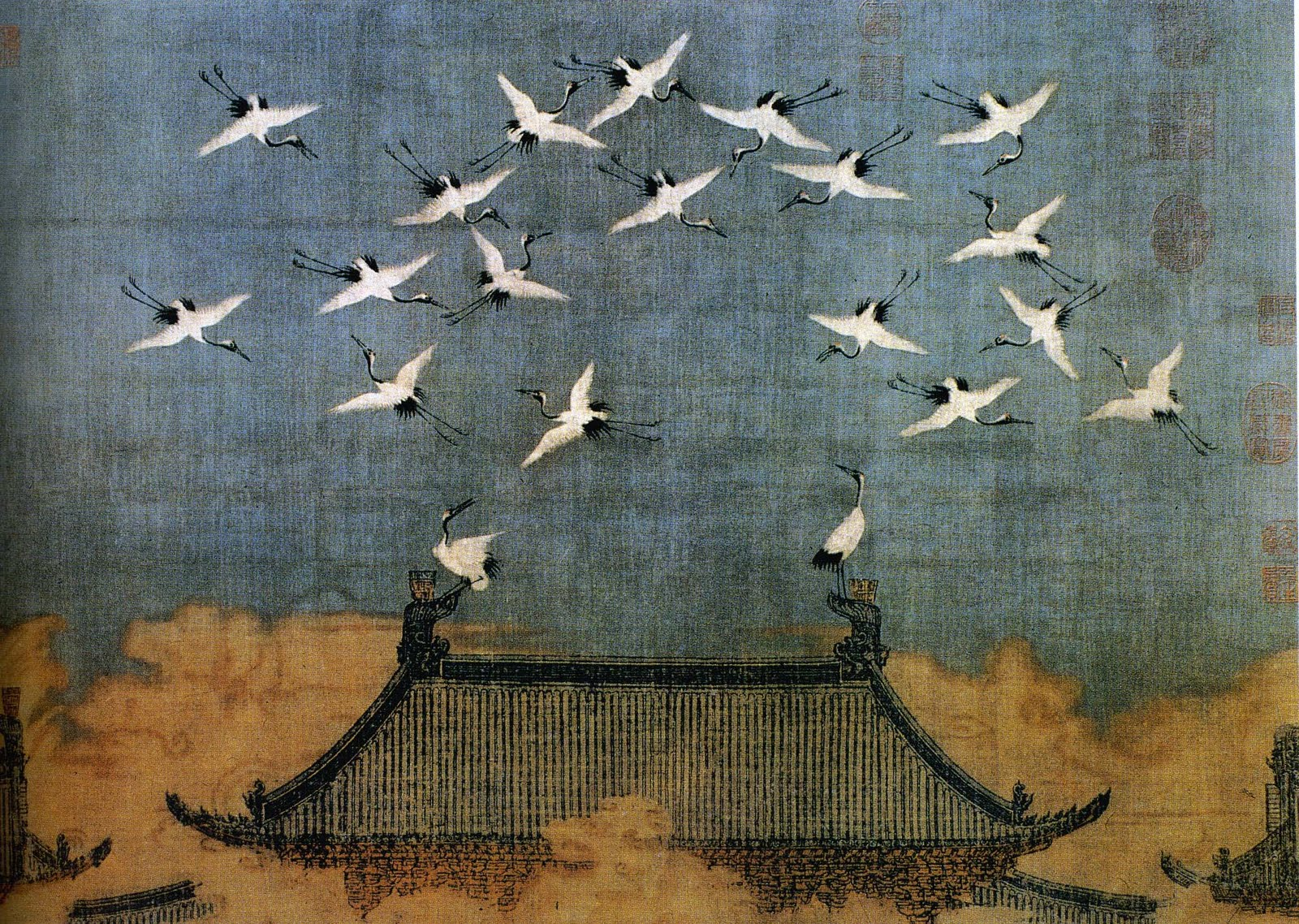
Kraniche über dem Kaiserpalast, Kaiser Huizong (1112)
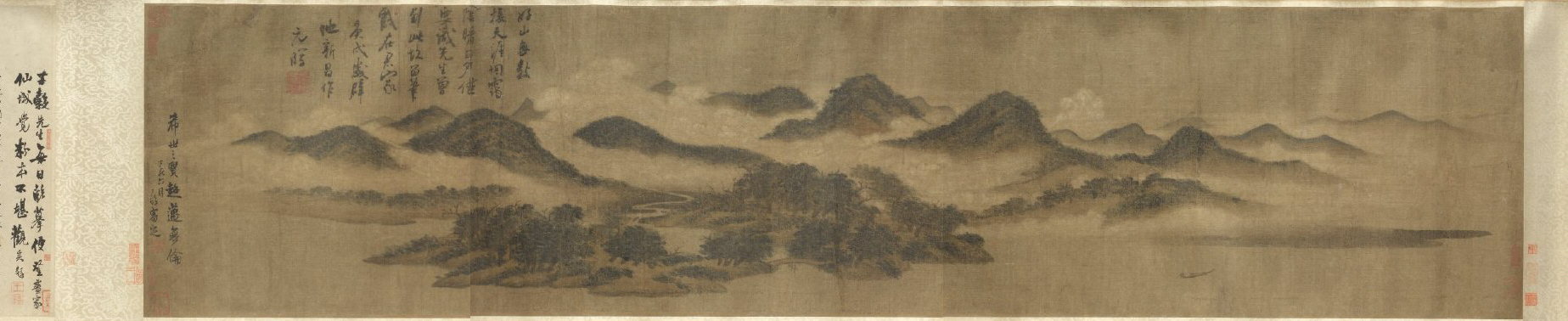
Bewölkte Berge, Mi Youren (1130)
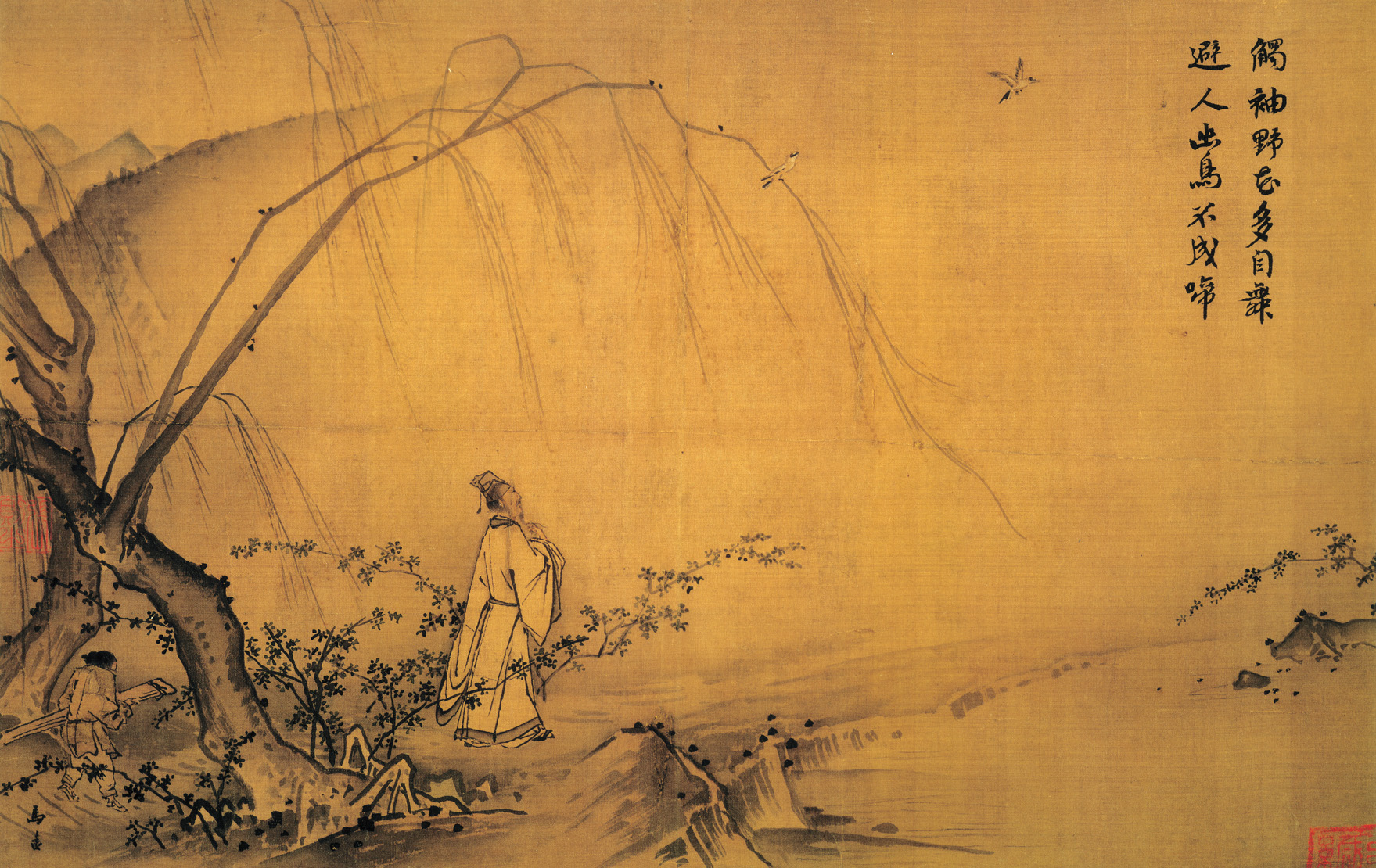
Auf einem Gebirgspfad im Frühling, Ma Yuan (1190)
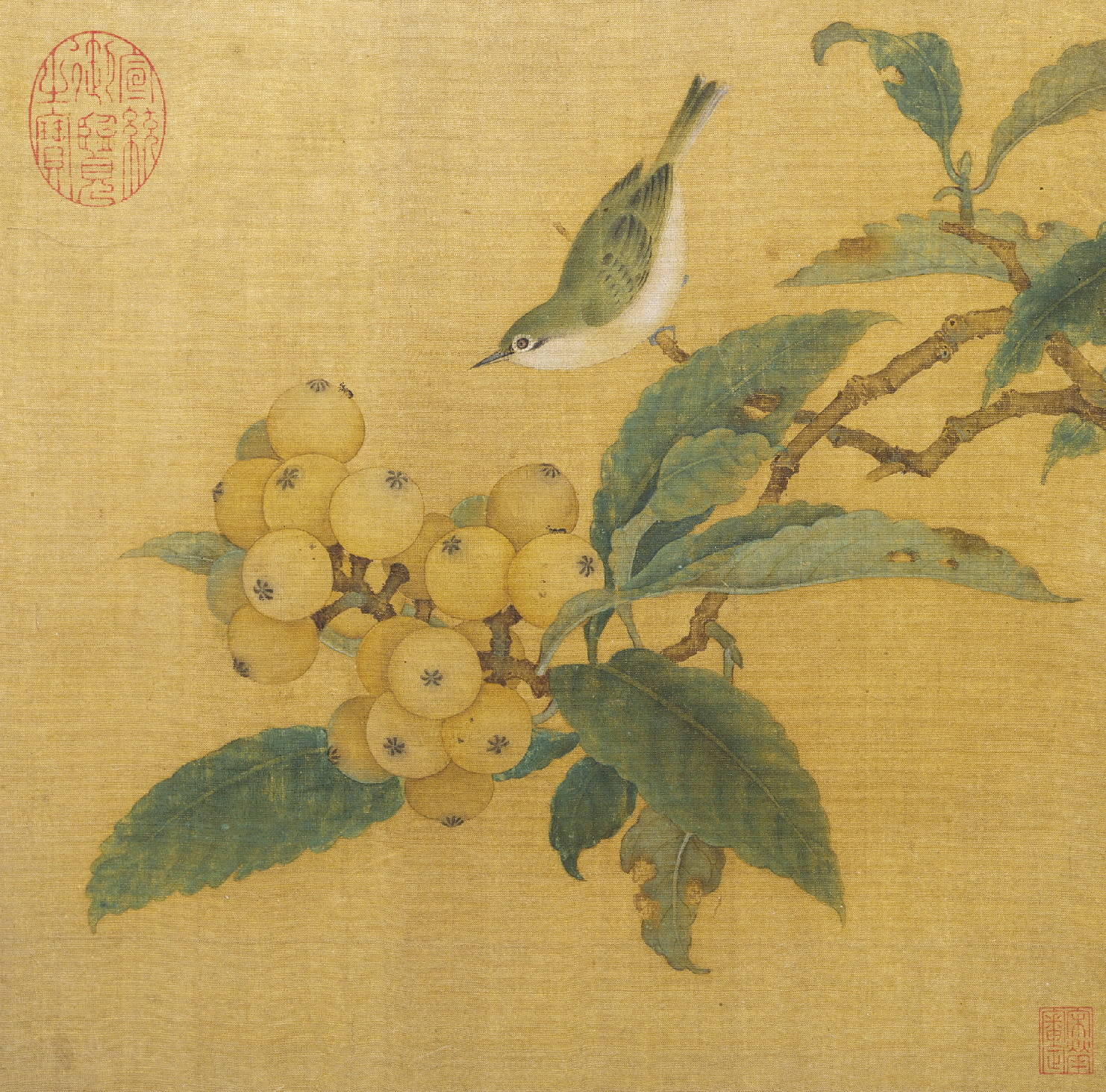
Mispel und Bergvogel, anonym (um 1200)
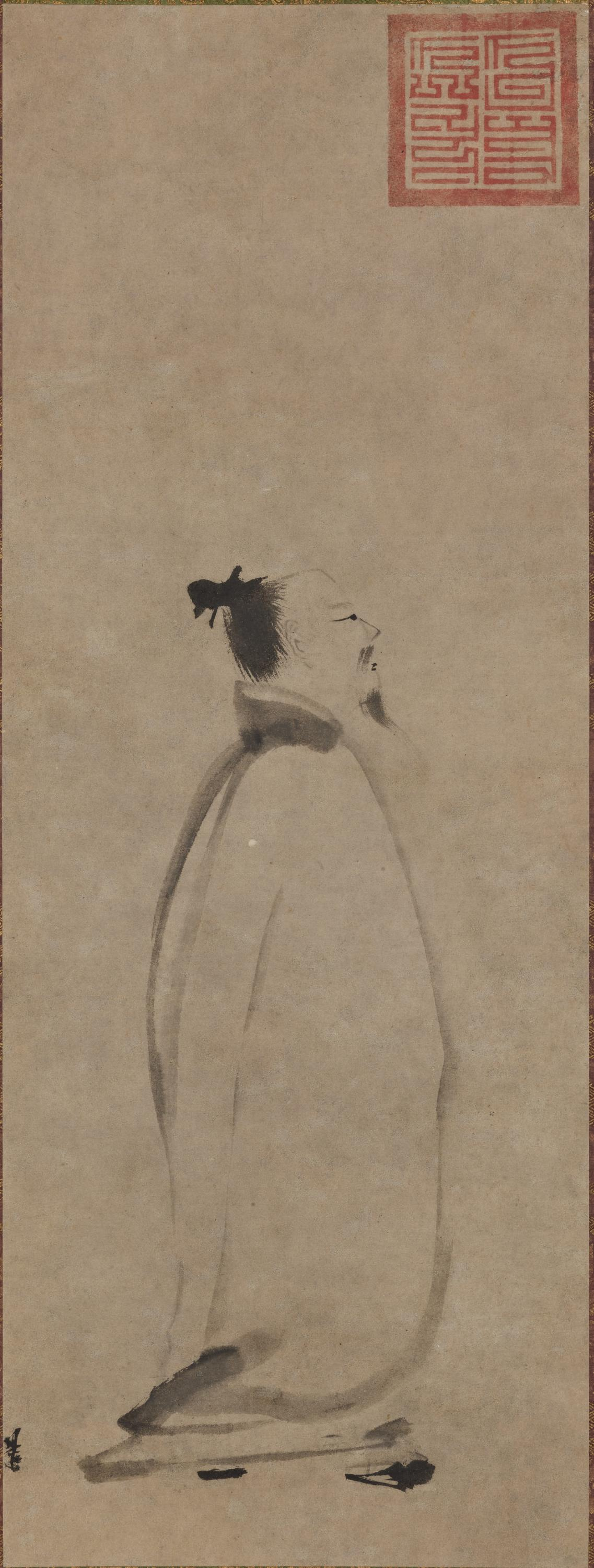
Der Dichter Li Bai, Liang Kai (um 1200)
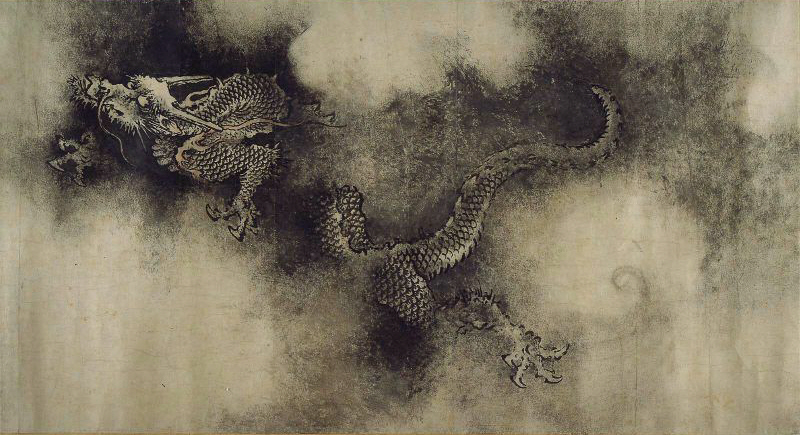
Ausschnitt aus Die Neun Drachen, Chen Rong (1244)

### Lackkunst
Eine erste Blüte erreichte in der Song-Zeit die bereits seit der Shang-Dynastie bekannte Lacktechnik, die insbesondere auf Gefäßen zur Anwendung kam. Neben monochromen Arbeiten konnte sich auch die sogenannte Ritzlacktechnik etablieren. Nachdem man das Dekor in die oberste Lackschicht eingraviert hatte, wurden die Vertiefungen mit Gold und Silber ausgerieben, wodurch man besonders optische Effekte erreichte.

### Tapeten
Ebenfalls einen Höhepunkt erlebte in der Song-Zeit die chinesische Tapete, die nunmehr fast ausschließlich aus mit Leinen verstärktem Bambuspapier gefertigt wurden. Beliebt waren einerseits florale Muster mit Pflanzen, Blumen, Vögeln und Insekten, aber auch Landschaftsszenen und Darstellungen aus dem Alltag der Menschen.

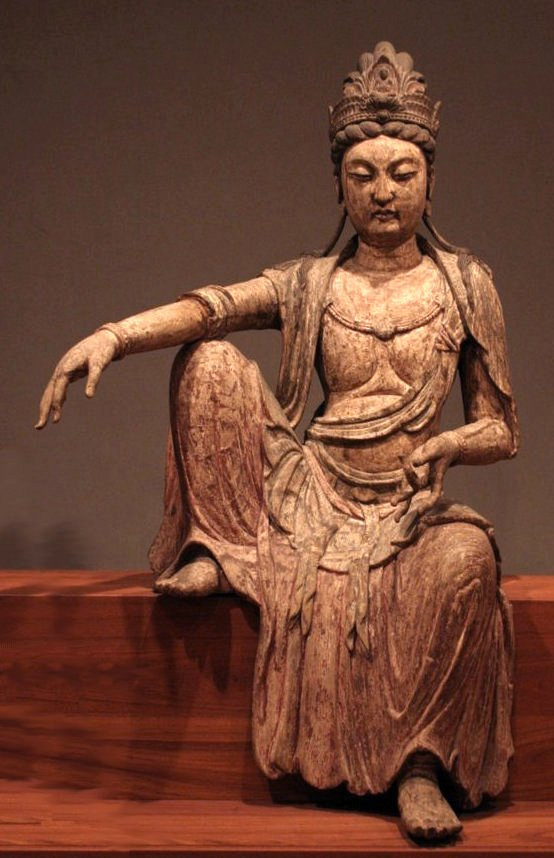
Bodhisattva, Holz (um 1025)
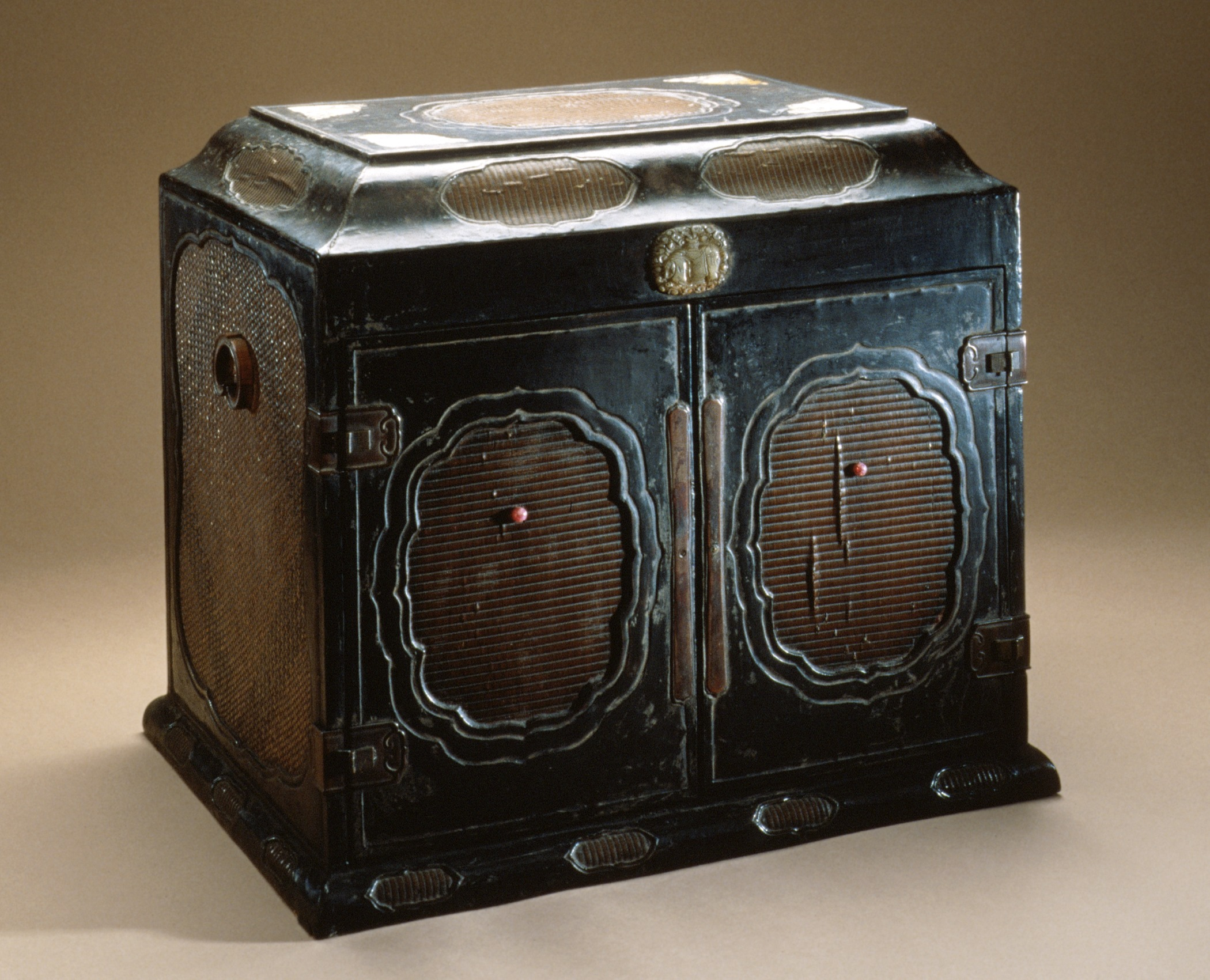
Lackware
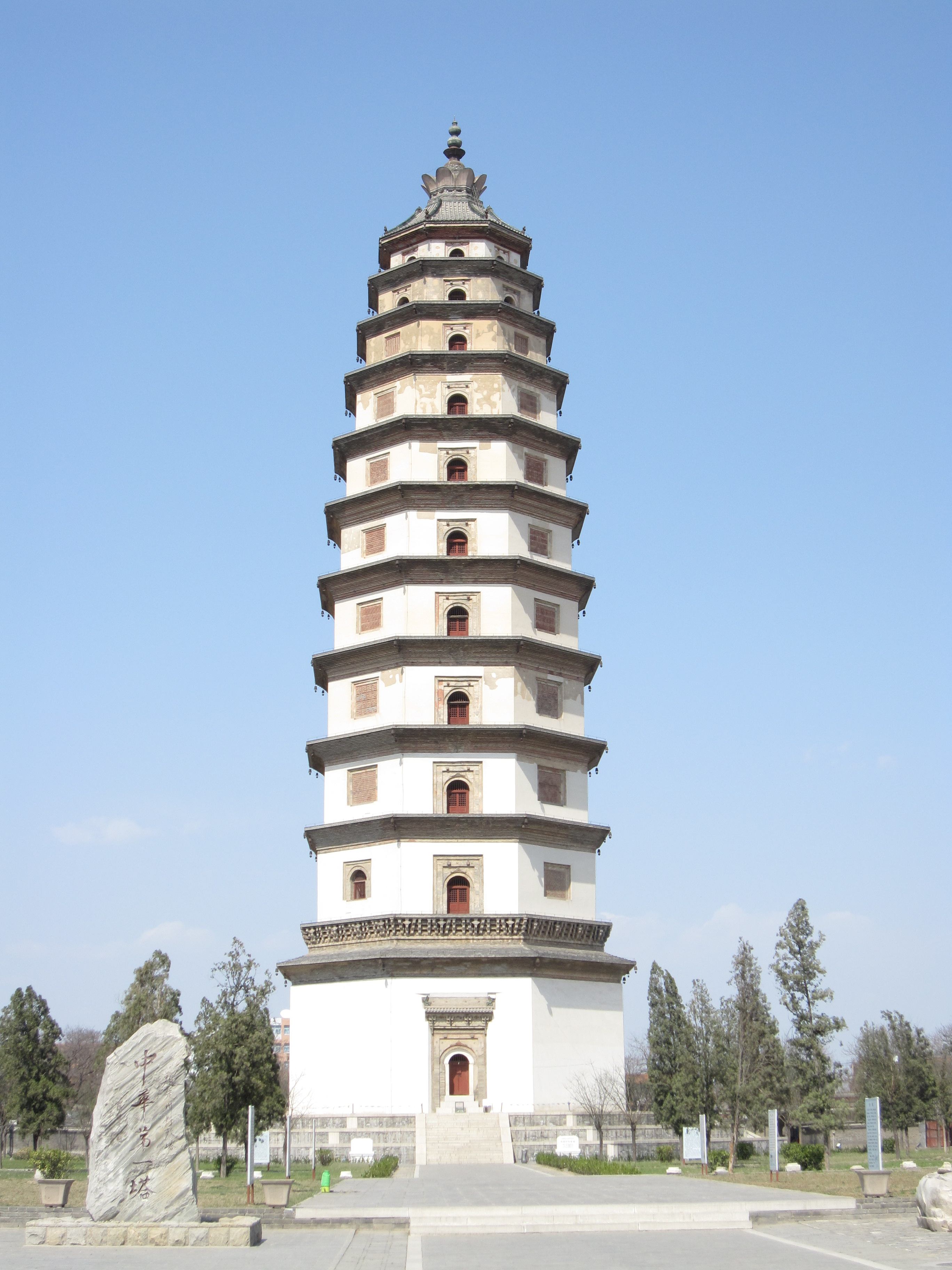
Liaodi-Pagode (1055 n. Chr.)
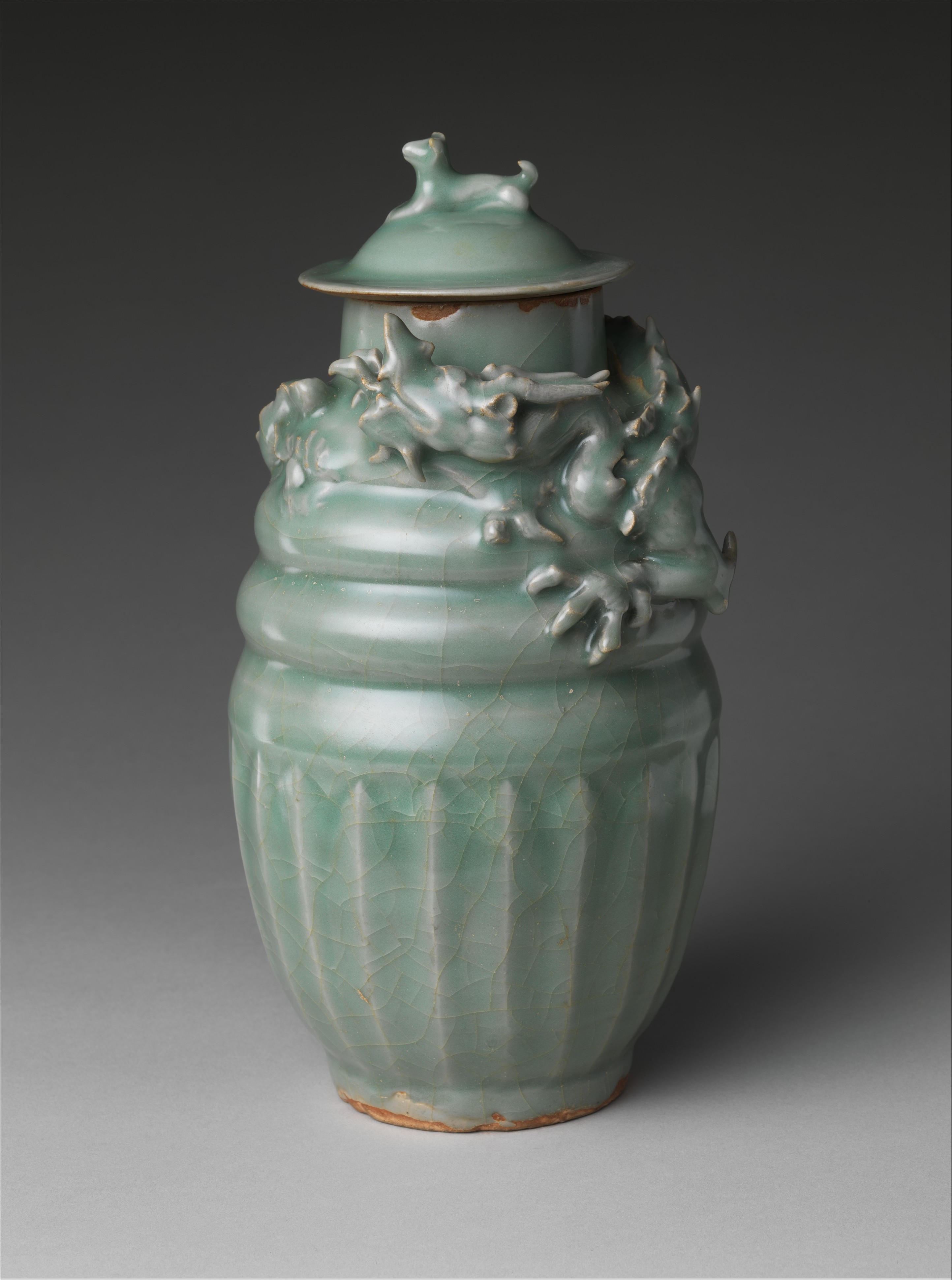
Seladon (12. Jahrhundert)
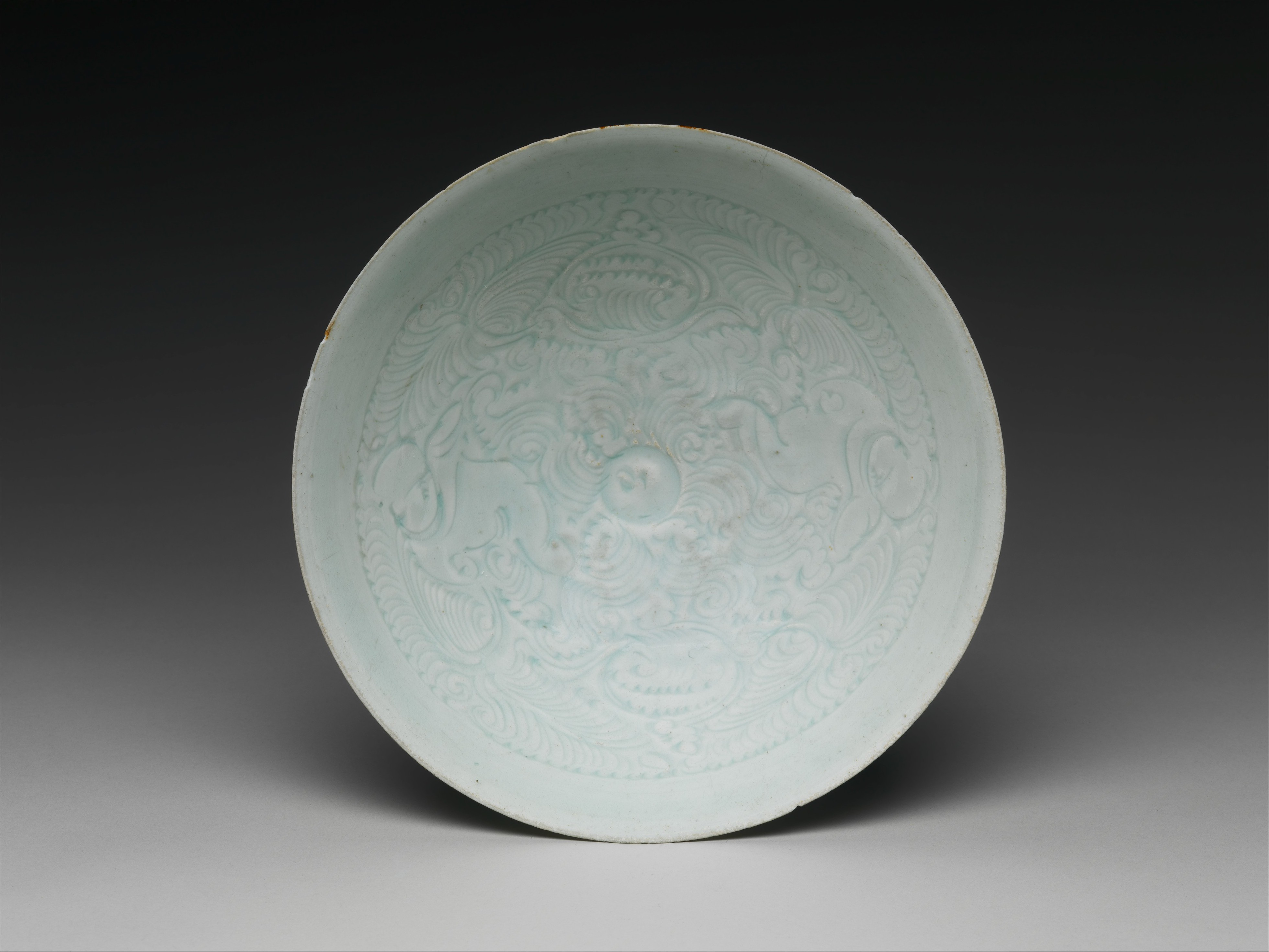
Seladon-Porzellan (um 1200)
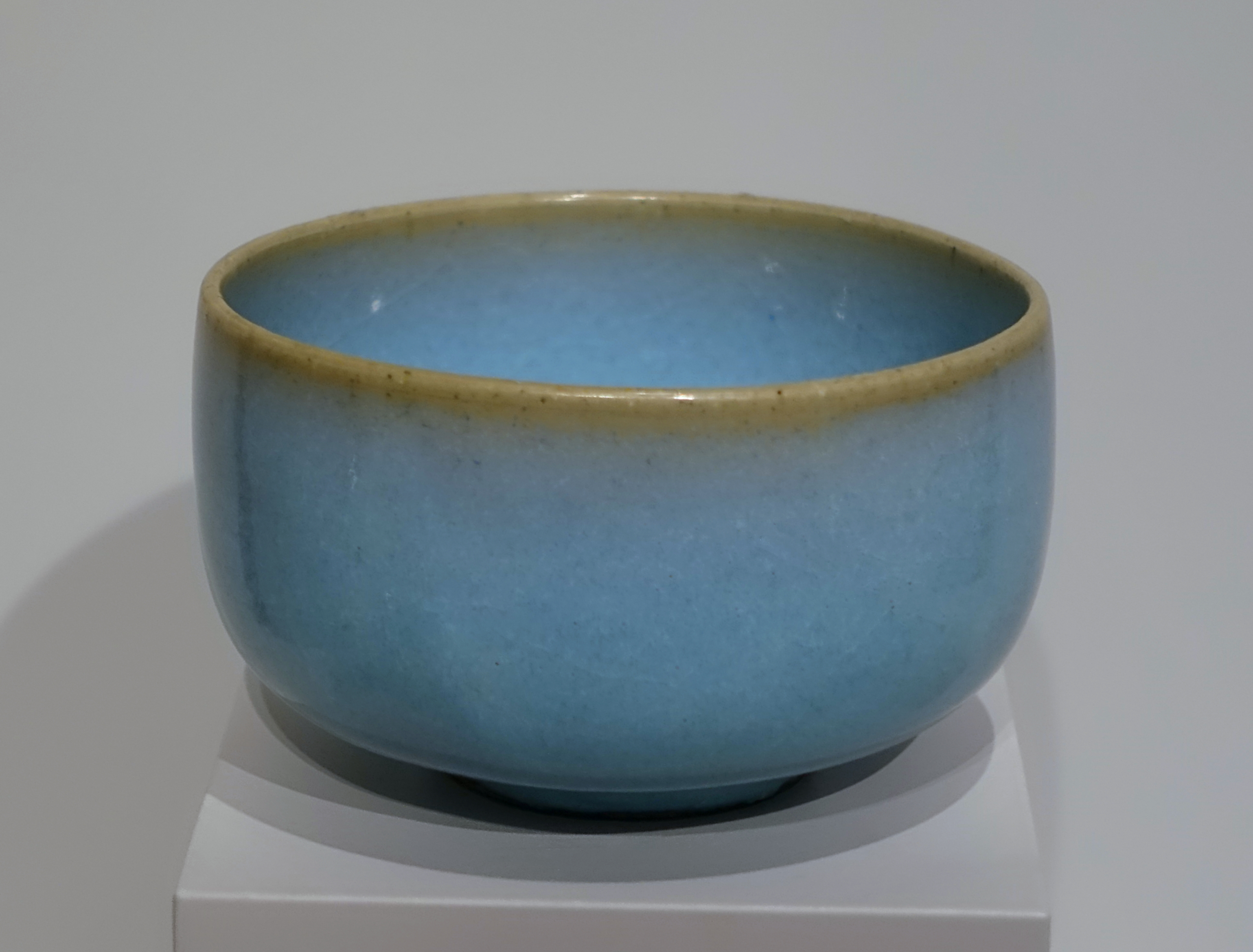
Jun-Ware (Nördliche Song)
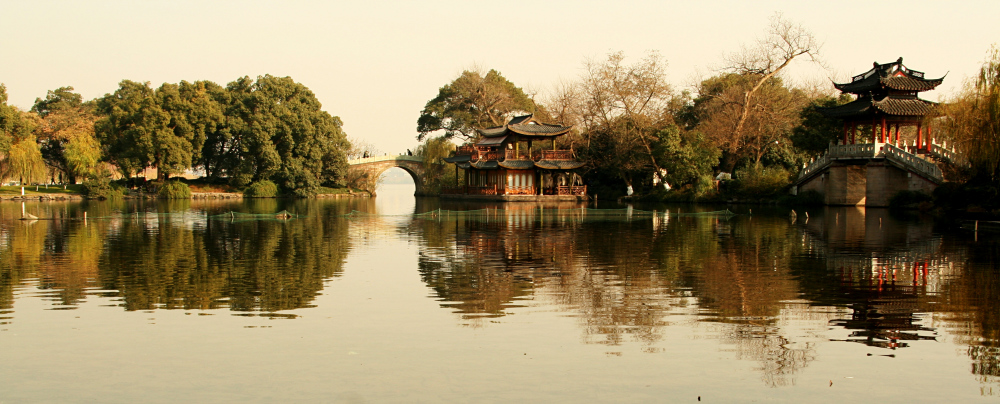
Gartenensemble am Westsee von Hangzhou (Südliche Song)
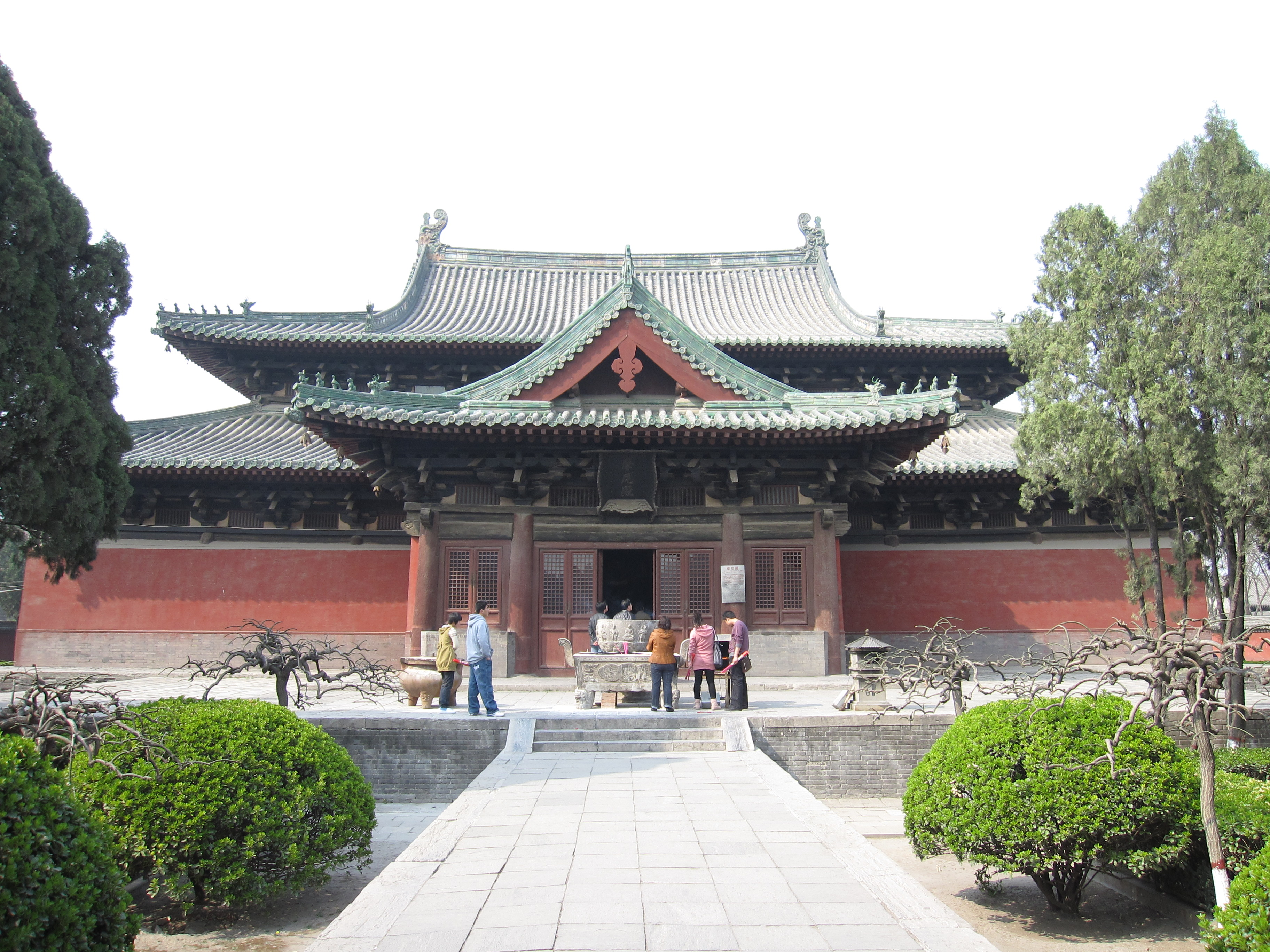
Guanyin-Halle des Longxing-Klosters

## Yuan-Dynastie (1279–1368)

### Musik/Drama
Die Chinesische Oper, eine in China sehr beliebte Form des Dramas, datiert bis in die Tang-Dynastie zurück, als Kaiser Xuanzong (712–755) den Birnengarten (梨园 líyuán) gründete, die erste bekannte Operntruppe in China, die hauptsächlich zu des Kaisers eigenem Amüsement aufzutreten pflegte. Auf sie geht die heute noch für Schauspieler gebräuchliche Bezeichnung „Schüler des Birnengartens“ (梨园子弟) zurück. In der Yuan-Dynastie (1279–1368) fanden Formen wie das Zájù (杂剧, eine Art Varieté) Eingang in die Oper, das auf bestimmten Reimschemen sowie der neu eingeführten spezialisierter Rollen wie Dàn (旦, weiblich), Shēng (生, männlich) und Chǒu (丑, eine Art Clown) basiert.
Die Oper der Yuan-Dynastie lebt heute als Kanton-Oper fort. Allgemein wird angenommen, dass diese aus Nordchina importiert wurde und bis Ende des 13. Jahrhunderts langsam bis in die südliche Provinz Guangdong wanderte. Im 12. Jahrhundert existierte eine Theaterform namens Narm hei (南戲), auch Nanxi („Südliche Oper“) genannt, die in den öffentlichen Theatern von Hangzhou aufgeführt wurde, der Hauptstadt der Südlichen Song. Nach dem Einfall der Mongolen floh Kaiser Gōng (恭帝) 1276 mit hunderttausenden von Song-Anhängern in die Provinz Guangdong. Darunter befanden sich auch Narm-hei-Künstler aus dem Norden, die so den Grundstein zur späteren Kanton-Oper legten.
Viele heute noch aufgeführte Opern wie Die Purpur-Haarnadel und Verjüngung der roten Pflaumenblüte haben ihren Ursprung in der Yuan-Dynastie, ihre Texte sind traditionell in Kantonesisch abgefasst. Bis zum 20. Jahrhundert wurden auch Frauenrollen traditionell von Männern gespielt.

### Malerei

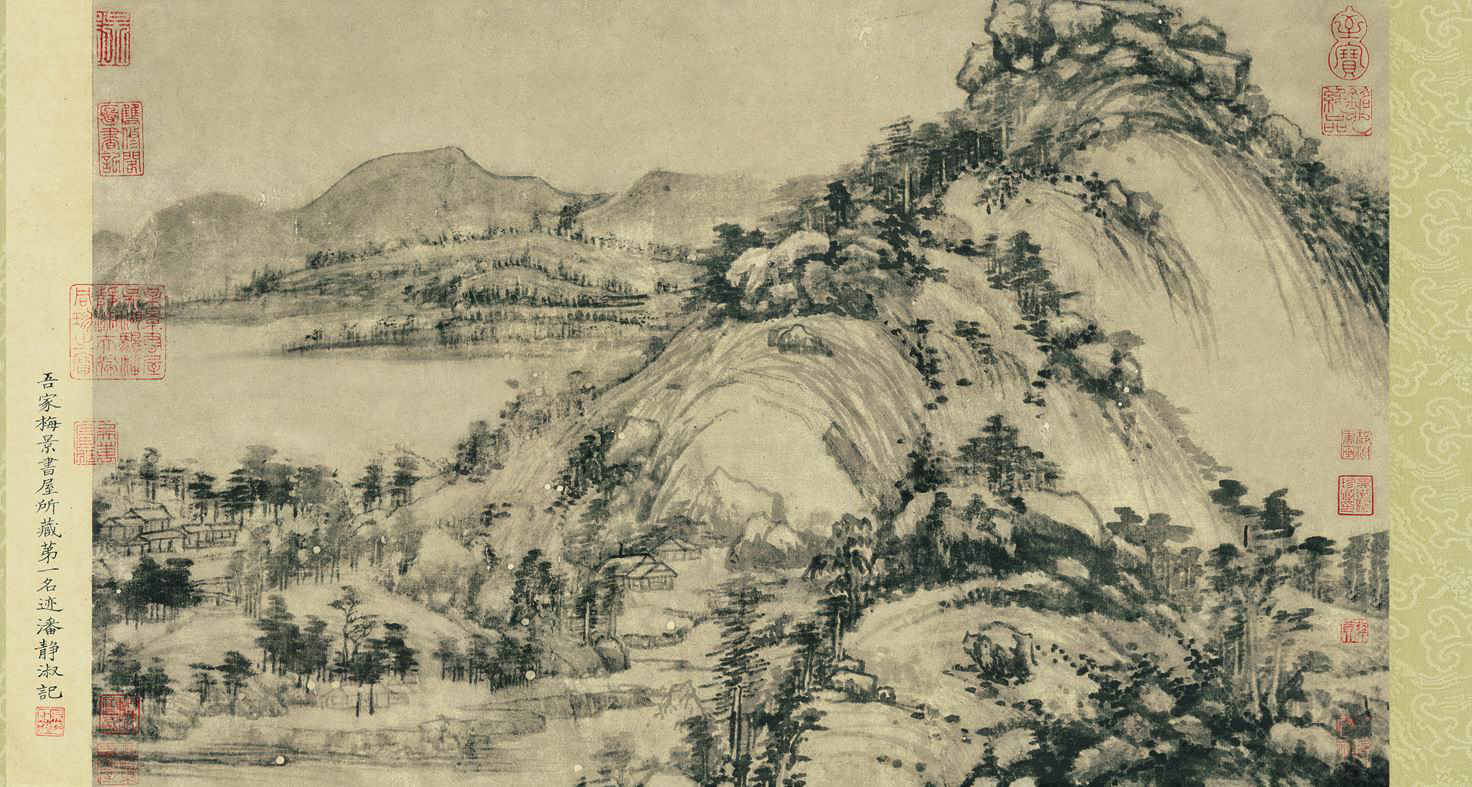
Huang Gongwang, In den Fuchun-Bergen verweilend, erste Hälfte des Werks (14. Jahrhundert)

Das in ihren Augen zu „gefällige“, romantisierende Erbe der südlichen Song-Dynastie lehnten die Maler der Yuan-Zeit weitgehend ab. Angeknüpft wurde daher vielmehr an die nördlichen Song, vor allem aber an die ältere Tang-Kunst, von der man insbesondere die verbreitete „Grün-Blau-Manier“ übernahm. Die Tonabstufung der späten Song sind zugunsten kräftig-plakativer Farben verschwunden, Raum und Umwelt werden als Gestaltungsmittel kaum mehr eingesetzt. Im Vergleich zu ihren Vorbildern schmähte man die Yuan-Bilder von der Kunstgeschichte häufig als „zurückhaltend unterkühlt“, als „leidenschaftslos“.
Besonders geschätzt werden aus dieser Zeit insbesondere Huáng Gōngwàng (黄公望; 1269–1354), dessen Alterswerk In den Fuchun-Bergen verweilend als eines der einflussreichsten Bilder der chinesischen Kunstgeschichte gilt, sowie Ní Zàn (倪瓚; 1301–1374) wegen seines – nach chinesischer Auffassung im besten Sinne – „reizlosen“ Stils und der gewollt „dilettantischen“ Maltechnik, die den Literatenmaler von seinen professionellen Kollegen, der sozial wenig geachteten „Berufsmalern“ unterschied.
Weitere wichtige Vertreter der Yuan-Malerei waren Zhào Mèngfǔ (趙孟頫; 1254–1322), Qián Xuǎn (錢選; 1235–1305), Gāo Kègōng (高克恭; 1248–1310), Lǐ Kàn (1245–1320), Wú Zhèn (吳鎮; 1280–1354), Wáng Miǎn (王冕; 1287–1359) und Wáng Méng (王蒙; 1308–1385).

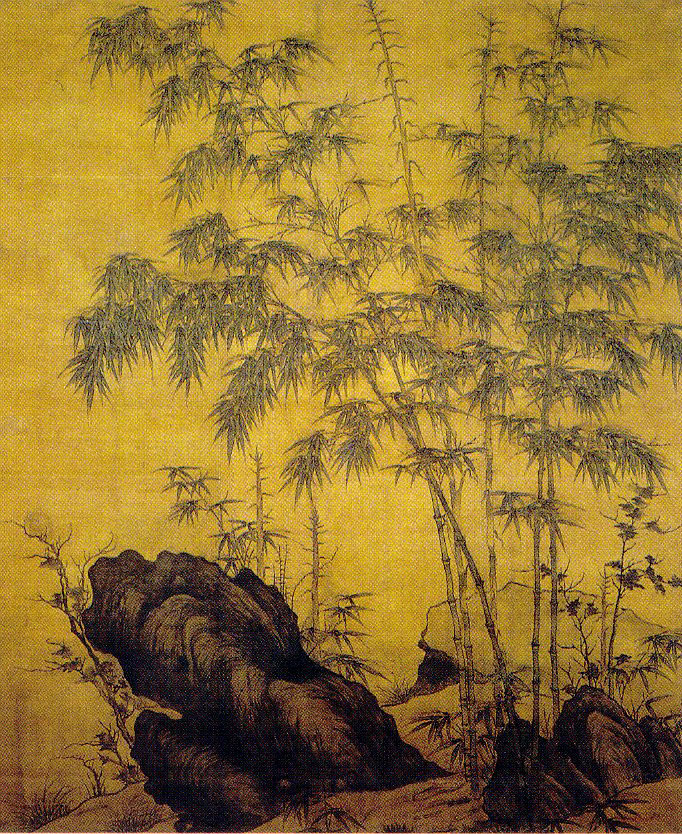
Bambus und Steine, Li Kan
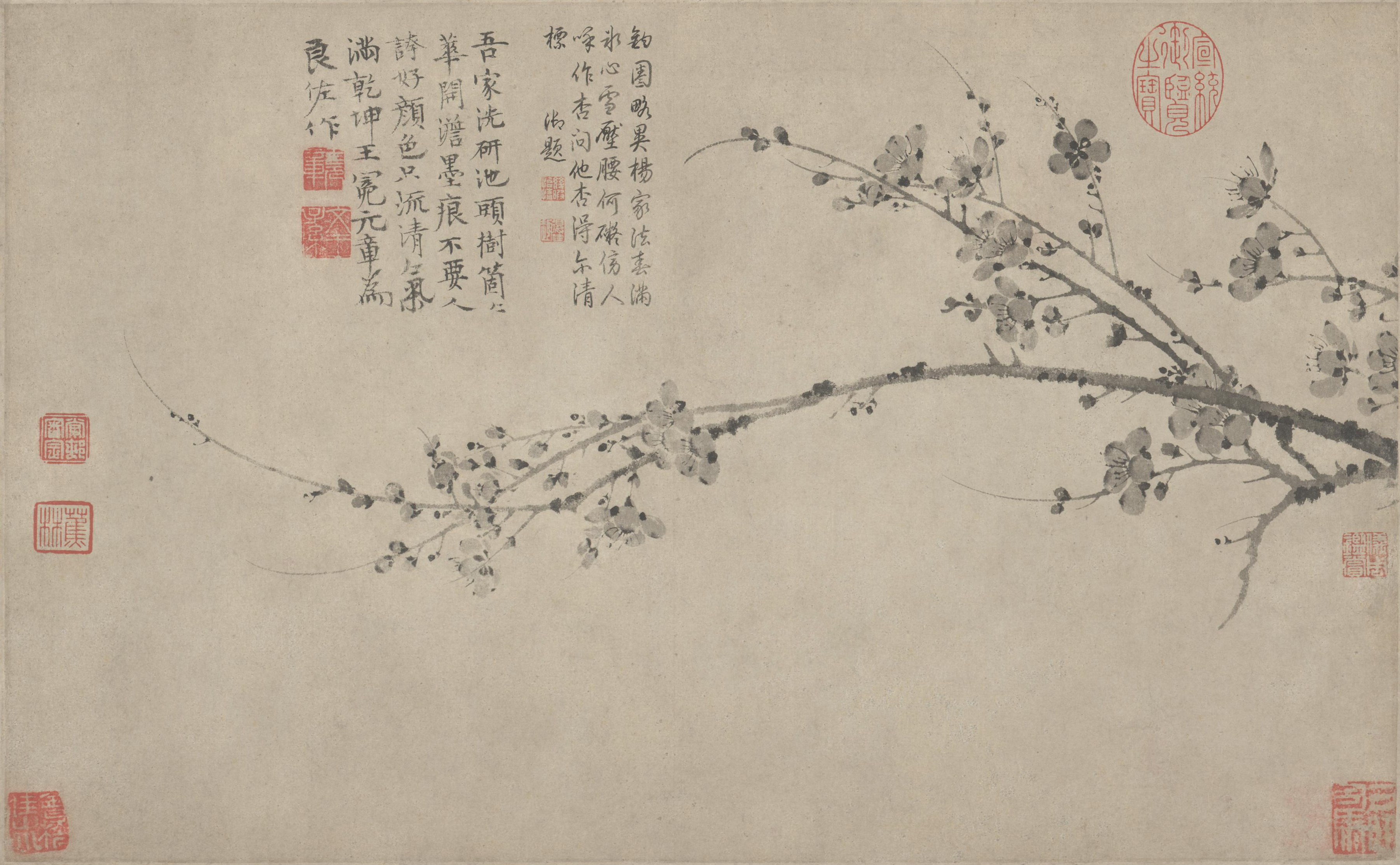
Pflaumenblüte, Wang Mian
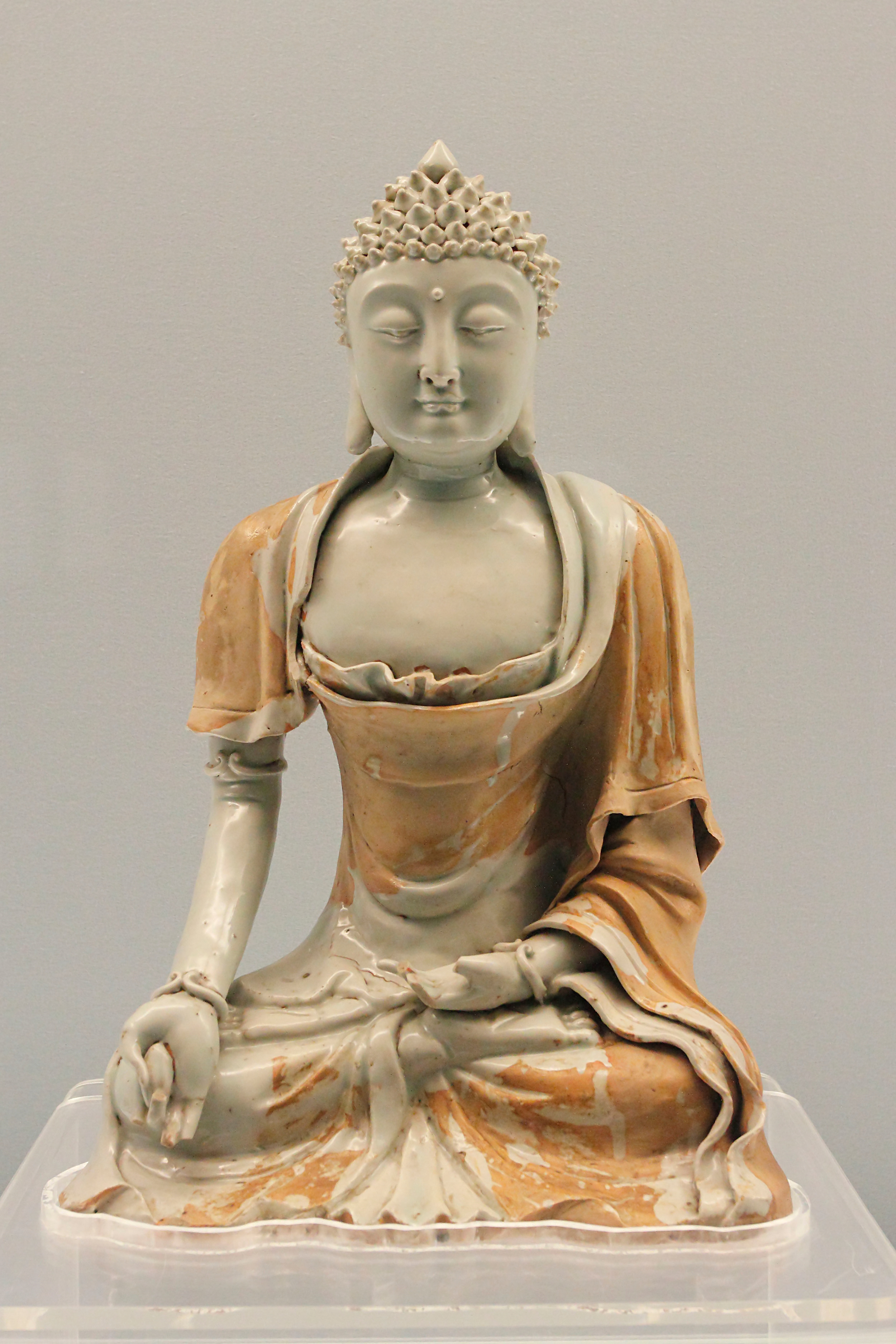
Qingbai-Porzellan
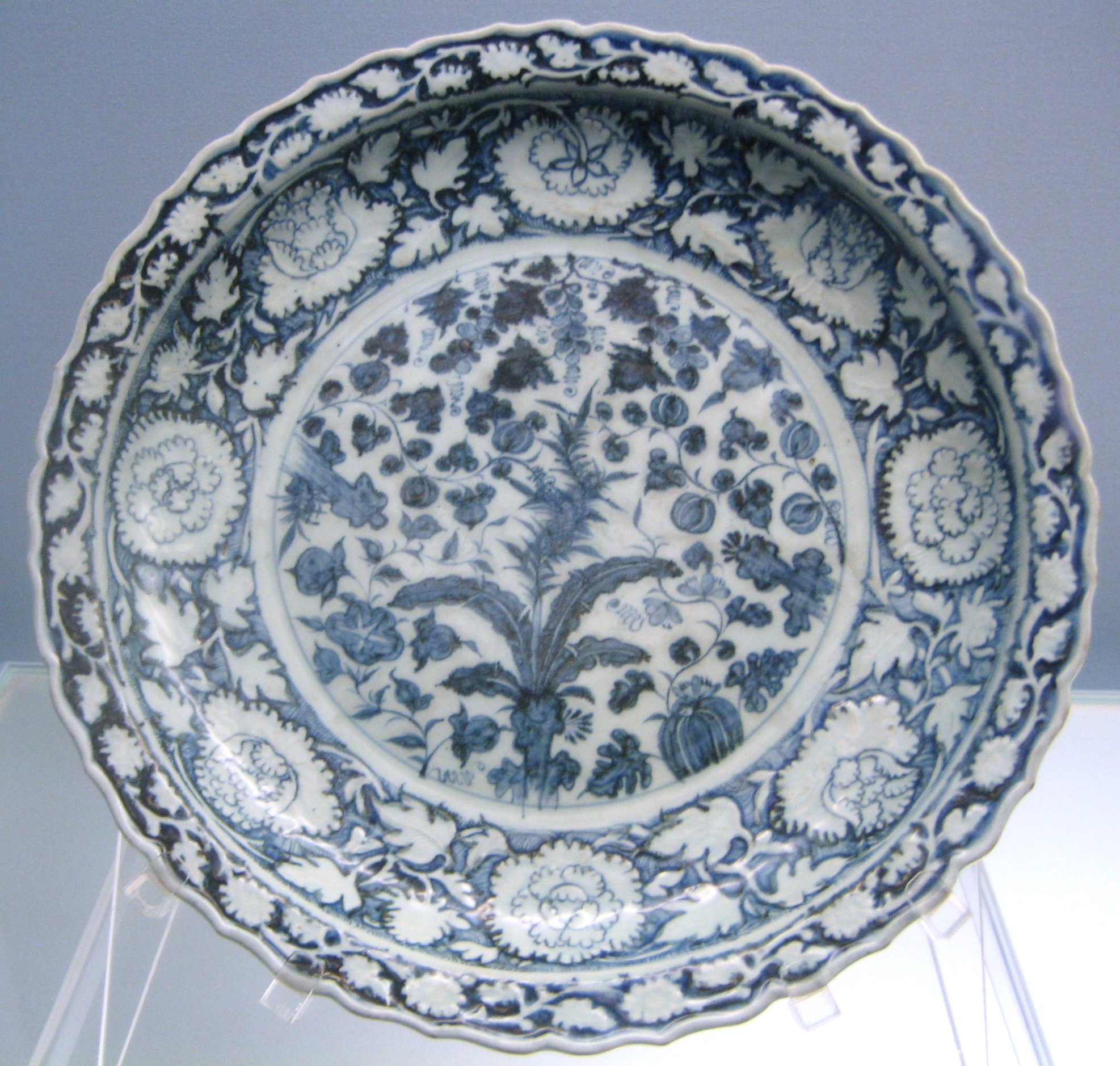
Blau-Weiß-Porzellan
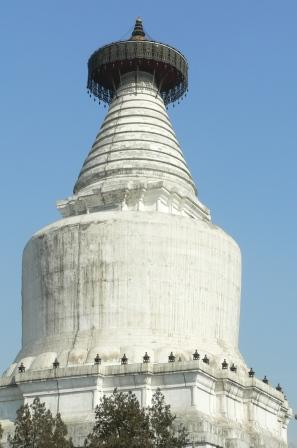
Weißer Stupa in Peking (1279 fertiggestellt)
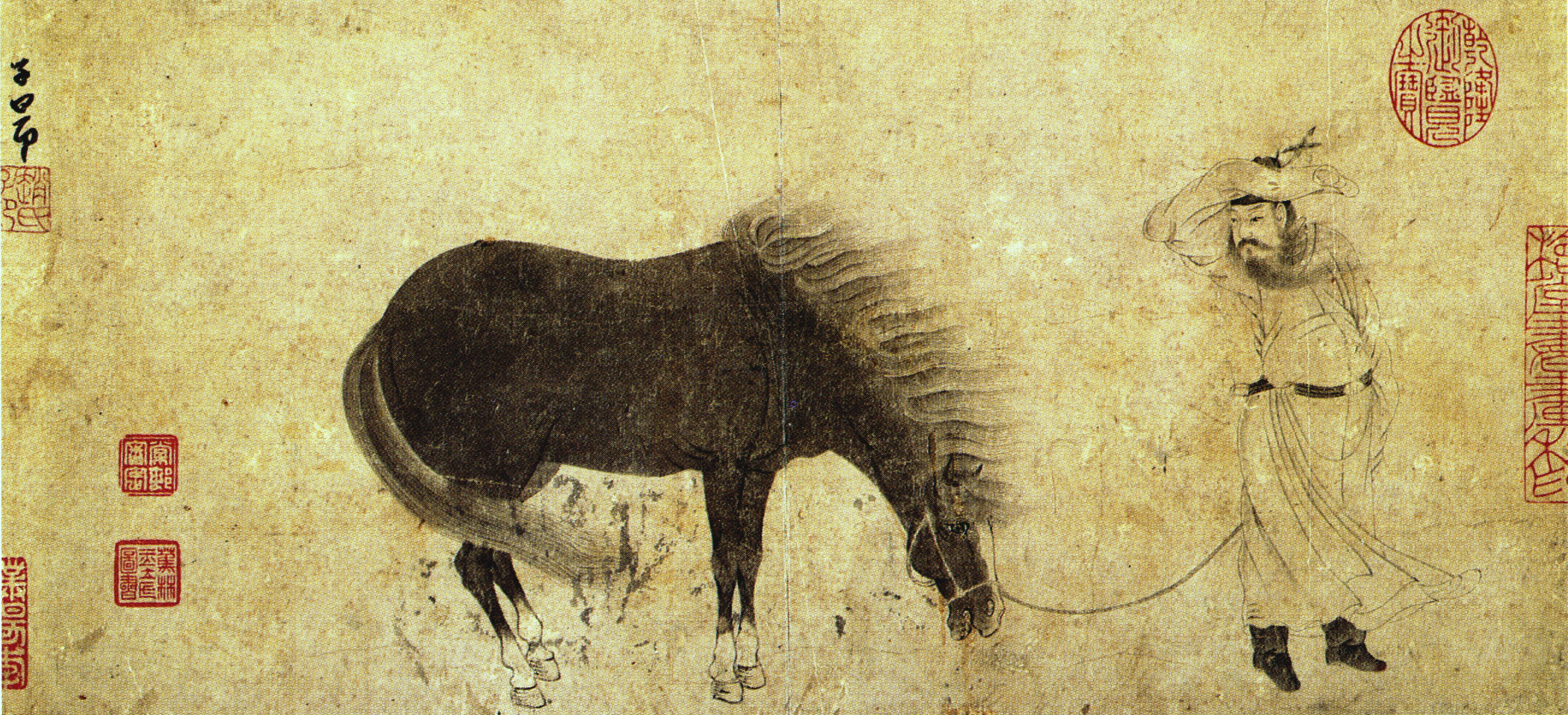
Zähmung eines Pferdes, Zhao Mengfu (1280)
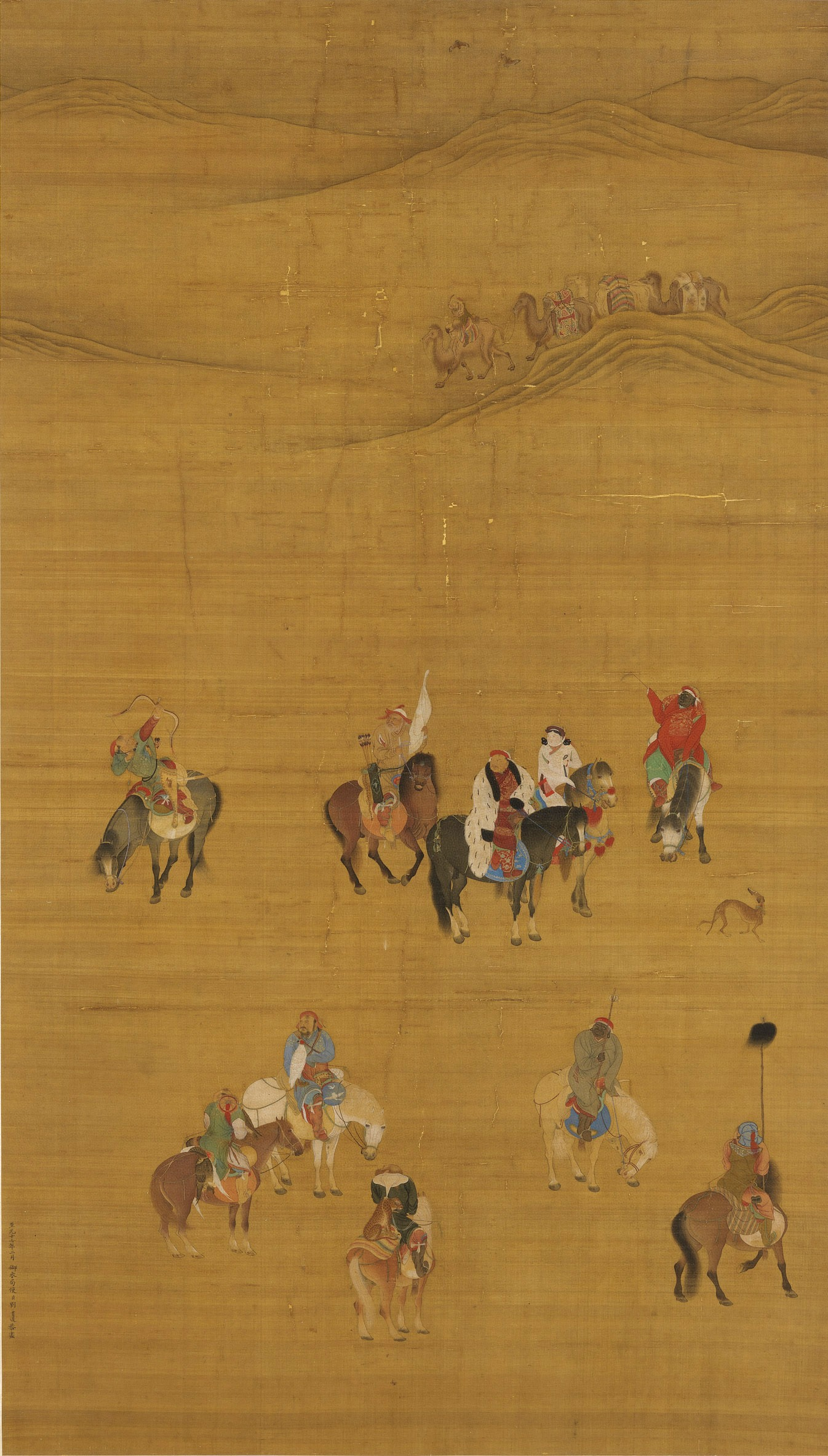
Jagdausritt des Kublai Khan, Liu Guandao (1280)
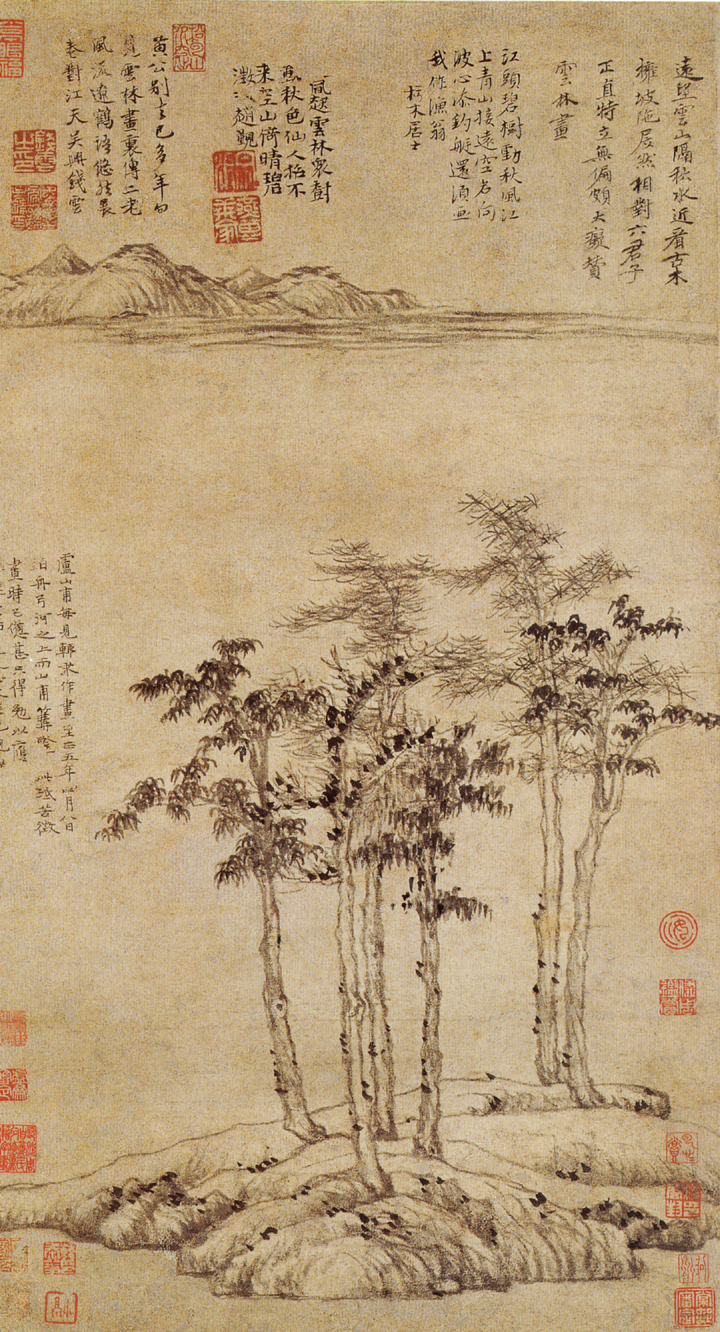
Sechs Edelmänner, Ni Zan (1345)
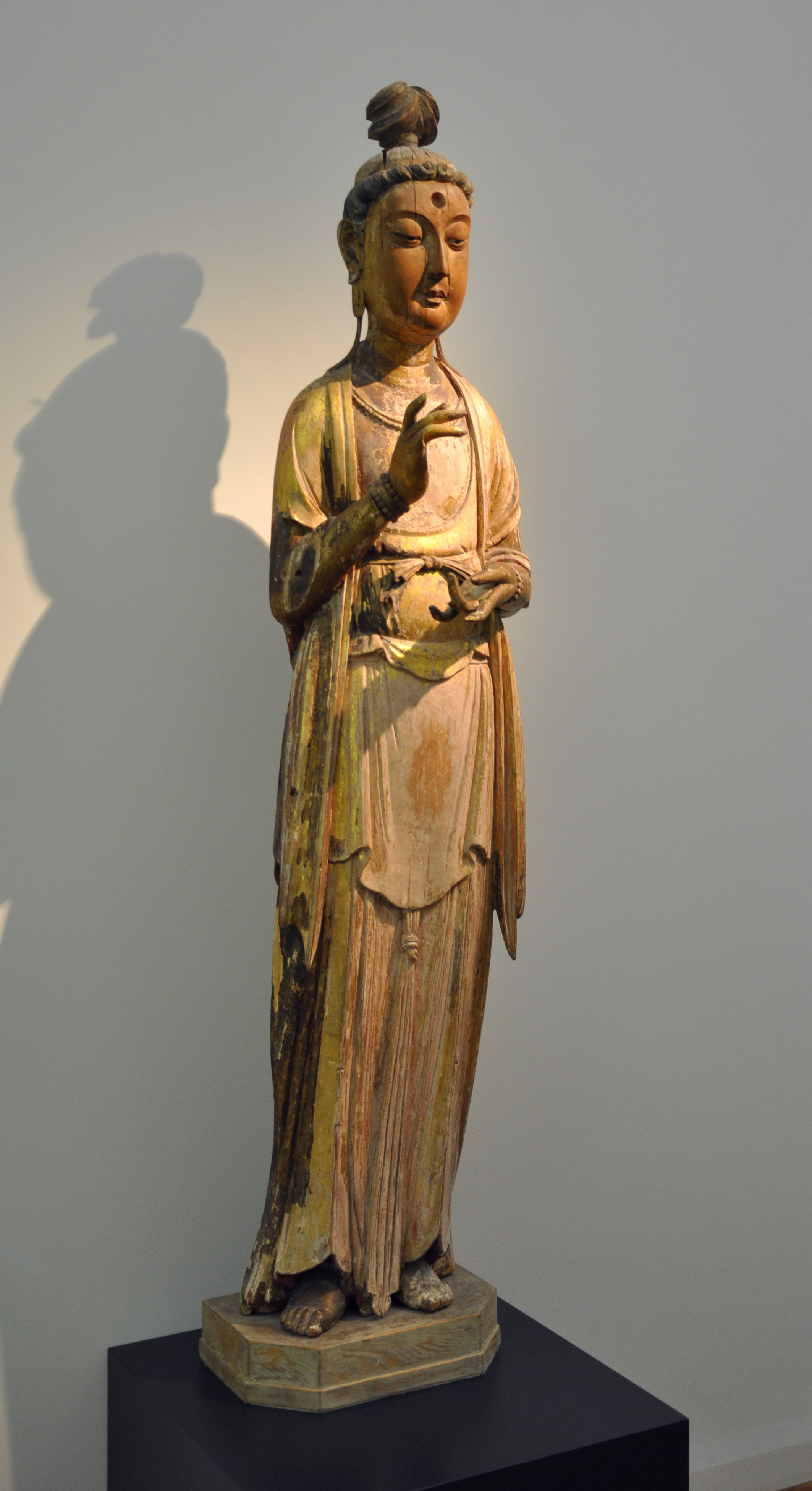
Guanyin, Holz (14. Jhd.)

## Ming-Dynastie (1368–1644)

### Malerei

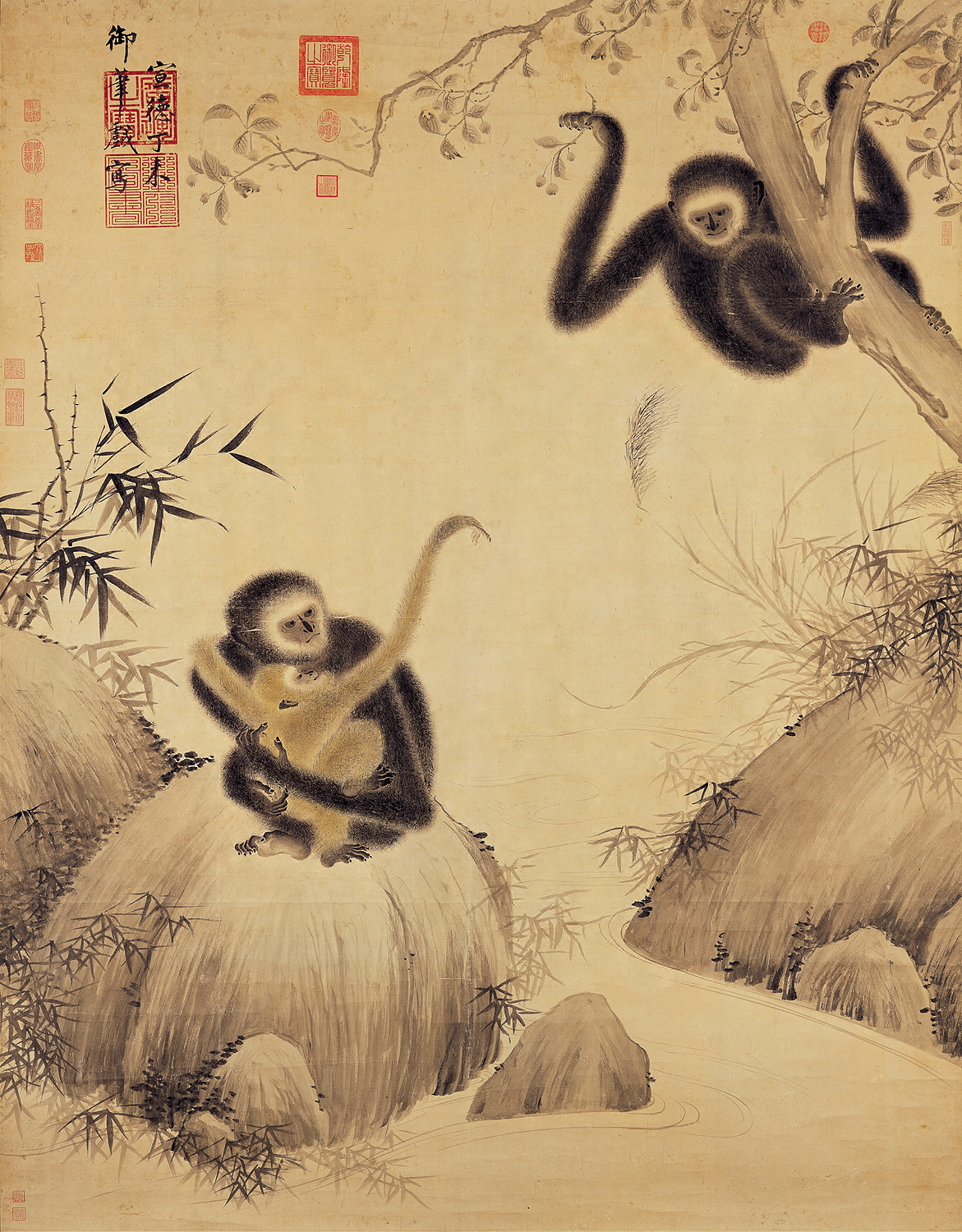
Kaiser Xuande, Spielende Affen (15. Jahrhundert)

Unter der Protektion der Ming-Kaiser erlebte die chinesische Malerei eine neue Blüte. Im Kaiserpalast wurde eigens eine Akademie für Malerei gegründet und einige Kaiser taten sich als begabte Maler hervor, allen voran Kaiser Xuande (宣德; 1399–1435). Populär wurden insbesondere „erzählende“, farbenprächtige Gemälde von figurenreicher Komposition.
Es etablierten sich zwei Schulen: Eine davon, die vorwiegend aus berufsmäßigen Hofmalern bestehende Zhe-Schule, knüpfte an die Tradition der Akademien der südlichen Song-Dynastie an und belebte insbesondere den Stil Mǎ Yuǎns. Wichtigster Vertreter der Zhe-Schule ist Dài Jìn (戴進; 1388–1462). Die gegen Ende des 15. Jahrhunderts in der Gegend um Suzhou entstandene Wu-Schule bestand indes aus – sozial höher angesehenen – Amateuren, meist finanziell unabhängigen Gelehrten. Zu den bedeutendsten Vertretern gehören Shěn Zhōu (沈周; 1427–1509), Wén Zhēngmíng (文徵明; 1470–1559), Táng Yín (唐寅; 1470–1523) sowie Qiú Yīng (仇英; 1. Hälfte des 16. Jahrhunderts). Die Wu-Schule setzte die Landschaftsmalerei der nördlichen Song sowie die Tradition der Yuan-Dynastie fort und knüpfte insbesondere an die Kunst Ni Zans an.
Gegen Ende der Dynastie traten überdies Theoretiker auf wie insbesondere Dǒng Qíchāng (董其昌; 1555–1636), auf den die Einteilung der chinesischen Malerei in eine Nord- und eine Südschule zurückgeht.
Mit der Fortentwicklung des Farbdrucks wurden zunehmend auch illustrierte Handbücher über die Malkunst veröffentlicht. Das 1679 erschienene fünfbändige Jièzǐyuán huàzhuàn (芥子园画传; Handbuch des Senfkorngartens) gilt heute noch bei Künstlern wie Studenten als unentbehrliches Grundlagenwerk.

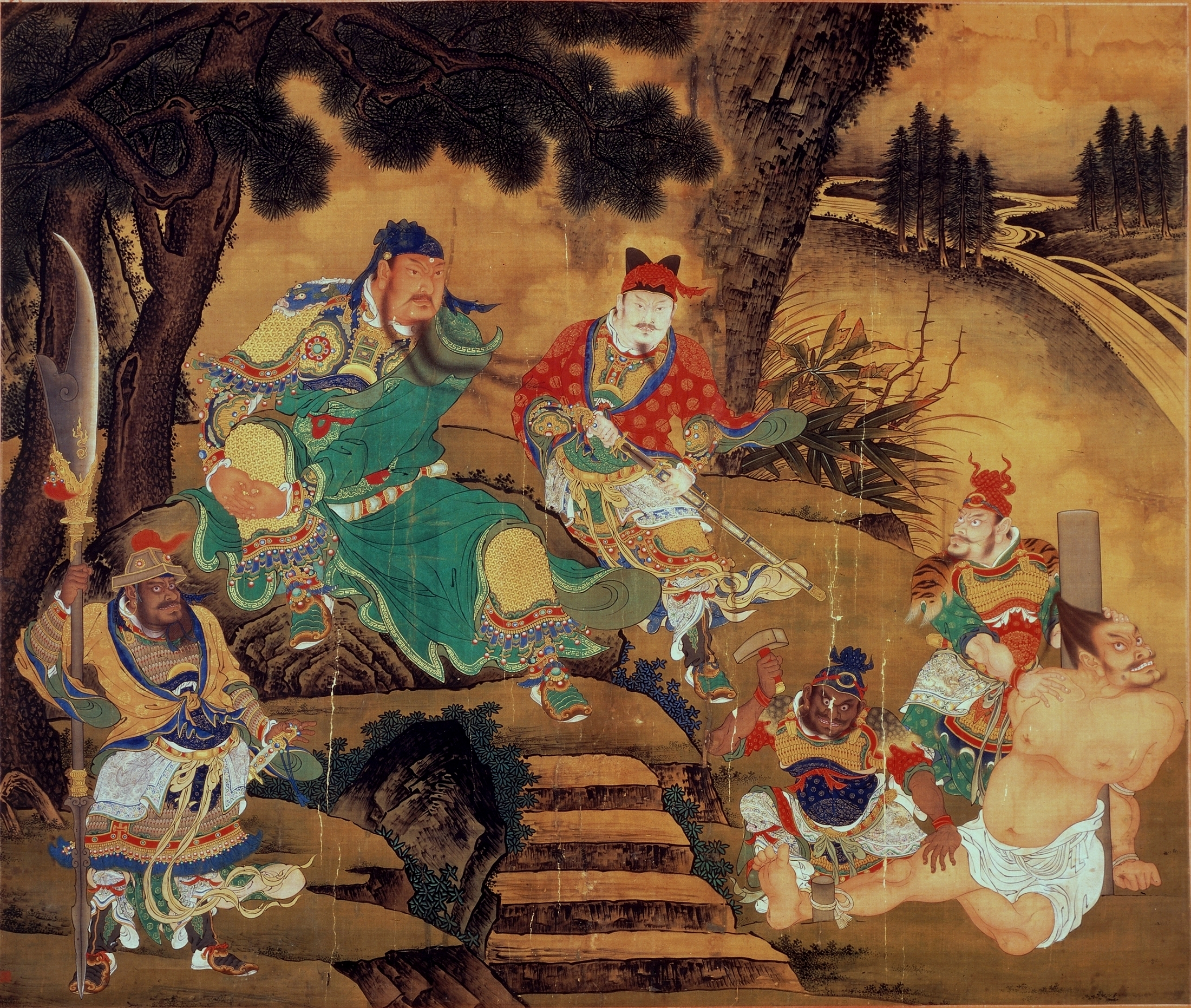
Guan Yu nimmt General Pang De gefangen, Shang Xi (um 1430)
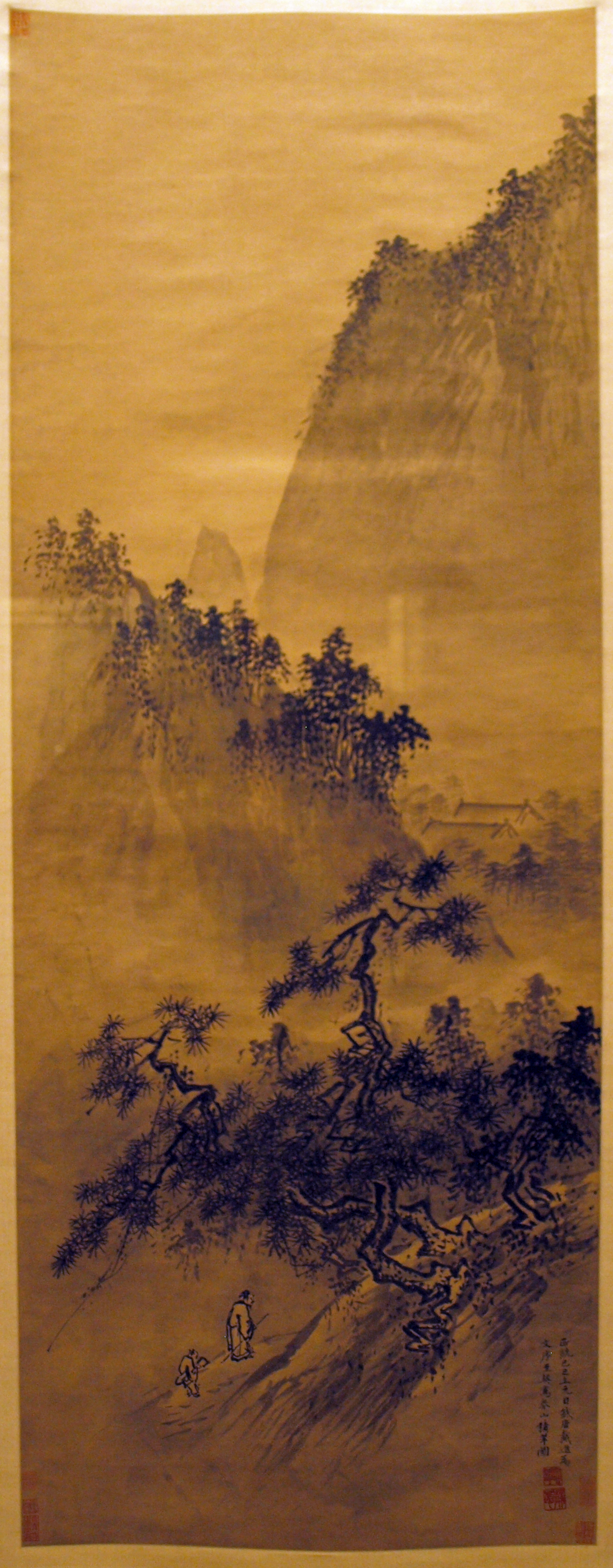
Dichtes Grün auf den Bergen im Frühling, Dai Jin (1449)
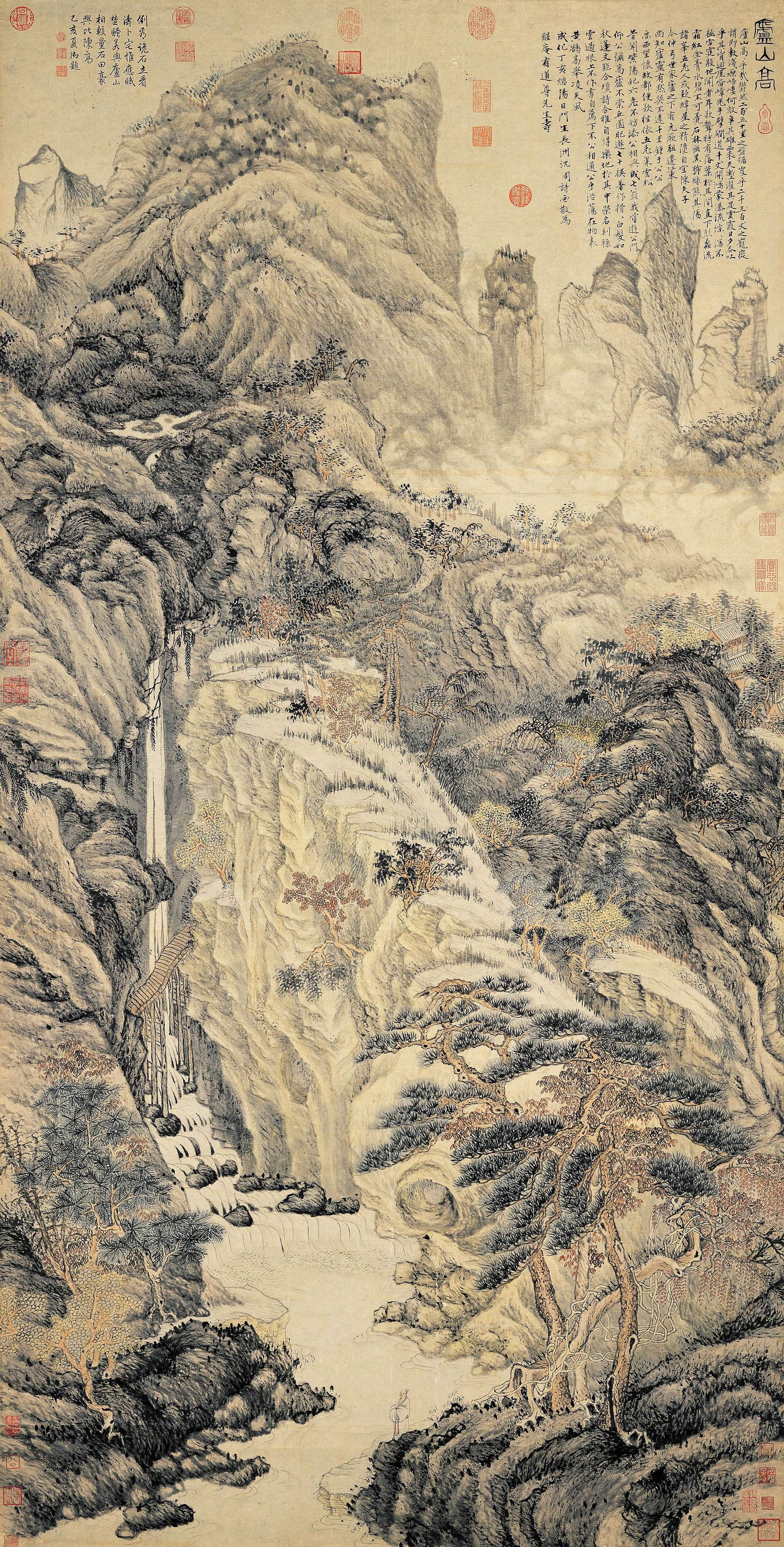
Berg Lu, Shen Zhou (1467)
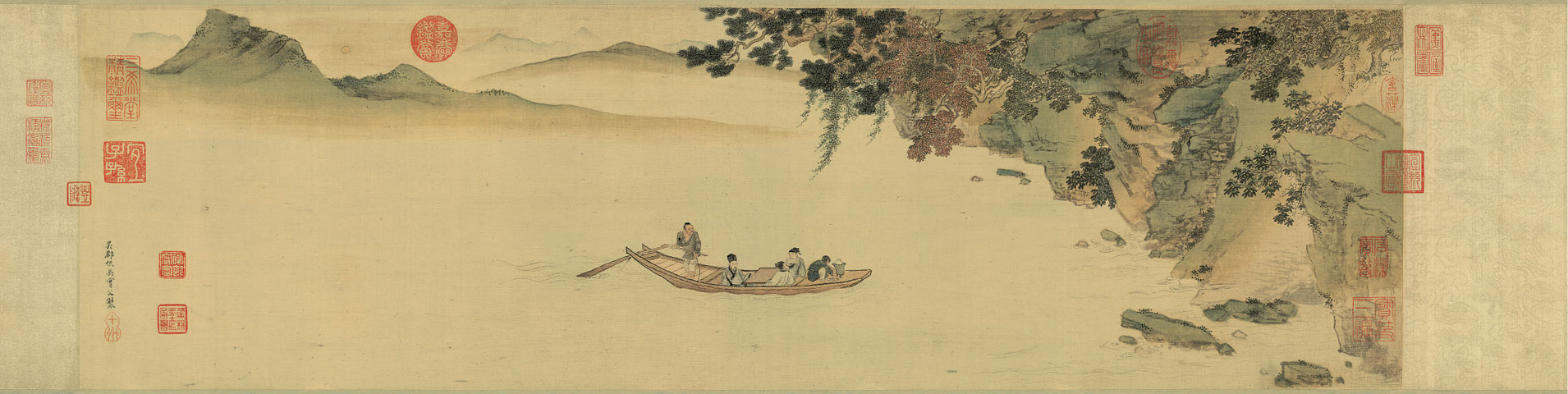
Am Roten Fels, Qiu Ying (frühes 16. Jahrhundert)
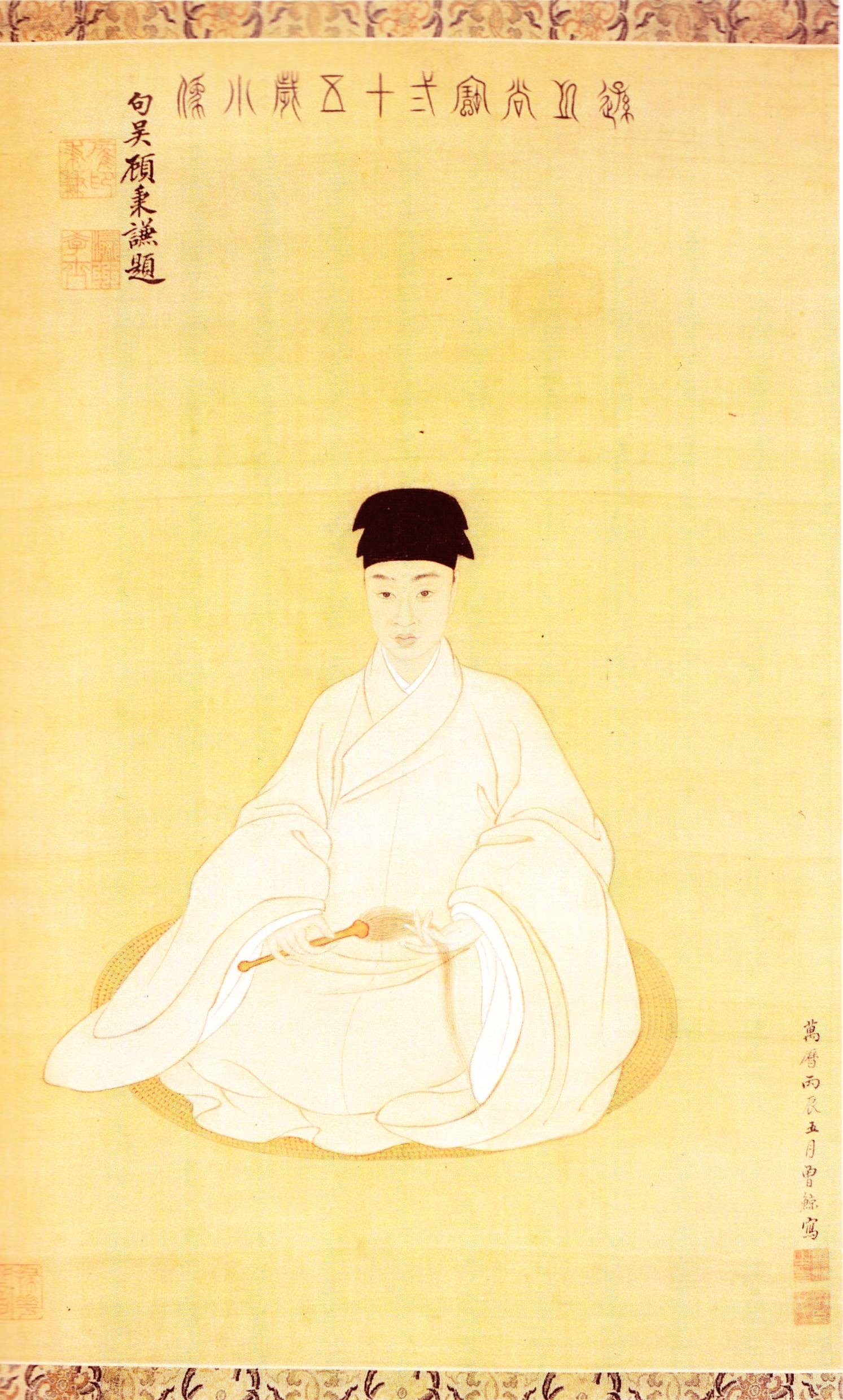
Porträt des Wang Shimin, Zeng Jing (1616)
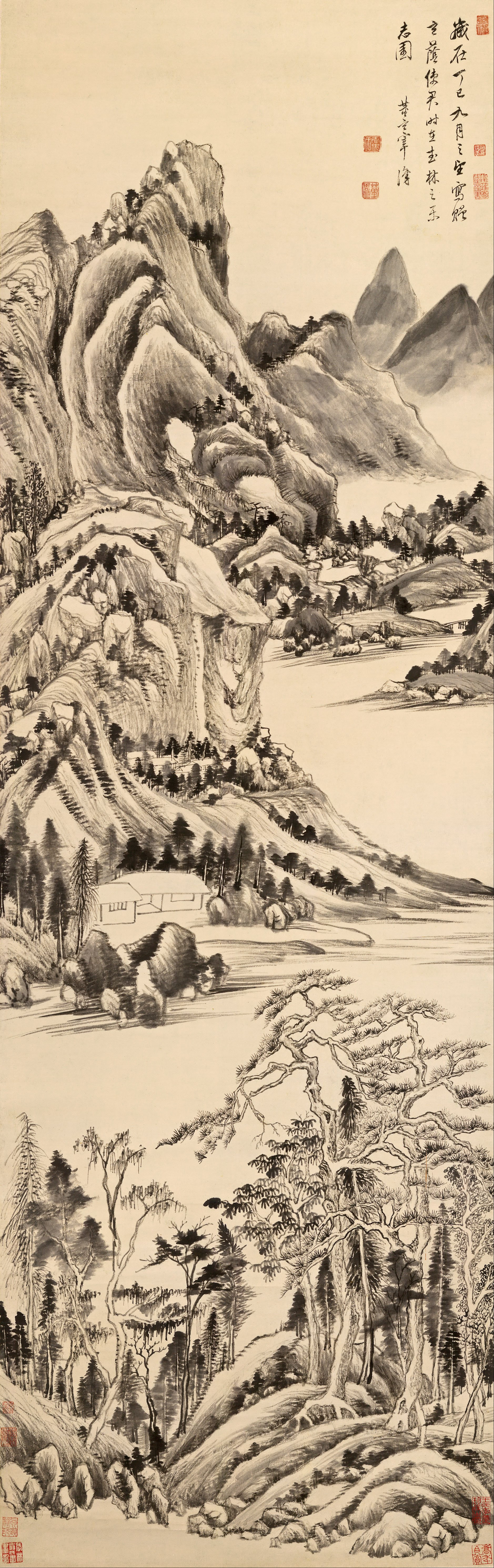
Berglandschaft, Dong Qichang (1617)
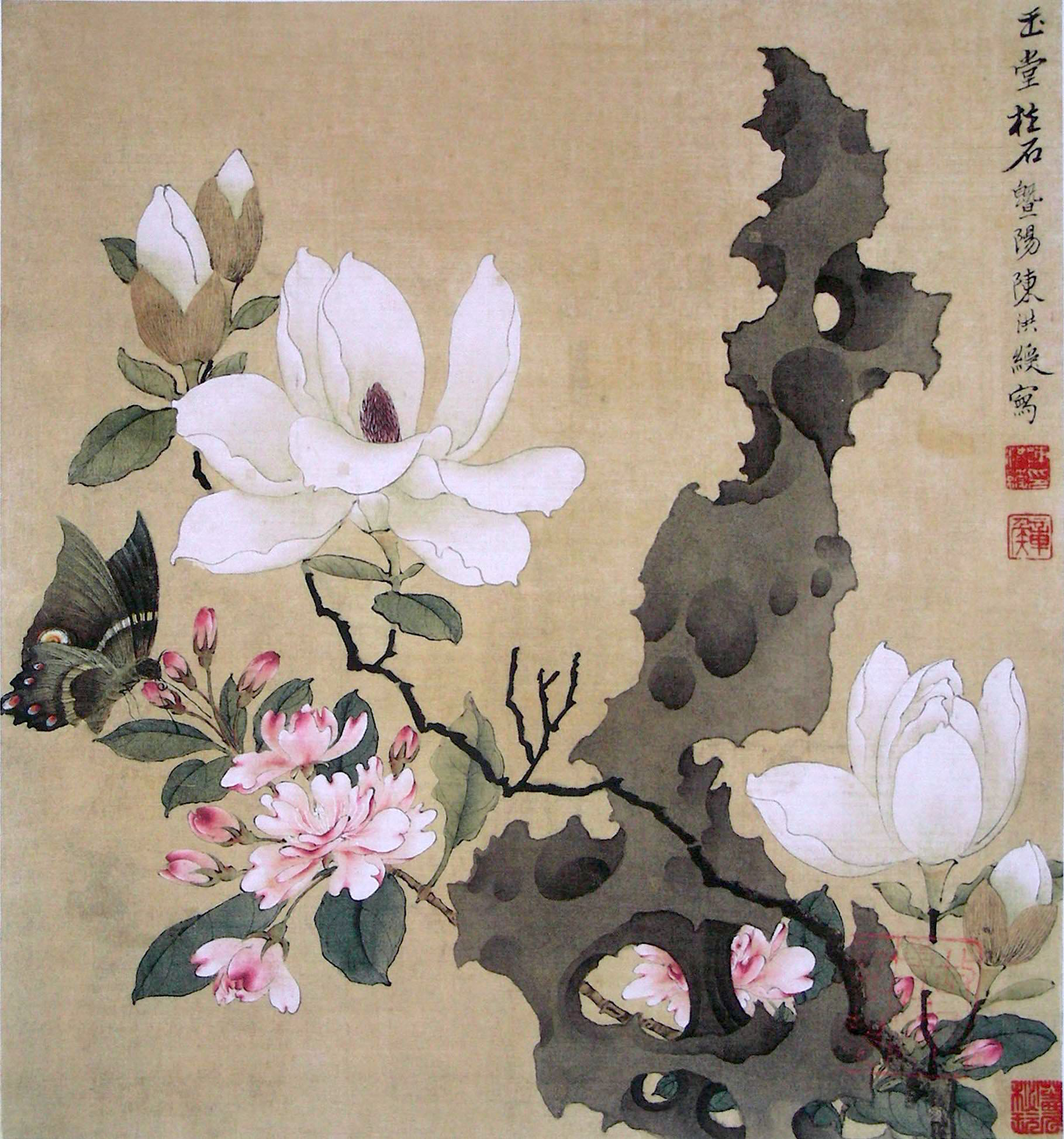
Blütenzweige, Chen Hongshou (frühes 17. Jahrhundert)
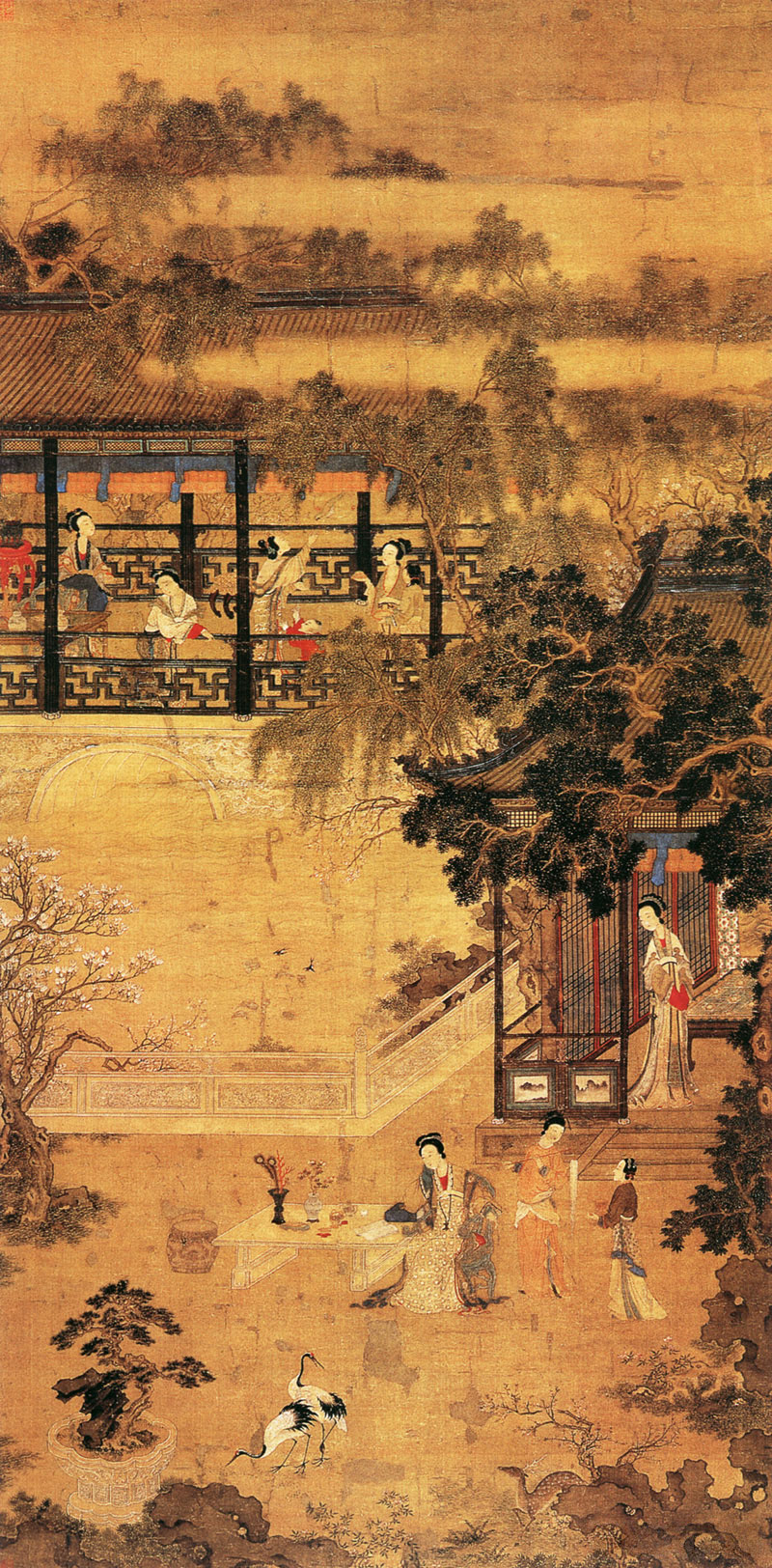
Damengesellschaft im Garten, Tang Yin
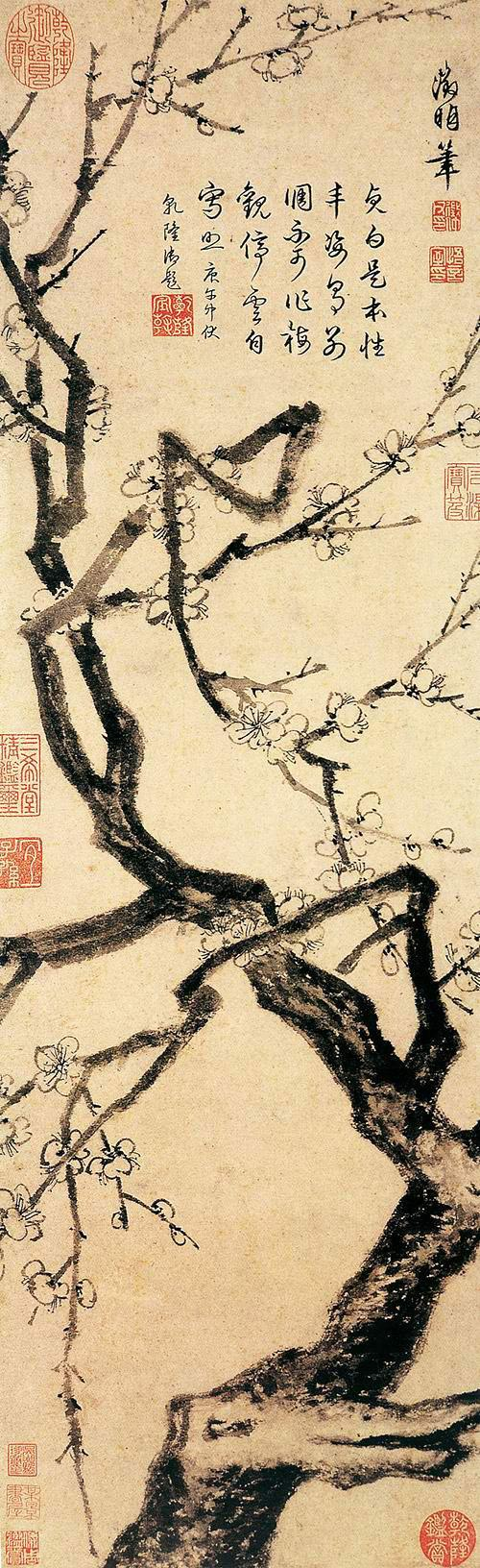
Kirschblüte, Wen Zhengming

### Holzschnitt
Einen Aufschwung erlebte der bereits in der Sui-Dynastie entwickelte Holzschnitt. Insbesondere wurde auch ein  polychromer Farbholzschnitt angewandt und diente der Illustration von historischen und belletristischen Werken (Das Westzimmer, Druck von Min Qiji, 1640) sowie Mal-Lehrbüchern (Bildersammlung der Zehnbambushalle, Hu Chengyen, 1622).

### Porzellan

Schale, Blau-Weiß-Stil

Bereits in der Yuan-Dynastie hatte sich das in China damals schon seit Jahrhunderten bekannte Porzellan gegenüber anderen Keramik-Arten wie insbesondere dem Seladon eine Sonderstellung verschafft. In der Ming-Zeit indes erreichte die chinesische Porzellankunst einen ersten Höhepunkt. Es etablierte sich der sogenannte Blau-Weiß-Stil; die blaue Farbe wurde dabei aus Cobaltaluminat (CoAl2O4) gewonnen. Der Stil erfreute sich unter der Ming-Dynastie großer Beliebtheit; insbesondere die geradezu sprichwörtlich gewordene „Mingvase“ prägt die europäische Vorstellung von chinesischer Porzellankunst in besonderem Maße. Seinen spezifischen Glanz erhielt das Porzellan durch die über der Bemalung aufgetragenen Schlussglasur.
Neben floral-ornamentalen Motiven herrschten insbesondere Tierdarstellungen vor. Ab dem frühen 15. Jahrhundert legte man immer größeren Wert auf eine Gliederung in ein Zentralmotiv und periphere Ornamentbänder und -friese. Mitte des 16. Jahrhunderts etablierten sich neben dem klassischen Dekorschatz schließlich auch Landschaftsmotive, Szenen aus dem Hofleben und der daoistische Geisteswelt sowie Darstellungen aus Werken der klassischen Literatur.
Die Herstellungstechniken wurden fortwährend verfeinert, erstmals kam auch vielfarbiges Dekor auf. In Jingdezhen, bereits seit der Tang-Zeit „Hauptstadt“ des chinesischen Porzellans, entstanden zahlreiche neue Manufakturen. Erstmals wurde auch Porzellan auf portugiesischen Schiffen nach Europa exportiert, wo es an den Fürstenhöfen reißenden Absatz fand.

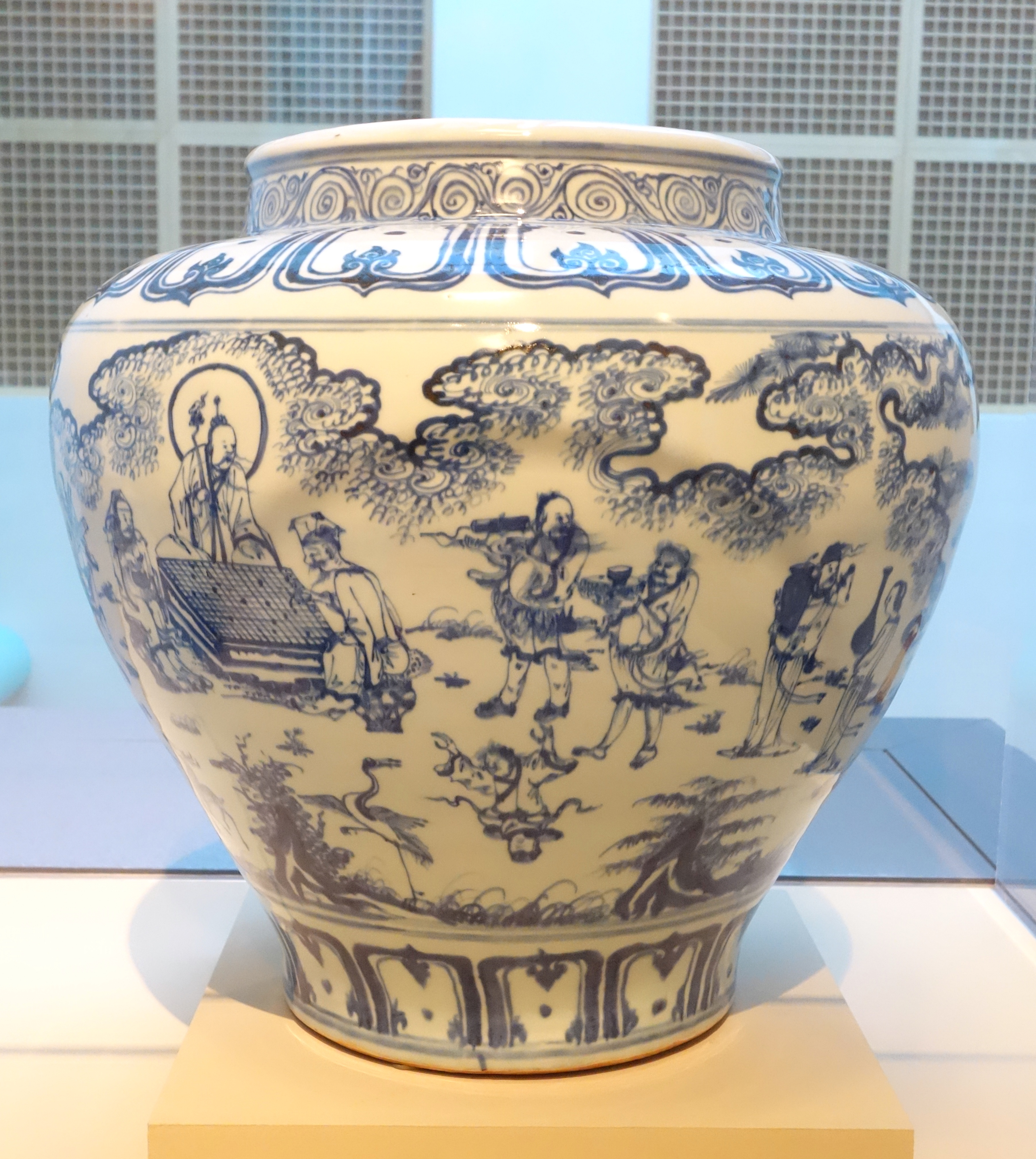
Szenenmalerei
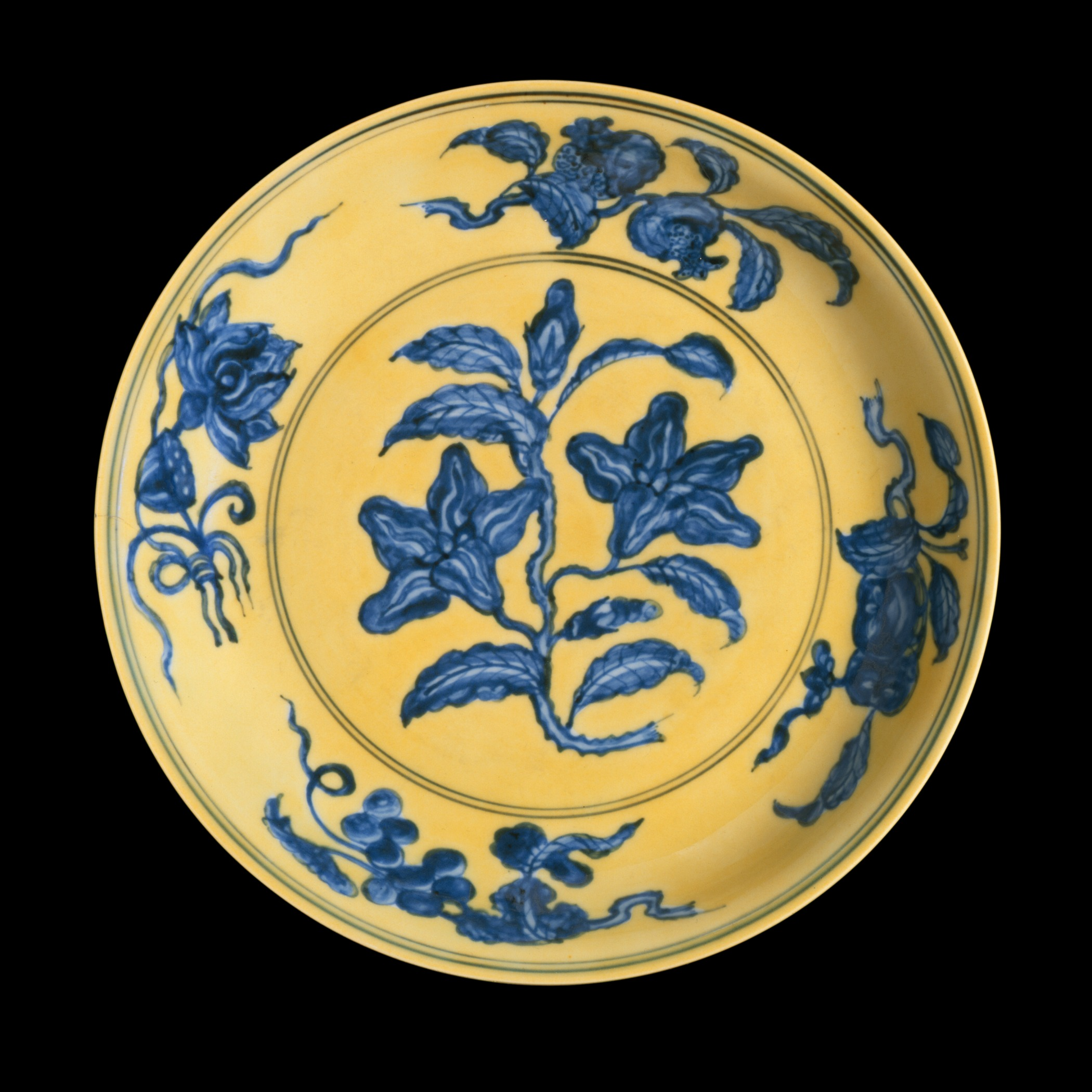
Schale, Blau-Gelb-Stil
Schüssel, Schneeflocken-Blau
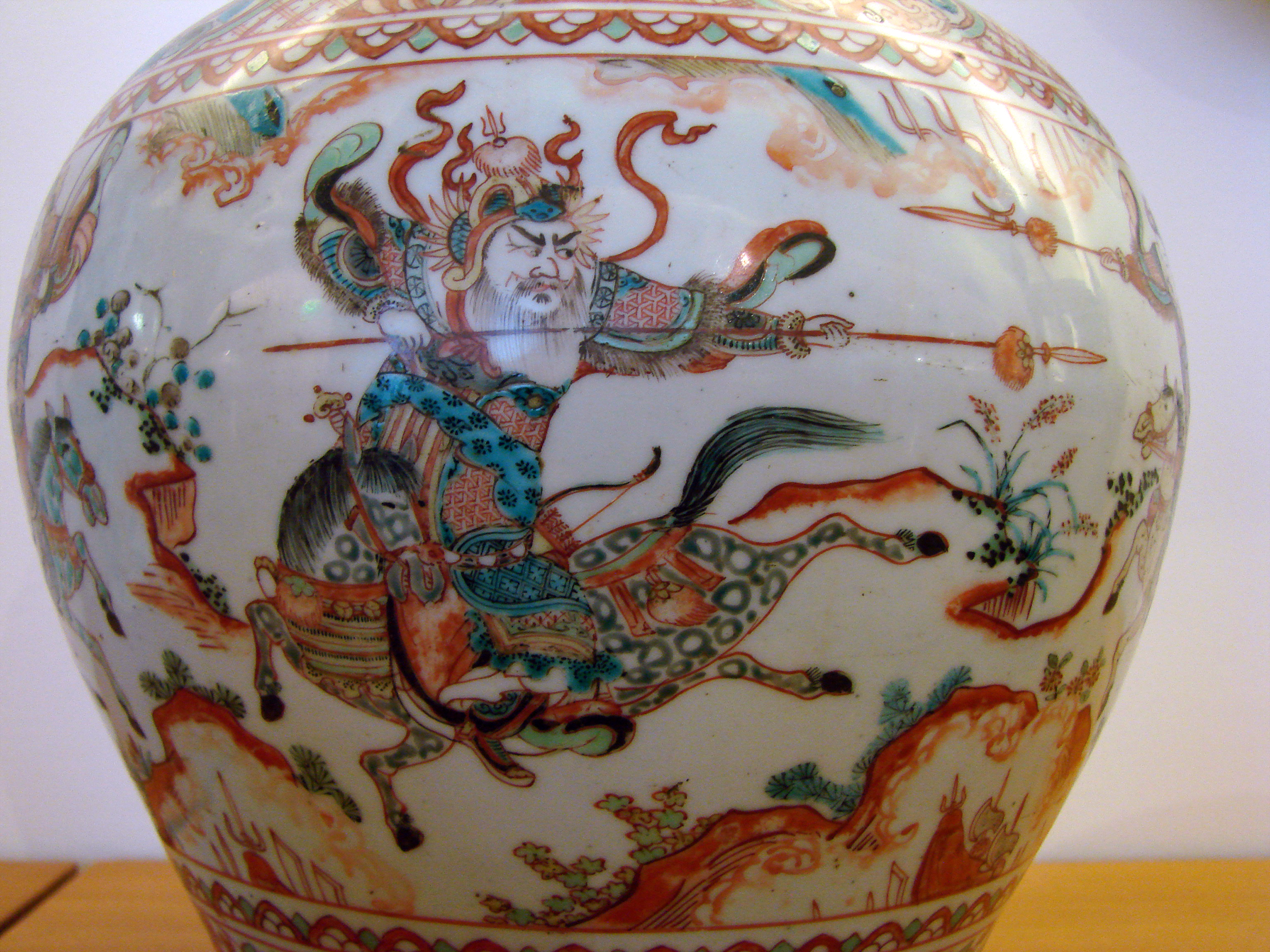
Vase, polychrom
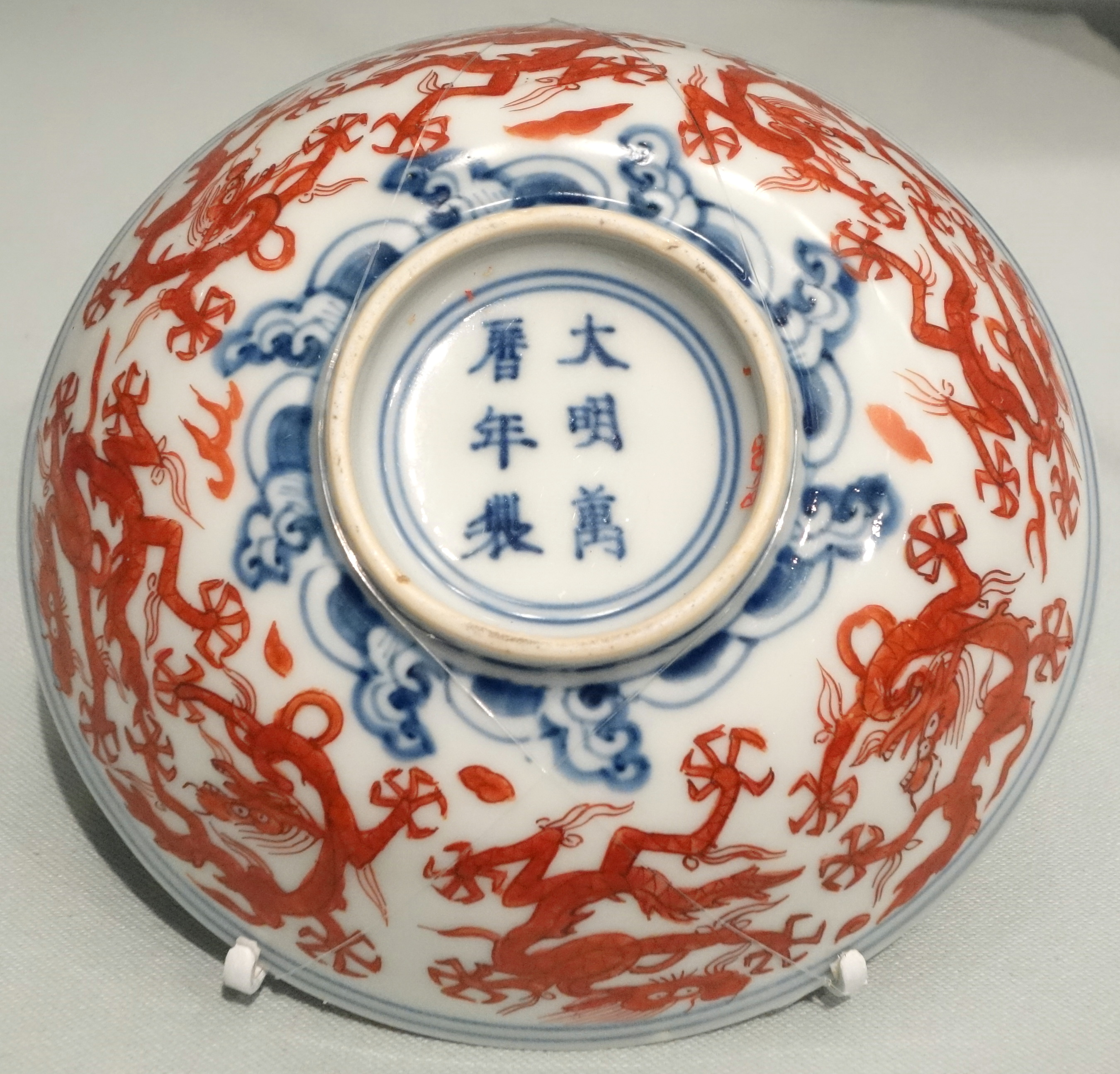
Bodenmarke, Wanli
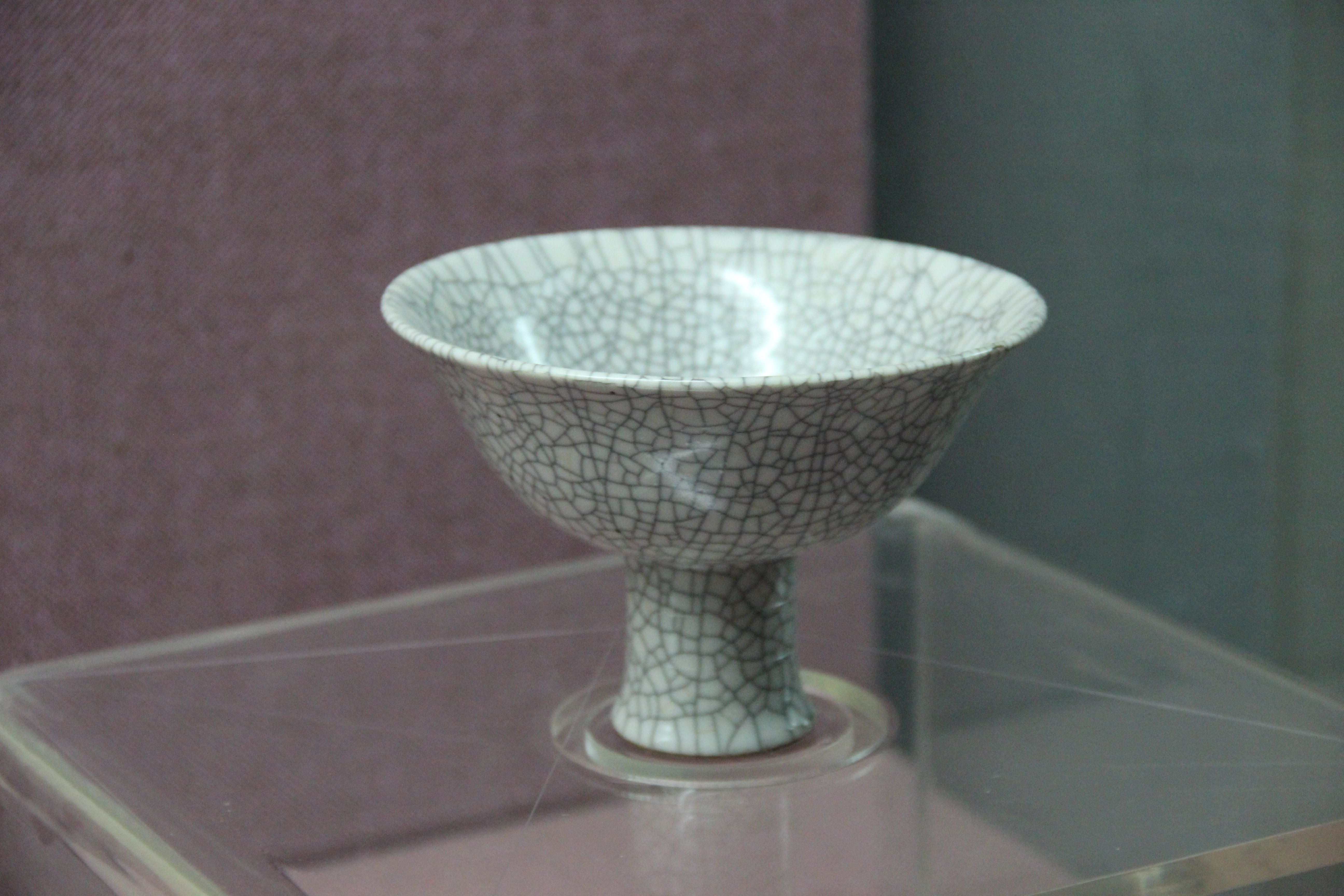
Schälchen im Ru-Stil (Seladon)
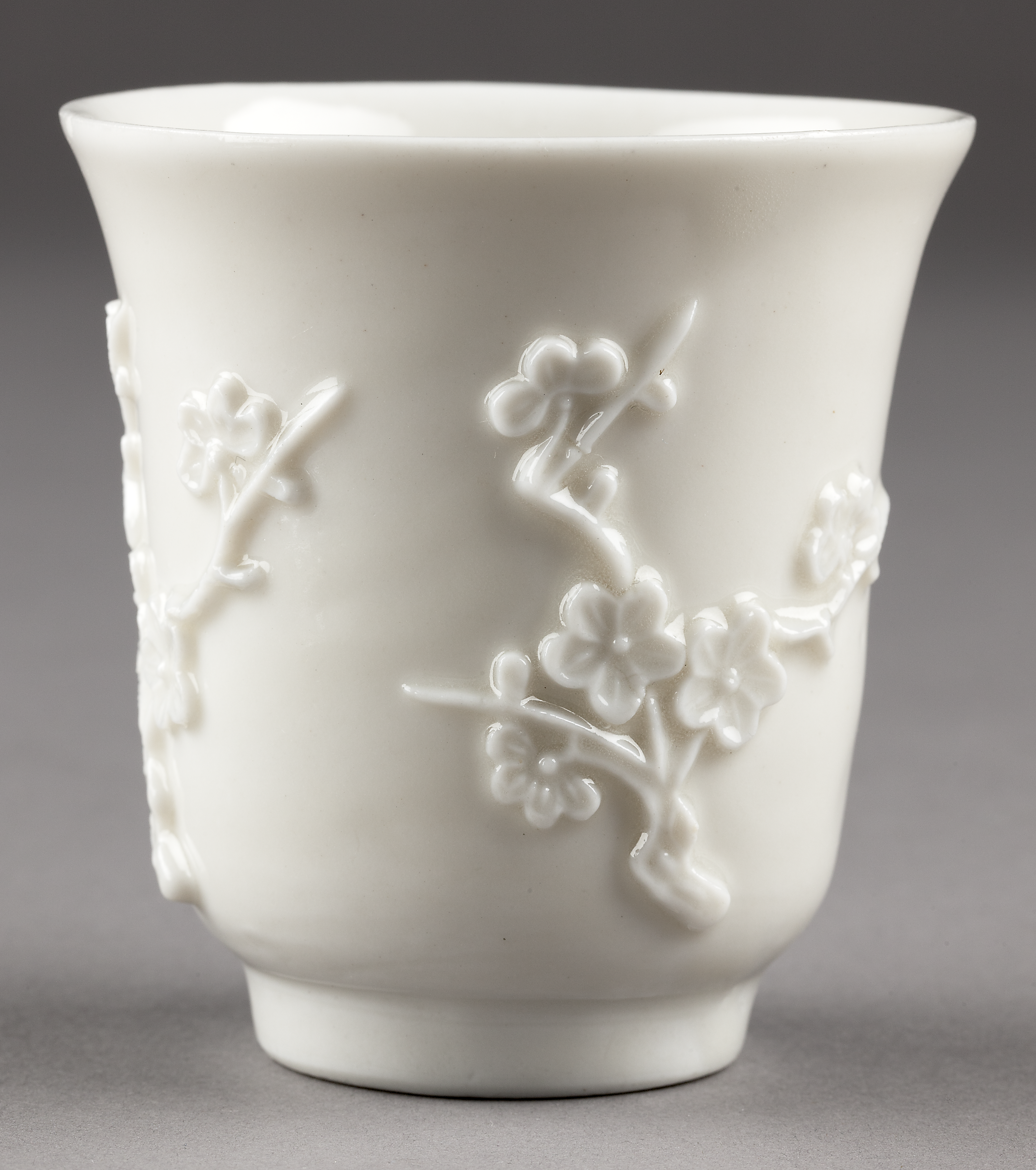
Dehua-Porzellan
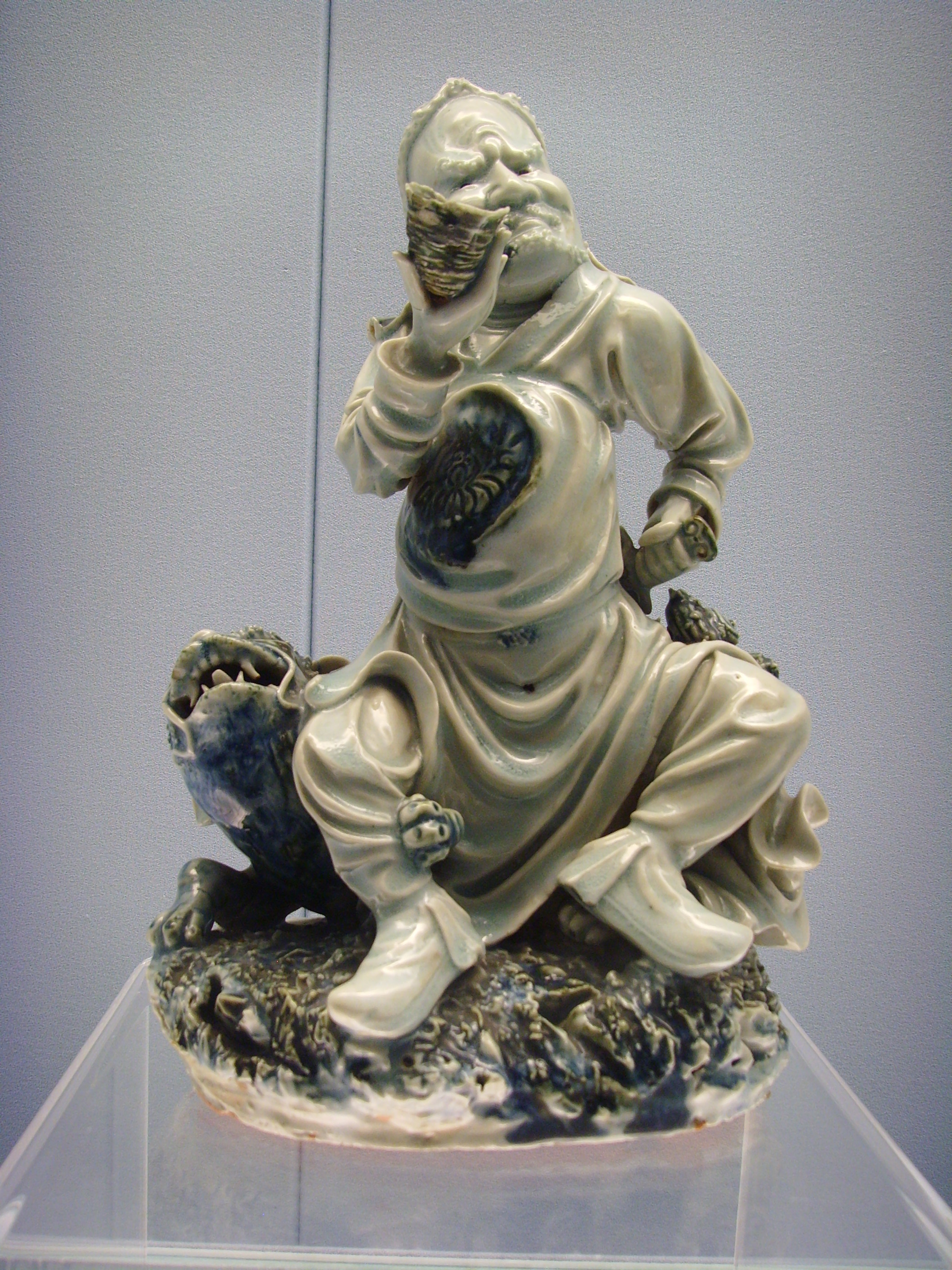
Jingdezhen-Porzellan

### Lackkunst
Ein hohes Niveau erreicht in der Ming-Zeit auch die chinesische Lackkunst. Der Ritzlack der Song-Dynastie wurde zunehmend durch den sogenannten Schnitzlack verdrängt. Aus dem in mehreren Schichten insbesondere auf Gefäßen aufgetragenen Lack wurden geometrische, florale oder ornamentale Muster geschnitten. Bisweilen entstanden auch anspruchsvollere szenische Darstellungen. Farblich dominierten rote und schwarze Lacke; besondere Effekte erreichte man durch die Kombination beider Farben in den verschiedenen Schichten.

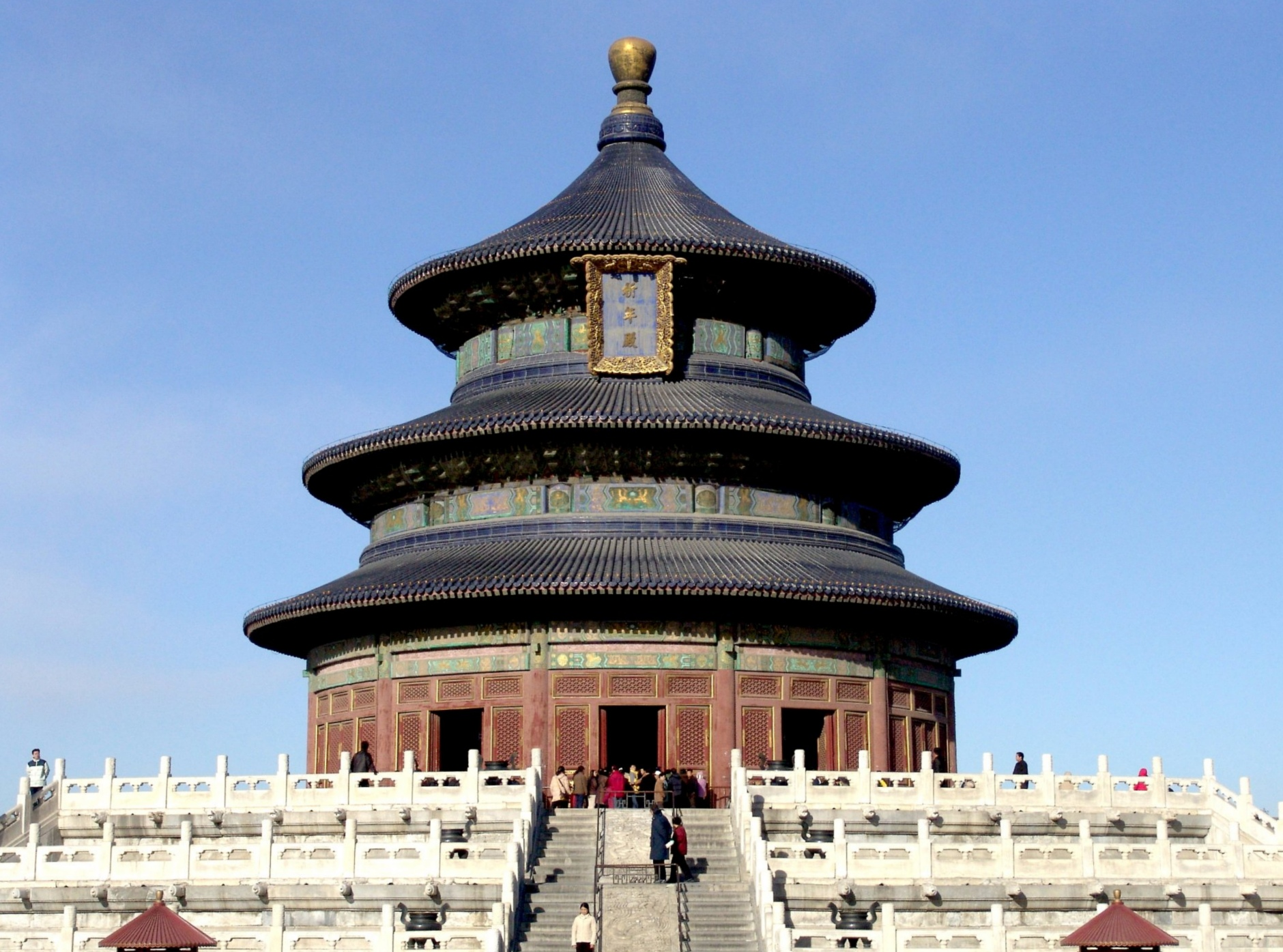
Halle des Erntegebets (Himmelstempel, Peking; 1420)
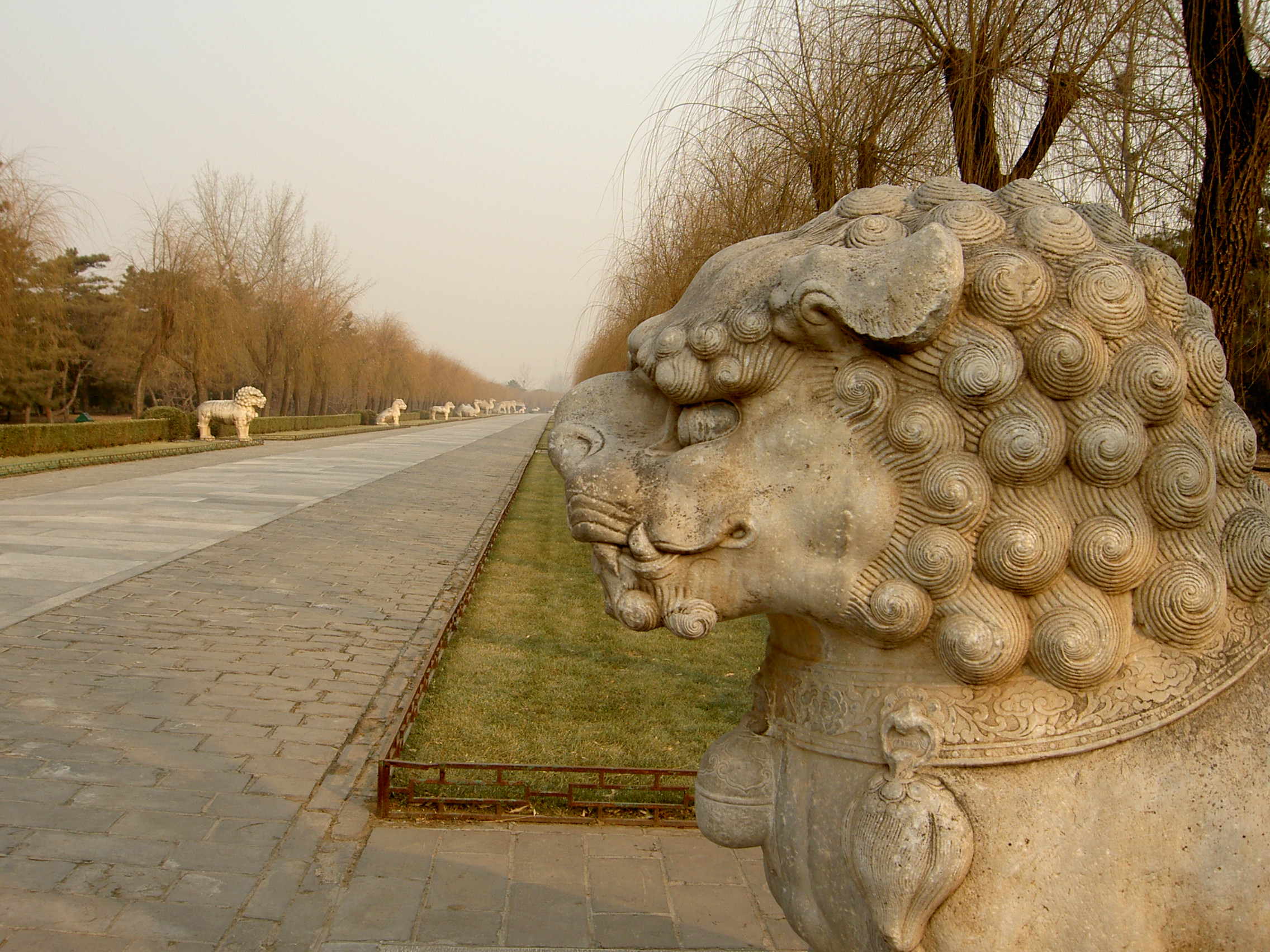
Skulptur (Ming-Gräber)
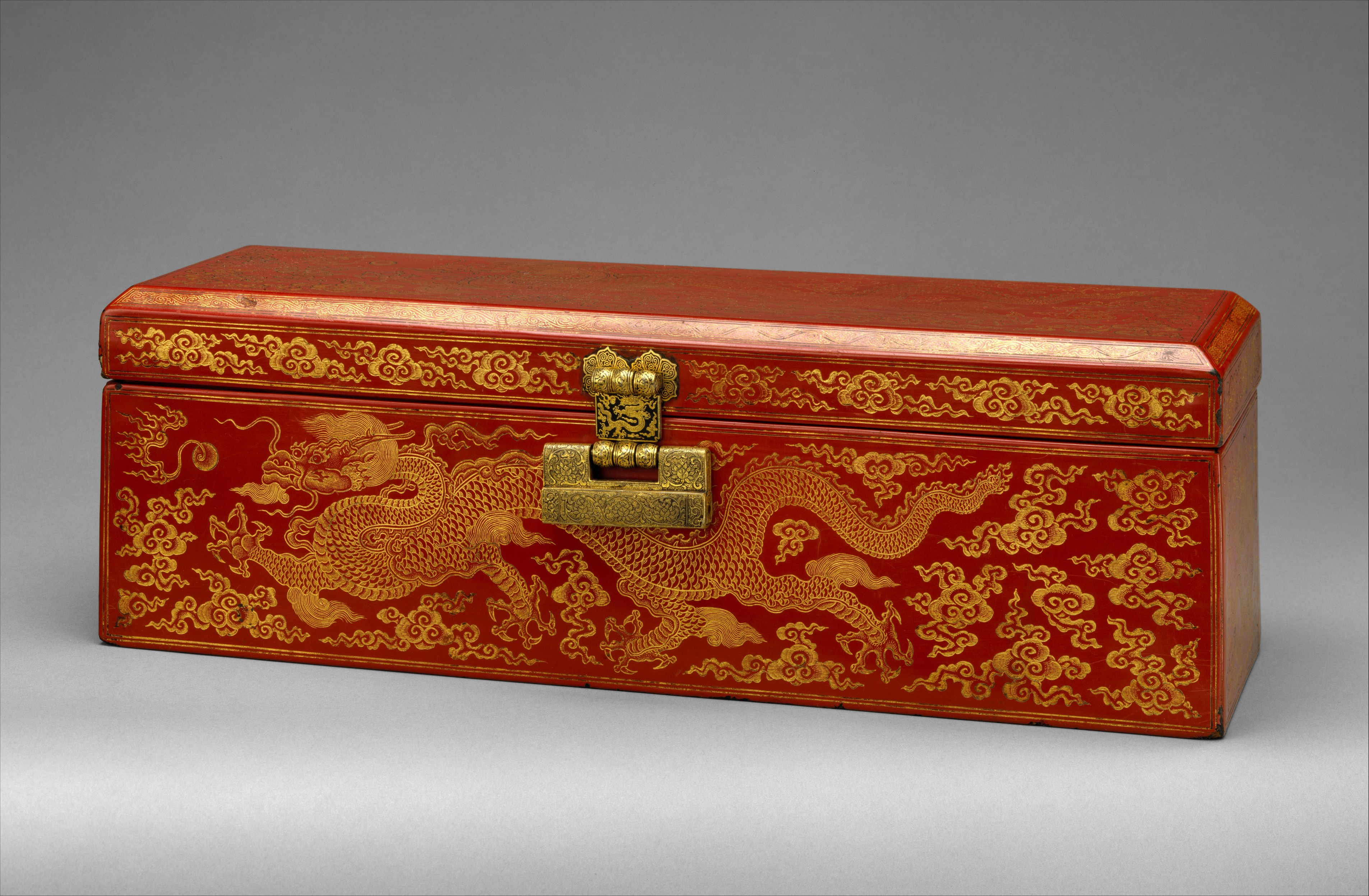
Schnitzlackdose (Yongle-Ära, frühes 15. Jhr.)
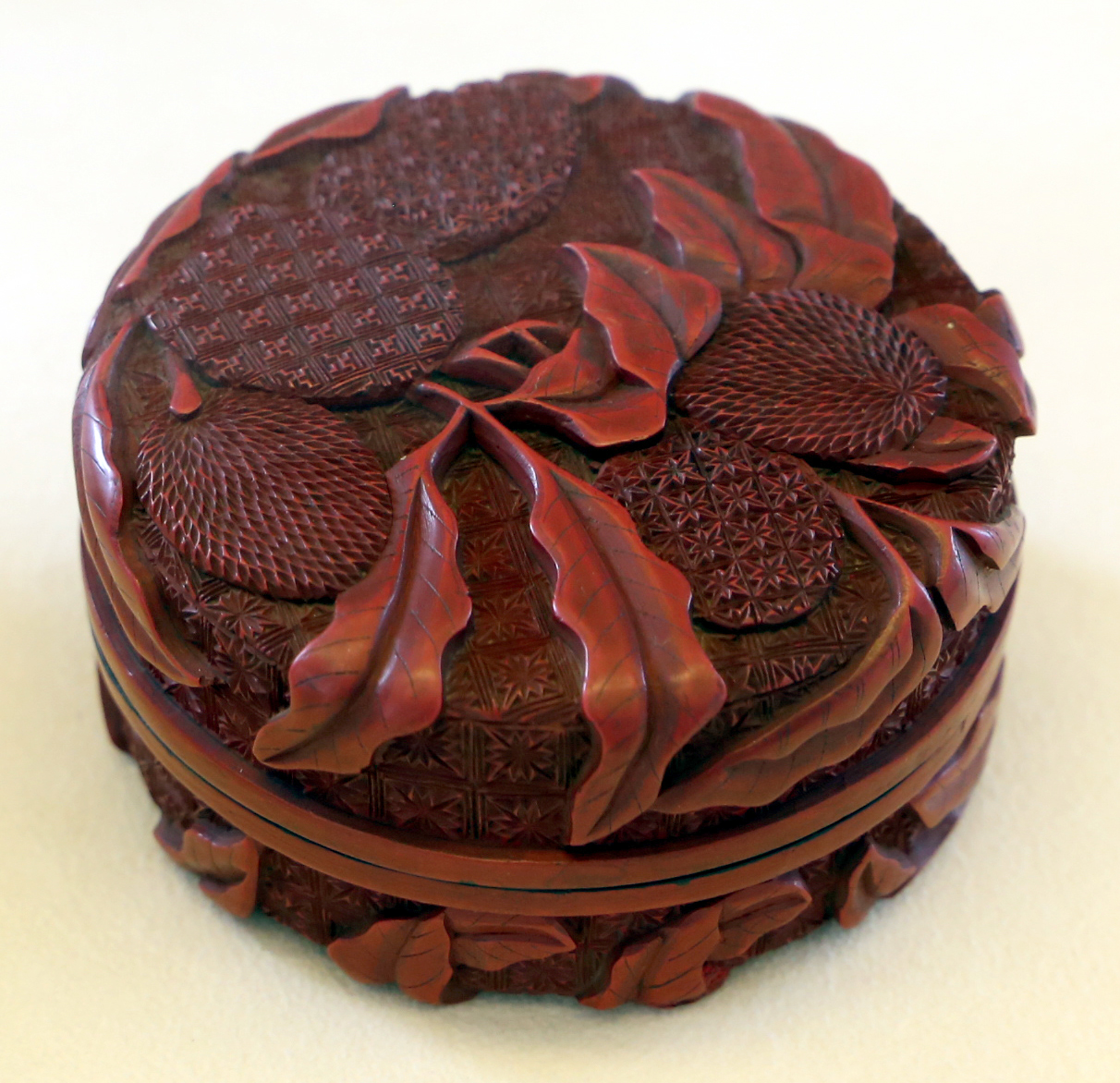
Schnitzlackdose (um 1600)
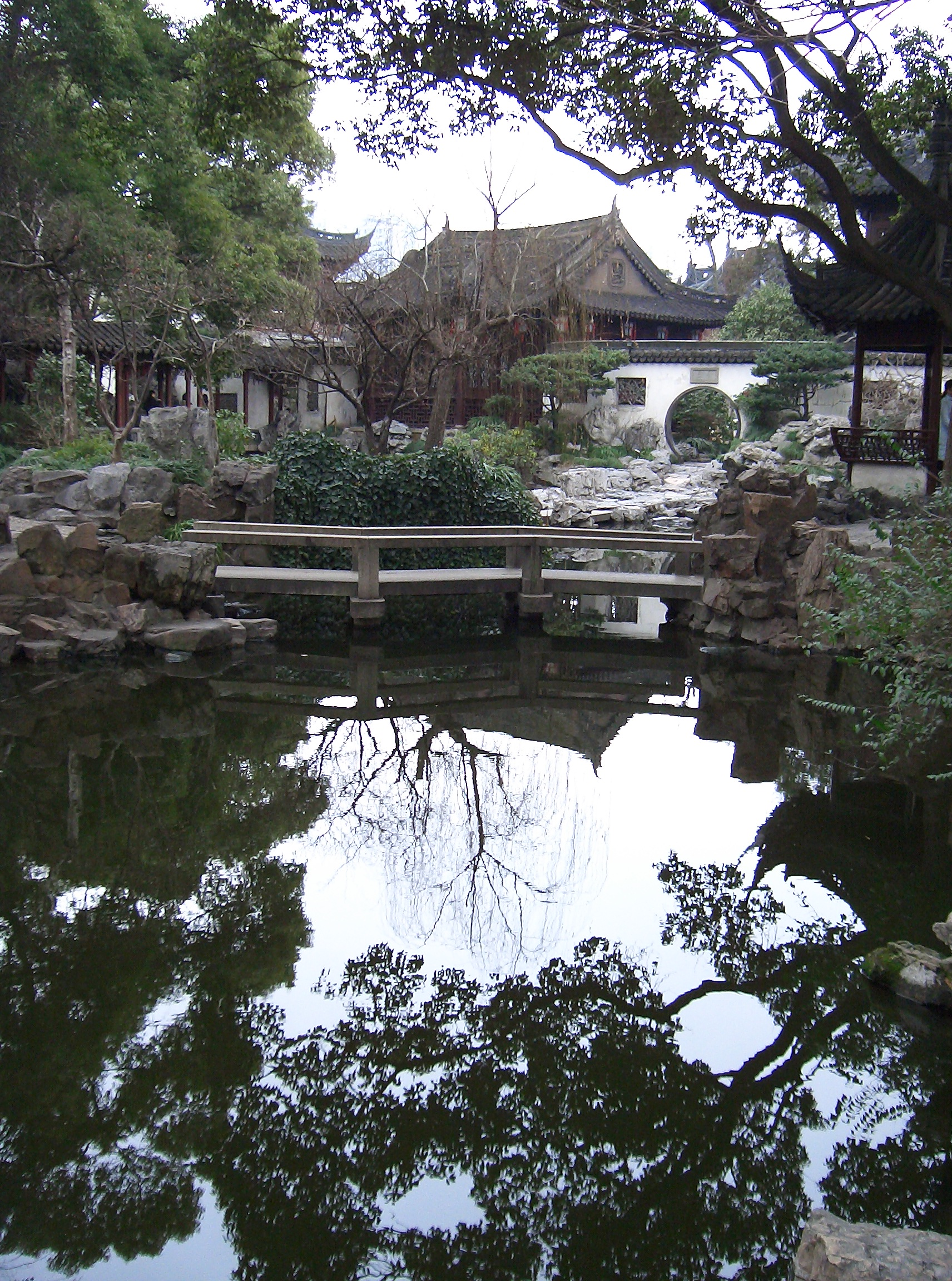
Yuyuan-Garten in Shanghai (1559)
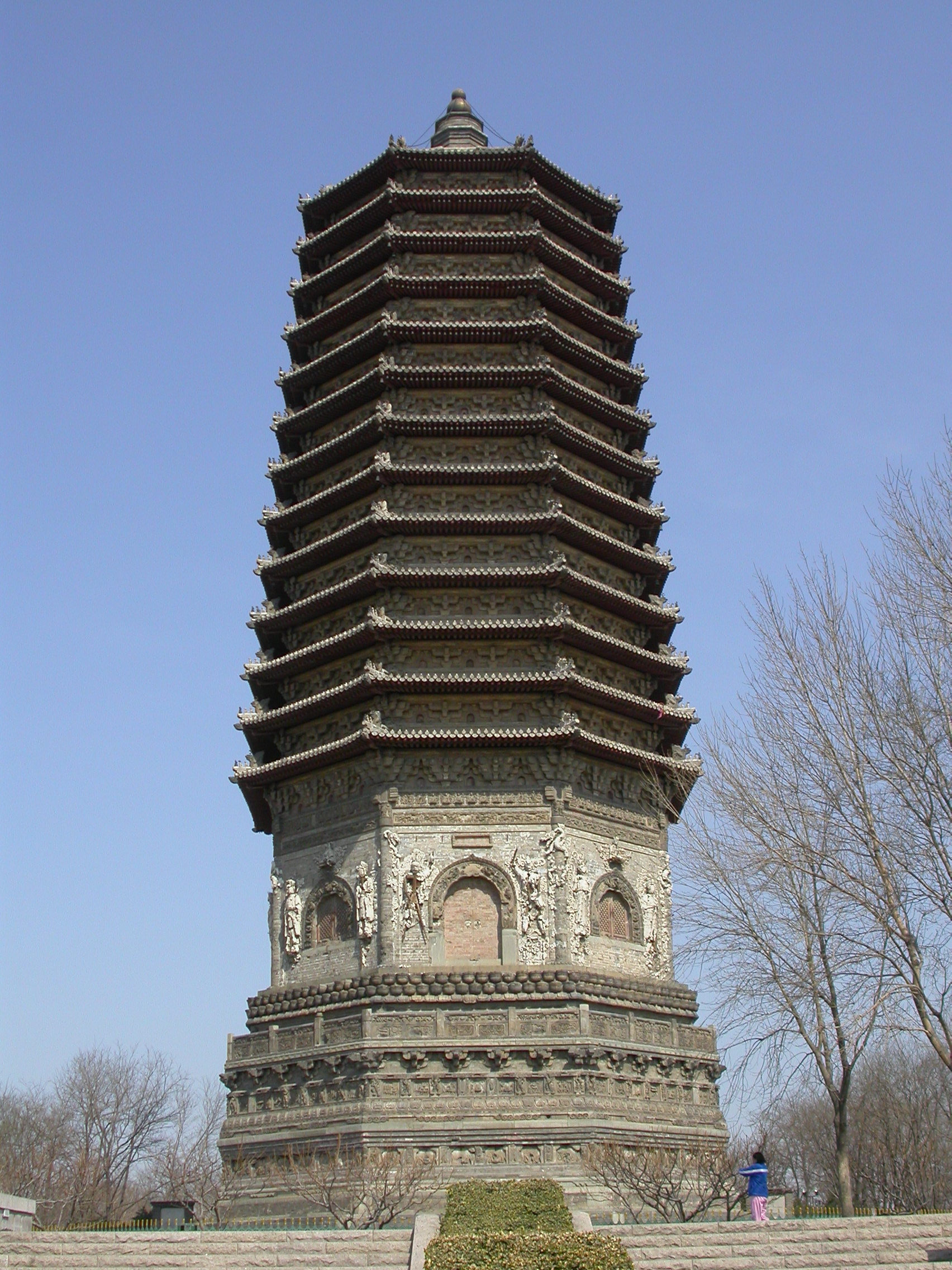
Pagode des Cishou-Tempels (Peking; 1576)
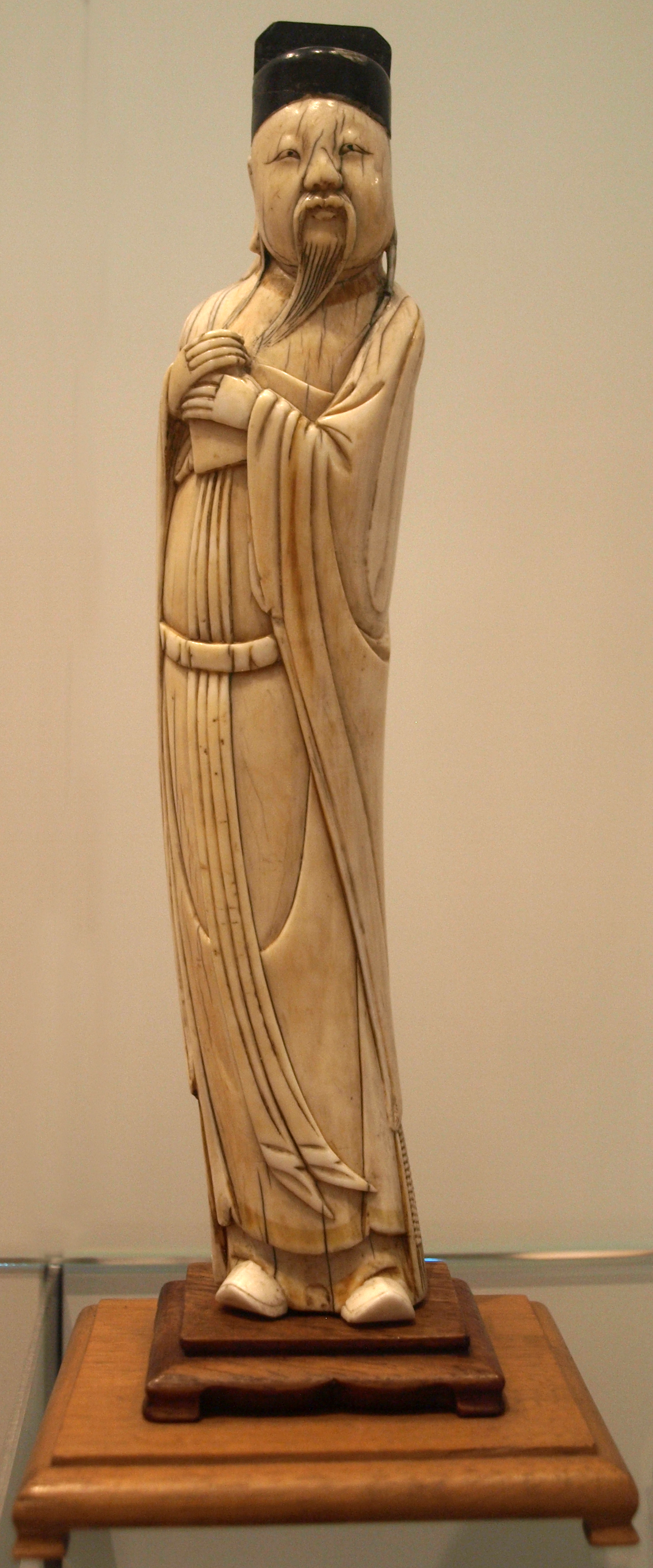
Elfenbein-Figurine (um 1600)
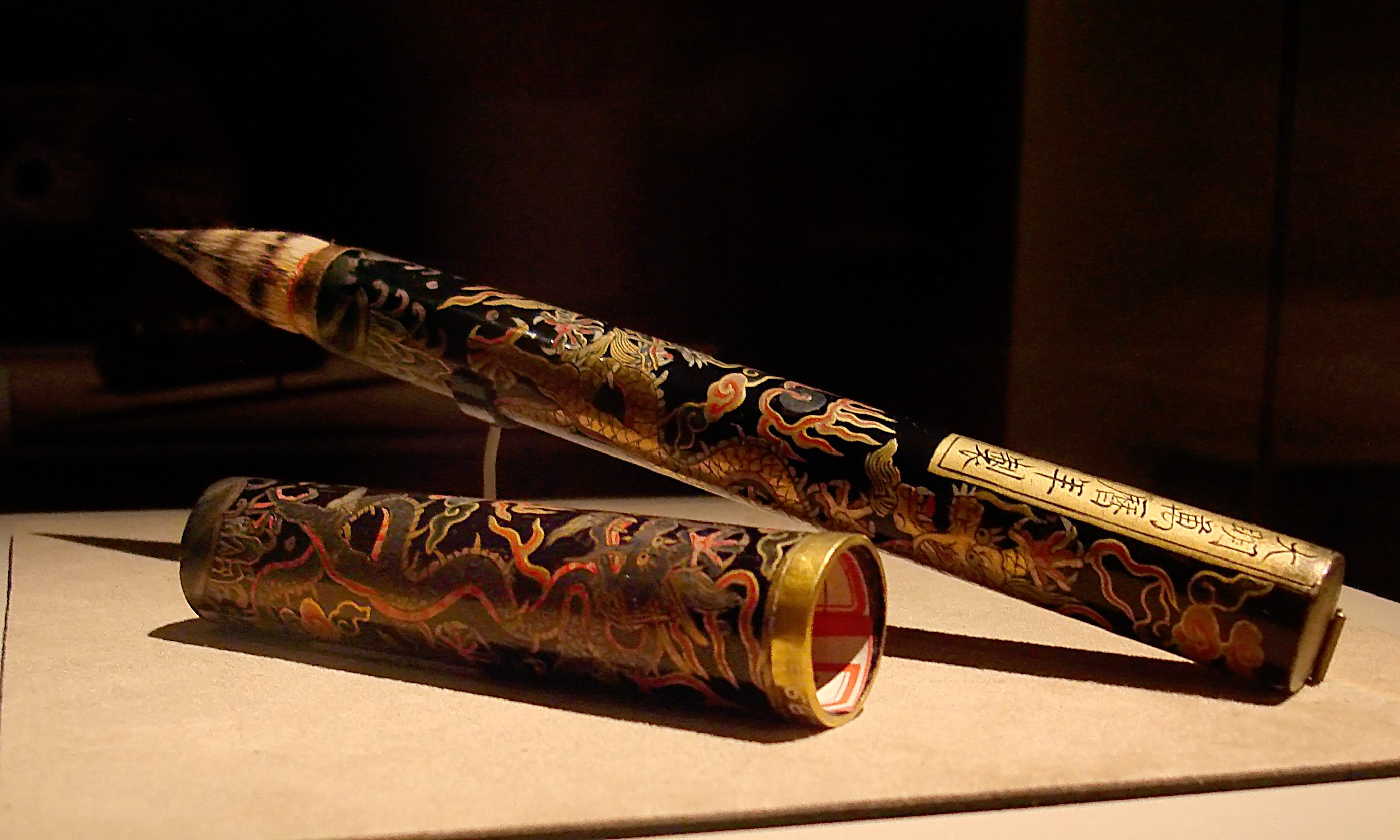
Schreibpinsel (Cloisonné; um 1600)
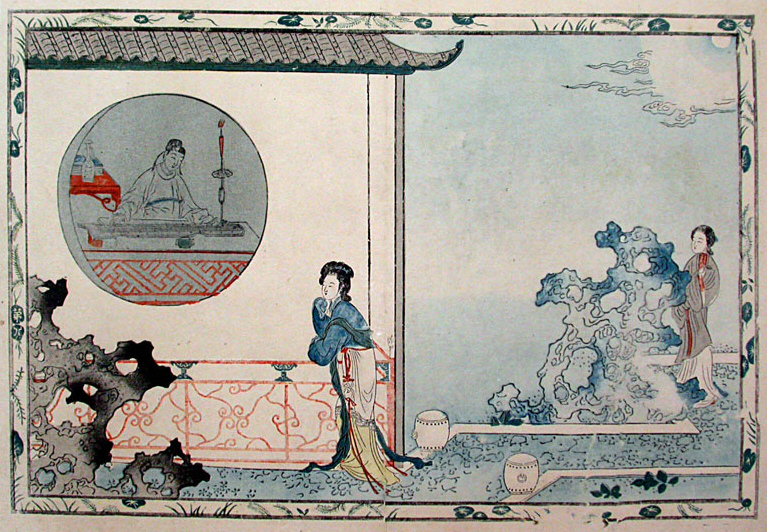
Farbholzschnitt (1640)

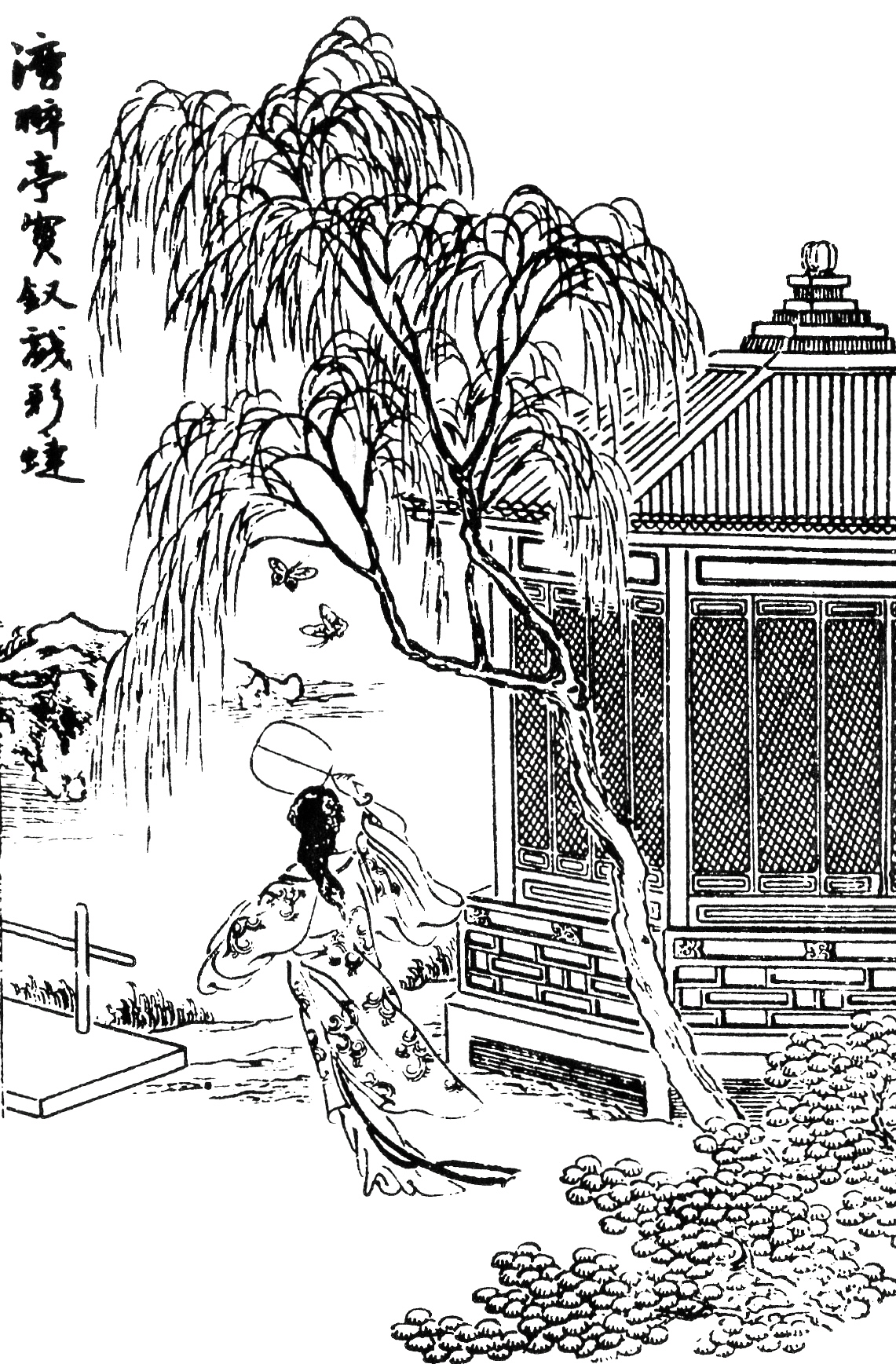
Szene aus Der Traum der Roten Kammer von Cao Xueqin

## Qing-Dynastie (1644–1911)

### Musik
Die zweifellos berühmteste chinesische Opernform ist die Peking-Oper. Wenn sie ihre heutige Form auch erst im 19. Jahrhundert erhielt, war sie bereits in der Qing-Zeit ausgesprochen populär. Die meist sehr anspielungsreiche Handlung lebt von ihr streng choreographierten Mimik und Gestik. Für die rhythmische Begleitung sorgen traditionelle chinesische Streich- und Schlaginstrumente.
Ungeachtet ihres Namens hat die Peking-Oper ihre Ursprünge vielmehr in den lokalen Operntraditionen insbesondere der Provinzen Anhui und Hubei, denen nicht nur zwei beliebte Hauptmelodien entstammen (Xipi und Erhuang), sondern auch die in der Peking-Oper verwendete altertümliche Sprache. Einflüsse lassen sich aber auch von Seiten der Qinqiang-Musik nachweisen. Als Geburtsstunde der Peking-Oper gilt eine Darbietung von aus Anhui stammenden Theatertruppen anlässlich des 60. Geburtstags von Kaiser Qianlong 1790. Ein gemeinsamer Auftritt mit Schauspielern aus Hubei im Jahre 1828 brachte die Peking-Oper in die im Wesentlichen heute noch gültige Form.

### Malerei

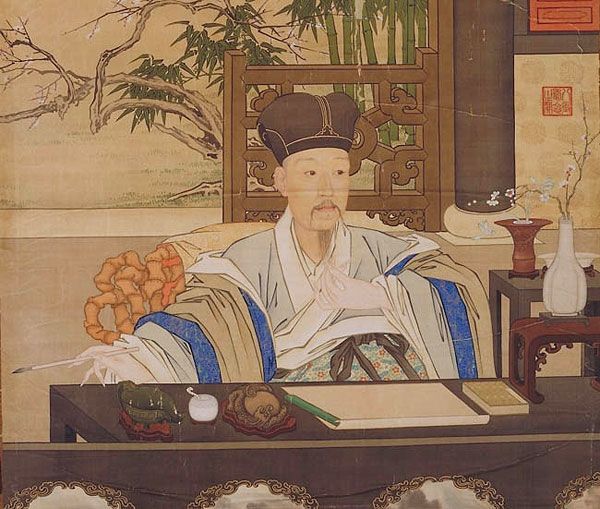
Giuseppe Castiglione, Kaiser Qianlong (18. Jahrhundert)

Zu Beginn der Qing-Dynastie hatten sich endgültig die Literatenmaler durchgesetzt; die Berufsmaler spielten demgegenüber kaum mehr eine Rolle. Zu unterscheiden sind im Wesentlichen drei Schulen: Die eher traditionellen Vorbildern verpflichtete sogenannte orthodoxe Schule baute ihre Bilder sorgsam Linie für Linie und Ton für Ton auf, man vermied sicherere, ungebrochene Linien und einfache Flächen. Auch auf technische Kunstgriffe und die Erzielung besonderer Effekte wurde weitgehend verzichtet.
Einen freieren Stil praktizierte indes die individualistische Schule. Ihre Vertreter arbeiteten häufig mit aufgelösten, körperlosen Formen sowie Licht-und-Schatten-Effekten und schufen so unter anderem sehr stimmungsvolle, beseelte Landschaftsbilder. Durch geradezu bizarre Mal- und Lebensweise fielen schließlich die später hinzugekommenen sogenannten Acht Exzentriker von Yangzhou auf. Gāo Qípeì (高其佩; 1660–1734) etwa pflegte seine Bilder mit Händen, Fingern und Nägeln zu malen. Als Sonderfall kommt schließlich noch die Malerei der europäischen Jesuiten-Missionare am Qing-Hof dazu.
Berühmte Vertreter der Qing-Malerei sind Wáng Shímǐn (王時敏; 1592–1680), Zhū Dā (朱耷; 1625–1705), Wú Lì (吴历; 1632–1718), Shí Tāo (石濤; auch Daoji; 1642–1707), Wáng Huī (王翬; 1632–1717) und Luó Pìn (羅聘; 1733–1799). Wichtigster europäischer Maler in China war Giuseppe Castiglione. Mit Zhōu Shūxǐ (周淑禧; 1624–1705) erlangte auch eine Frau als Künstlerin Bekanntheit.

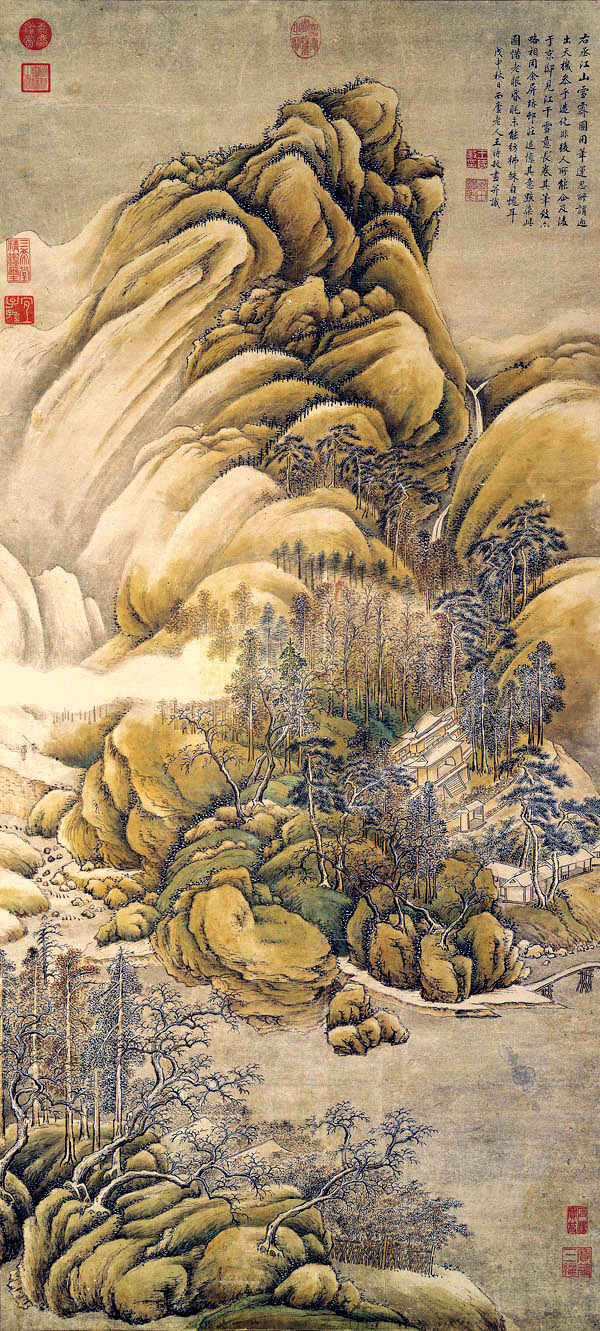
Schnee über Flüssen und Bergen, Wang Shimin (1668)
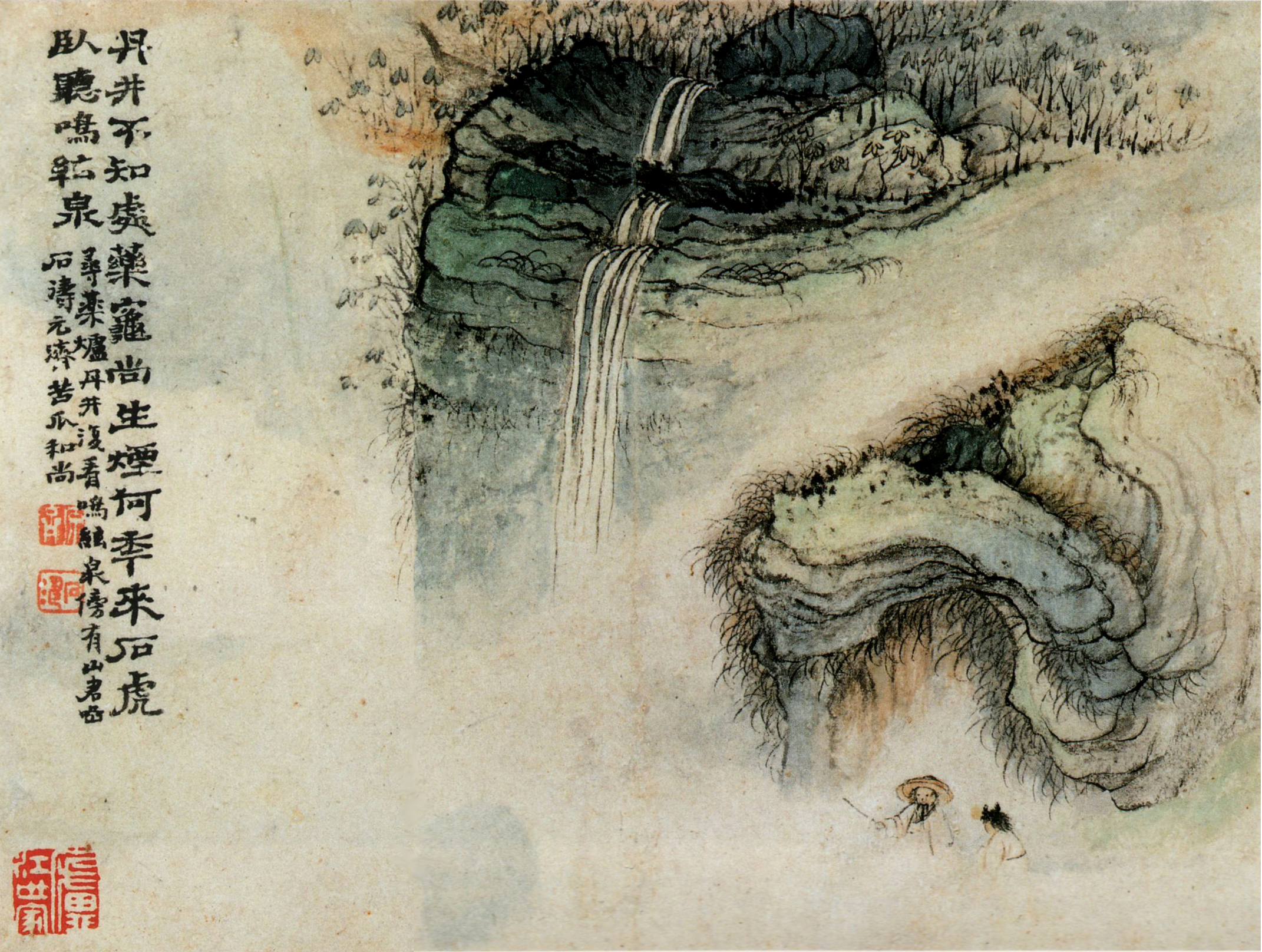
Mingxianquan und Hutouyan, Shi Tao (spätes 17. Jahrhundert)
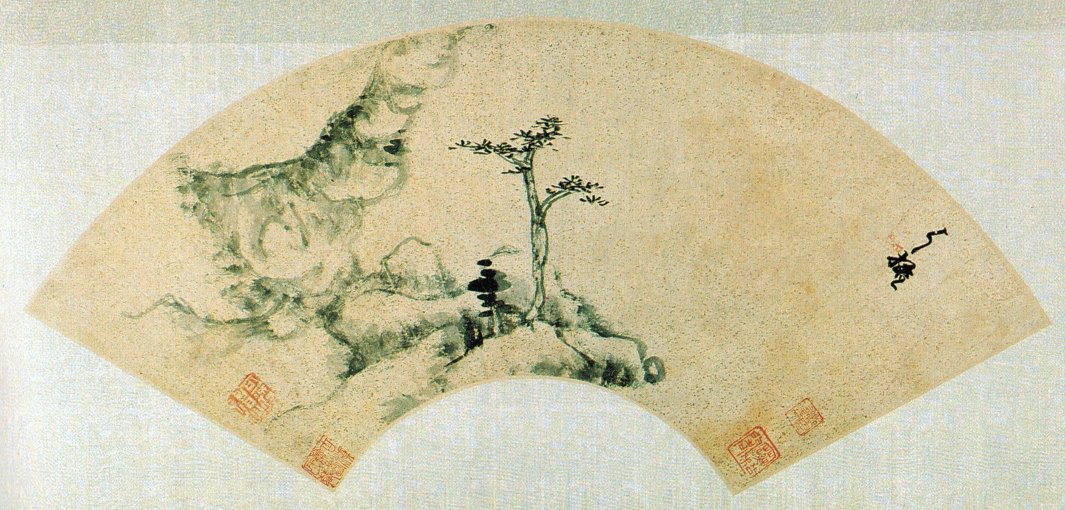
Einsame Kiefer, Zhu Da (um 1700)
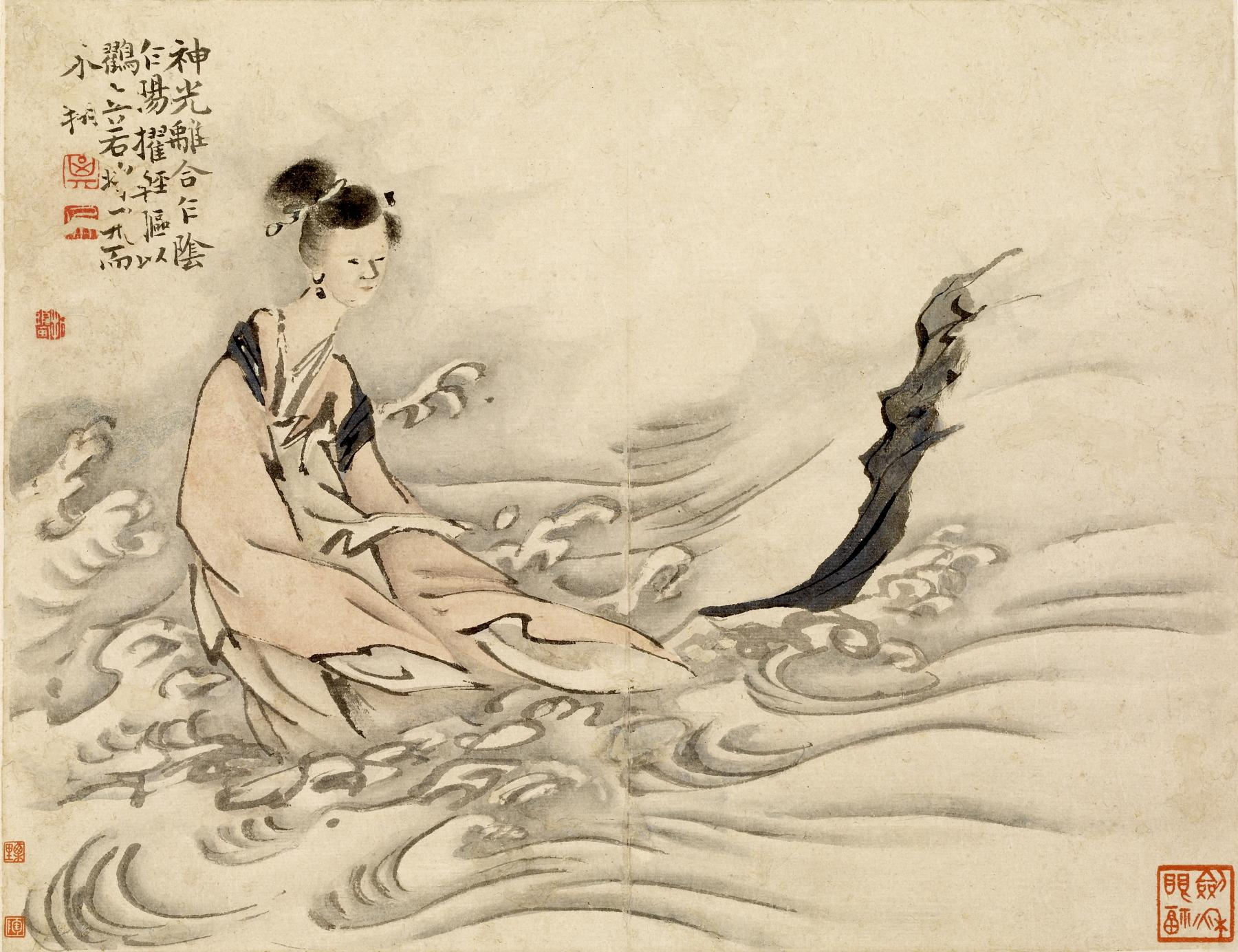
Die Göttin des Flusses Lo, Gao Qipei (1713)
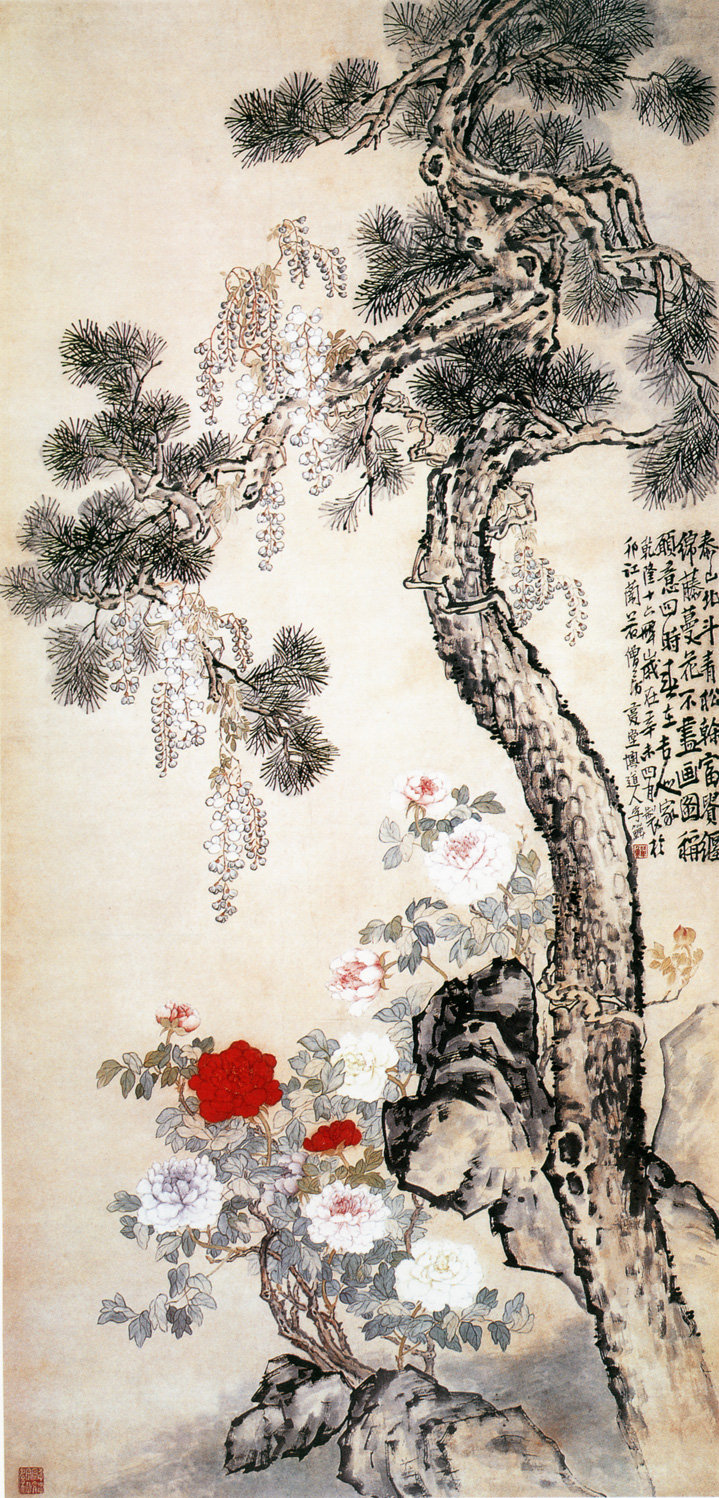
Kiefer mit Steinen und Blumen, Li Shan (frühes 18. Jhd.)
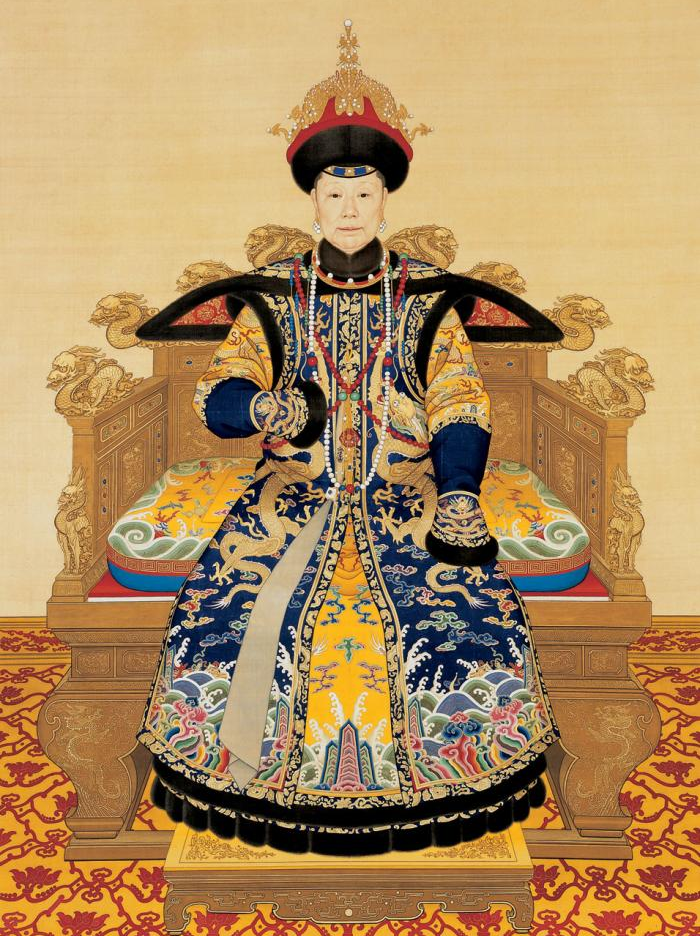
Die Kaiserinwitwe Xiaosheng, anonym (1751)
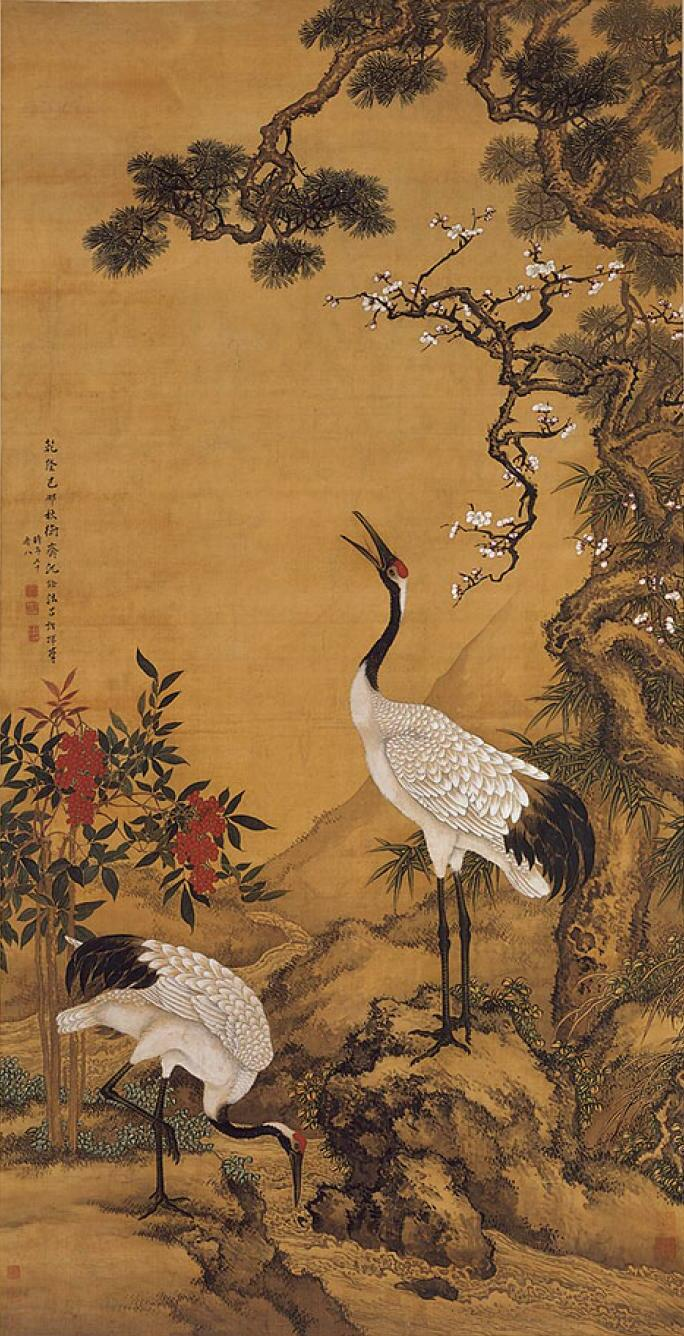
Kiefer, Pflaume und Kraniche, Shen Quan (1759)
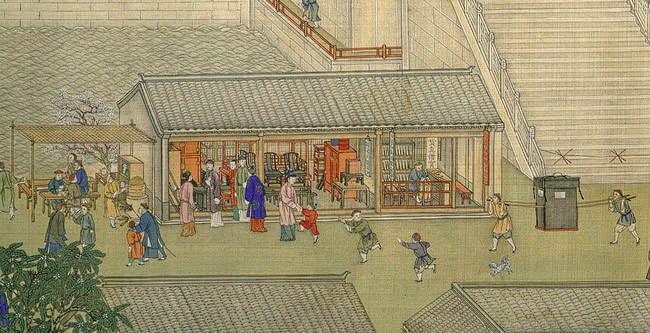
Des Kaisers Südreise (Detail), Xu Yang (um 1770)
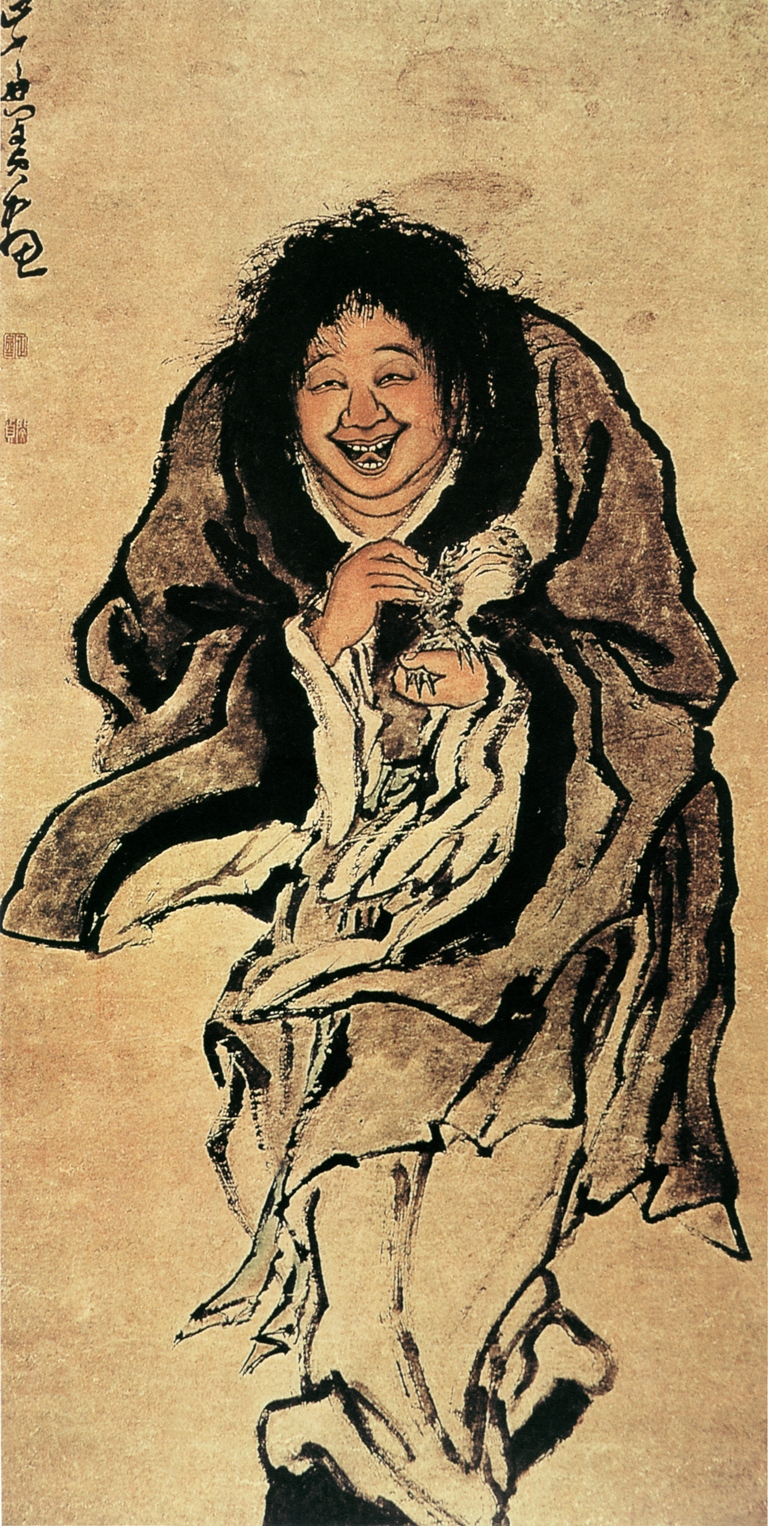
Der Zauberer und die Kröte, Min Zhen (18. Jhd.)

### Porzellan

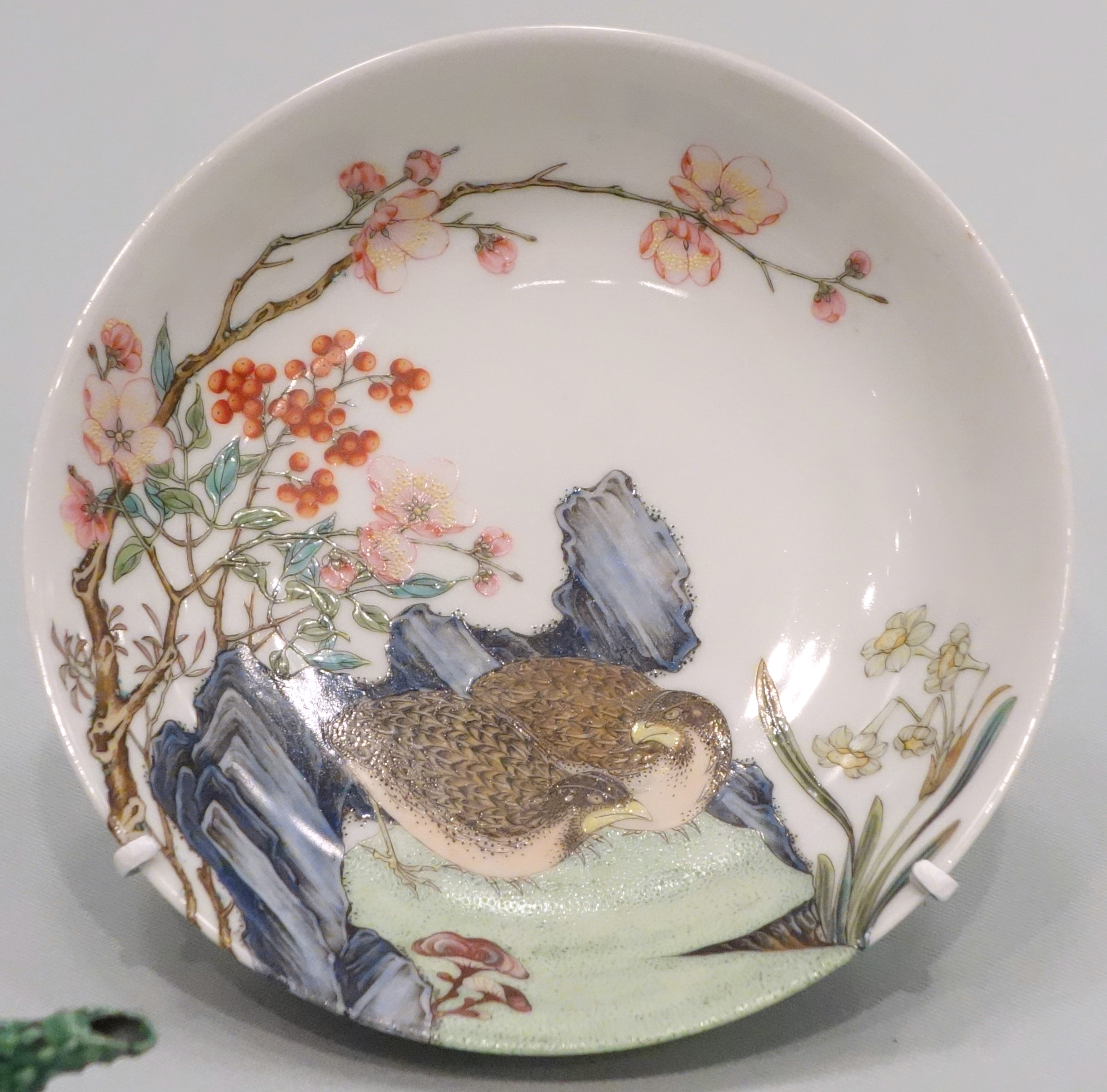
Teller, Famille-rose-Stil

Die in der Mingzeit zur Blüte gelangte Porzellankunst wurde unter den Qing weiterentwickelt. Das ehemals dominante ornamental geprägte Blau-Weiß-Design wurde zusehends von farbigem Dekor mit detaillierten, figurenreichen Darstellungen verdrängt. Beliebt waren etwa Szenen bei Hof wie auf dem Lande, Darstellungen aus klassischen Romanen oder mythologische Szenen. Zu unterscheiden sind insbesondere die nach ihren vorherrschenden Farben benannten Grüne Familie und Rosa Familie. Daneben gab es als Kontrast das rein weiße, häufig zu Skulpturen verarbeitete Dehua-Porzellan, das in Europa gerne „Blanc de Chine“ genannt wird. Seine intensiv leuchtende Farbe erhielt es durch den Zusatz von besonders viel Feldspat.
Ein Höhepunkt erreichte die Qing-Porzellankunst unter den Kaisern Kangxi, Yongzheng und Qianlong, die die Ware insbesondere in großem Stil nach Europa exportierten. Ein gewisser Rückgang war insofern zu verzeichnen, nachdem 1709 am Hofe Augusts des Starken zu Dresden erstmals die Herstellung von Porzellan gelungen war.

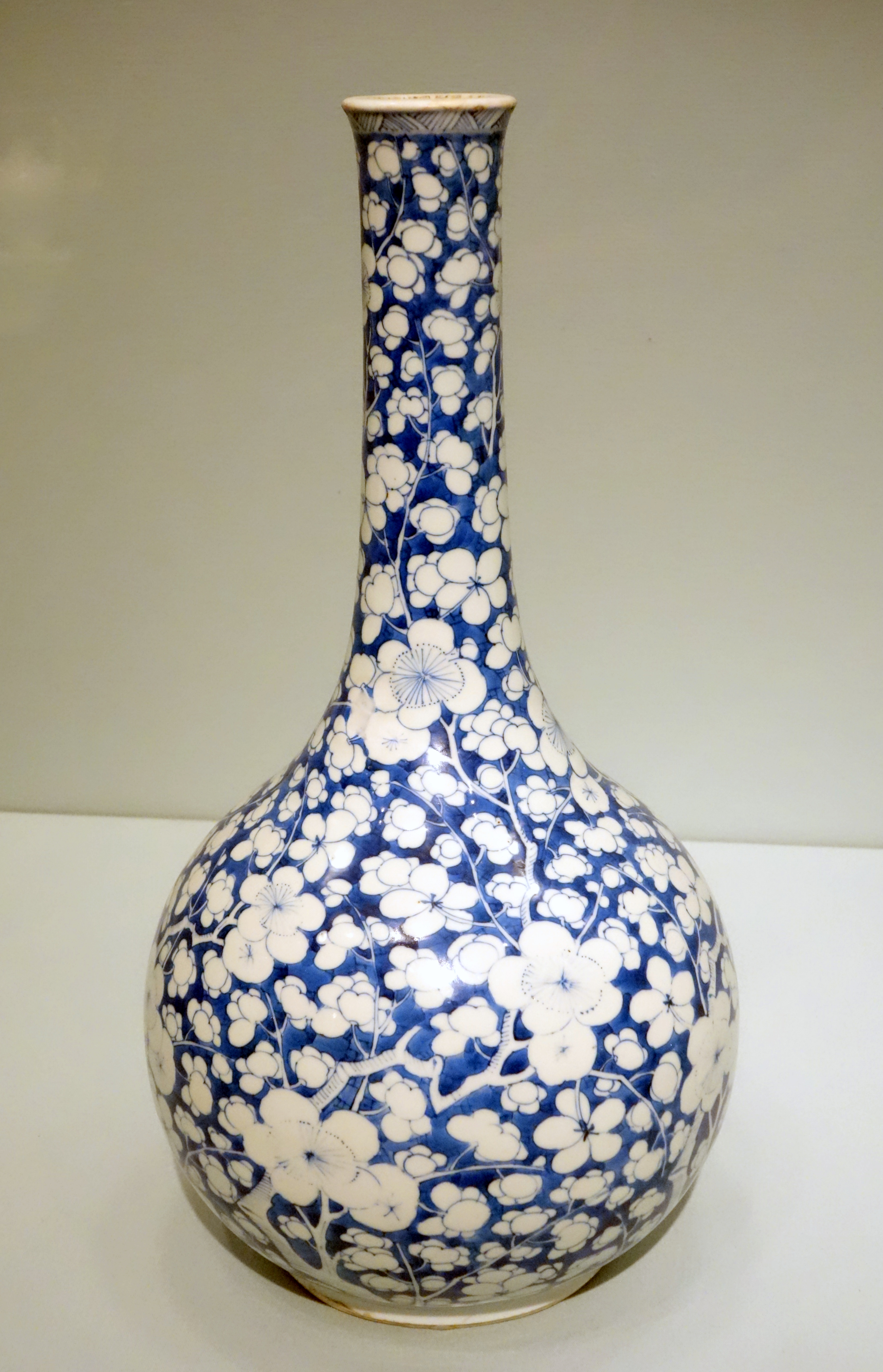
Vase, Blau-Weiß-Stil
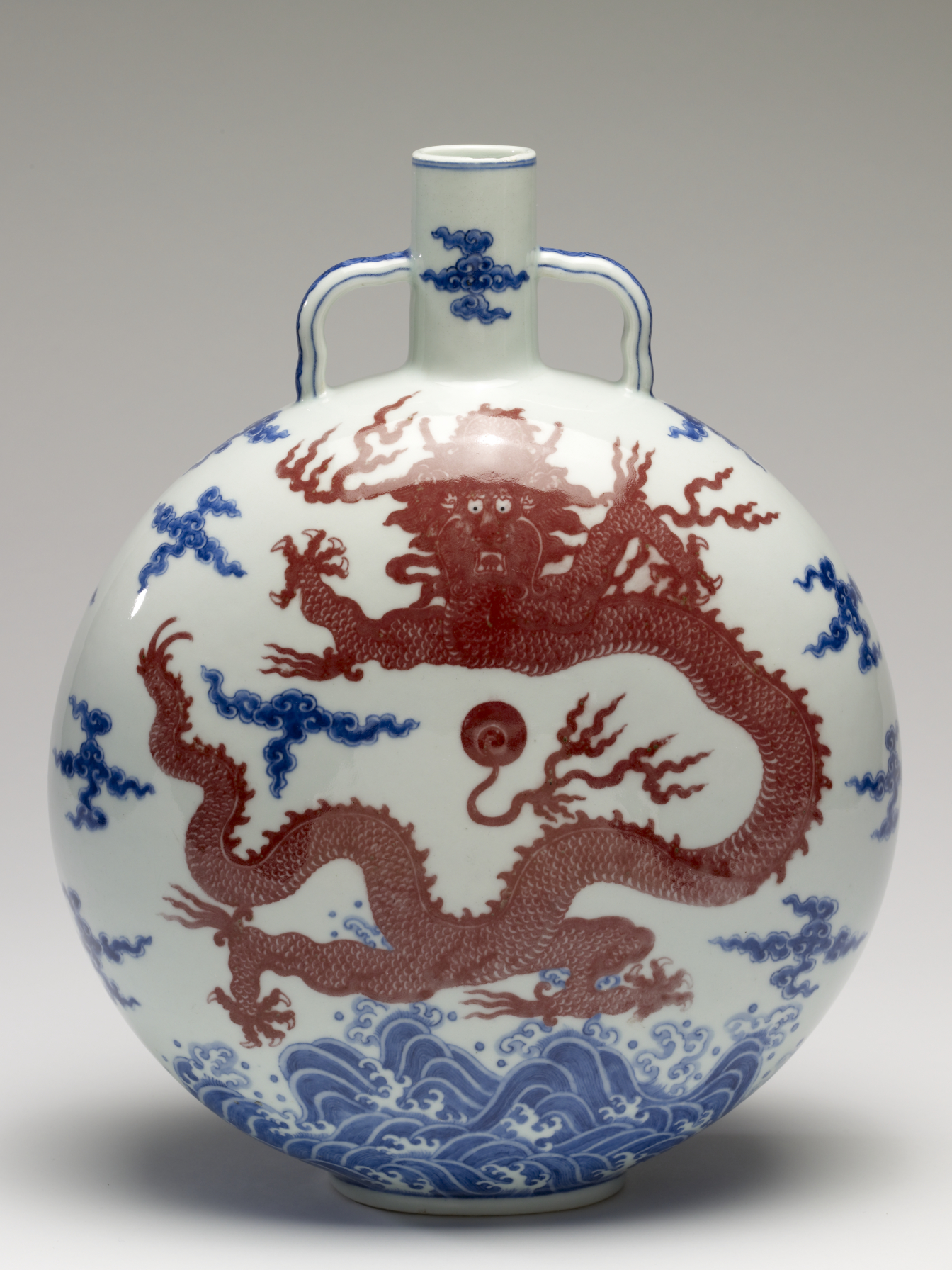
Flasche, Blau-Weiß-Stil
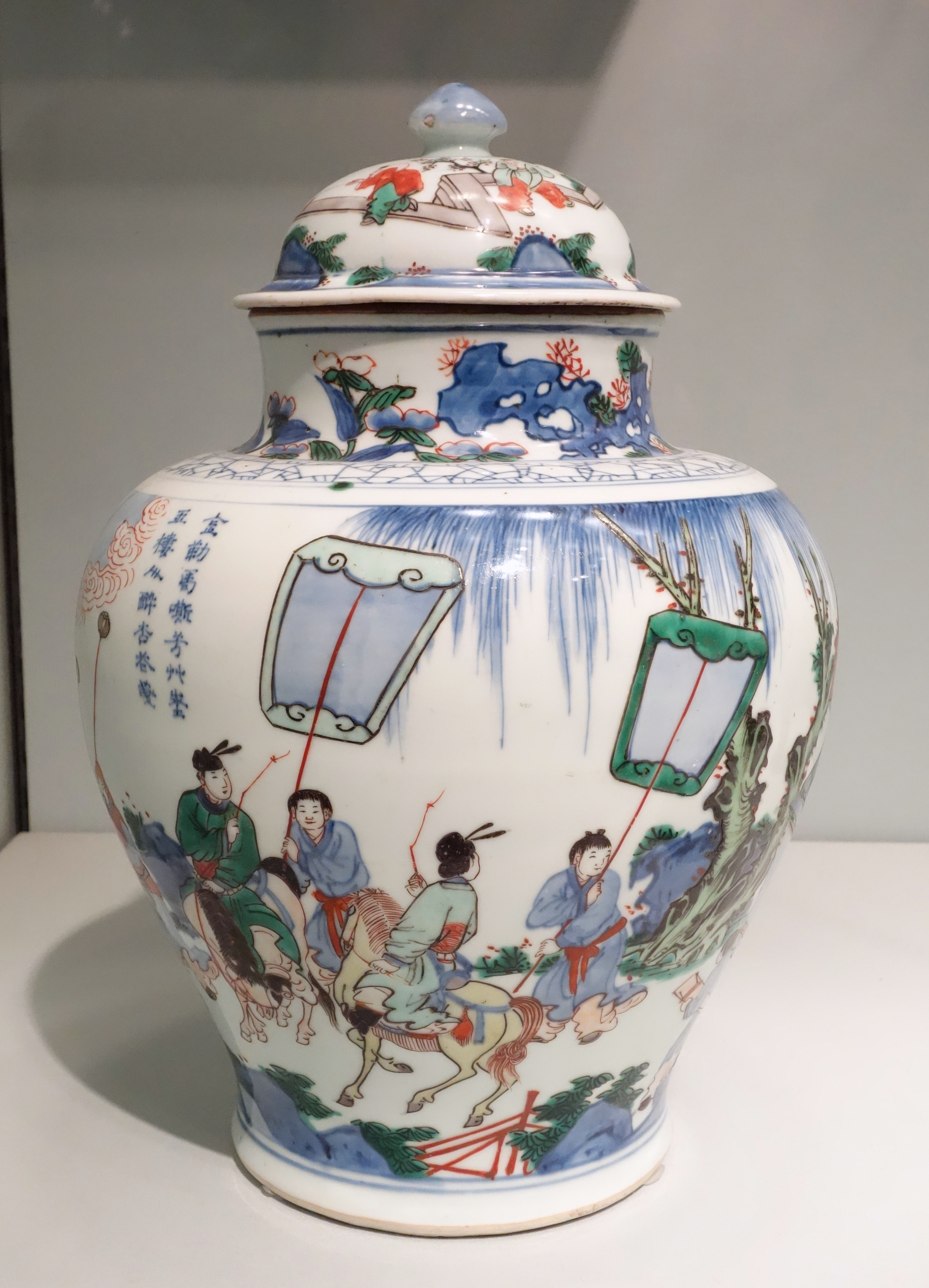
Vase mit figürlicher Darstellung
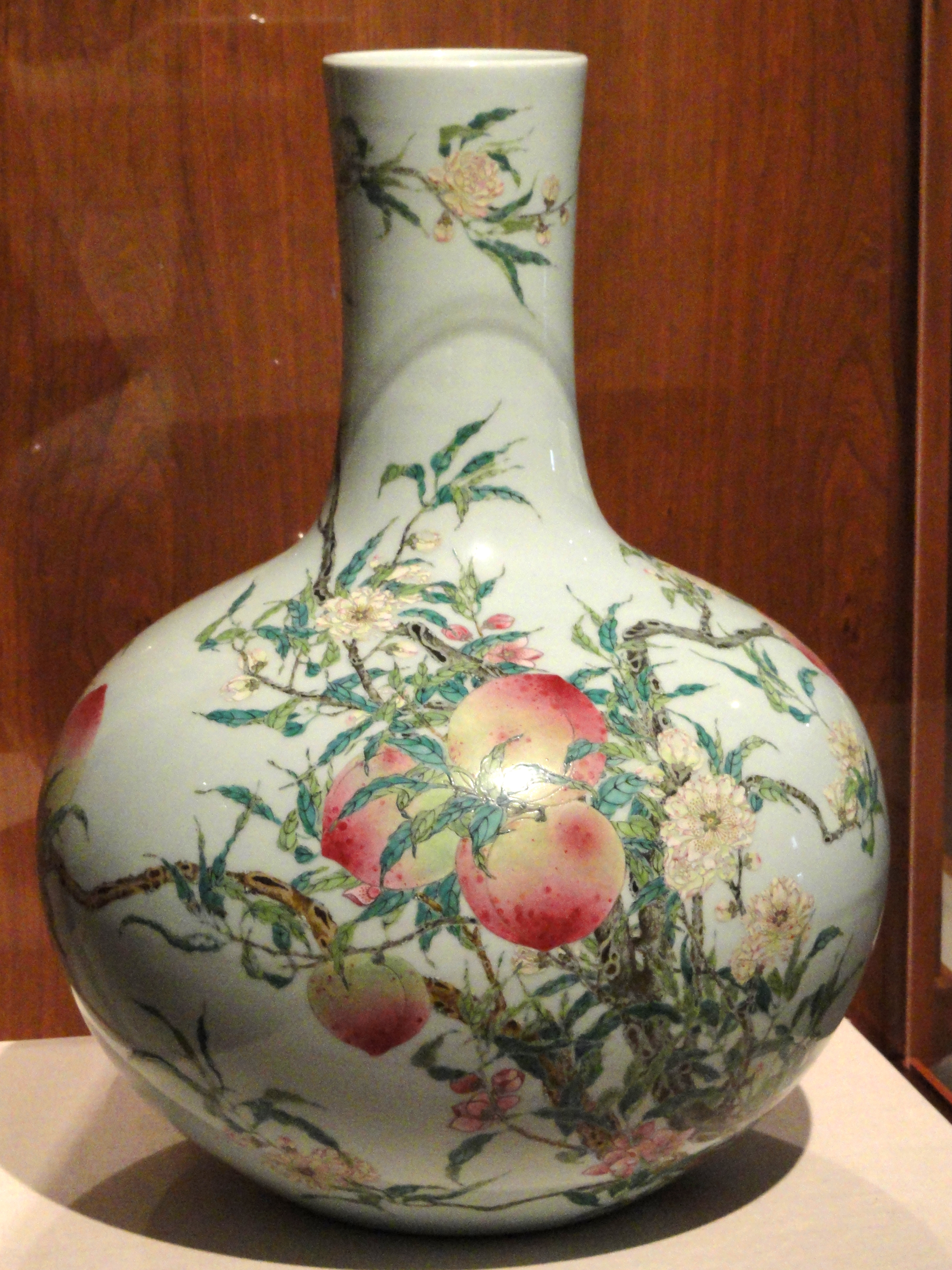
Vase mit floralen Dekor, Famille-verte-Stil
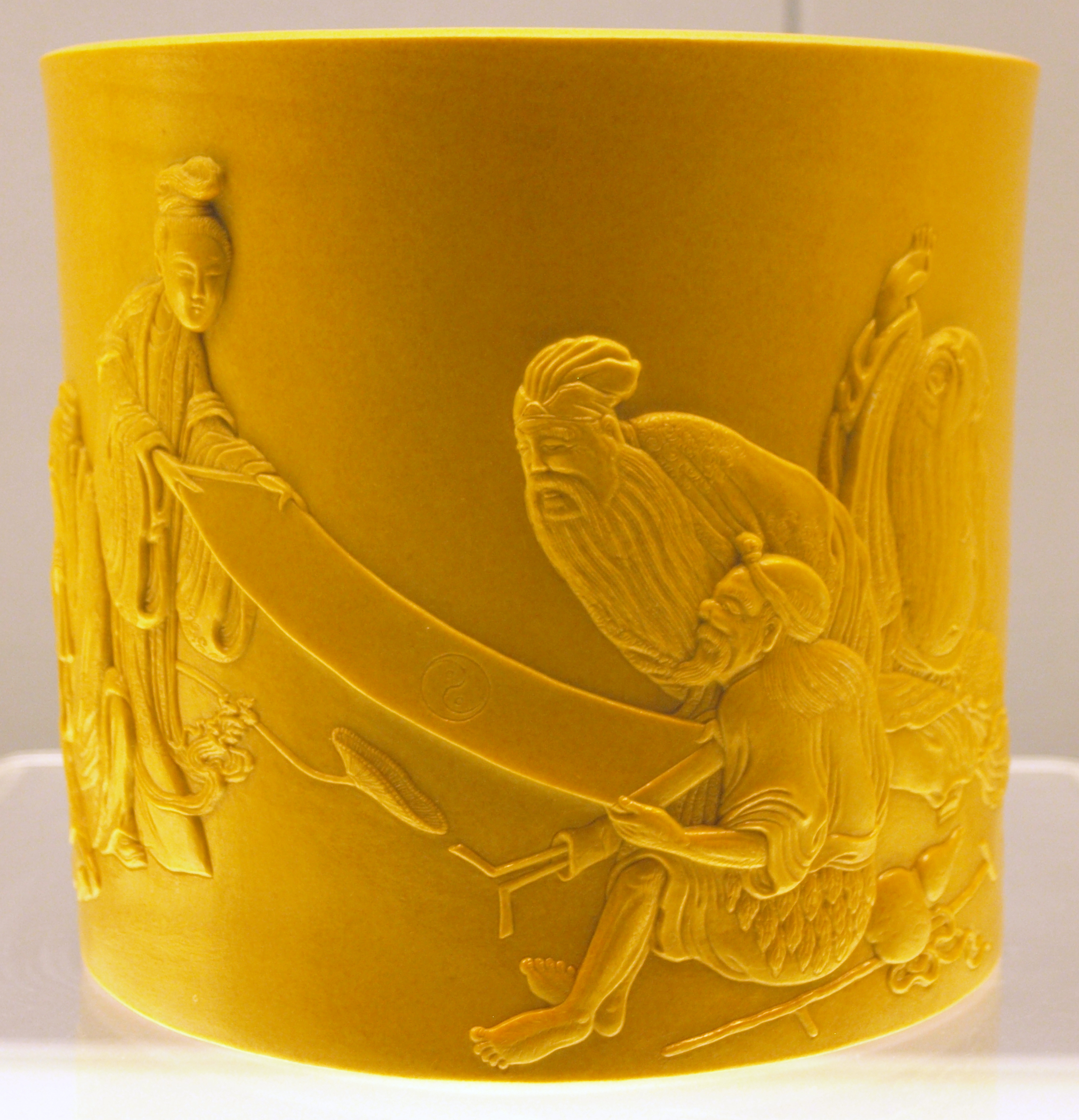
Pinselhalter mit szenischen Hochrelief
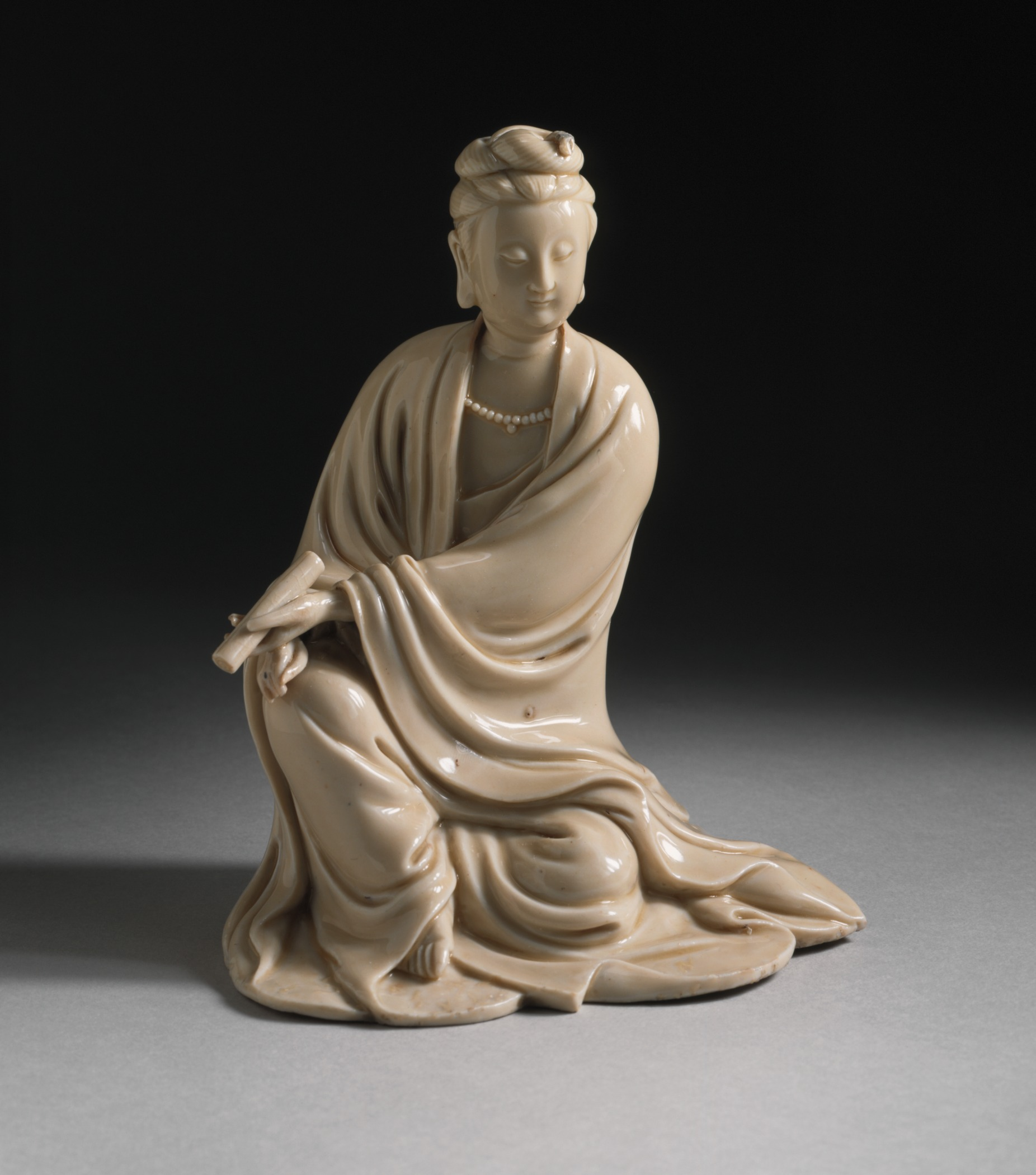
Dehua-Porzellan

### Lackkunst
Mit Lack überzog man in der Qing-Dynastie nicht mehr nur Gefäße, Schatullen und dergleichen, sondern nunmehr auch Möbel und vor allem Wandschirme.
Erstmals kam auch die sogenannte Koromandeltechnik auf: Auf farbig bemalten Untergrund wurden zunächst mehrere Lackschichten aufgetragen. Nach der vollständigen Trocknung schnitt man filigrane Muster in den Lack, so dass die – oft nur durch haarfeine Stege getrennten – farbigen Flächen darunter wieder teilweise sichtbar wurden. Auf diese Weise entstanden teilweise ausgesprochen anspruchsvolle Arbeiten. Im Linden-Museum in Stuttgart etwa ist ein Wandschirm zu sehen, der detailreich vom Leben und Wirken der daoistischen Unsterblichen erzählt.
Großer Beliebtheit erfreute sich auch die Perlmutt-Lackkunst, bei der in den Lack filigrane Muster und Figuren aus Perlmutt eingearbeitet wurden. Ein berühmtes Beispiel hierfür ist der prächtige Reisethron Kaiser Kangxis im Museum für Ostasiatische Kunst in Berlin.

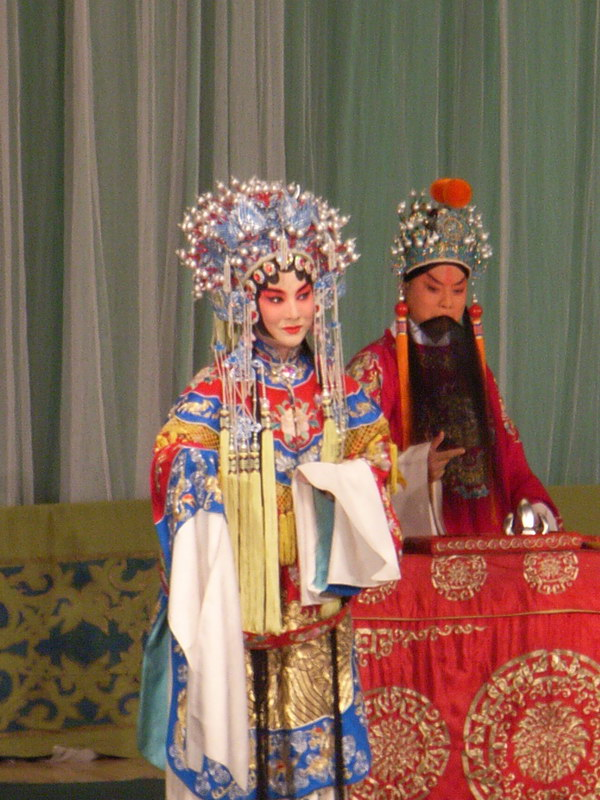
Darsteller einer traditionellen Peking-Oper
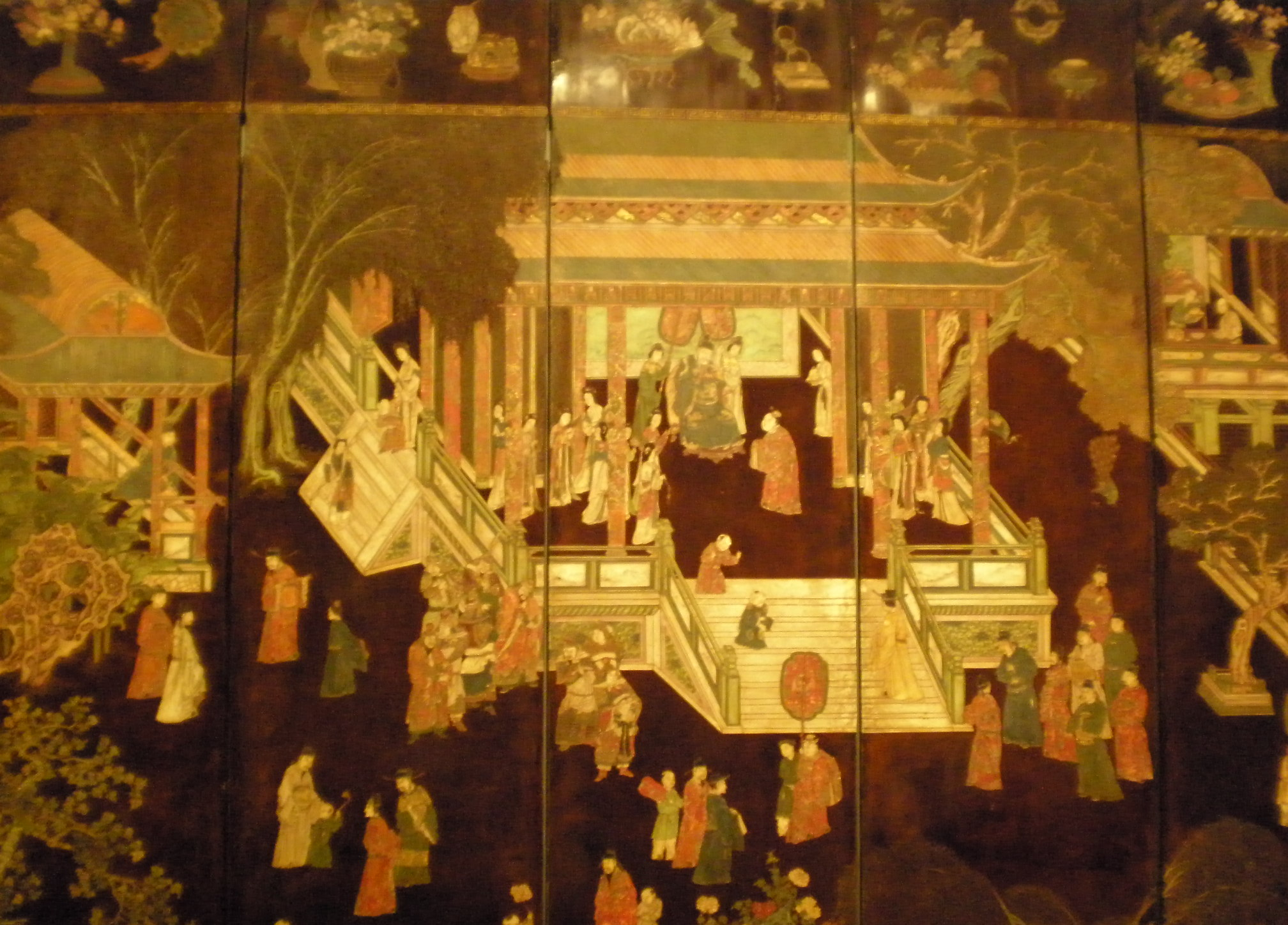
Wandschirm in Koromandellack-Technik
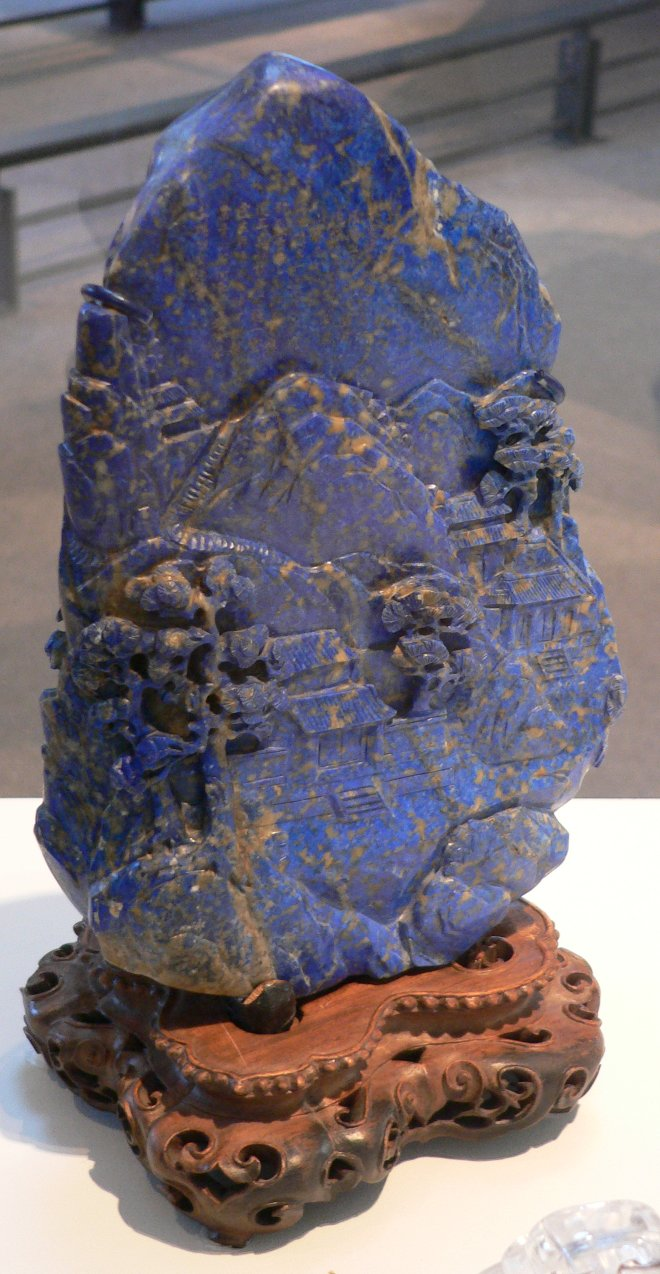
Landschaft, Steinschnitzerei
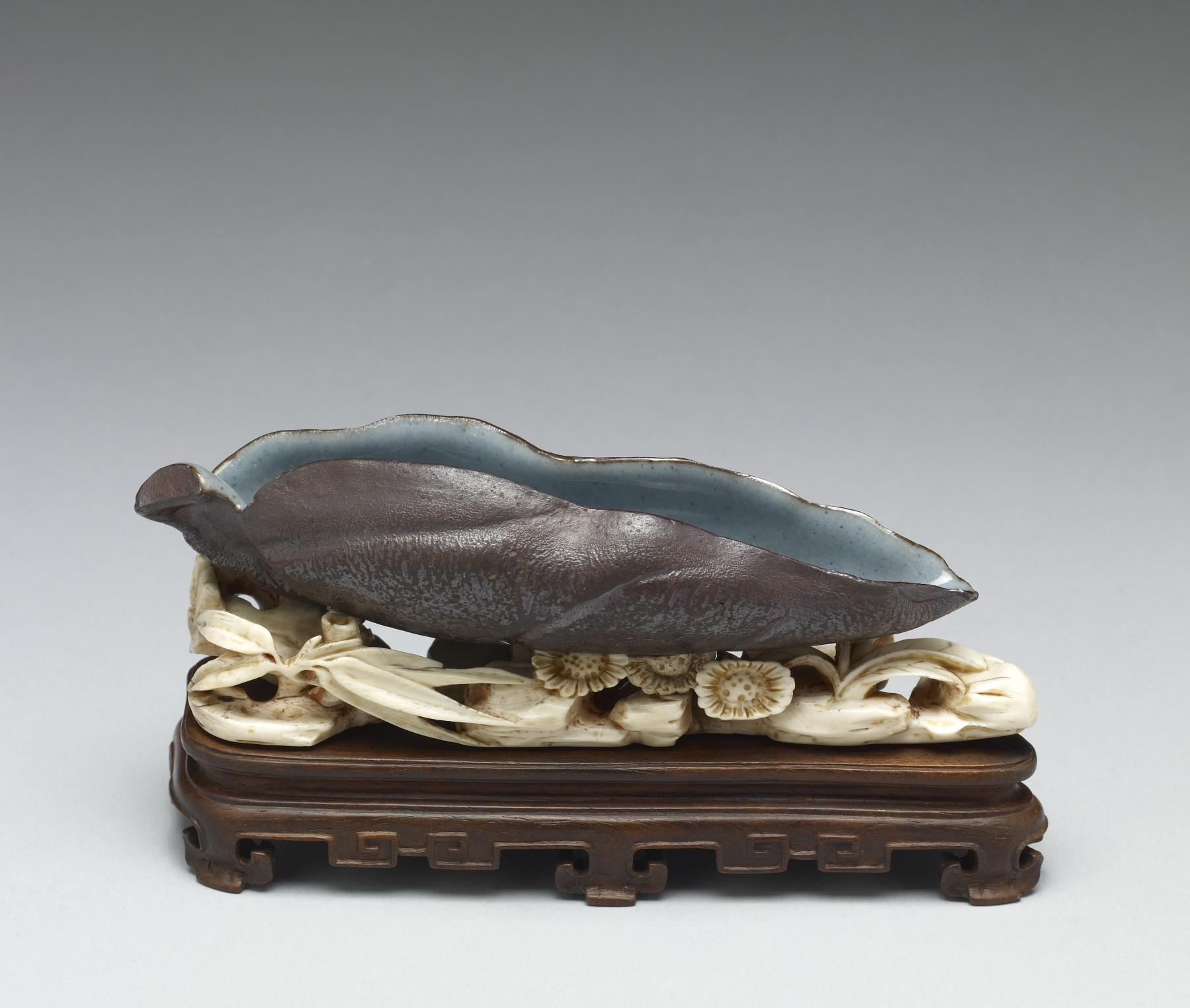
Wasserschale in Form eines Blattes
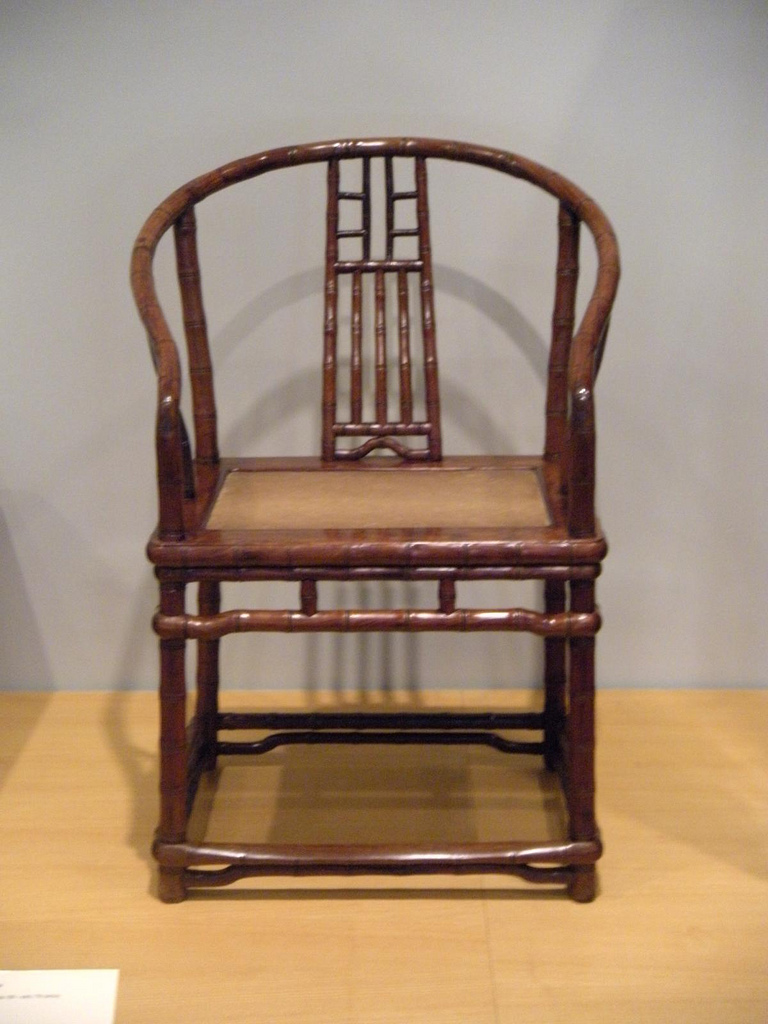
Hufeisenstuhl
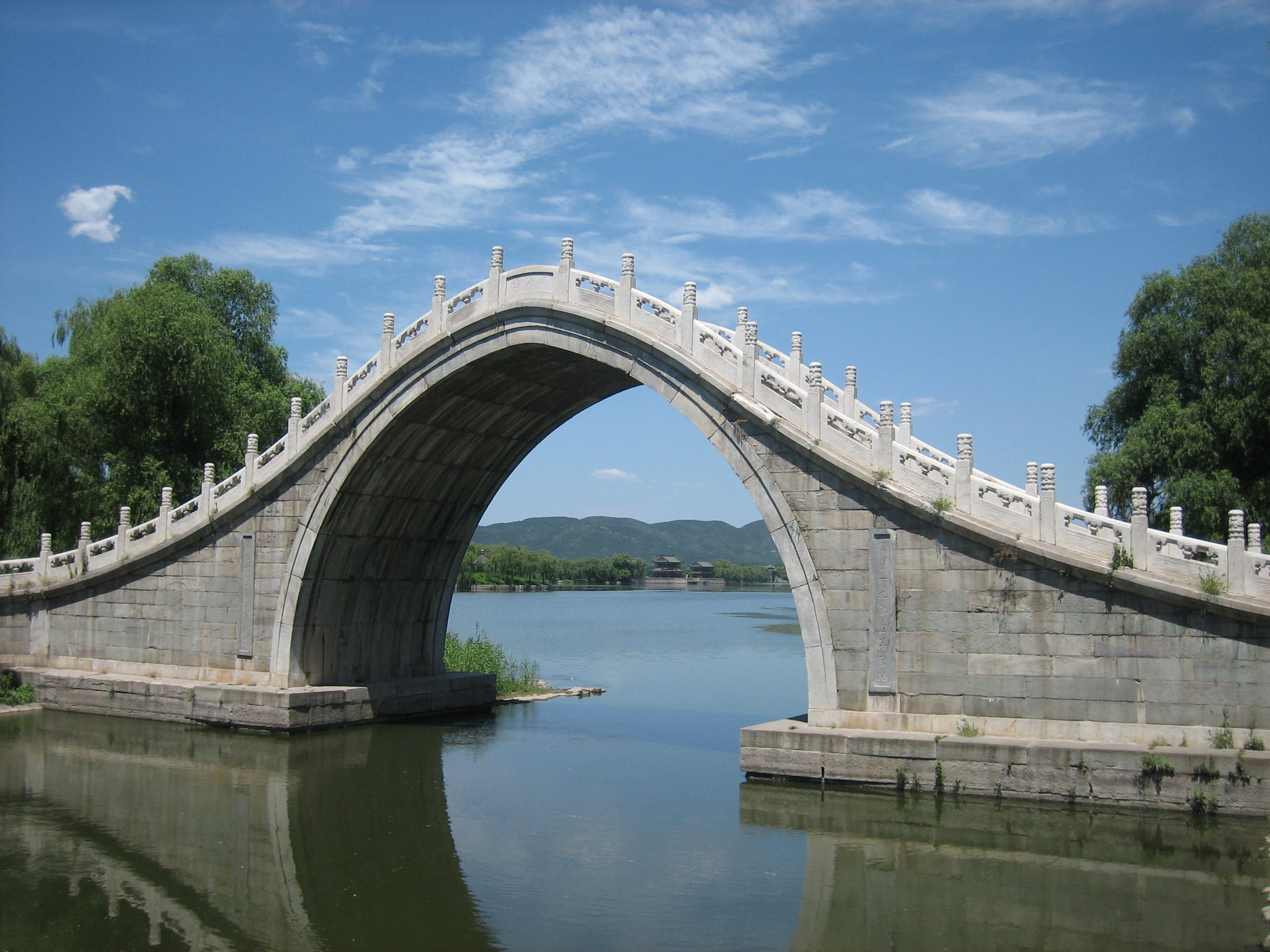
Gaoliang-Brücke, Sommerpalast
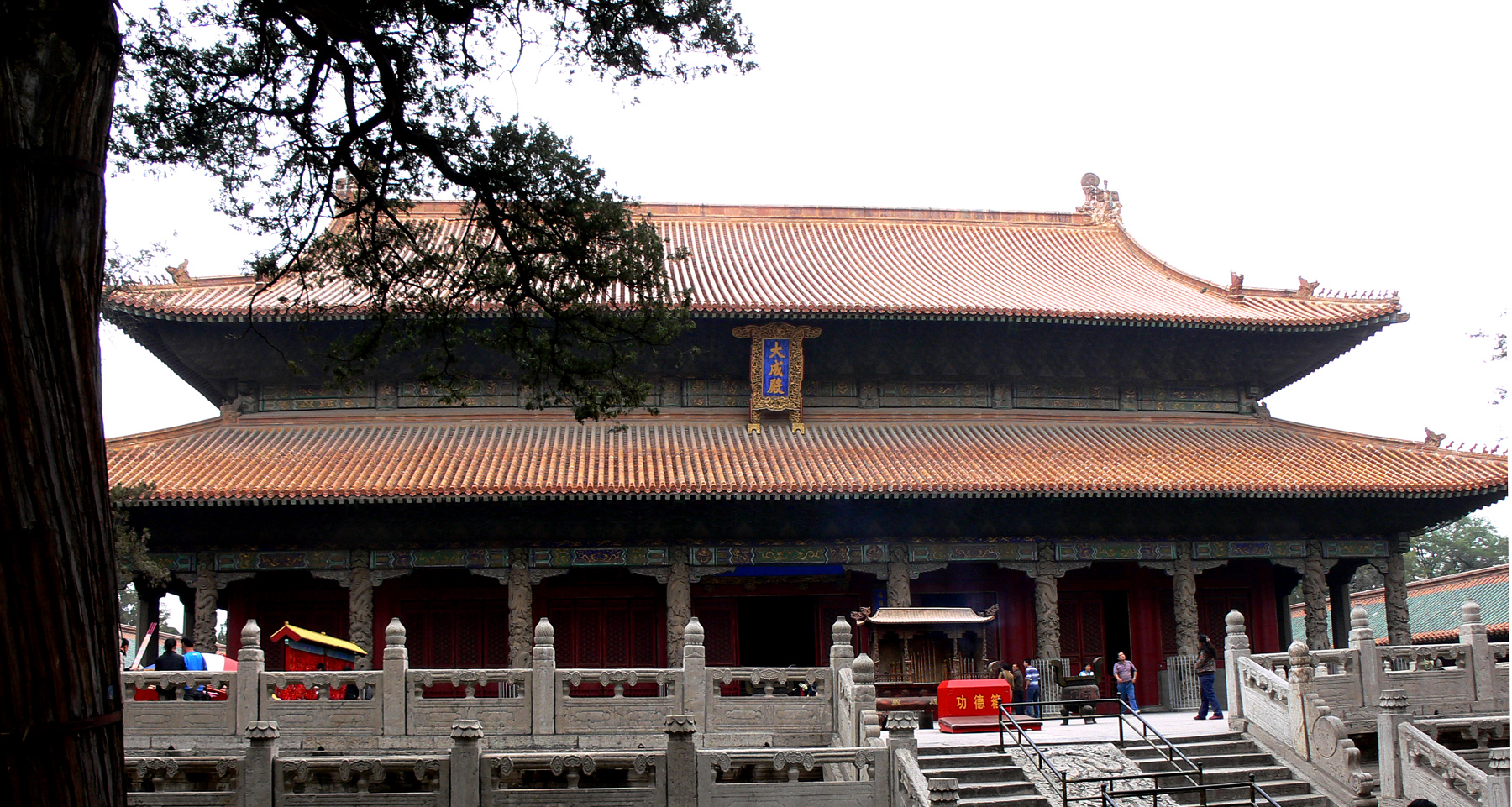
Großer Konfuziustempel in Qufu
Der Garten des Meisters der Netze in Suzhou

## Moderne

#### Prosa

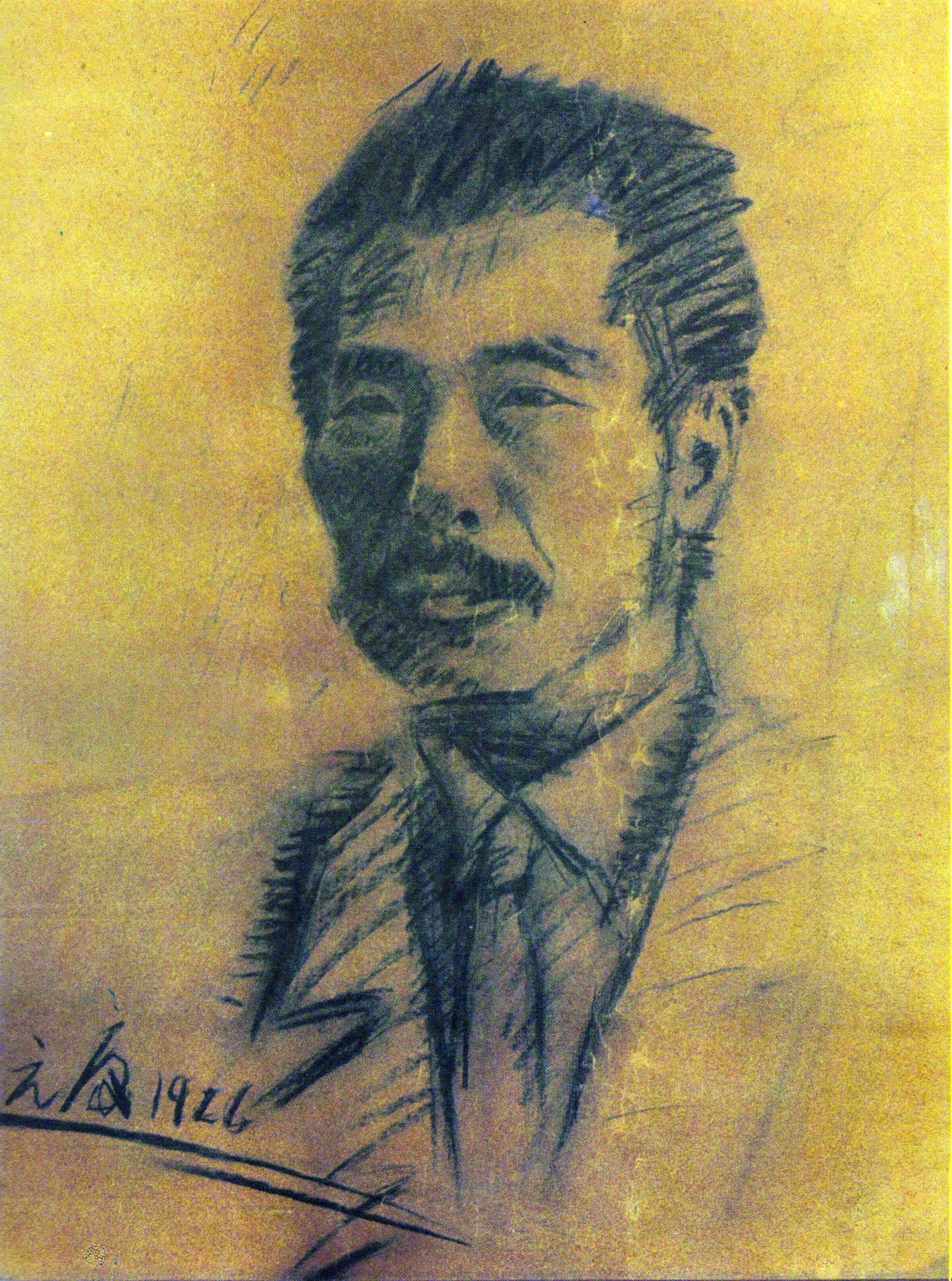
Lu Xun, Zeichnung von 1926

Als Begründer der modernen chinesischen Prosa gilt der Arzt Lǔ Xùn (鲁迅; 1881–1936). Nach dem Untergang der maroden Qing-Dynastie trat er in seinen Erzählungen und Essays für eine geistige Neuausrichtung des chinesischen Volkes und die Überwindung traditioneller Bevormundungen ein. Obwohl ihn seine Schriften in den 1930er Jahren häufig in Konflikt mit den Kommunisten brachten, wurde er nach seinem Tod von der nunmehr an die Macht gekommenen Kommunistischen Partei Chinas für ihre Zwecke instrumentalisiert.
Der Mandschure Láo Shě (老舍; 1899–1966) ist vor allem durch seinen Roman Rikschakuli (駱駝祥子 Luòtuo Xiángzi) und das Drama Das Teehaus (茶館 Cháguǎn) bekannt geworden.
Zu den politischsten unter den Schriftstellern der chinesischen Moderne zählt der ursprünglich aus dem Journalismusbereich kommende Máo Dùn (茅盾; 1896–1981). Er war nicht nur 1921 an der Gründung der KPCh beteiligt, sondern arbeitete später auch als Maos Privatsekretär sowie schließlich als Kultusminister. Seine Hauptwerke sind die Romane Seidenraupen im Frühling (春蚕 Chūnchiji) und Shanghai im Zwielicht (子夜 Zǐyè).
Bā Jīn (巴金; 1904–2005) schließlich verdankt seine literarische Bedeutung seinem breiten Romanwerk, etwa den Trilogien Liebe (爱情 Àiqíng) von 1936 und Heftige Strömung (激流 Jīliú) von 1940, aber auch seinem Wirken als Übersetzer ausländischer Literatur und als Vorkämpfer der Esperanto-Bewegung in China.

#### Lyrik
Auch im Bereich der Lyrik streifte die chinesische Literatur infolge des Manifests des Hu Shi von 1916 sowie der Bewegung des vierten Mai traditionelle Bindungen ab. So überwinden moderne chinesische Gedichte (新詩 „Freivers“) etwa die strengen formalen Vorgaben des Jintishi und folgen meist keinem bestimmten Muster mehr.
Inhaltlich lassen sich starke Einflüsse der europäischen Lyrik feststellen, wofür insbesondere die aus England, Frankreich und Deutschland zurückgekehrte Dichter verantwortlich zeichnen. So knüpft etwa Xu Zhimo in seinen romantischen Dichtungen an die Schöpfungen der englischen Dichter Keats und Shelley an.
Berühmte chinesische Dichter der Zeit zwischen dem Sturz der Monarchie und der Gründung der Volksrepublik sind etwa Hú Shì (胡适/胡適; 1891–1962), Kāng Báiqíng (康白情; 1896–1959) sowie Frau Bīng Xīn (冰心; 1900–1999). Erhebliches auf dem Gebiet der Lyrik hat auch der universell begabte Guō Mòruò (郭沫若; 1892–1978) geleistet.

### Malerei

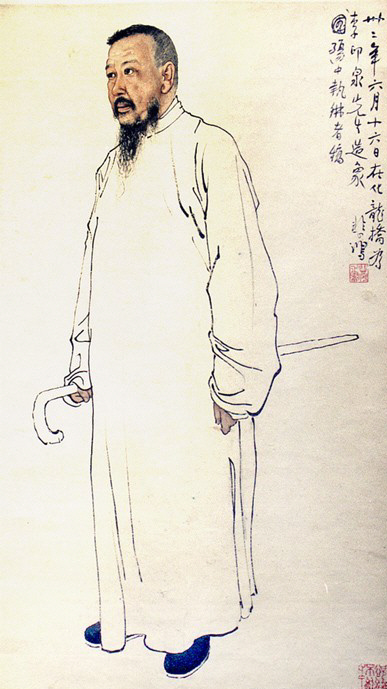
Xu Beihong, Porträt des Herrn Li Yinquan

Nach dem Sturz der Qing-Dynastie fand in der chinesischen Malerei eine bis dahin so nicht gekannte Differenzierung statt. Viele Künstler lösten sich unter vielfältigen politischen und kulturellen Einflüssen von den traditionellen Vorbildern und entwickelten höchst individuelle Stile.
Qí Báishís (齐白石; 1864–1957) Bilder zeichnen sich durch einfache Strukturen und schnelle, gekonnte Pinselstriche aus. Zu seinen bevorzugten Sujets gehören ländliche Szenerien, Ackergeräte, vor allem aber besonders lebensecht wirkende Tier- und Pflanzendarstellungen.
Xú Bēihóng (徐悲鸿; 1895–1953) importierte europäische Techniken in die chinesische Malerei; bekannt geworden ist er etwa als Maler galoppierender Pferde. In den 1930er Jahren schuf er einflussreiche Gemälde wie Tian Heng und fünfhundert Rebellen, Jiu Fanggao und Frühlingsregen über dem Lijiang-Fluss. An moderneren Werken der europäischen Kunst orientierte sich der lange von der offiziellen Kulturpolitik geächtete Lín Fēng Mián (林風眠; 1900–1991). Sein Werk prägen grelle Farben, auffällige Gestalten und reicher Inhalt.
Stärker der chinesischen Tradition verhaftet blieb der Blumen- und Landschaftsmaler Pān Tiānshòu (潘天壽; 1897–1971). Von den Akademiemalern des Südlichen Song-Dynastie übernahm er etwa das Arbeiten mit scharfen Kontrasten und großen leeren Flächen. Die Kunst Fù Bàoshís (傅抱石; 1904–1965) knüpft einerseits ebenfalls an die individualistische Gelehrtenmalerei Shí Tāos an, wurde aber auch von Einflüssen der japanischen Nihonga-Schule gespeist. Seinen Stil prägen zügige und doch akkurate Linienführung und trockene Textur, andererseits aber auch großflächige Lavierungen. Thematisch dominieren Landschaften sowie Darstellungen historischer und mythologischer Gestalten. Auf Landschaftsmalerei spezialisierte sich auch Lǐ Kěrǎn (李可染; 1907–1989). Ihm wird die Devise „Eine Biographie für die Berge und Flüsse der Heimat schreiben“ zugeschrieben. Auch er arbeitete häufig mit leeren Flächen und schenkte dem Verhältnis von Licht und Schatten großes Augenmerk.

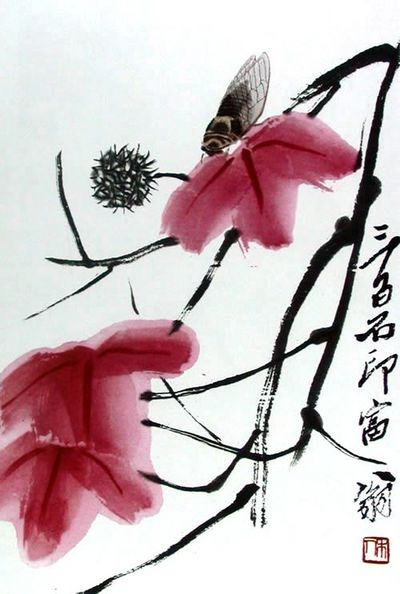
Zikade, Qi Baishi
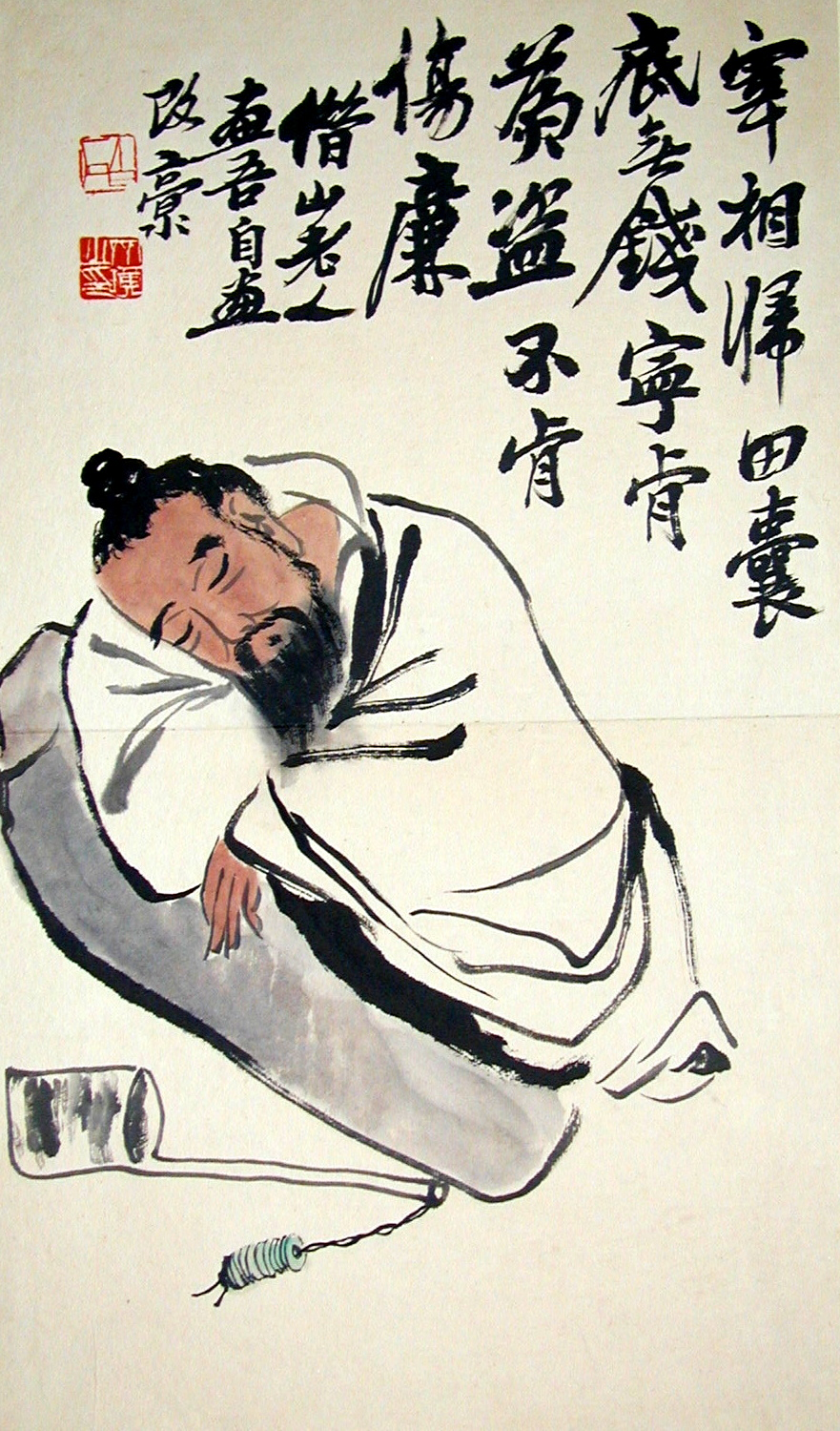
Weindieb, Qi Baishi
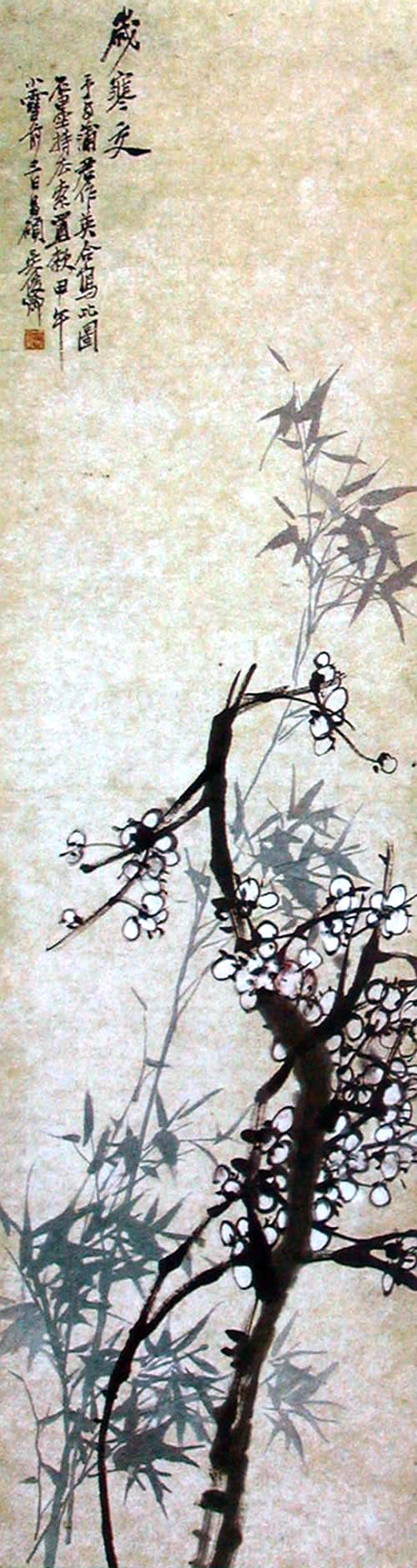
Bambus und Pfirsichblüte, Wu Changshuo
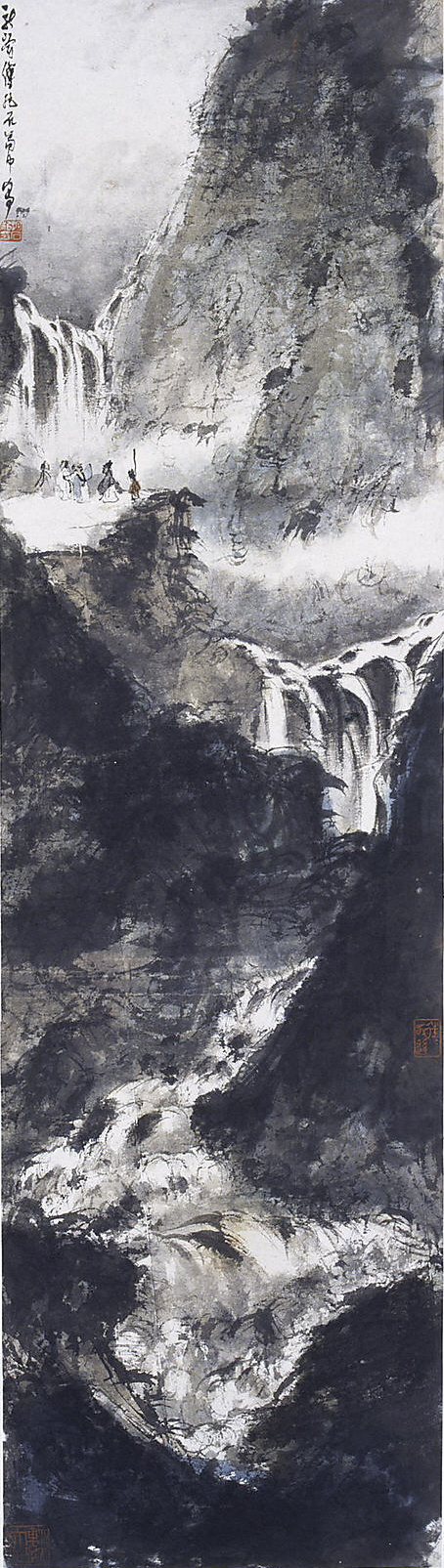
Wasserfall in den Bergen, Fu Baoshi (1945)
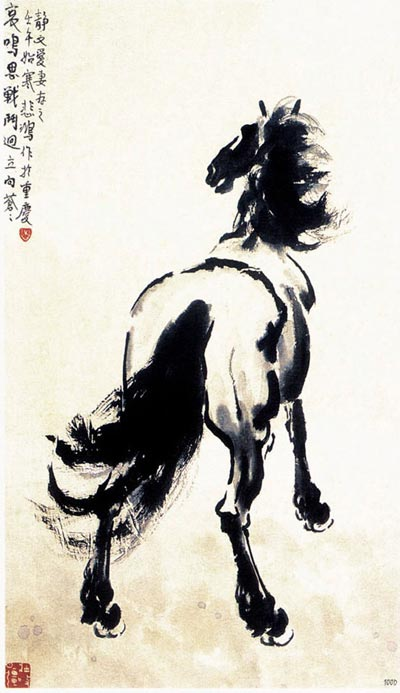
Kriegspferd, Xu Beihong

### Holzschnitt
Eine Renaissance erlebte in den 1930er Jahren die bereits seit der Sui-Dynastie in China fest etablierte Kunst des Holzschnitts. Treibende Kraft war hierbei Lu Xun, der hierin ein effektives Propagandainstrument im Kampf um die – meist lese- und schreibunkundigen – Massen sah. 1931 gründete er in Shanghai eine Vortrags- und Studiengruppe für den Holzschnitt und organisierte gegen den erbitterten Widerstand der herrschenden Guomindang im Untergrund Ausstellungen. Stilistisch lassen sich in den Holzschnitten dieser Periode neben der chinesischen Tradition auch sowjetische, japanische und deutsche Einflüsse nachweisen; eine zentrale Rolle spielte insofern auch die Kunst von Käthe Kollwitz.
Inhaltlich dominierten anfangs vor allem Appelle zum Kampf gegen die japanischen Invasoren; nach deren Vertreibung wurden etwa die Bodenreform, der Aufbau der Industrie, die Gleichberechtigung der Frau, die Verbesserung des Gesundheitswesens und ähnliches thematisiert. Bedeutende Holzschneider waren Lǐ Huá (李華; 1907–1994) und Gǔ Yuán (古元; 1919–1996).

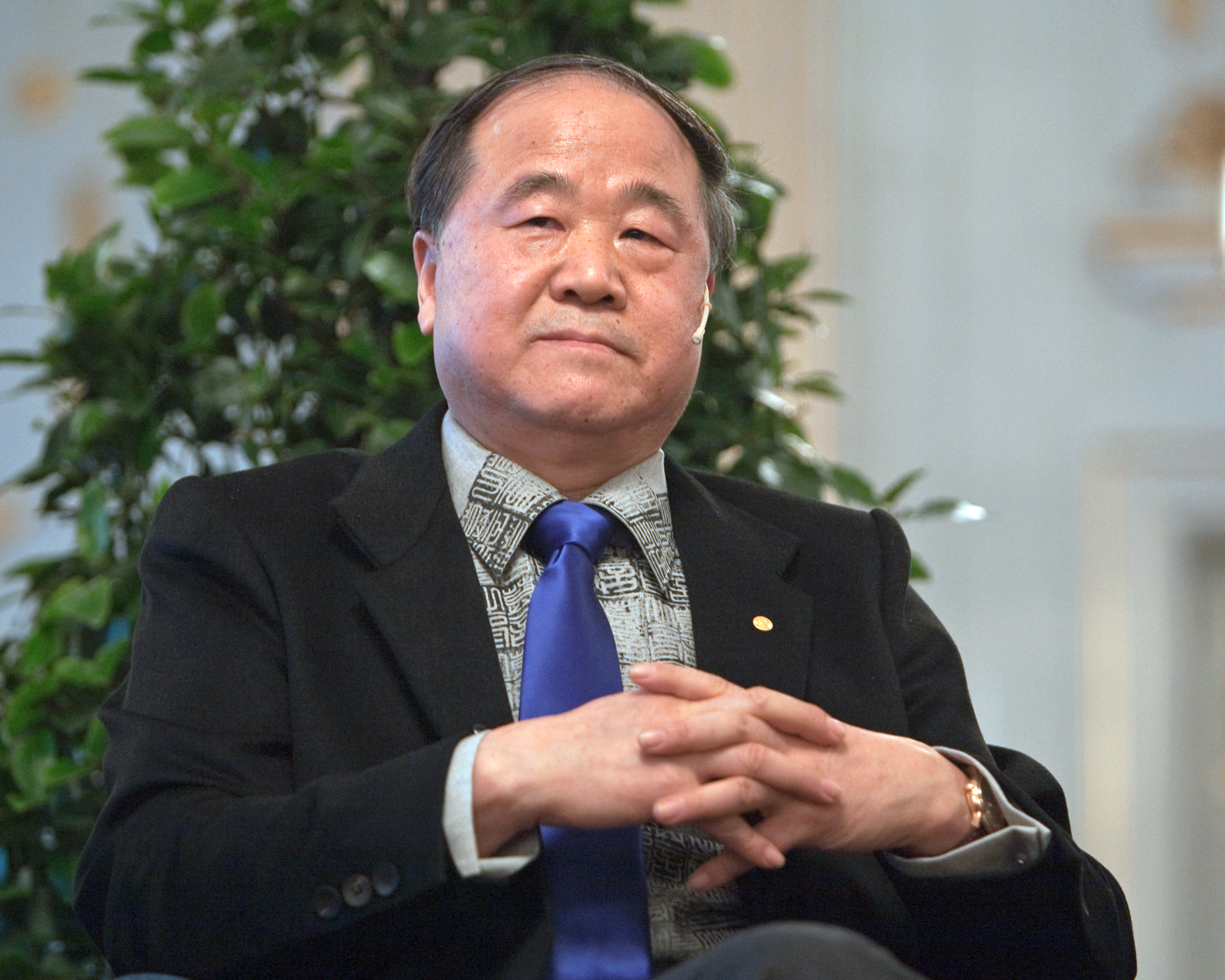
Nobelpreisträger Mo Yan, Vertreter der Wurzelliteratur und Autor des Romanzyklus Rotes Kornfeld

## Kunst in der Volksrepublik China

### Malerei

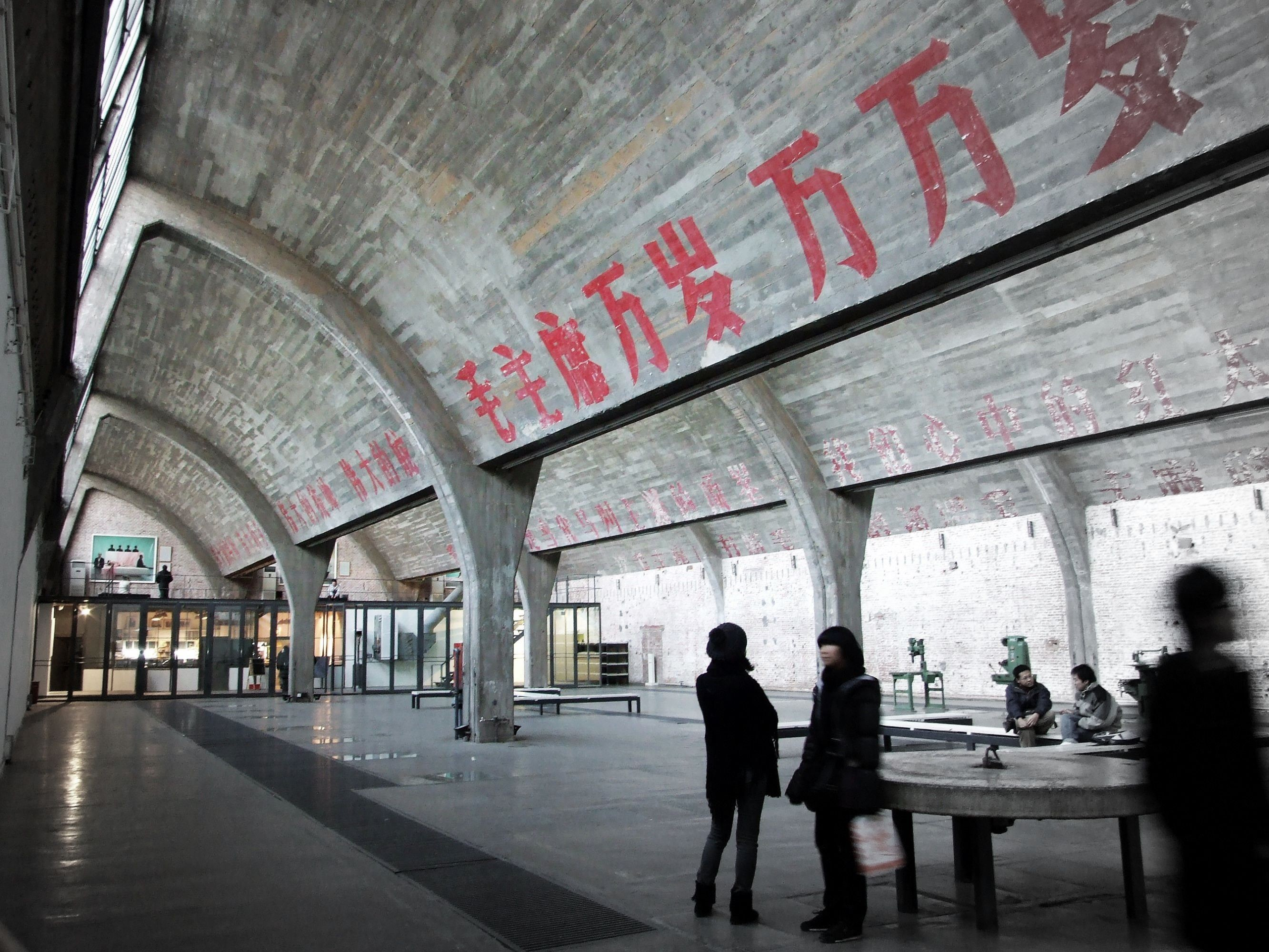
Der Pekinger Kunstbezirk Dashanzi, kurz „798“ genannt, ist zum Inbegriff für chinesische Gegenwartskunst geworden

Nach der Machtergreifung der Kommunisten 1949 wurde daneben der in der Sowjetunion entstandene Stil des sozialistischen Realismus propagiert, auf dessen Grundlage häufig Kunst als Massenproduktion hergestellt wurde. Parallel dazu entstand eine bäuerlich geprägte Kunstrichtung, die sich insbesondere auf Wandbildern und in Ausstellungen mit dem Alltagsleben auf dem Land auseinandersetzte. Eine gewisse Wiederbelebung erfuhr die traditionelle chinesische Kunst nach Stalins Tod 1953 und insbesondere nach der Hundert-Blumen-Bewegung von 1956 bis 1957.
Andere als die offiziell sanktionierten Stilrichtungen konnten sich alternative Künstler immer nur zeitweise behaupten, wobei sich Phasen starker staatlicher Repression und Zensur mit solchen größerer Liberalität abwechselten.
Nach der Unterdrückung der Hundert-Blumen-Bewegung und insbesondere im Zuge der Kulturrevolution war die chinesische Kunst weitgehend in Lethargie verfallen. Nach den Deng’schen Reformen ab ca. 1979 zeichnete sich jedoch eine Wende ab. Einige Künstler durften zu Studienzwecken nach Europa reisen; auch wurden Ausstellungen über zeitgenössische westliche Kunst sowie die Publikation der anspruchsvollen Kunstzeitschrift Review of Foreign Art geduldet. Während sich die Künstlergruppe Die Sterne an die Traditionen der europäischen klassischen Moderne anlehnte, bemühten sich die Maler der „Schramme“ um Bewältigung und künstlerische Verarbeitung des durch die Kulturrevolution über China gebrachten Leids.
Straffer gezogen wurden die Zügel indes 1982, als die Regierung im Zuge einer „Kampagne gegen religiöse Verschmutzung“ die zeitgenössische Kunst als „bürgerlich“ diffamierte, mehrere Ausstellungen schloss und die Redaktion der Art Monthly mit linientreuen Kadern besetzte.
Als Reaktion auf die sich nunmehr ausbreitende künstlerische Ödnis entstand die Bewegung ’85, die sich auf den Dadaismus, insbesondere Marcel Duchamp, sowie die amerikanischen Pop Art und zeitgenössische Aktionskunst berief. Sie konnte immerhin einige bedeutende Ausstellungen organisieren, wie etwa die „Ausstellung Null von Shenzhen“, das „Festival der Jugendkunst“ in Hubei 1986 sowie die Ausstellung „China/Avantgarde“ in Peking 1989. Trotz massiver Unterdrückung und Behinderung der Bewegung 85 blieb sie über Jahre hinweg am Leben und trug letztlich auch zu den Protesten am Tian’anmen-Platz im Juni 1989 bei.
Nach deren blutiger Niederschlagung kam die chinesische Kunst erneut zum Erliegen. Einige Künstler wanderten in der Folgezeit aus, andere arbeiteten im Untergrund weiter. In dieser Zeit entstand aber auch der Political Pop, der Elemente des sozialistischen Realismus mit der amerikanischen Pop Art vereint, um die Übernahme kapitalistischer Strukturen auf der Grundlage eines weiterhin autoritären Staatssystems zu geißeln. Vertreter dieser Richtung sind etwa die „Neue Geschichtsgruppe“ und die „Gruppe des Langschwänzigen Elefanten“. Auch die Arbeit dieser Kunstrichtung wurde von den Behörden aber weitreichend behindert.
Gleichwohl erlangten zahlreiche chinesische Künstler internationale Anerkennung und wurden etwa 2000 zur Kasseler Documenta eingeladen. Zurückzuführen ist dies nicht zuletzt auf das engagierte Wirken außerhalb der Volksrepublik tätiger Museumskuratoren wie Hou Hanru. Aber auch Kuratoren im Inland wie Gao Minglu verbreiteten die Idee von Kunst als starker Kraft innerhalb der chinesischen Kultur.
Zu den bedeutendsten zeitgenössischen Künstlern gehören Ai Weiwei (* 1957), Wang Shugang (* 1960), Fang Lijun (* 1963), Cai Guo-Qiang (* 1957), Ma Liuming (* 1969), Zhang Huan (* 1965), Wang Guangyi (* 1956), Xu Bing (* 1955), Wu Shan Zhuan (* 1960), Huang Yong Ping (1954–2019), Wenda Gu (* 1956), Lu Shengzhong (* 1952) und Ma Qingyun (* 1965).

### Film
In der ersten Phase der Volksrepublik befand sich die Filmindustrie fest im Griff der Partei und wurde weitgehend für propagandistische Zwecke instrumentalisiert. Zentrale Werke dieser Zeit sind etwa „Das rote Frauenbataillon“ (红色娘子军; Hóngsè niángzi jūn) von 1961 oder „Der Osten ist rot“ (东方红; Dōngfāng hóng) von 1965. Während der Kulturrevolution kam indes auch die Filmproduktion nahezu vollständig zum Erliegen. Nach Wiederaufnahme des Betriebs ab ca. 1972 entstanden dann unabhängigere Streifen, die teilweise auch international auf große Anerkennung stießen und sogar erheblichen Einfluss auf das „westliche“ Kino gewannen. Zu nennen sind insbesondere der Wuxia-Film und die Martial-Arts-Filme. Nach dem Vorbild der Biennale in Venedig wurde für die chinesische Filmwelt die Kwangju Biennale geschaffen.

### Musik

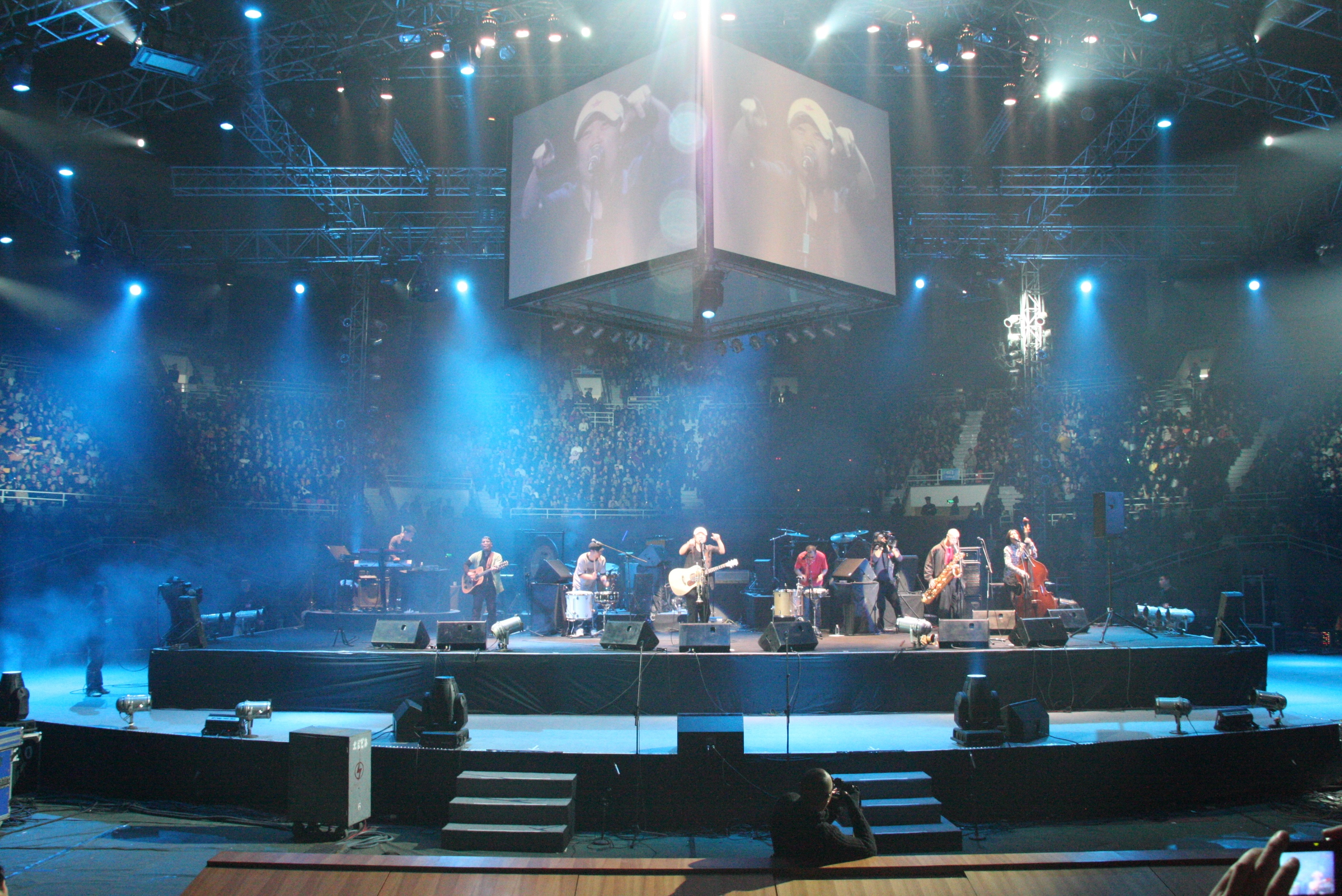
Auftritt des Rockmusikers Cui Jian, 2008

Der in den achtziger Jahren auf dem Festland entstandene Chinesische Rock verbindet traditionell chinesische Musikinstrumente mit der westlichen Rock ’n’ Roll-Musik. Historisch den Anfang machte der 1986 aufgekommene, stark idealistisch-politisch ausgerichtete Xīběifēng-Stil (西北风, „Nordwest-Wind“). 1988 kamen die melancholischeren Qiúgē (囚歌, „Gefängnislieder“) hinzu. Den Durchbruch erlebte der chinesische Rock dagegen 1989, als er unter anderem Ausdrucksmittel der studentischen Proteste auf dem Tian’anmen-Platz wurde. Bekannte chinesische Rockbands und Musiker sind Hūxī (呼吸, „Atmen“), Yǎnjìngshé (眼镜蛇, „Kobra“), Zāng Tiānshuò (臧天朔, „Glücksmond“), Bùdǎowēng (不倒翁, „Unfehlbar“), Cui Jian sowie – vielleicht am bekanntesten – Hēi Bào (黑豹, „Schwarzer Panter“).
Daneben ist der in der Umgebung von Kanton und Hongkong produzierte Cantopop zu nennen, der neben Elementen der traditionellen chinesischen Musik Einflüsse aus dem Bereich des Jazz, des Rock, des Blues sowie der elektronischen Musik aufnahm. Zu den wichtigsten Interpreten zählen Anita Mui, Leslie Cheung, Alan Tam, Priscilla Chan, Danny Chan, Jacky Cheung, Andy Lau sowie die Band Beyond. Taiwan schließlich etablierte sich als fernöstliche Hochburg des chinesischen Hip-Hop.

### Medienkunst
In der jungen Generation werden Einflüsse der Globalisierung als Anregung aufgenommen. Die in Peking lebende Cao Fei ist eine wichtige Vertreterin dieser Richtung, die Video- und Computerkunst mit traditionellen Elementen verbindet.

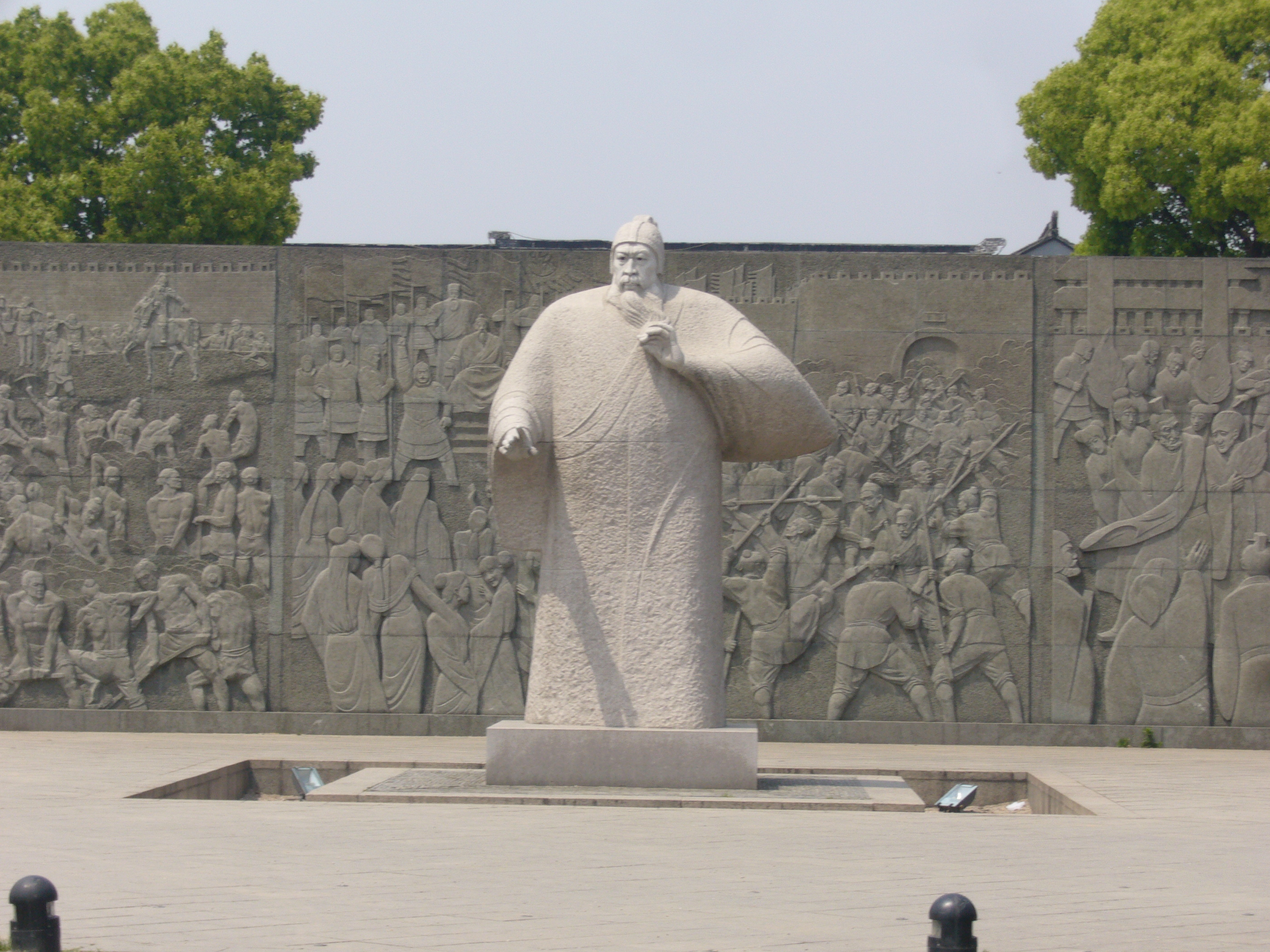
König von Wu, in Suzhou
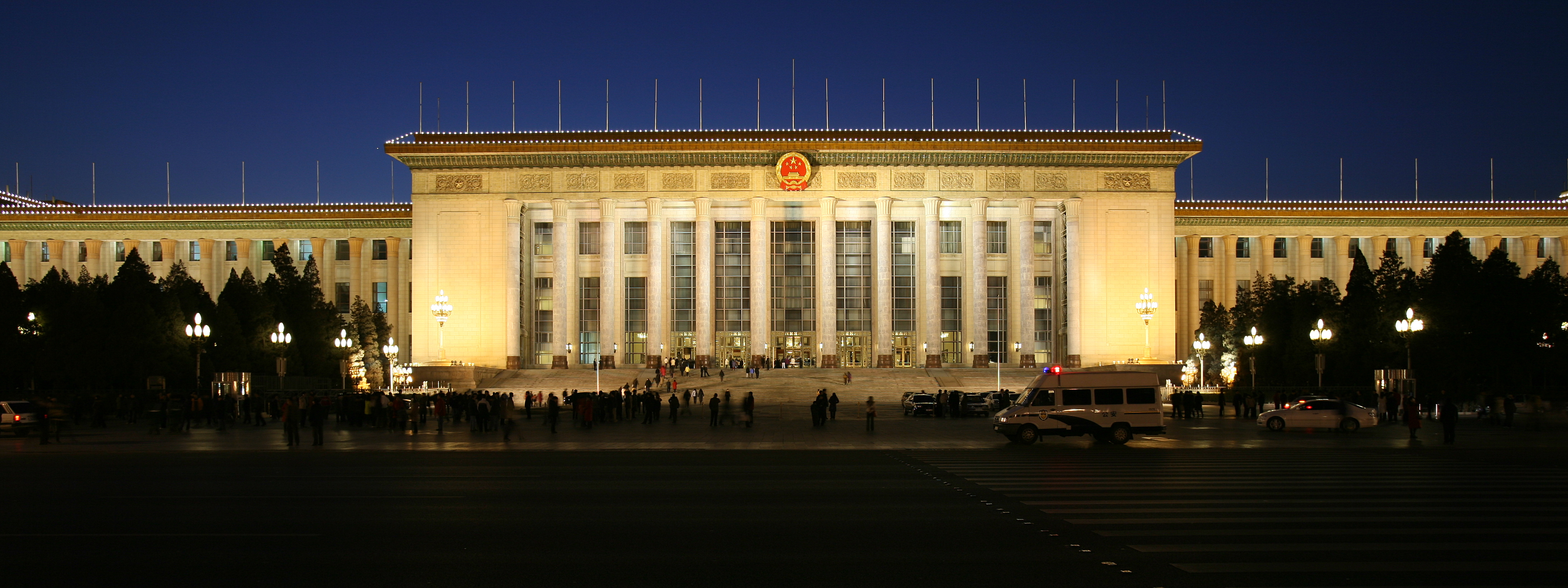
Große Halle des Volkes
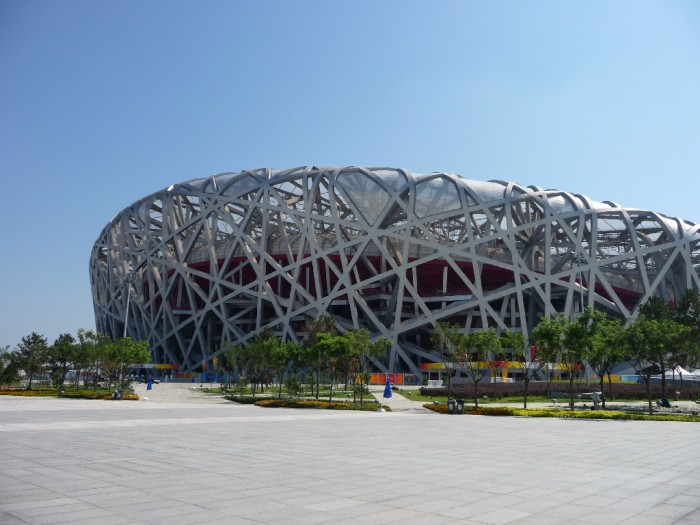
Nationalstadion Peking
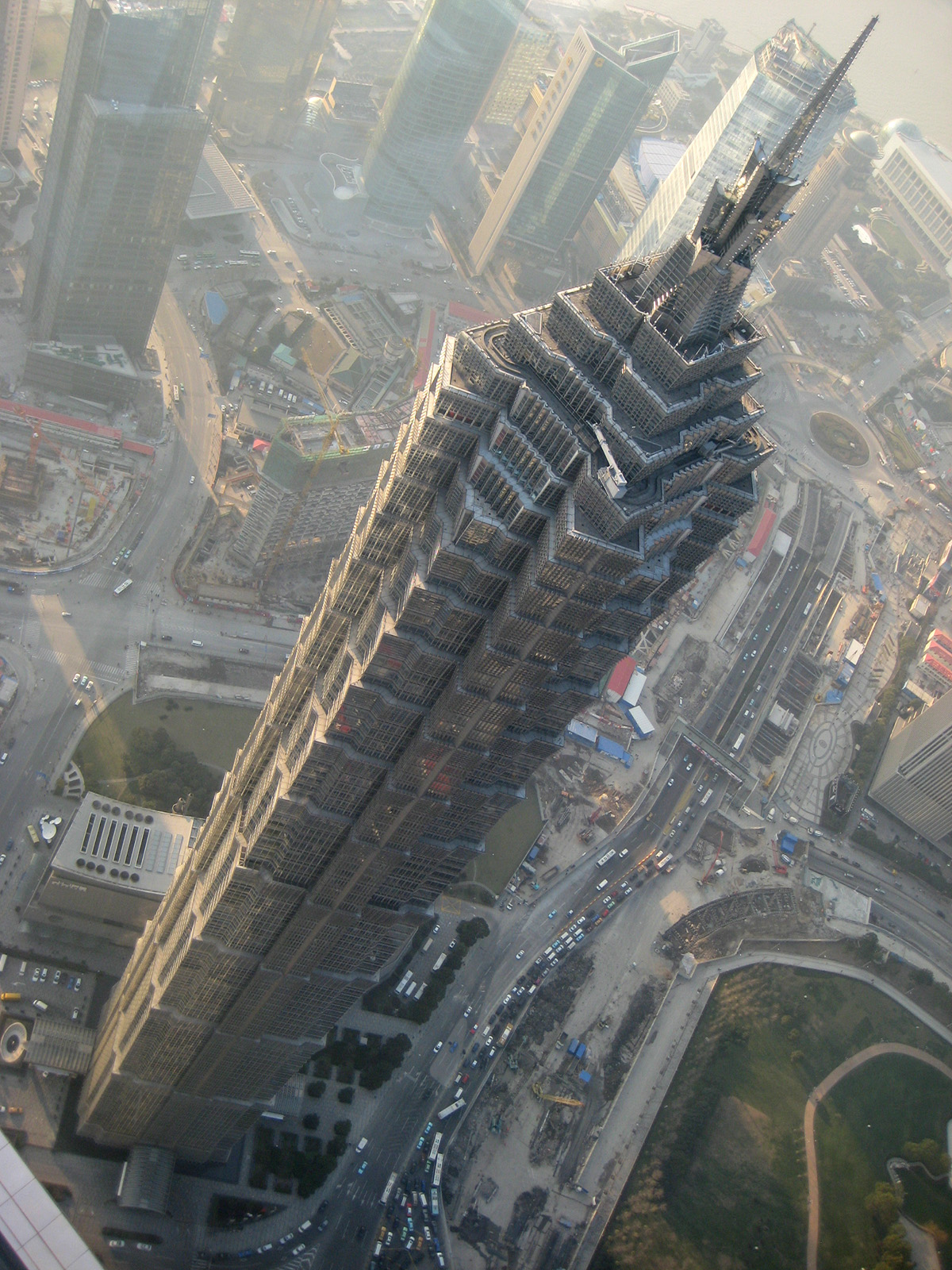
Jin Mao Tower

## Chinesische Volkskunst
Während die bereits genannten Kunstformen in erster Linie von den oberen sozialen Klassen, insbesondere der Gelehrtenklasse, rezipiert wurden, bildete sich in China auch eine breiteren Schichten zugängliche Volkskunst heraus.

### Bildende Künste

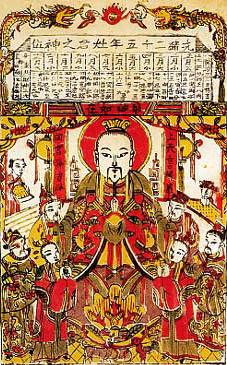
Neujahrsbild für das 25. Jahr der Ära Guangxu (1899/1900)

Im Bereich der Malerei bzw. der Holzschnittkunst sind zunächst die sogenannten Türbilder zu nennen, Darstellungen von Göttern, mythologischen Gestalten oder historischen Figuren, die dem eigenen Heim Schutz und Segen bringen sollen. Hieraus entwickelten sich die thematisch anspruchsvolleren alljährlich erneuerten Neujahrsbilder, die etwa detailliert Szenen aus alten Volkssagen und -dramen schildern. Eine Renaissance erlebten beide Kunstformen, als sie Anfang der 1950er Jahre vom kommunistischen Regime der Volksrepublik China als Propaganda-Instrument entdeckt wurden. Im Zuge dessen entstand auch die von der Partei propagierte Chinesische Bauernmalerei.

### Darstellende Künste
Zu nennen ist weiter das Chinesische Puppentheater (傀儡戯; kuǐlěixì auch: 木偶戯; mùǒuxì), bei dem zum Klang von Rasseln, Trommeln oder Streichinstrumenten Geschichten erzählt oder komische Monologe bzw. Dialoge gehalten werden. Zu unterscheiden ist das Spiel mit Marionetten, mit Stockpuppen, mit Eisendrahtpuppen sowie mit Handpuppen. Daneben gibt es als Sonderform das Schattentheater: Hier werden 30–70 cm große, an filigrane Scherenschnittarbeiten erinnernde und mit Rindspergament bezogene Figuren von unsichtbaren Akteuren vor einer Lichtquelle bewegt. Thematisch greift das Puppentheater volkstümliche Stoffe der chinesischen Tradition auf, die allerdings meist sehr frei und improvisierend wiedergegeben werden.
Daneben genossen bereits seit der Han-Zeit auch etwa Akrobatik, Seiltanz, Jonglieren und Tiervorführungen große Wertschätzung.

## Rezeption chinesischer Kunst im Westen

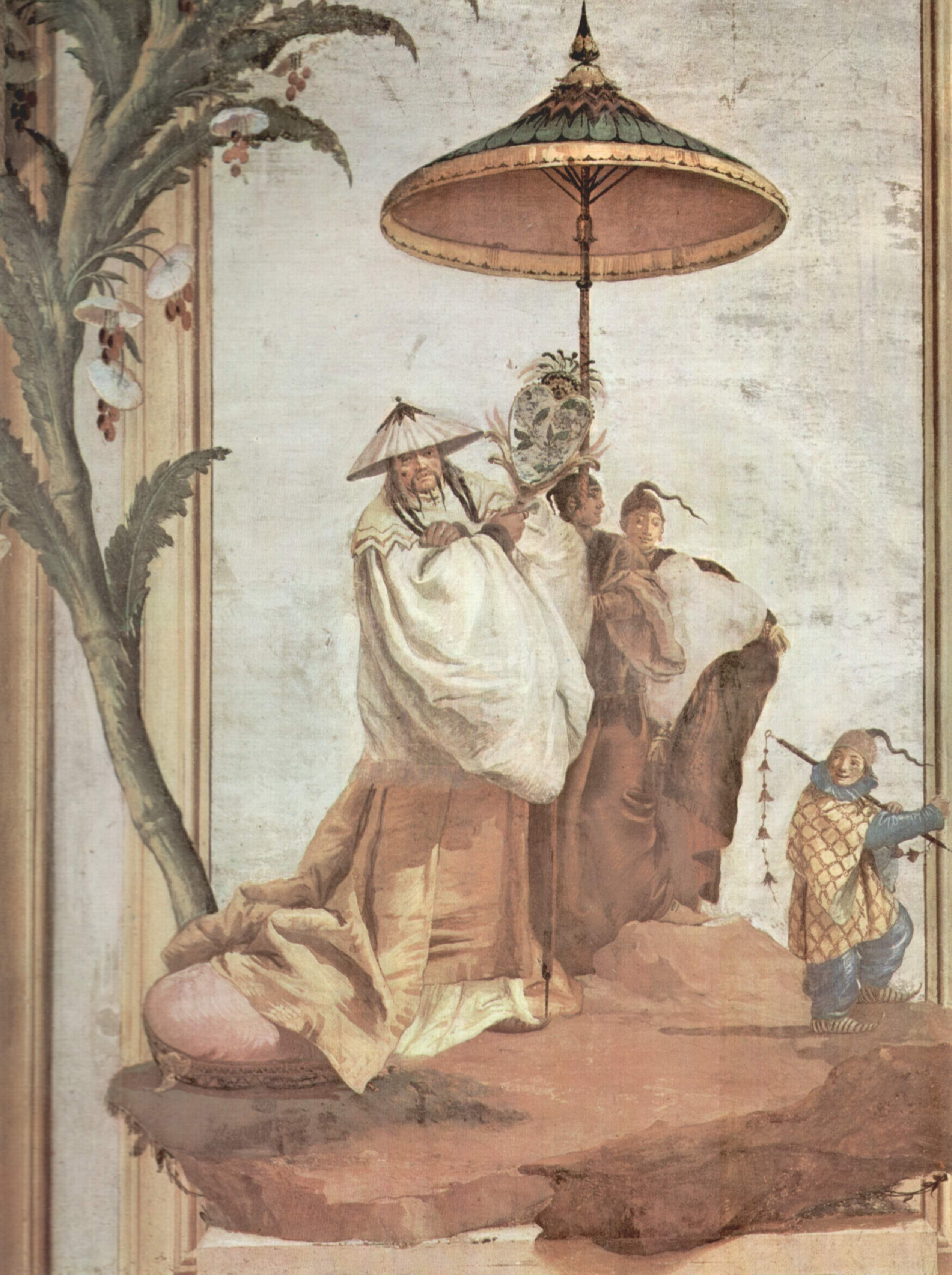
Landschaft mit Mandarinenbaum, Fresko von Giovanni Domenico Tiepolo, 1757

Bereits seit der Antike gelangten auf dem Landweg, insbesondere auf der Seidenstraße, neben Seide, Edelmetallen und Gewürzen in beschränktem Umfang auch chinesische Kunsterzeugnisse nach Europa. Ein sprunghafter Anstieg des Kunstexports war jedoch nach der Entdeckung des Seewegs nach China durch die Portugiesen im Jahr 1514 zu verzeichnen.

### Porzellan
Zunächst waren es die Portugiesen und Spanier, die in größeren Mengen vor allem chinesisches Porzellan und Lackarbeiten nach Europa verschifften. Bereits König Philipp II. von Spanien besaß eine Porzellansammlung von mehr als 3.000 Stück. Im 17. Jahrhundert ging der Ostindienhandel indes zunehmend in die Hände der Holländer und Briten über. Von den niederländischen Häfen aus wurden Fürstenhöfe in ganz Europa insbesondere mit dem beliebten Blau-Weiß-Porzellan versorgt. Es diente nicht nur als Gebrauchsgeschirr, sondern erfreute sich auch als Kaminaufsatz oder Ausstattung für die berühmten „Porzellankabinette“ der europäischen Schlösser großer Beliebtheit. Teilweise wurde in China sogar Porzellan speziell für den Export gefertigt (siehe auch Chinesisches Auftragsporzellan).
Sehr bald versuchte man in Europa auch, das chinesische Porzellan nachzuahmen. Erste Versuche sind bereits für das Italien des späten 15. Jahrhunderts belegt, wobei es sich beim Endprodukt wohl mehr um ein milchiges Glas gehandelt haben dürfte. Später beeinflusste das Blau-Weiß-Porzellan die europäische Fayence-Kunst, insbesondere die Produktion der Delfter Manufakturen. Die Herstellung richtigen Porzellans gelang indes erst 1709 dem am Hofe Augusts des Starken in Dresden tätigen Johann Friedrich Böttger. Im Laufe des 18. Jahrhunderts entstanden daraufhin Manufakturen an allen führenden Fürstenhöfen des Kontinentes (nach Meißen u. a. Wien, Sèvres, Nymphenburg, Kopenhagen, Neapel). Später wurde Porzellan schließlich zu einem wichtigen Teil der europäischen Alltagskultur.

### Lackkunst
Ebenfalls exportiert wurde chinesische Lackkunst, wenngleich man hierbei im Allgemeinen den Erzeugnissen Japans den Vorzug gab. Zur Zeit des großen Kunstexports hatte das Inselreich sein Vorbild China auf diesem Gebiet nämlich längst überflügelt. Große Wertschätzung genossen einerseits Lackmöbel mit aufwendigen Malereien oder Inkrustationen. Zum anderen pflegte man fürstliche Kunstkabinette gerne mit den Bestandteilen zerlegter Wandschirme zu vertäfeln. Als Sammler von Lackarbeiten betätigten sich u. a. Fürst Friedrich Wilhelm von Brandenburg sowie König Karl II. von England; beide waren bei Studienaufenthalten in Holland erstmals mit chinesischer Kunst in Kontakt geraten.

### Tapeten
Ein drittes beliebtes Exportgut waren Chinesische Tapeten, die insbesondere nach Amsterdam und London verschifft und von dort an die europäischen Fürstenhöfe verteilt wurden. Später wurden sie zunächst im Rahmen der Chinoiserie-Mode nachgeahmt, ehe sie schließlich zum Ausgangspunkt einer eigenen, selbständigen europäischen Tapetenkultur wurden.

### Chinoiserien
Weniger rezipiert wurde zunächst die chinesische Malerei. Chinesische Motive fanden allenfalls in sehr verzerrter Form Eingang in die europäische Kunst, nämlich auf dem Wege der im 18. Jahrhundert in Mode gekommenen Chinoiserien. „Typische“ Landschaften mit Pagoden und Pavillons, Teichen und Bogenbrücken sowie der dazu passenden Bevölkerung finden sich etwa auf Gobelins, Wandbehängen und Tapeten. Mitunter versuchte man sich auch – meist eher unbeholfen – an der Nachahmung chinesischer Architektur; eines der bekanntesten Beispiele hierfür ist das sächsische Schloss Pillnitz bei Dresden oder die Villa Valmarana bei Vicenza. Aufgegriffen wurde auch die Chinesische Gartenkunst, erstmals 1759 von William Chambers in den Kew Gardens.

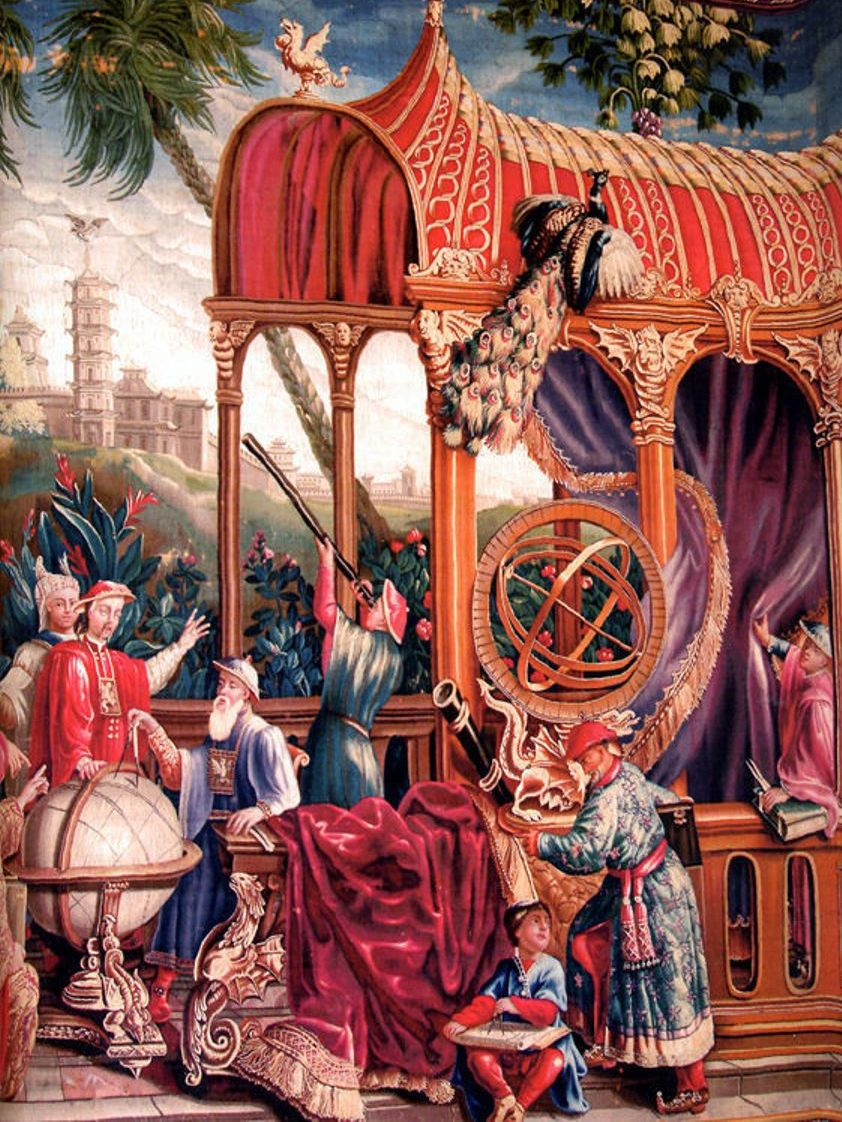
Gobelin, Kaiser Kangxi mit Jesuiten
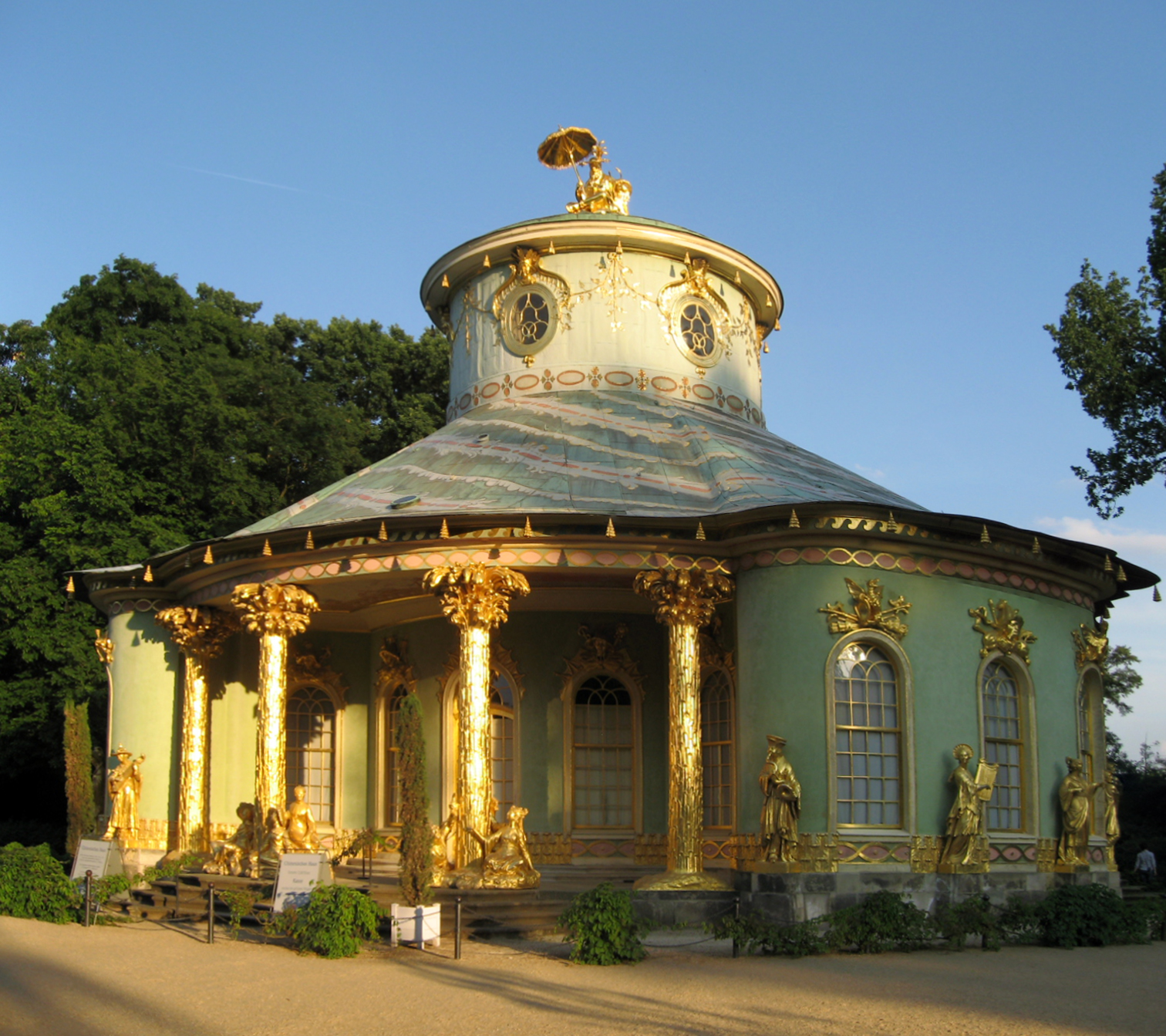
Chinesisches Haus in Sanssouci
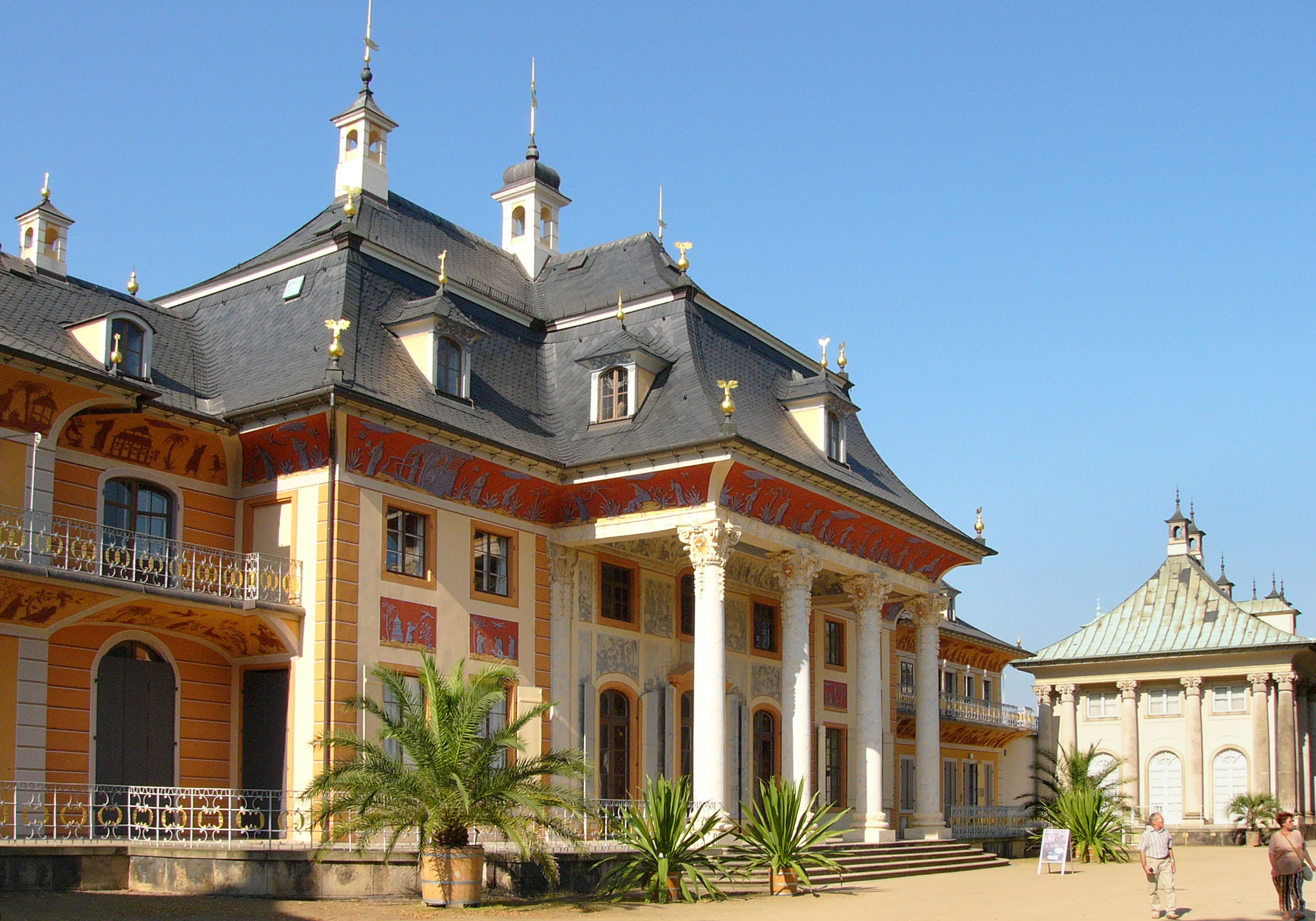
Schloss Pillnitz
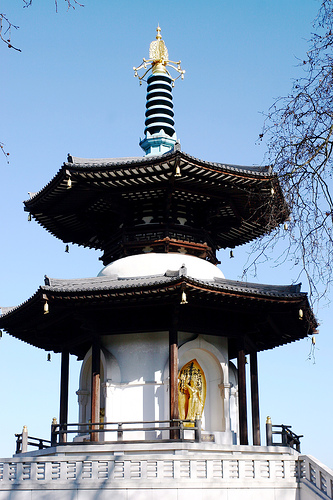
Friedenspagode im Battersea Park

### Die Entdeckung der chinesischen Literatur
Die Rezeption der chinesischen Literatur ließ indes sogar bis ca. 1900 auf sich warten. Für Deutschland machte den Anfang Richard Wilhelm mit seinen Übersetzungen der Klassiker der chinesischen Geisteswelt wie Konfuzius oder Laozi. In der Folge entdeckten auch Dichter wie Hans Bethge, Klabund, Otto Julius Bierbaum, Bertolt Brecht oder Hermann Hesse die Schöpfungen ihrer fernöstlichen Kollegen, insbesondere Li Bais und Du Fus; in der englischsprachigen Moderne griff insbesondere Ezra Pound die Methode der chinesischen Lyrik auf. Eine breite Rezeption erfuhr auch Witter Bynners The Jade Mountain (1929), eine Nachdichtung vor allem von Gedichten der Tang-Dynastie. Neben bloßen Übersetzungen bzw. Nachdichtungen lassen sich auch chinesische Einflüsse in den eigenen Werken der genannten Autoren nachweisen. Große Verdienste hat sich insofern auch Franz Kuhn erworben, der mit seinen Übersetzungen der zentralen Romane wie Der Traum der Roten Kammer chinesische Literatur einer breiteren deutschsprachigen Leserschaft erschloss, allerdings immer in stark gekürzten Übersetzungen.

### Chinesische Kunst in Europäischen Museen
Größere Sammlungen chinesischer Kunst befinden sich u. a. in folgenden europäischen Museen:
- Museum für Asiatische Kunst in Berlin-Dahlem (Website); Schwerpunkte: Antike Bronzen, Tuschmalerei, Gebrauchskunst
- Museum für Ostasiatische Kunst in Köln (Website); Schwerpunkte: Bronzekunst, Keramik, zahlreiche Wechselausstellungen
- Übersee-Museum Bremen (Website)
- Linden-Museum Stuttgart (Website); Schwerpunkte: Keramik, Lackkunst, Tang-Grabkult
- Museum Fünf Kontinente (Website); nur ein Raum China; Schwerpunkt: Gebrauchskunst
- Residenzmuseum München (Website); chinesisches Porzellan
- Dresdner Zwinger (Website); chinesisches Porzellan
- Museum für Völkerkunde Dresden (Website); Schwerpunkte: Porzellan, Gebrauchs- und Volkskunst
- Herzog Anton Ulrich-Museum, Braunschweig (Website); Schwerpunkte: Yixing-Keramik, Perlmutt-Lackkunst, Speckstein-Kleinplastik
- Museum für Lackkunst, Münster (Website); ausschließlich Lackkunst
- Deutsches Ledermuseum, Offenbach (Website); Schwerpunkt: Puppentheater
- Deutsches Tapetenmuseum, Kassel (Website); ausschließlich Tapeten
- Internationales Keramikmuseum, Weiden (Website); ausschließlich Porzellan
- Museum Angewandte Kunst, Frankfurt am Main (Website); Schwerpunkte: Kleinskulpturen, Gebrauchskunst
- Museum für angewandte Kunst (Wien) (Website); Schwerpunkte: Porzellan, Kleinplastik
- Rietberghaus, Zürich (Website); Schwerpunkte: Buddhistische Großplastik, Tuschmalerei
- Musée Guimet Paris (Website); Schwerpunkte: Tang-Grabkult, Porzellan, Möbel, Tuschmalerei
- Musées royaux d’art et d’histoire, Brüssel, (Website); Schwerpunkte: Textilien, Tuschmalerei, Grabkeramik
- Pavillon Chinois, Brüssel (Außenstelle der MRAH in Brüssel-Laaken, Website); Schwerpunkt: Porzellan
- British Museum London (Website); Schwerpunkte: Buddhistische Großplastik, Tang-Grabplastik,
- Victoria and Albert Museum London (Website); Schwerpunkte: Buddhistische Großplastik, Porzellan
- Museo Nazionale d’Arte Orientale "Giuseppe Tucci" Rom (Website); Schwerpunkt: Kleinplastik
- Ferenc-Hopp-Museum Budapest (Website); Schwerpunkte: Kleinplastik
- Kunstmuseum Thorn (Polen); Schwerpunkte: Kleinplastik
- Topkapı Sarayı Istanbul (Website); chinesisches Porzellan
- Musée Cernuschi, Paris
- 88-Mocca: The Museum of Chinese Contemporary Art on the Web virtuelle Ausstellung der Sammlung

### Chinesische Kunst in nichteuropäischen Museen
- Museum of Chinese in America, New York City
- Asian Art Museum, San Francisco